# Wubei Zhi

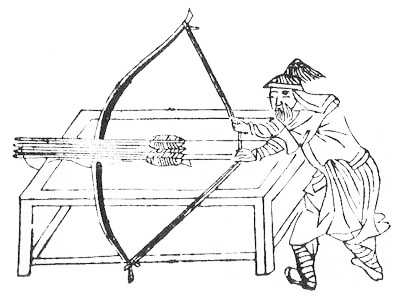
Ilustração de uma balestra sobre plataforma no Wubei Zhi

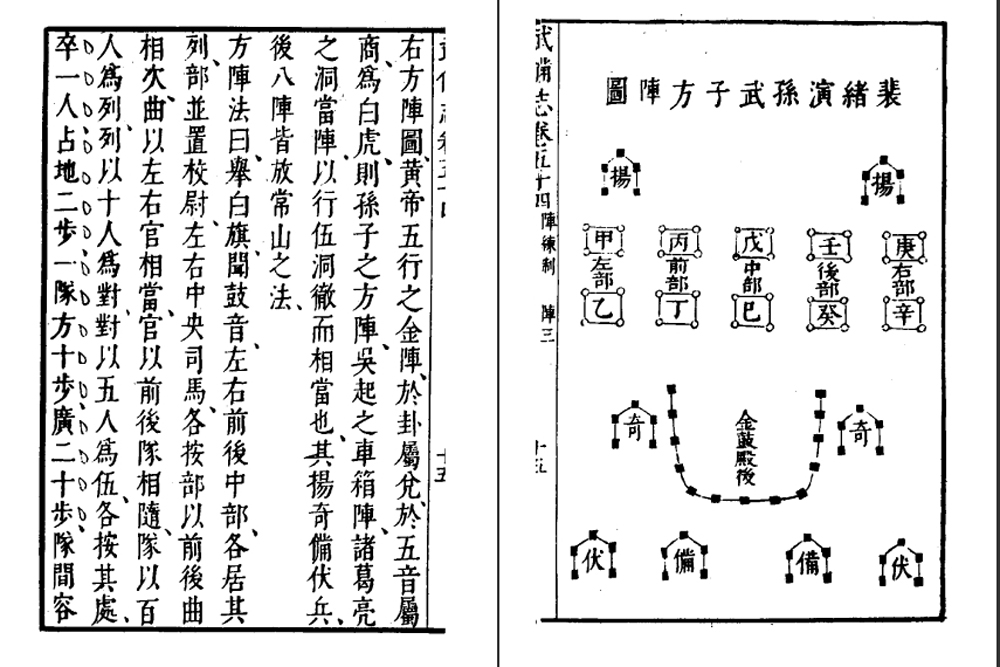
Ilustração de uma formação de tropas de Sun Zi no Wubei Zhi

Wubei Zhi (chinês: 武備志; Tratado sobre Tecnologia de Armamentos ou Registros de Armamentos e Provisões Militares), também conhecido pelo seu nome traduzido em japonês, Bubishi, é um livro militar na história chinesa. Foi compilado em 1621 por  zh (茅元儀, Máo Yuányí; 1594–1640?), um oficial das tropas navais na Dinastia Ming. O Wubei Zhi contém 240 volumes, 10.405 páginas e mais de 200 mil caracteres chineses.

## Estrutura
O Wubei Zhi divide-se em cinco seções: "Bing Jue Ping", "Zhan Lue Kao", "Zhen Lian Zhi", "Jun Zi Sheng" e "Zhan Du Zai".
- “Bing Jue Ping” (Comentário sobre Fórmulas Militares)

Contendo 18 capítulos, esta seção inclui teorias militares de figuras importantes, incluindo, mas não se limitando a, Sun Tzu. Algumas dessas teorias datam dos últimos anos da Dinastia Zhou Oriental, mais de 1.800 anos antes do compilador.
- “Zhan Lue Kao” (Reflexões sobre Táticas)

Com 31 capítulos, descreve mais de 600 exemplos específicos de batalhas ocorridas entre a Dinastia Zhou Oriental e a Dinastia Yuan. Entre elas se destacam a Batalha de Maling e a Batalha de Red Cliffs, esta última sendo um exemplo clássico de como derrotar um inimigo avassalador.
- “Zhen Lian Zhi” (Registro de Formações e Treinamento)

Esta parte do livro contém 41 capítulos. Apresenta diferentes métodos de treinamento de tropas, incluindo infantaria, cavalaria e carros de guerra, bem como treinamento individual em artes marciais para diferentes armas, como a lança e o Dao.

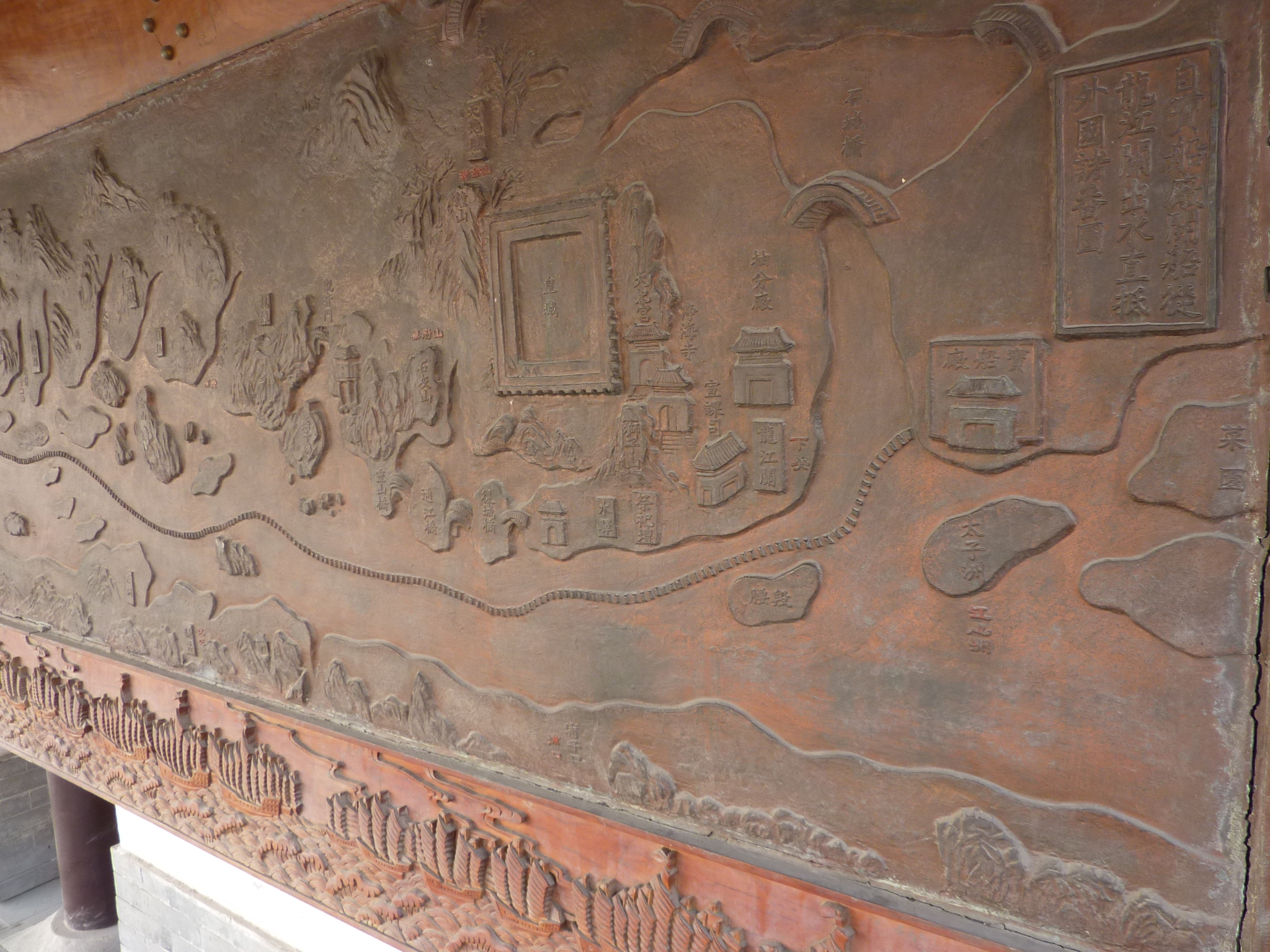
Um trecho do Mapa de Mao Kun mostrando as redondezas de Nanquim, reproduzido em relevo no Parque do Estaleiro de Navio do Tesouro, Nanquim

- “Jun Zi Sheng” (Sumário de Logística)

Dividida em 55 categorias, abrange diversos assuntos relacionados à logística em tempos de guerra, como marchas, acampamentos, formações de tropas, transmissão de ordens, ataque e defesa de cidades, fornecimento de comida, armamentos, cuidados de saúde e transporte, dentre outros.
- “Zhan Du Zai”

Nessa seção, com 96 capítulos, o autor discute aspectos de clima e geografia relacionados ao combate, bem como métodos tradicionais chineses de adivinhaçãoPredefinição:Clarificar e formação, além de abordar navegação marítima. Inclui-se aqui o chamado “Mapa de Mao Kun”, o único remanescente representando as rotas marítimas do Oceano Pacífico e Oceano Índico usadas pelas frotas de Zheng He.

## Impacto
Reconhecido como “uma enciclopédia militar na China antiga”, o Wubei Zhi é uma das obras mais influentes da história chinesa sobre guerra. É fonte rara para muitos mapas e projetos de armas, além de contribuir de modo significativo para cada um dos campos abordados em seus capítulos. Também fornece um relato das antigas teorias militares chinesas e dos pensamentos de estrategistas chineses.

### Armas de combate corpo a corpo

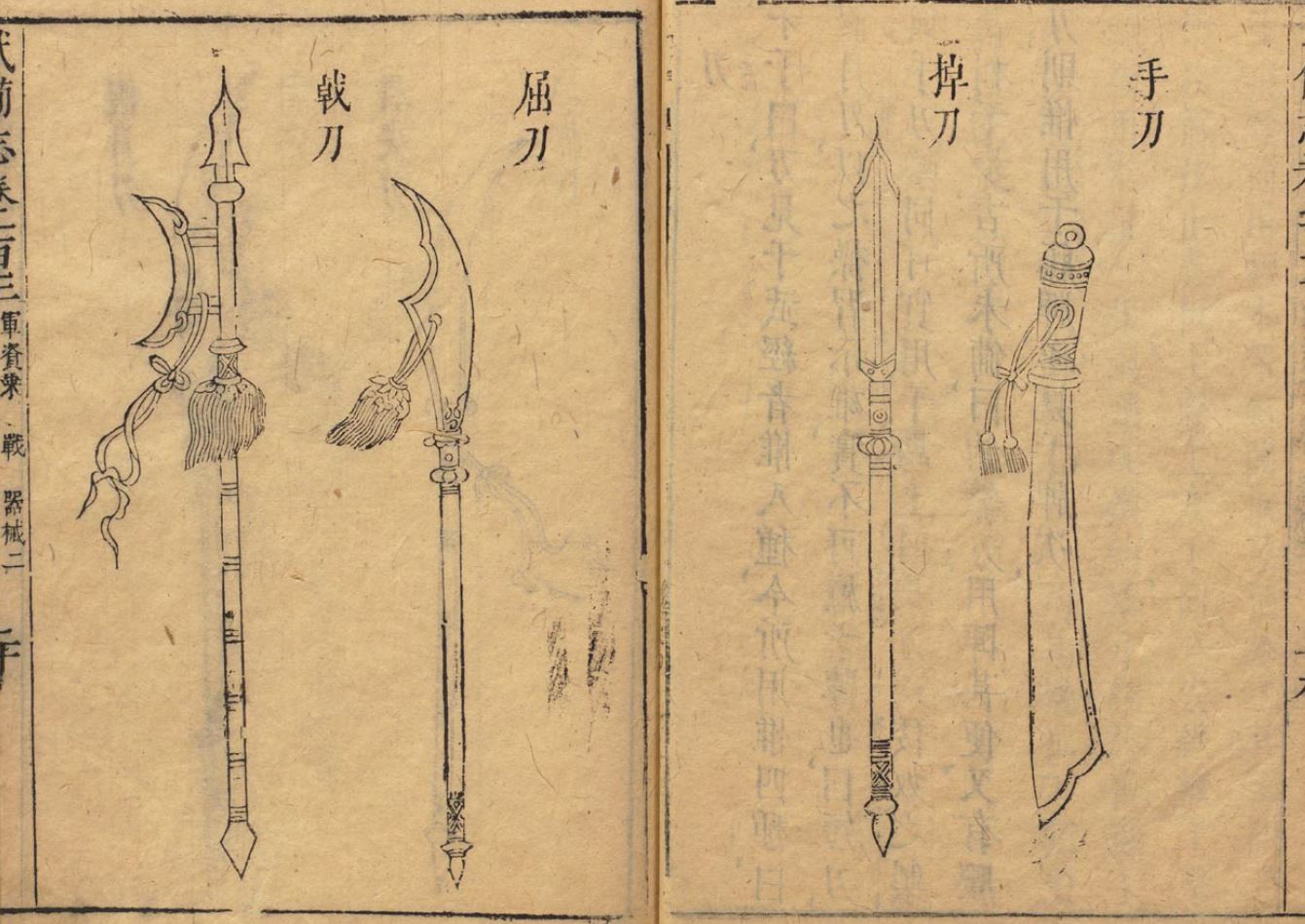
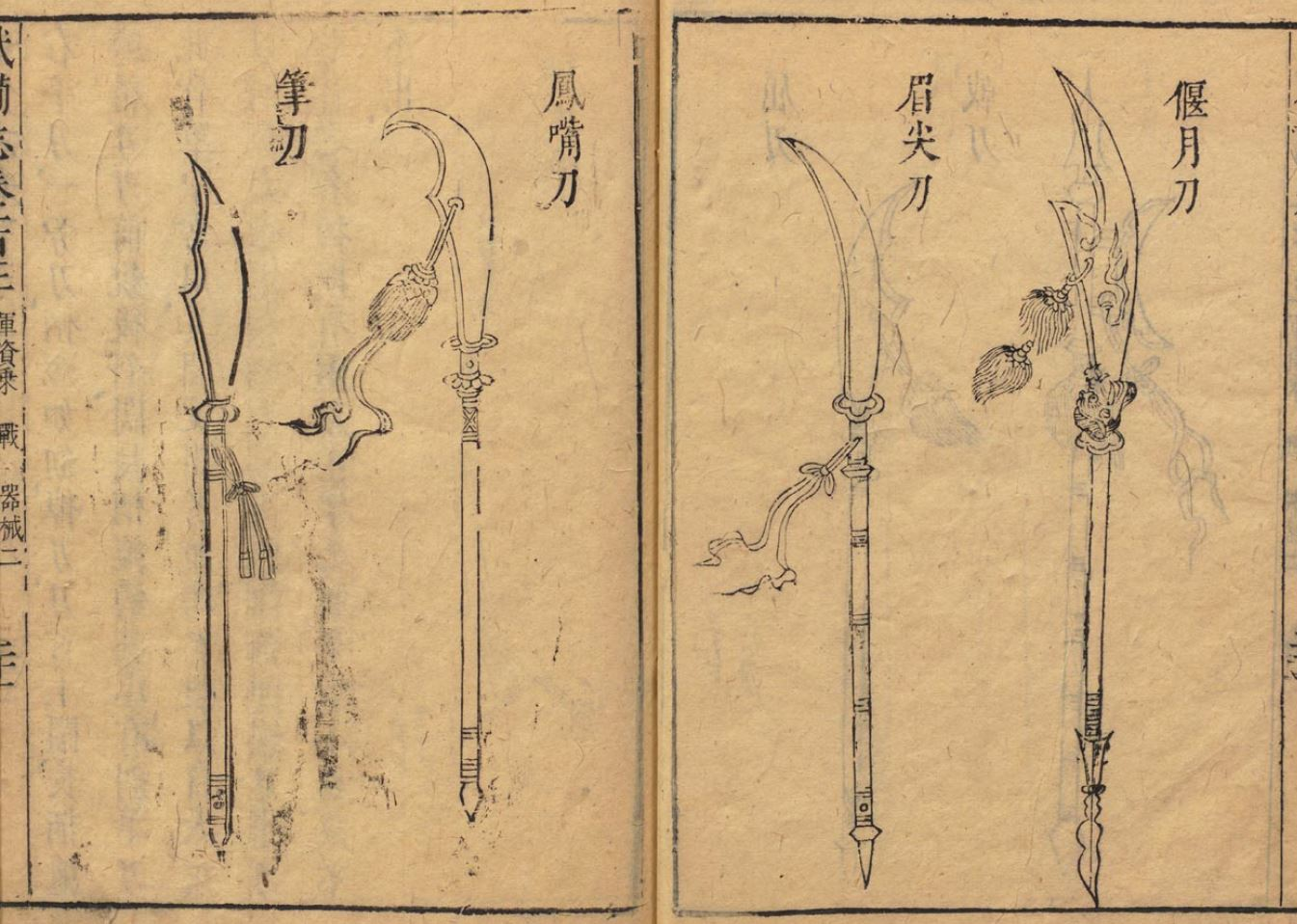
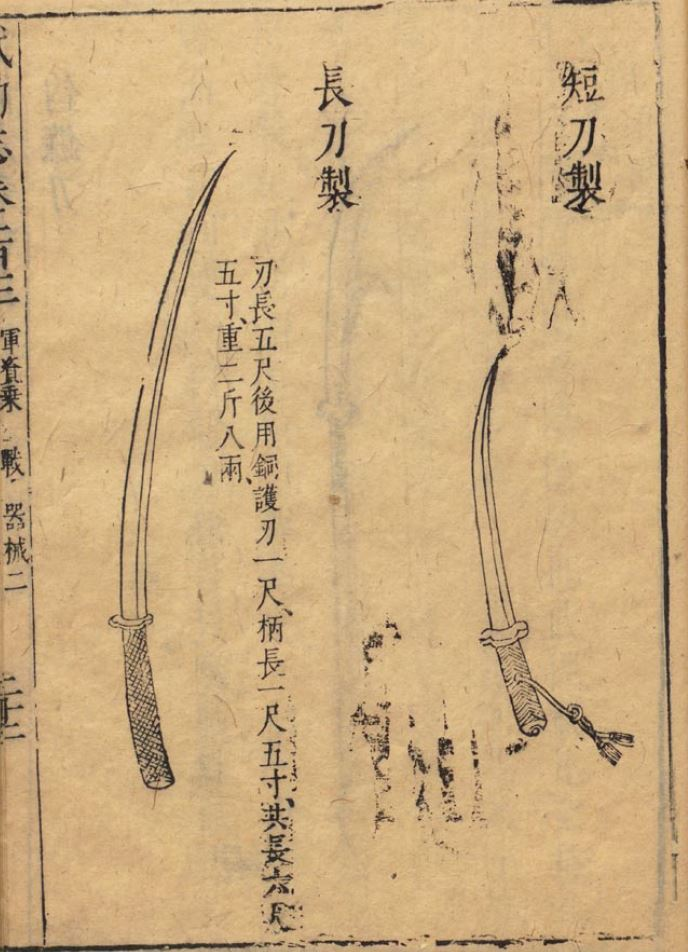
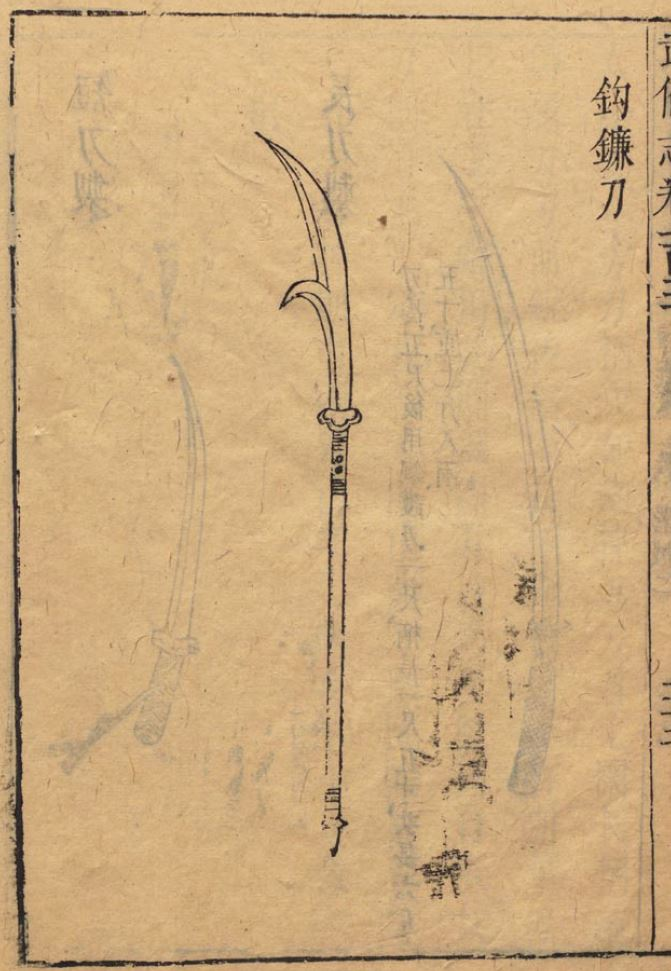
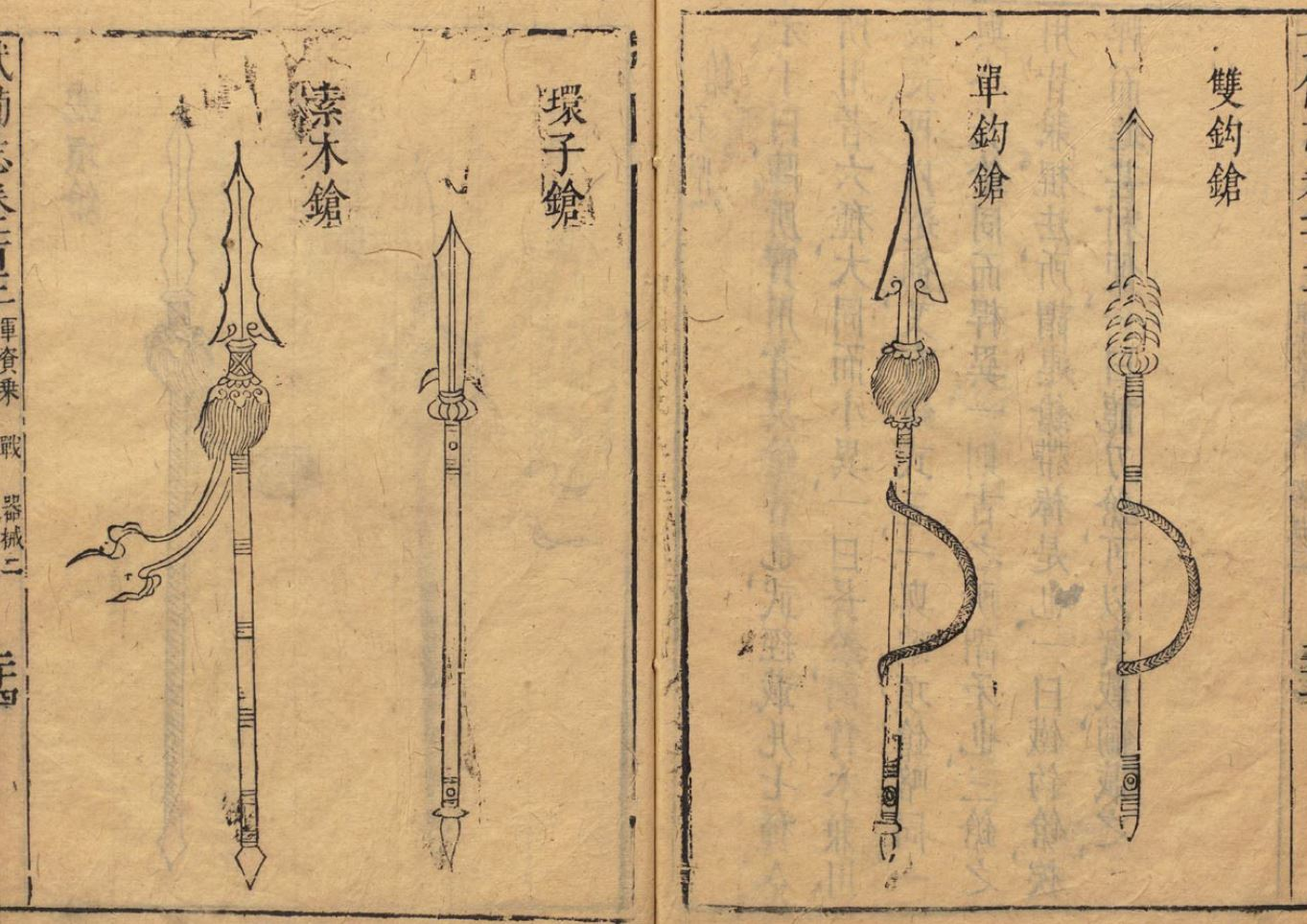
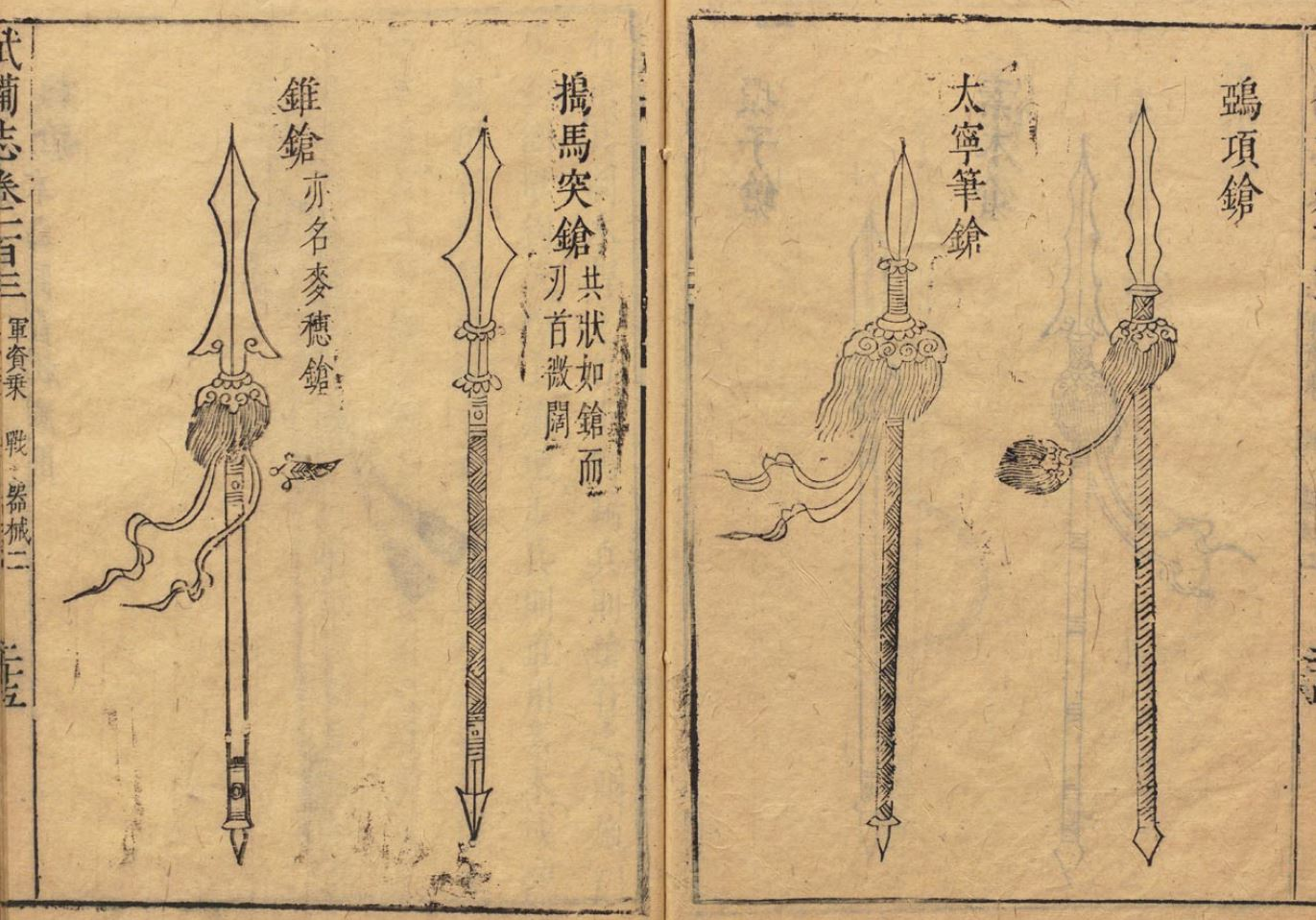
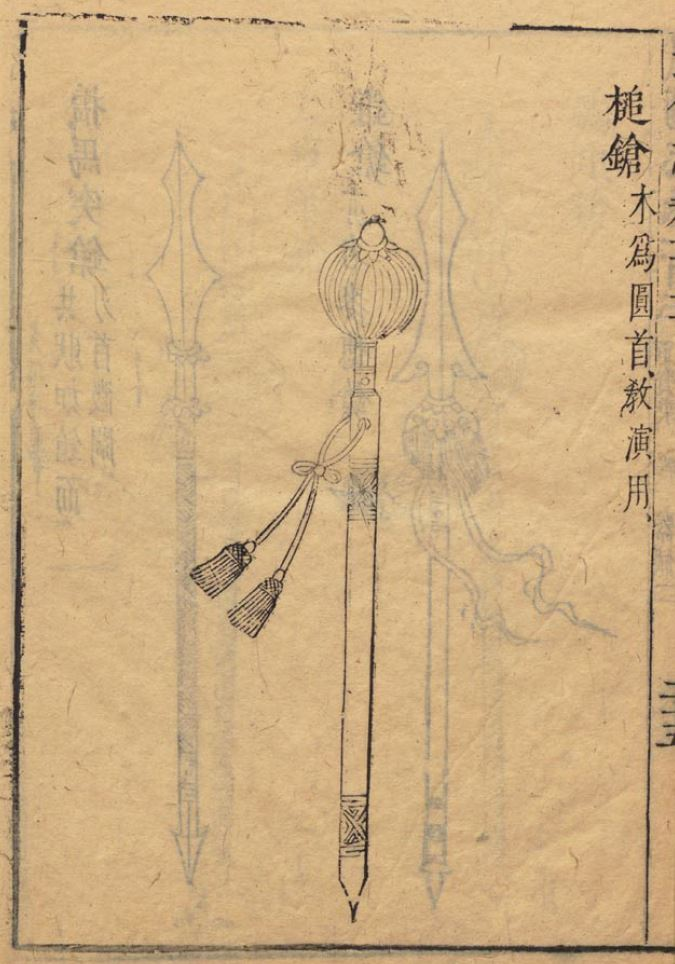
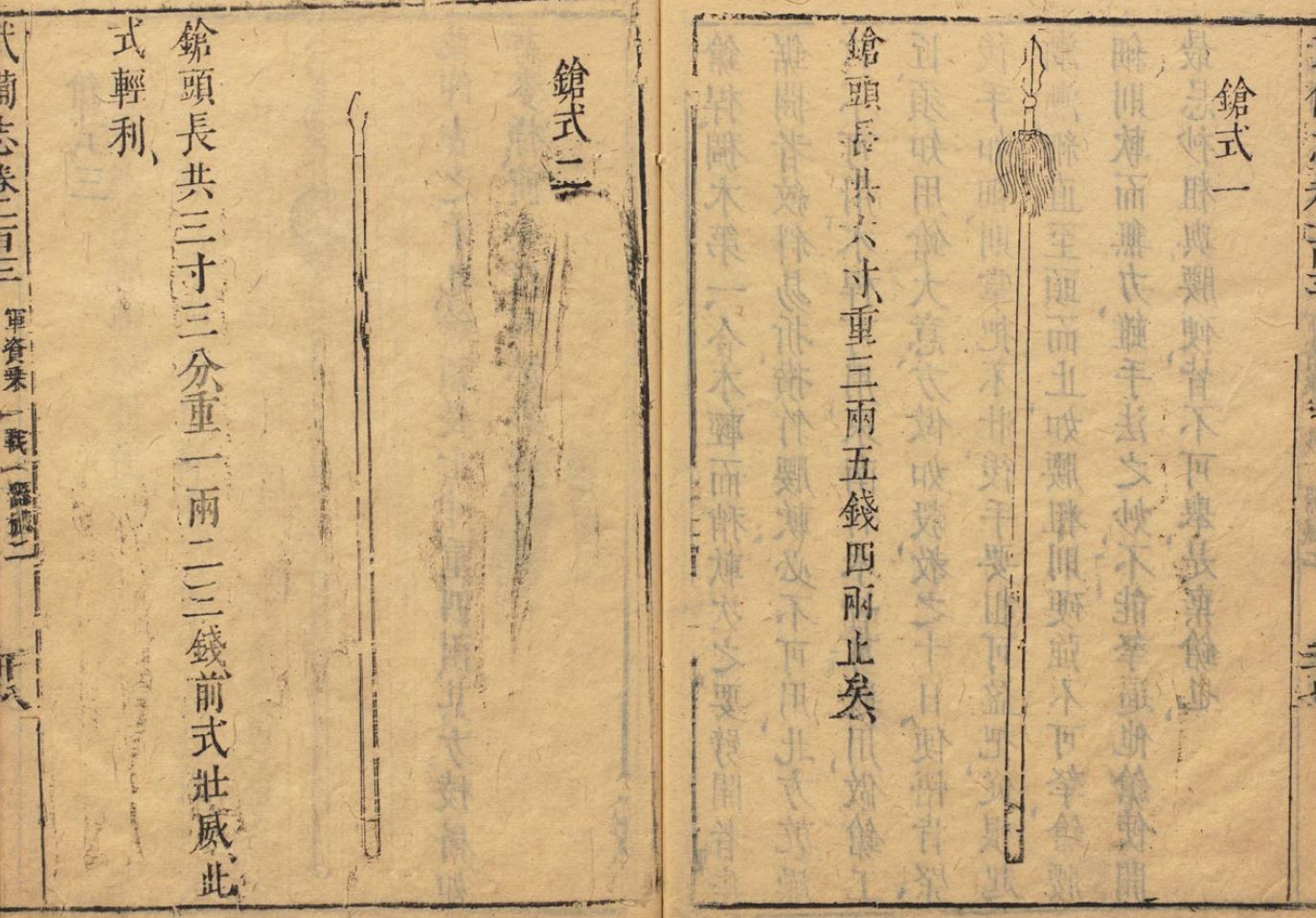
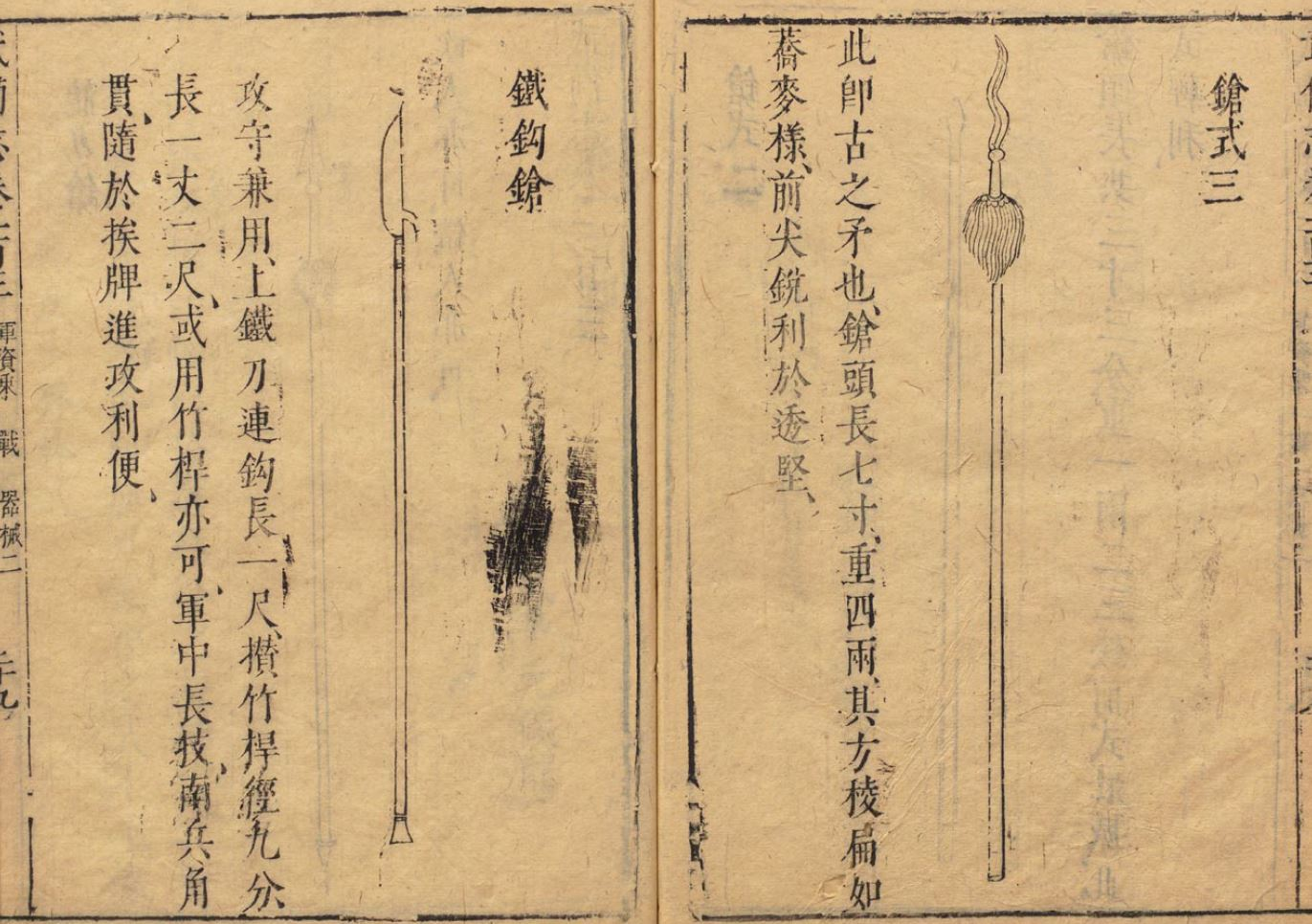
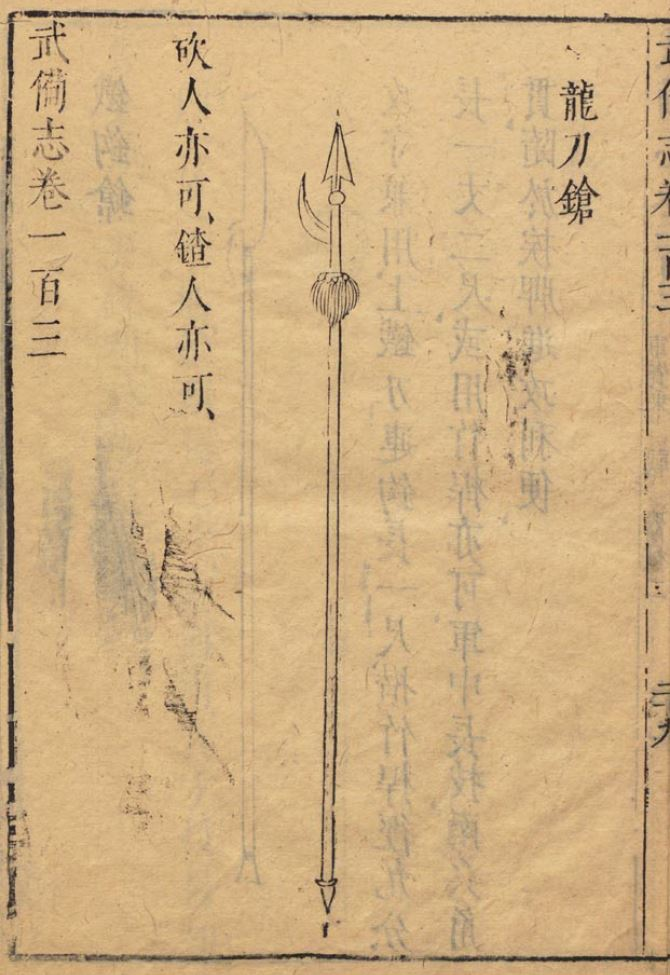
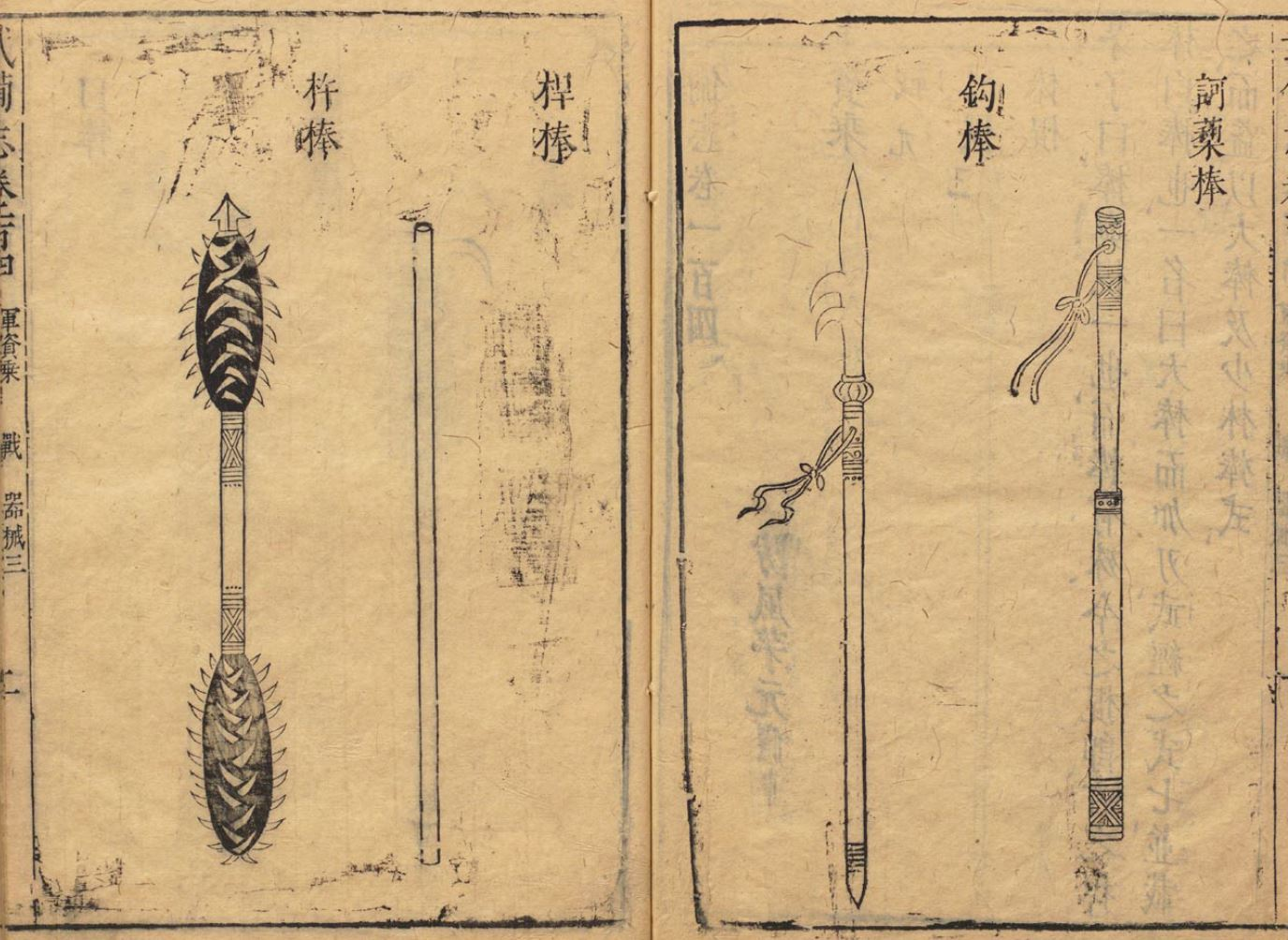
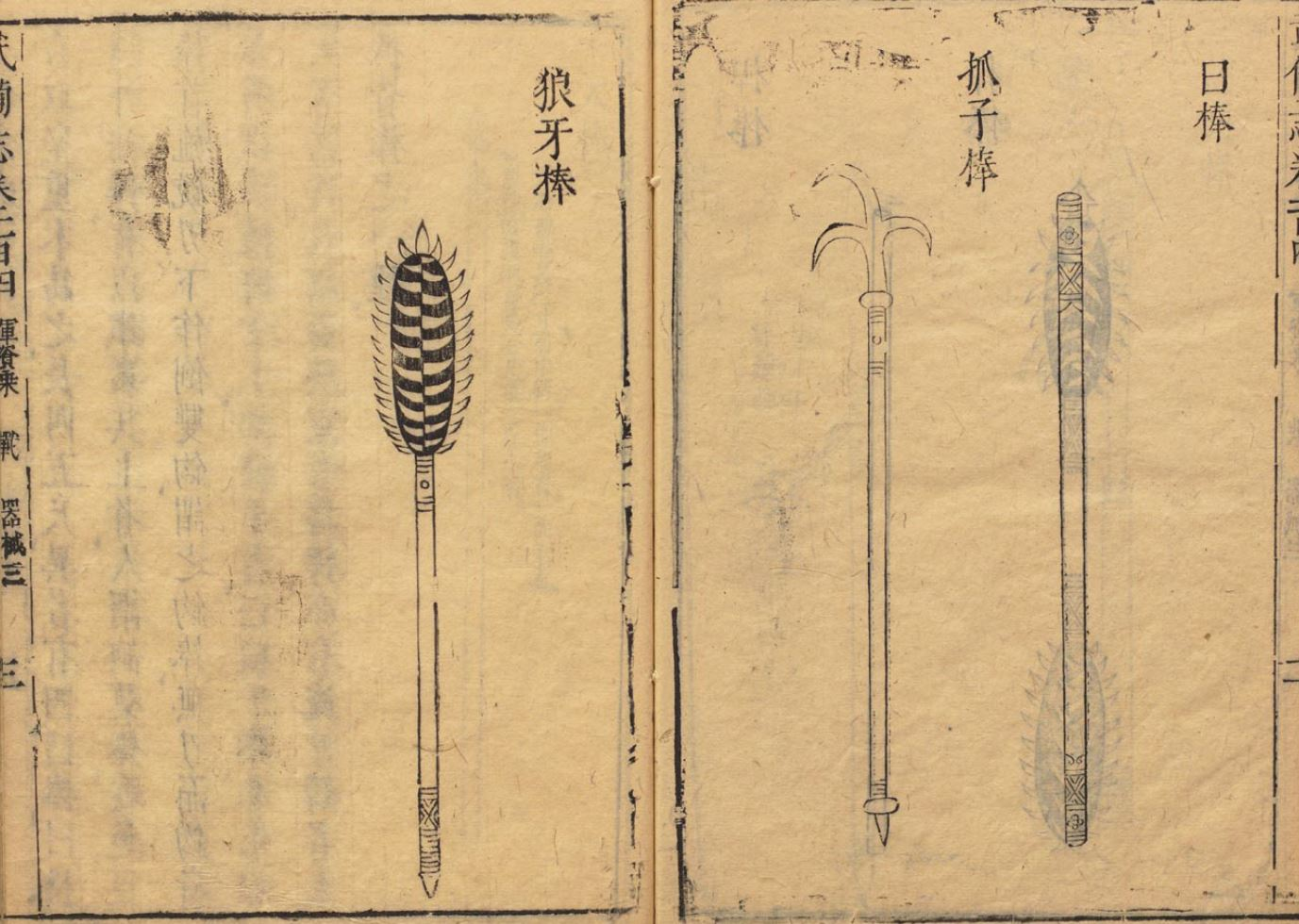
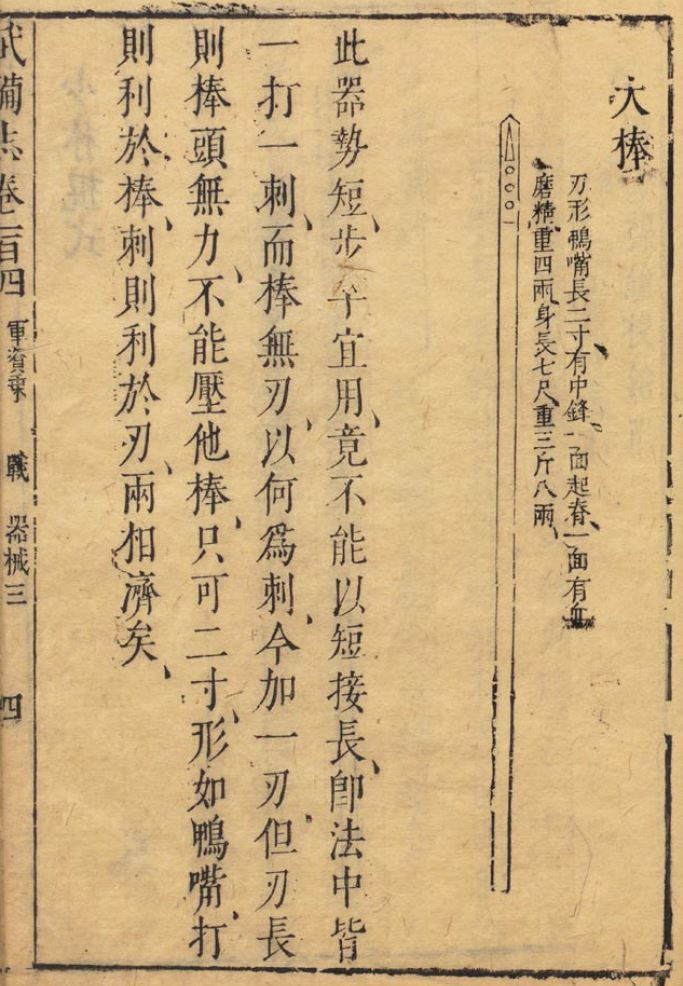
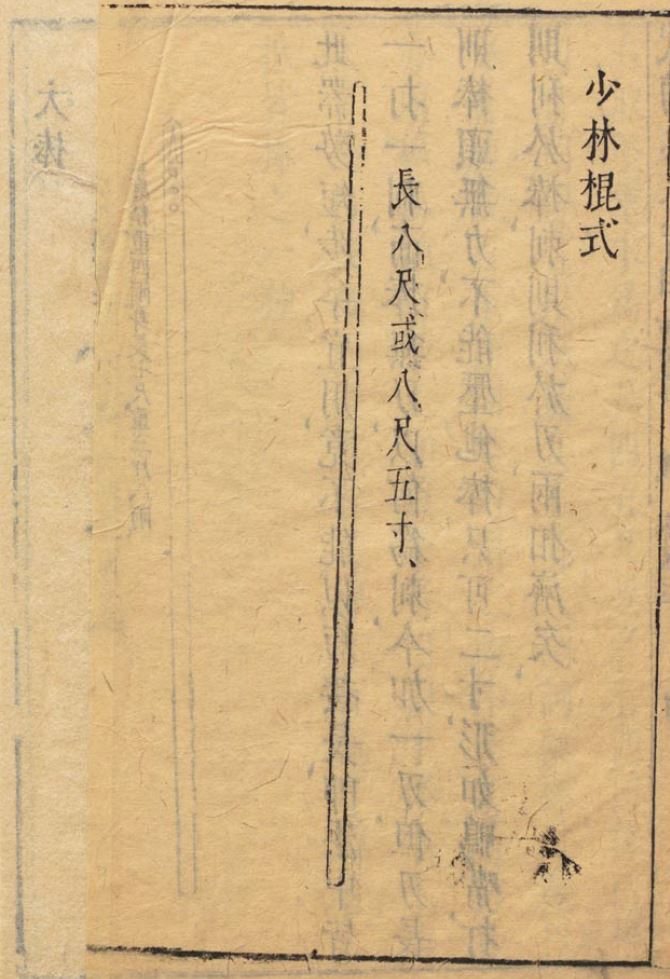
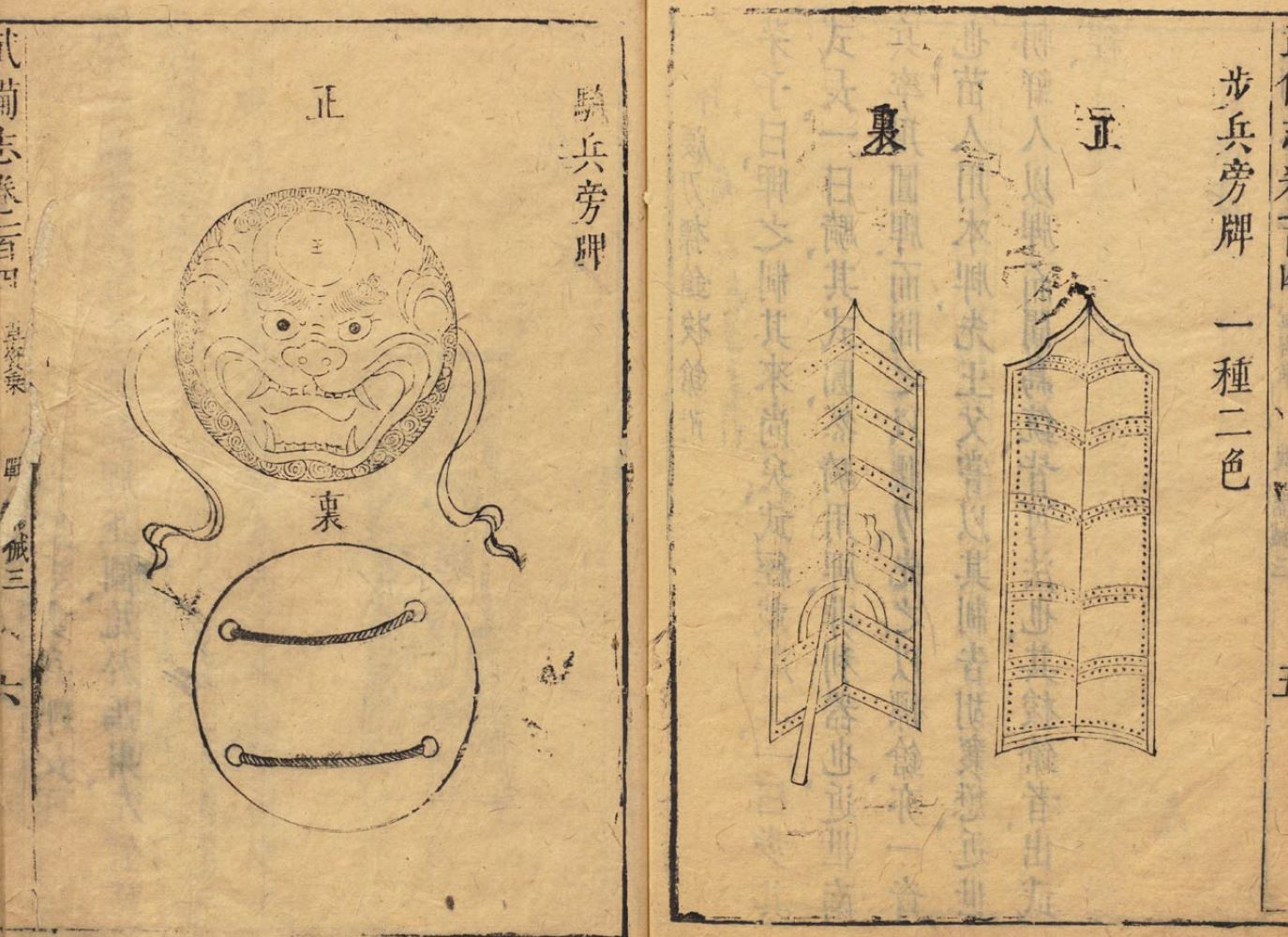
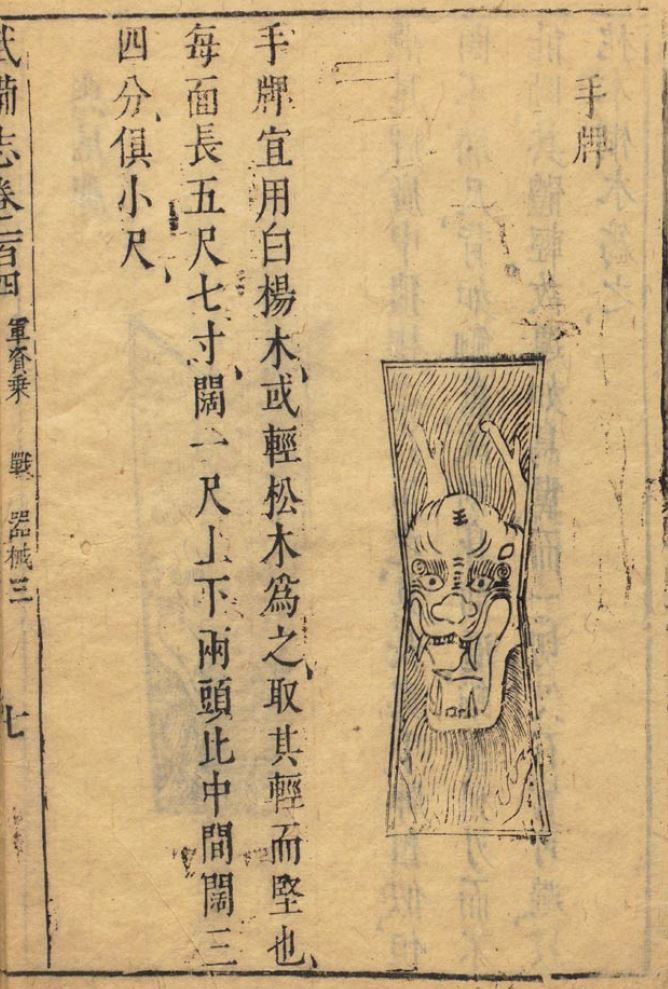
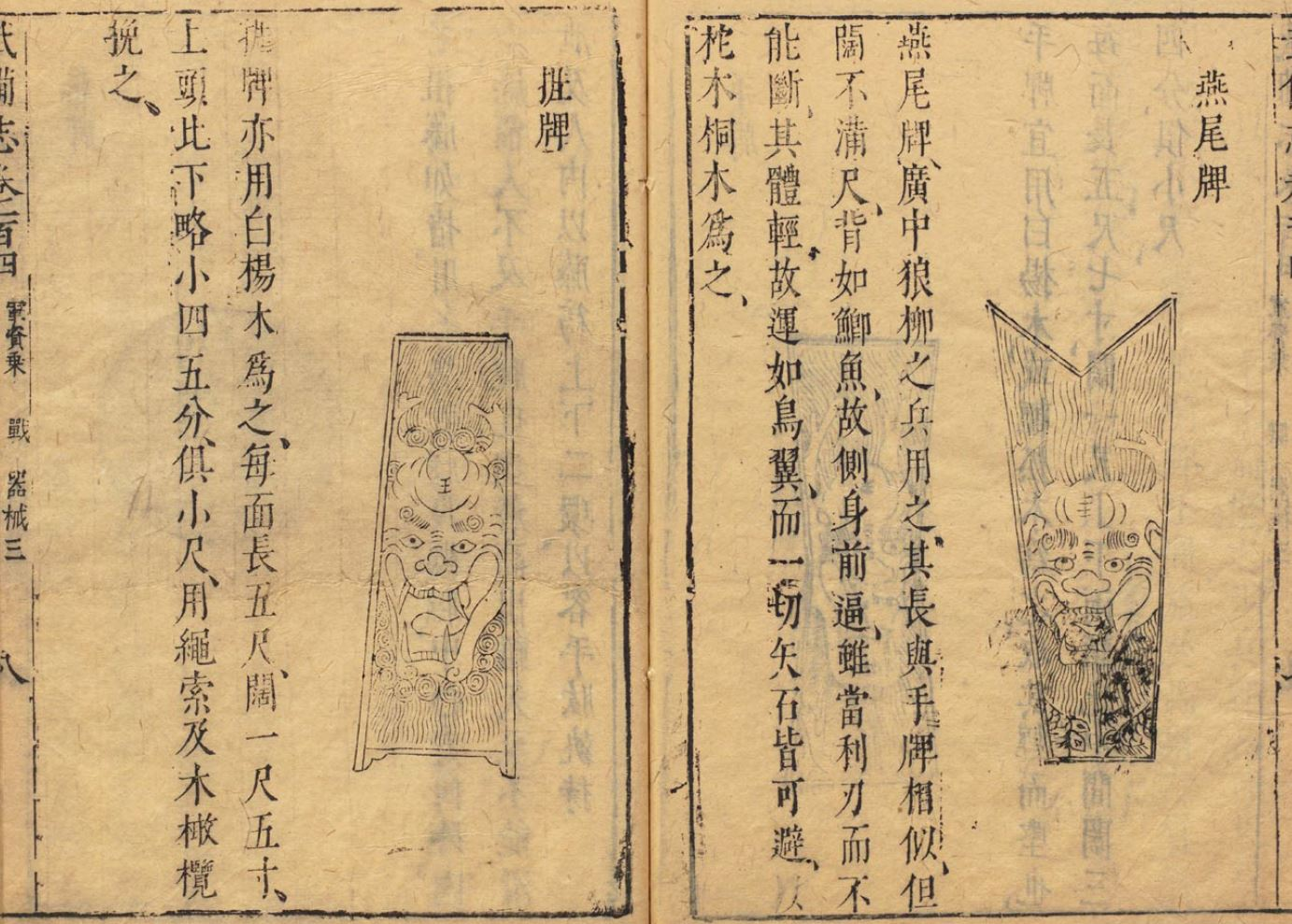
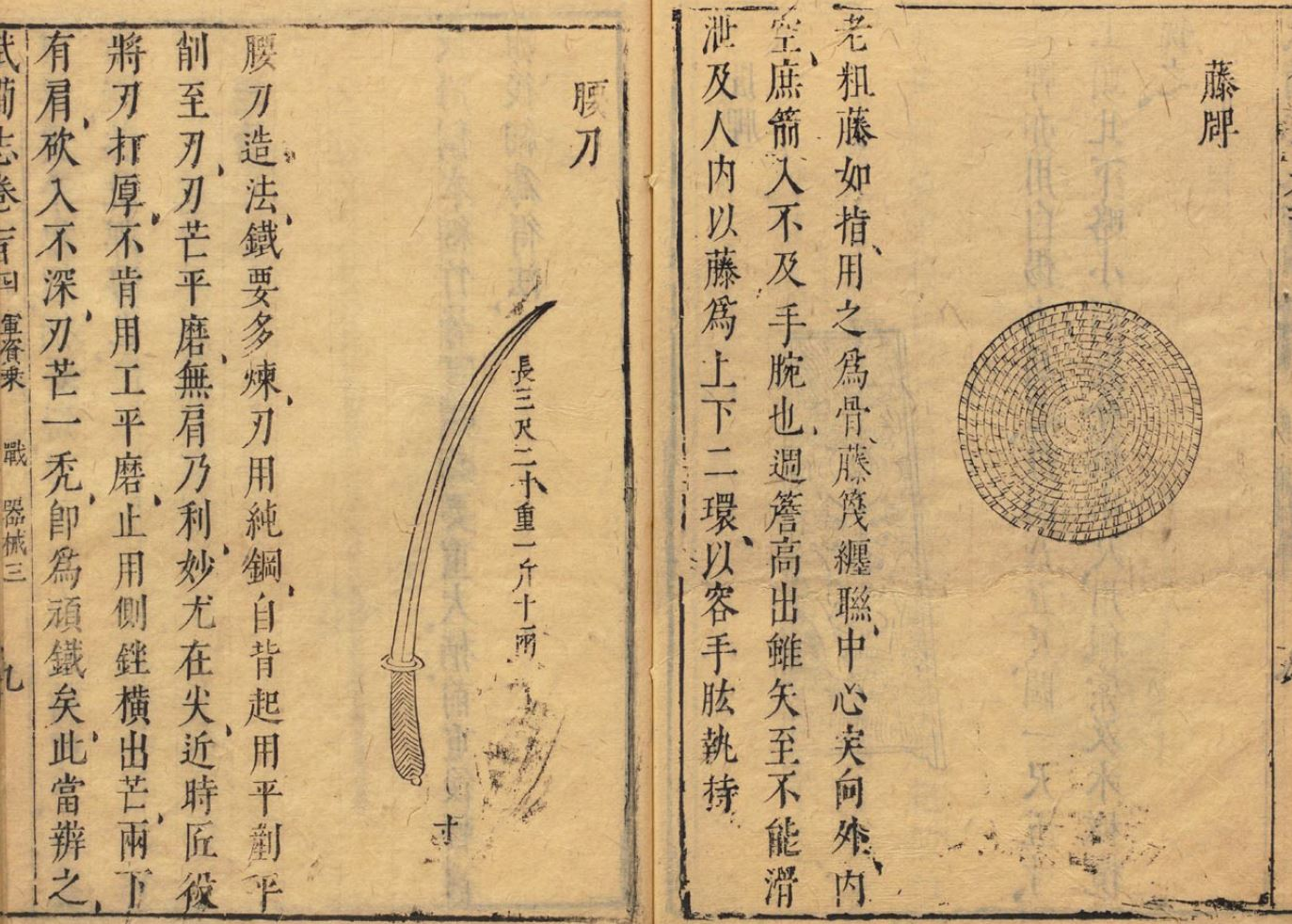
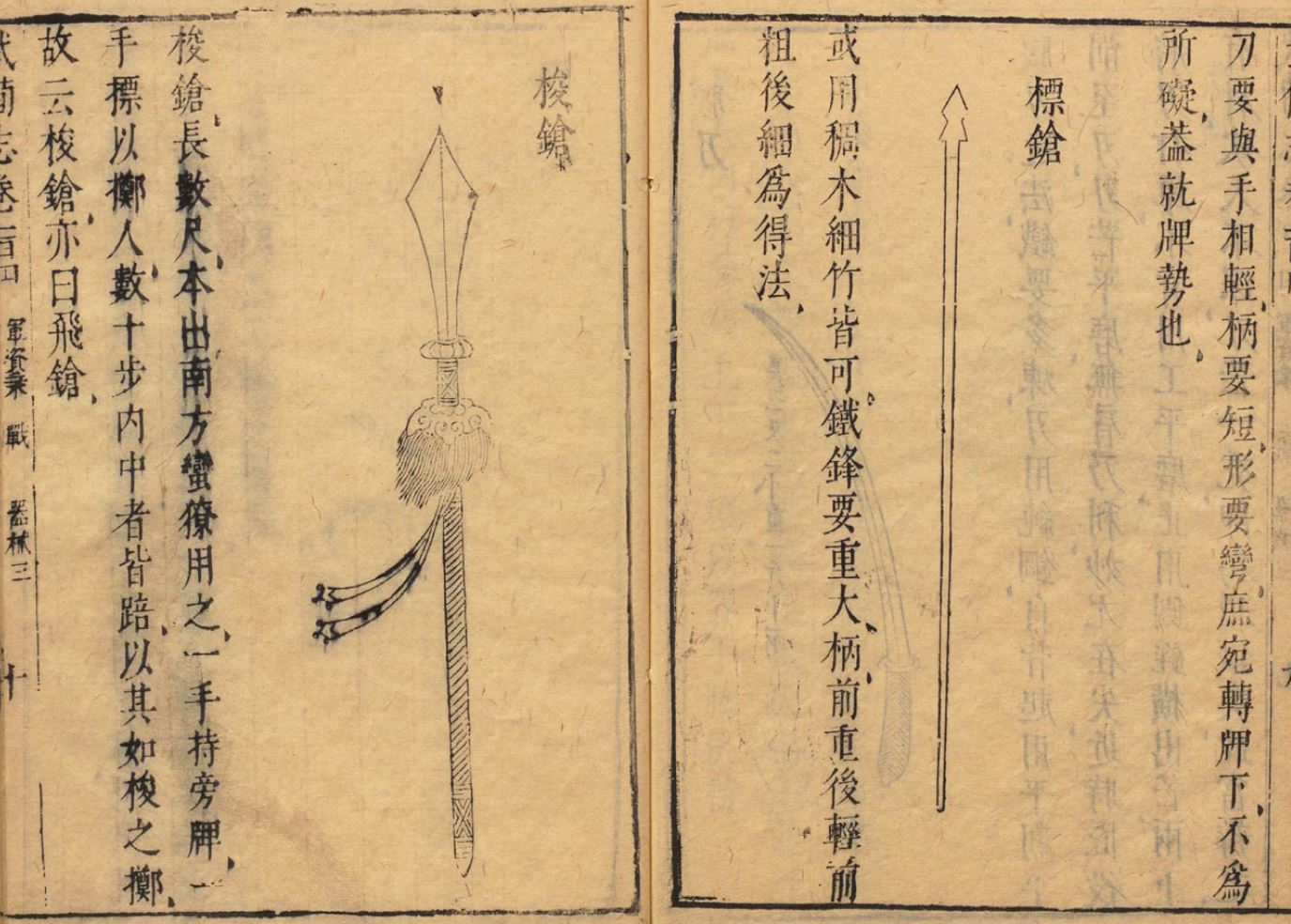
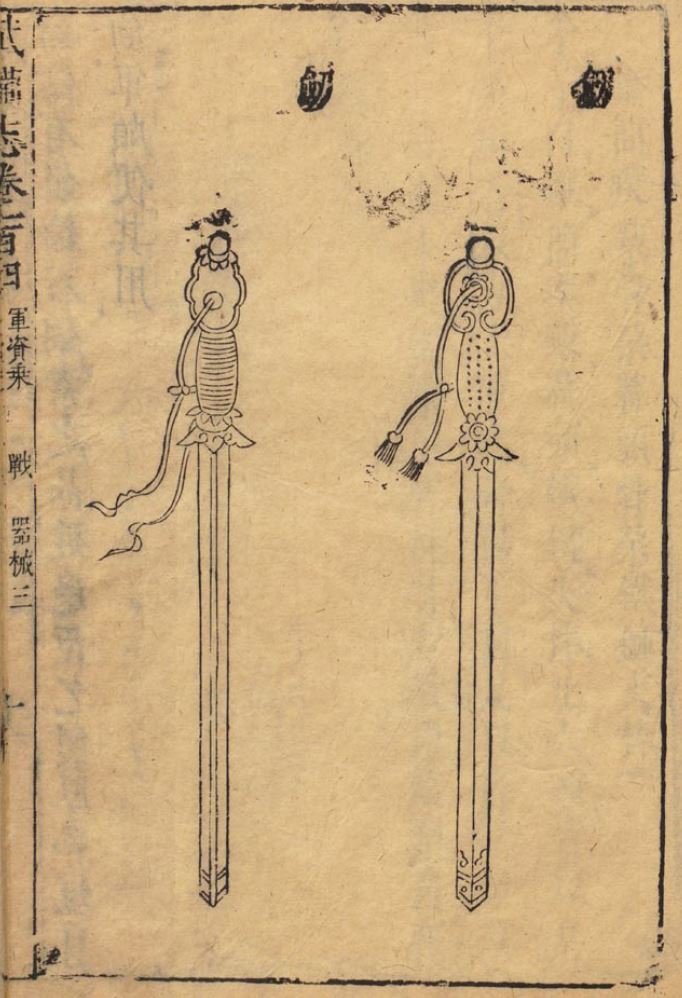
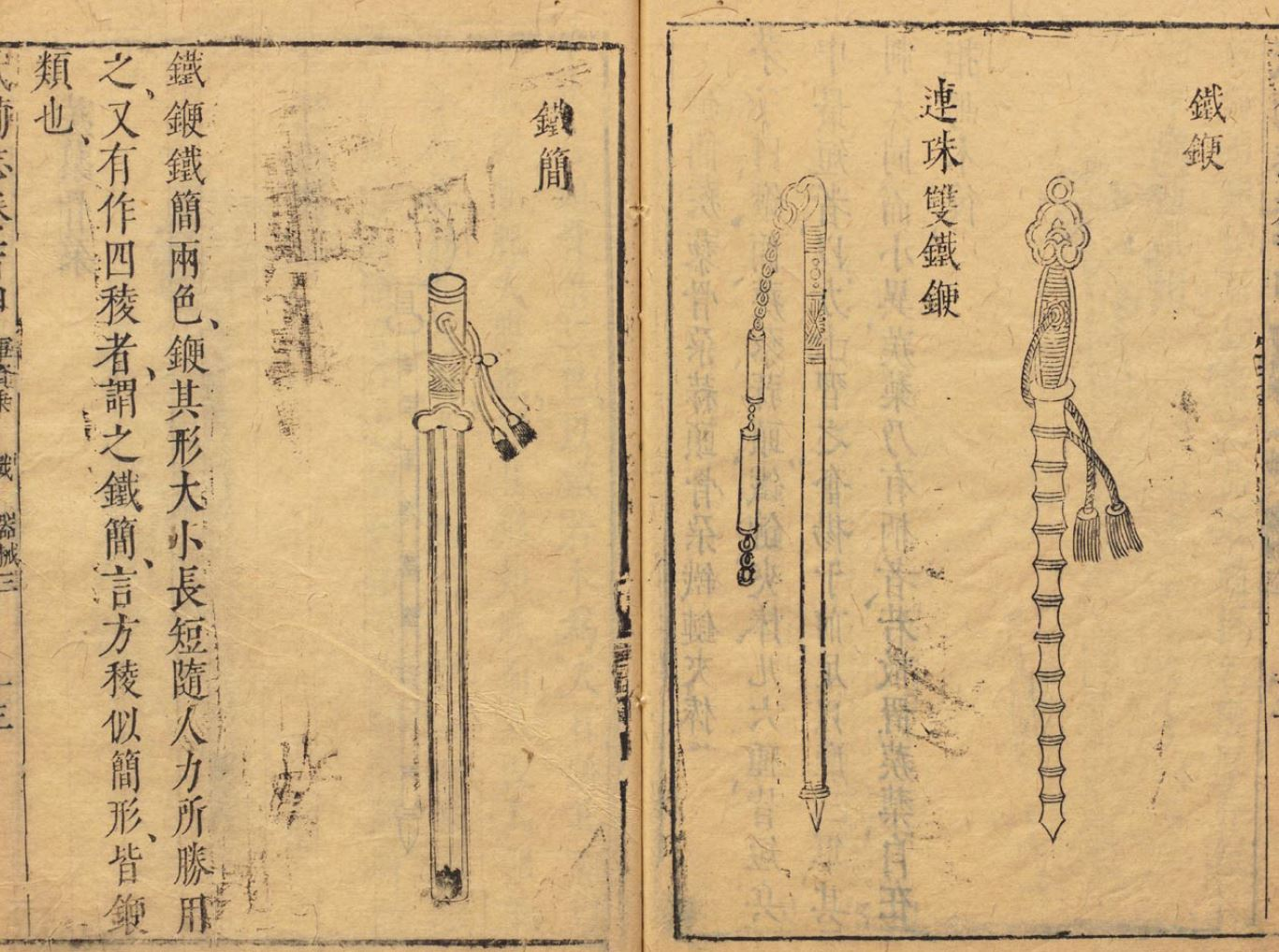
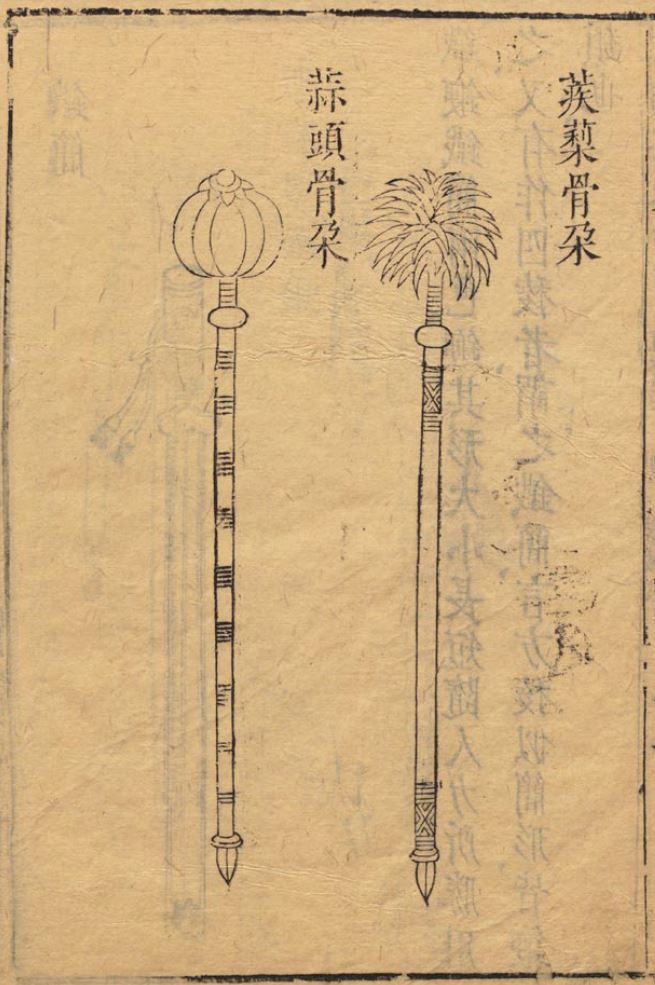
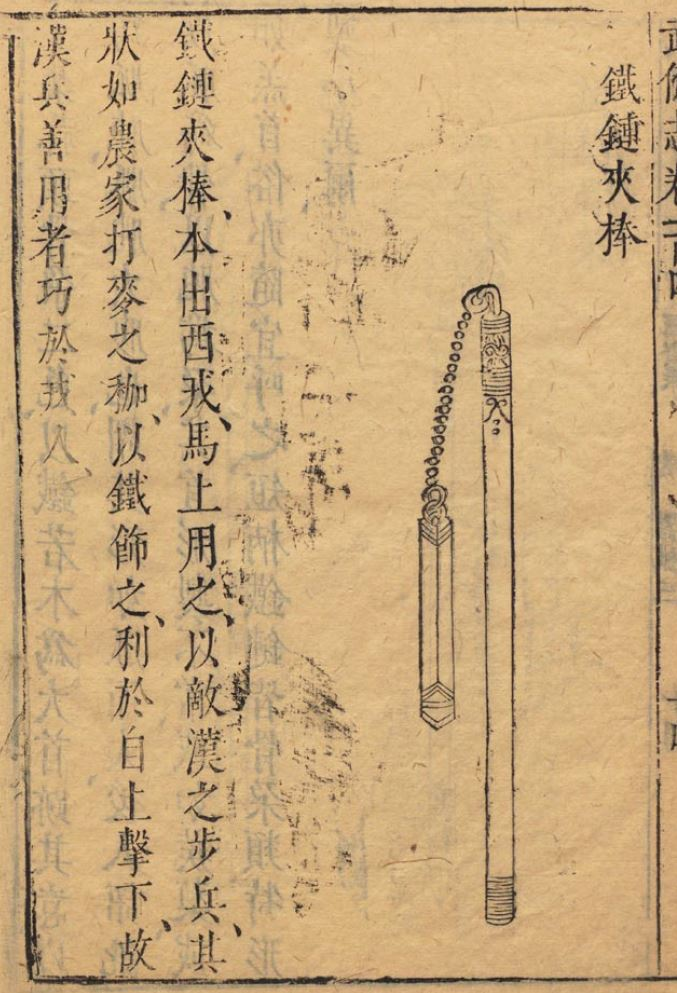
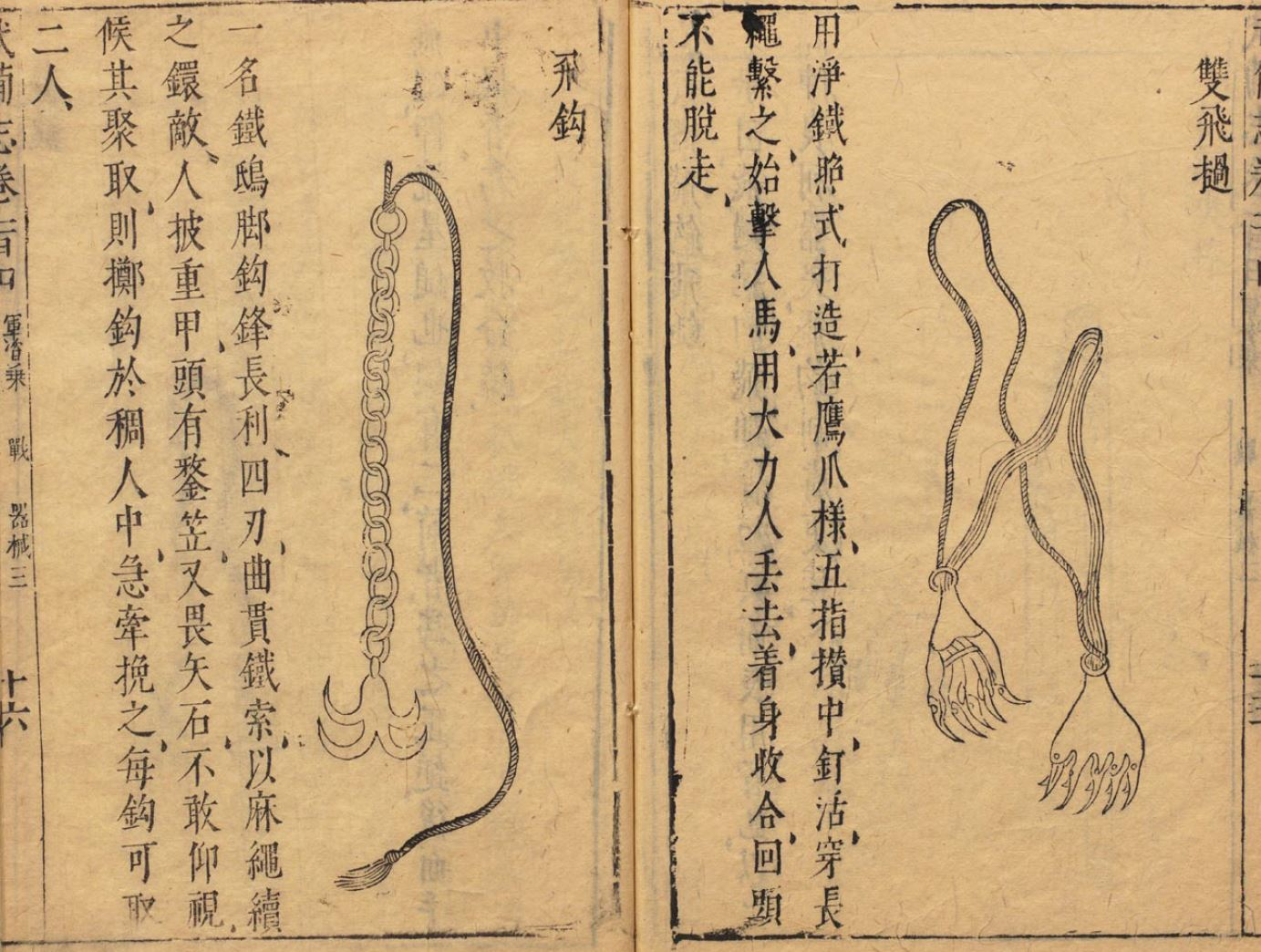
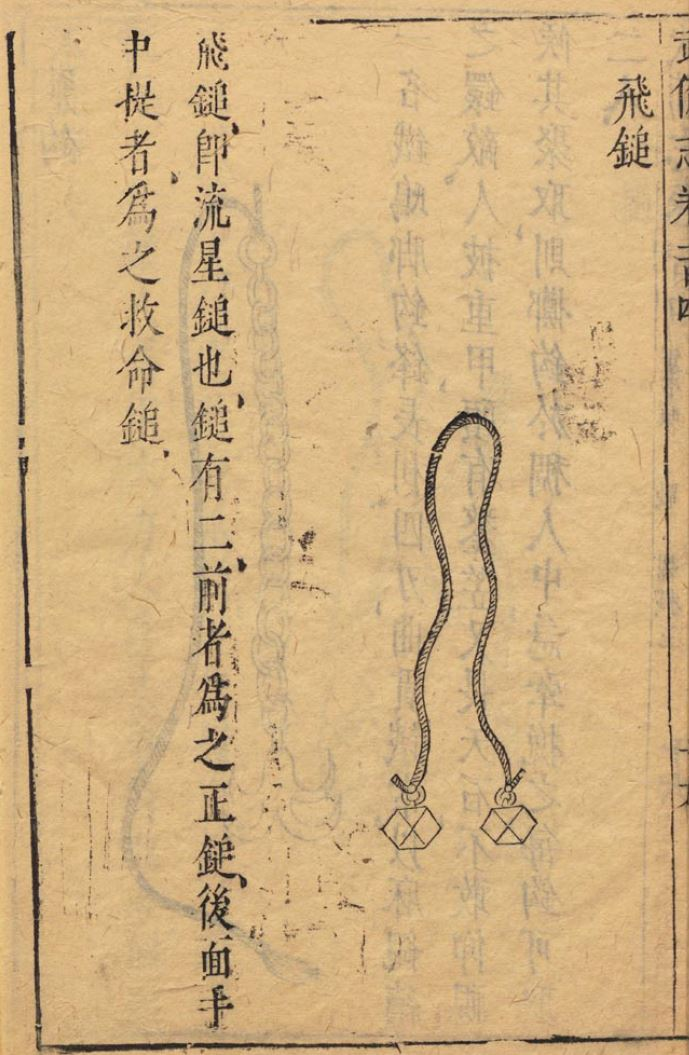
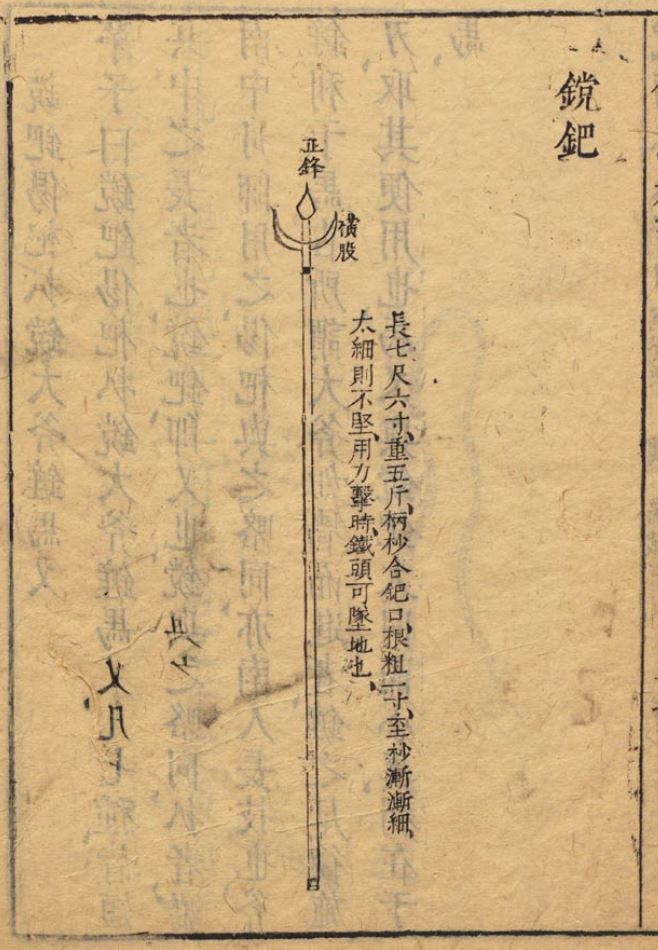
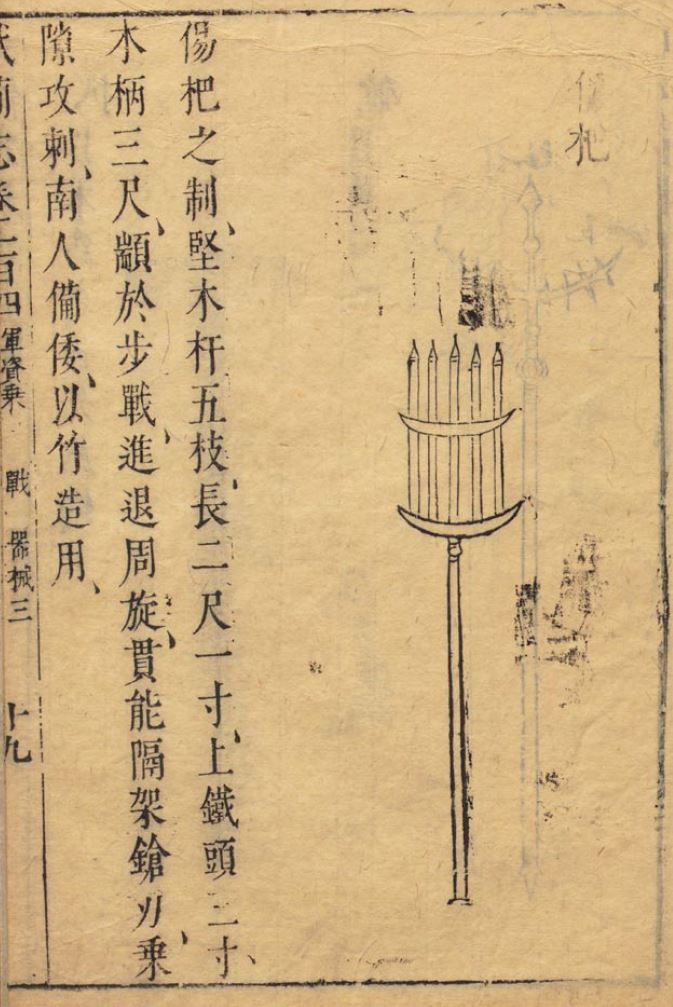
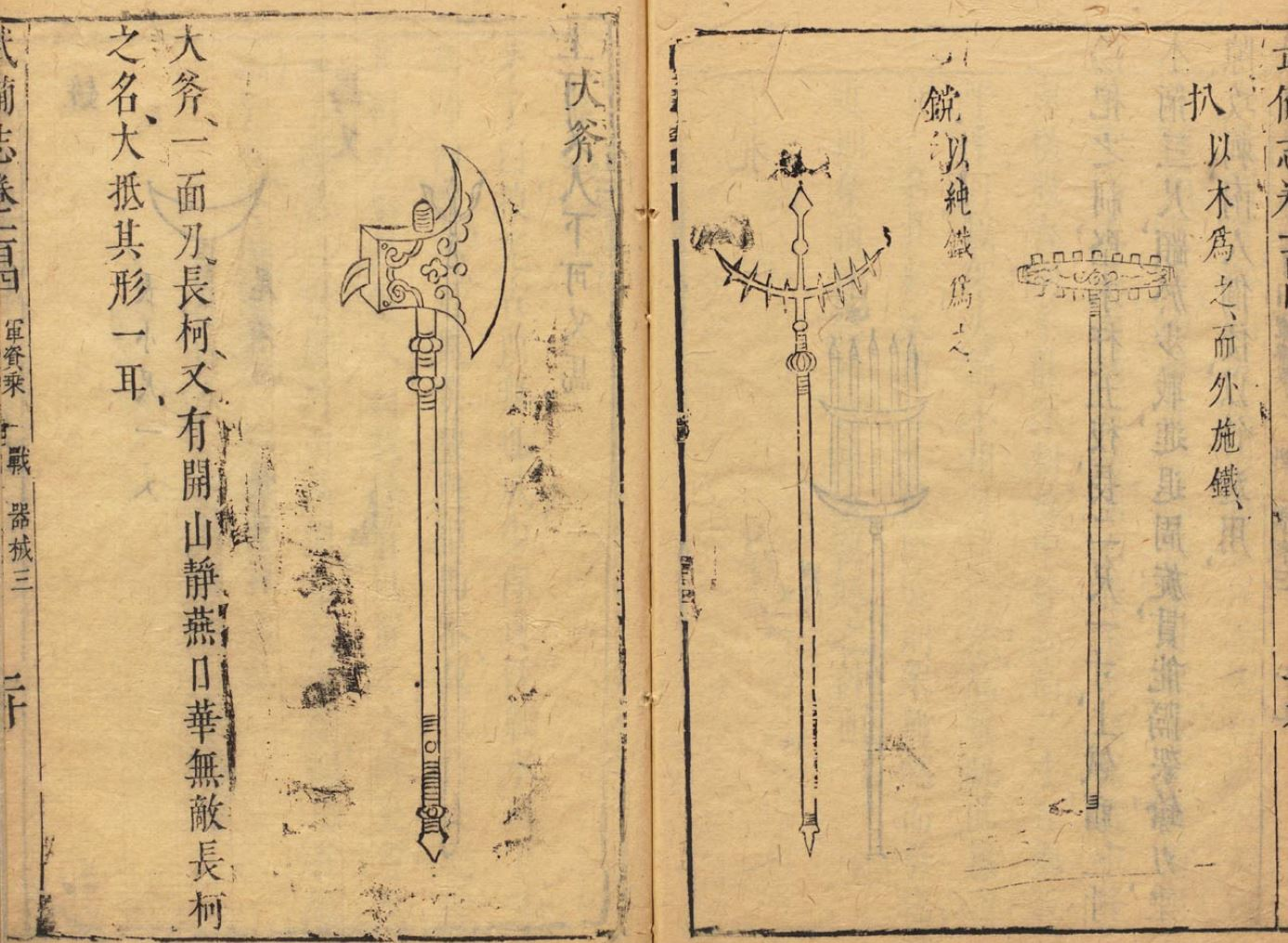
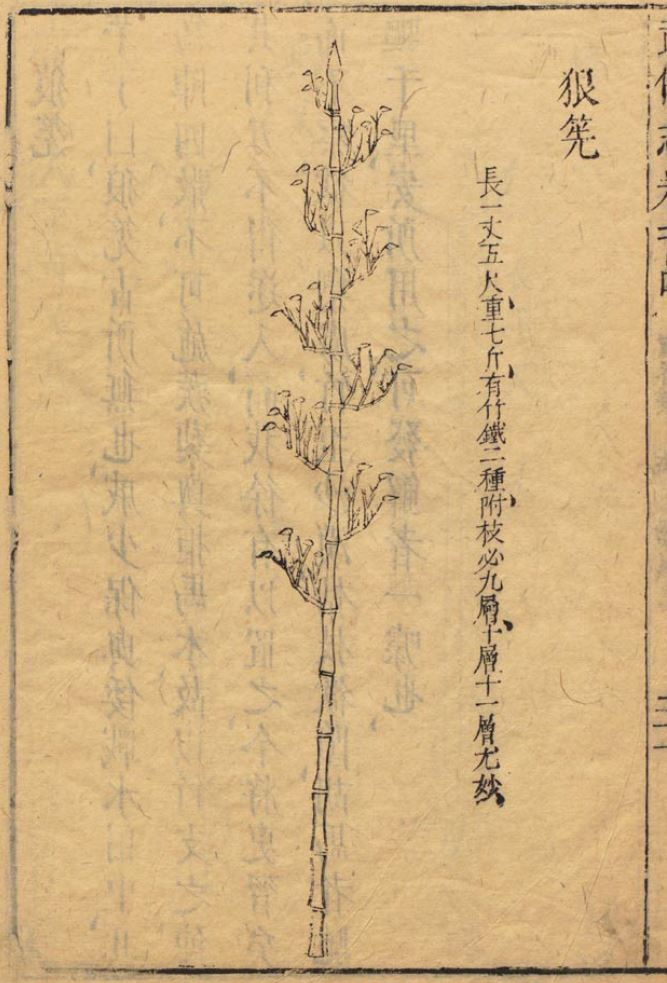
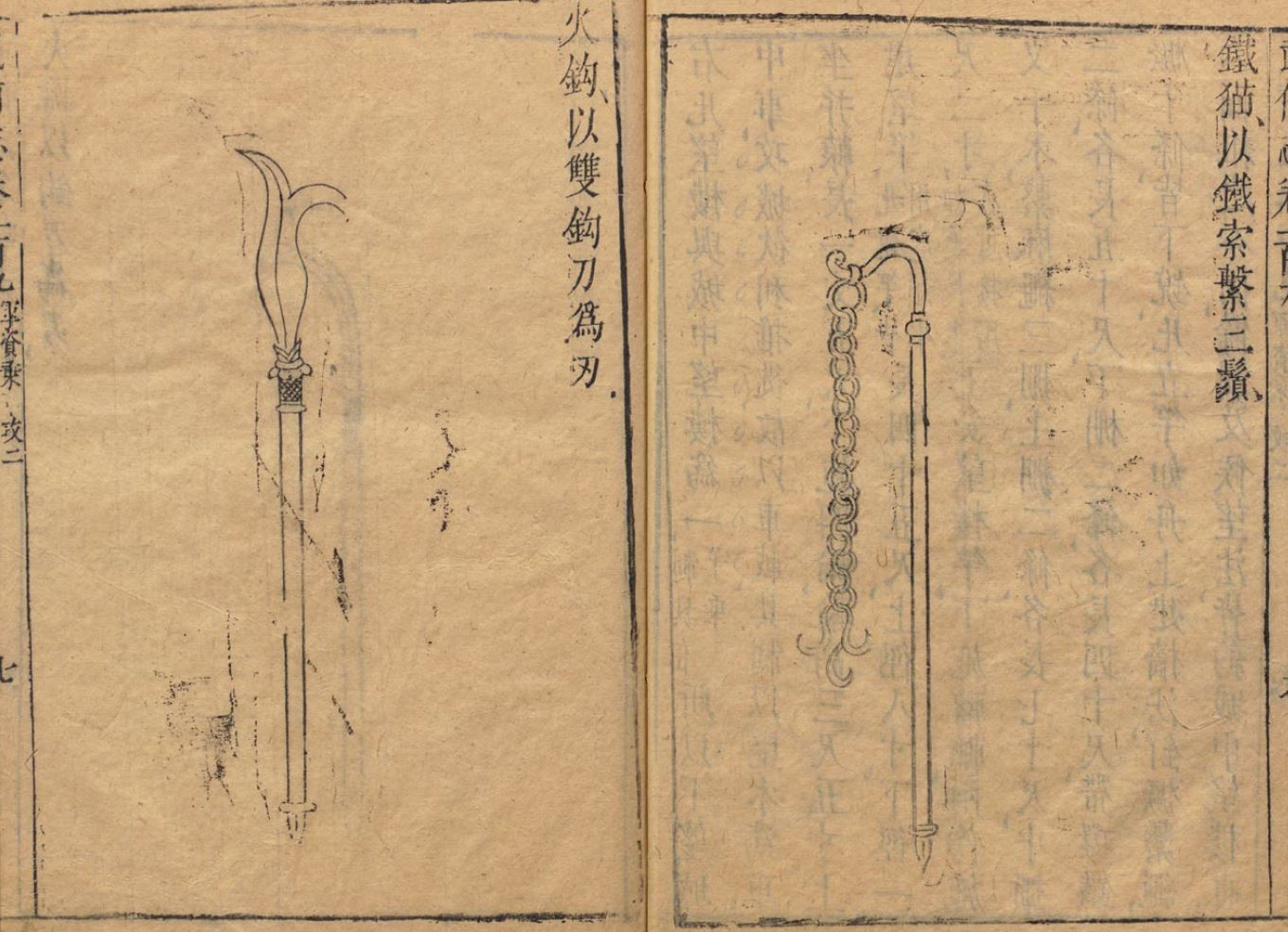
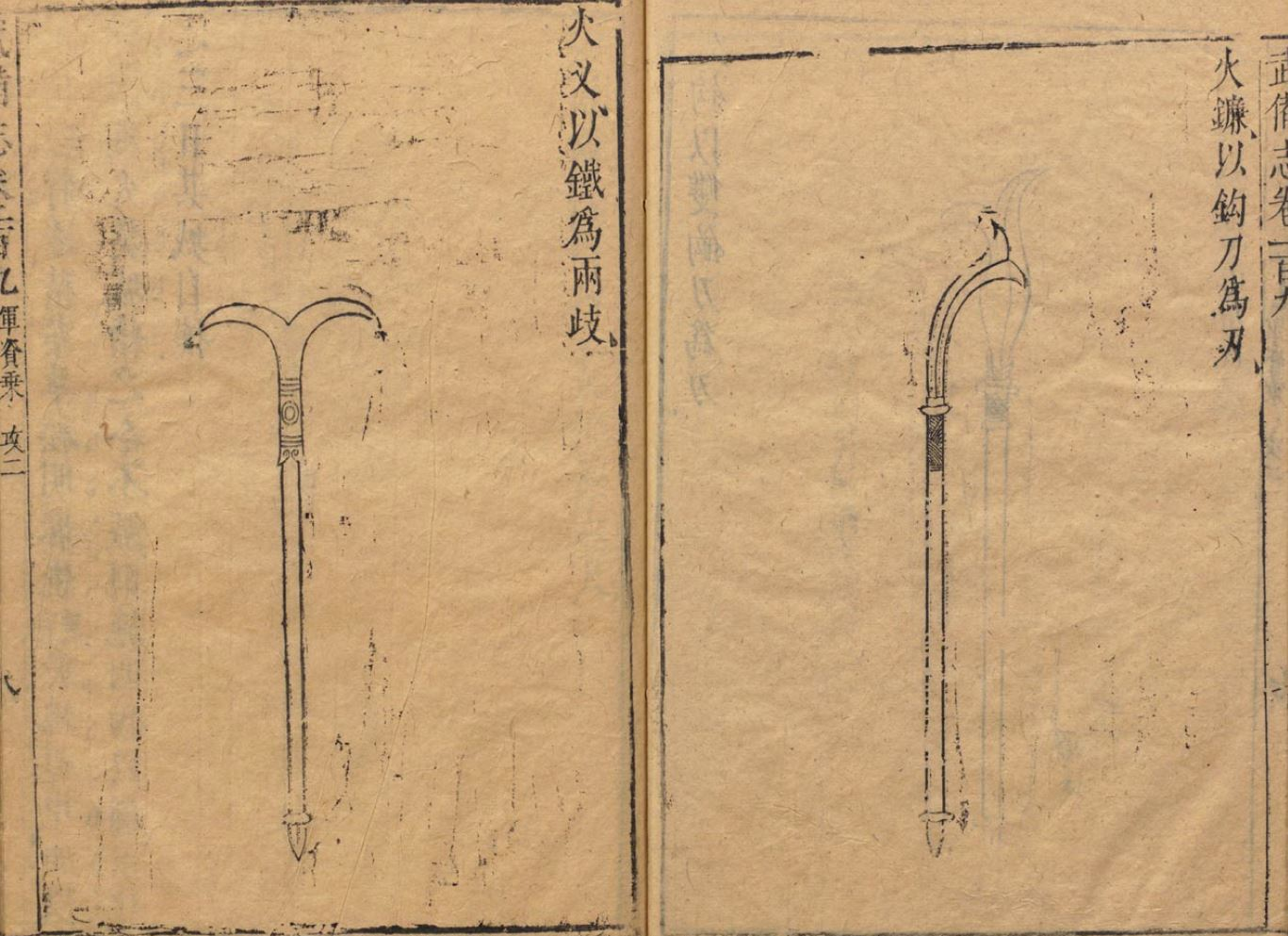
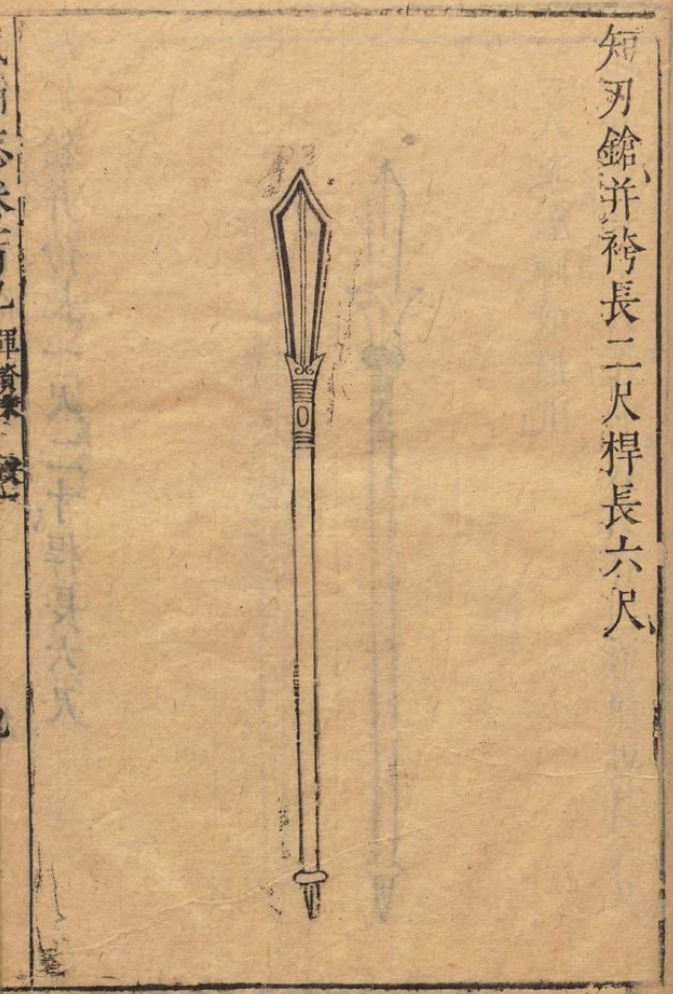
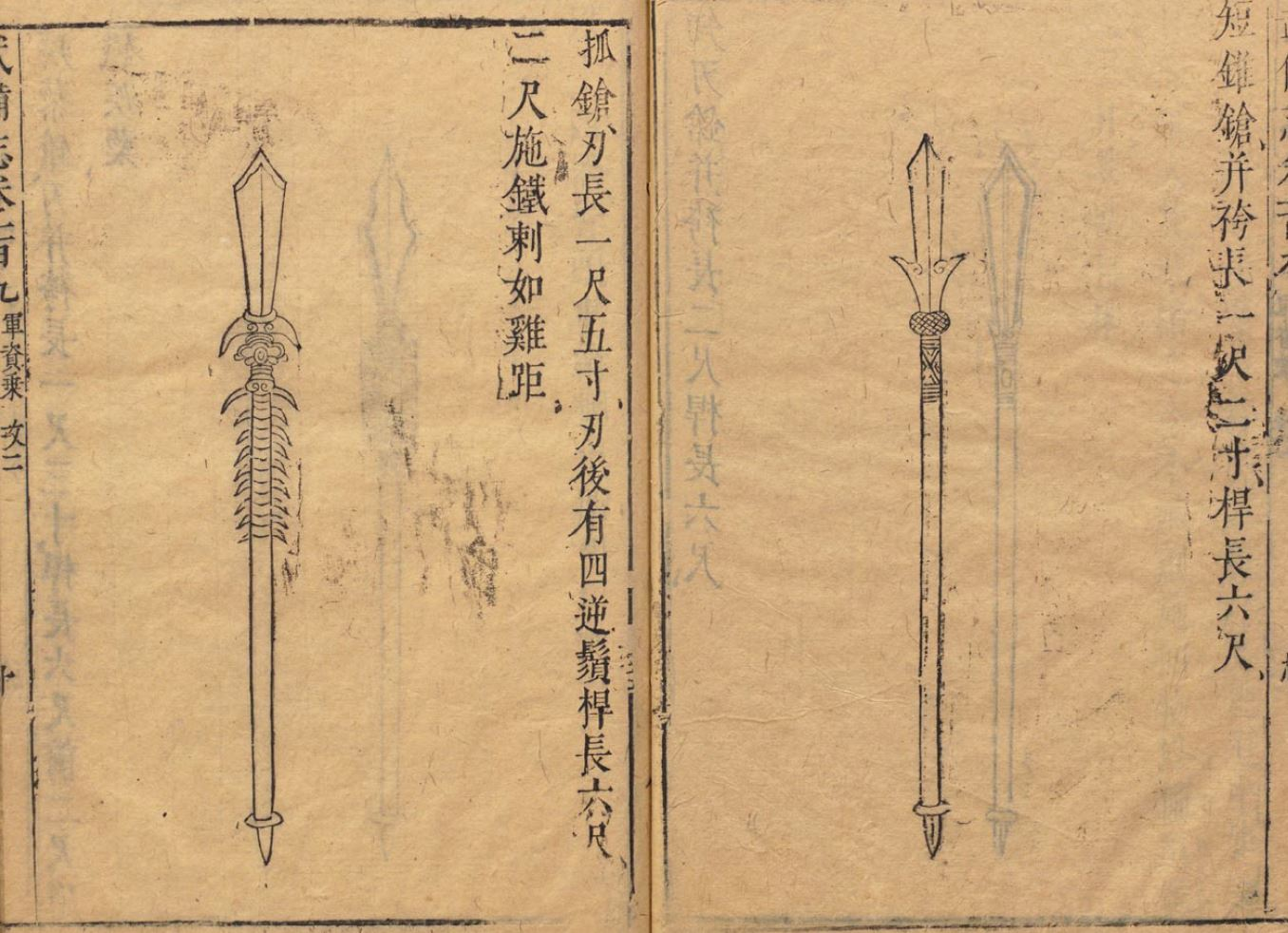
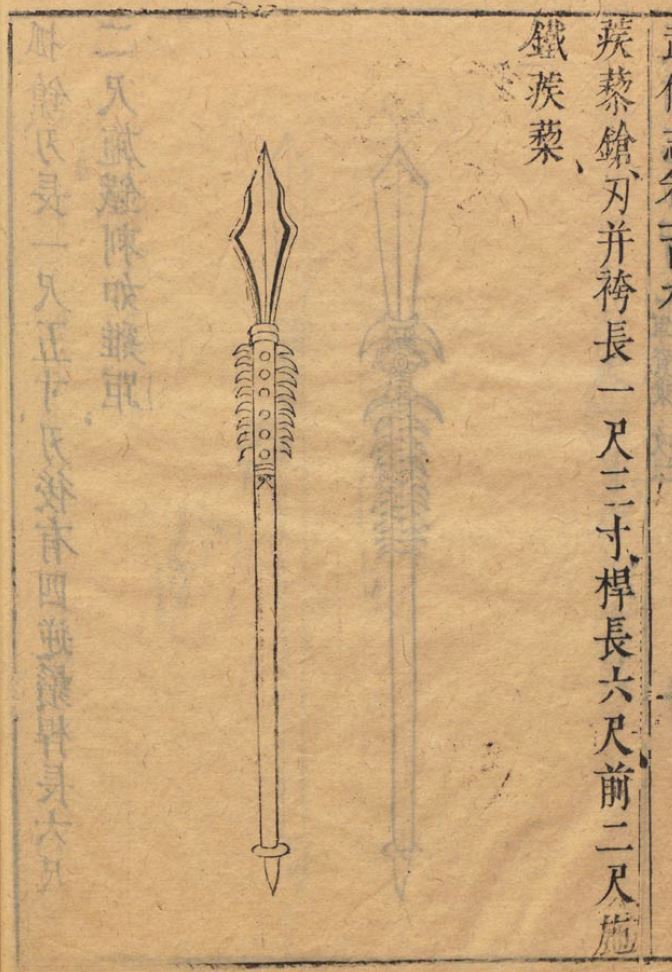
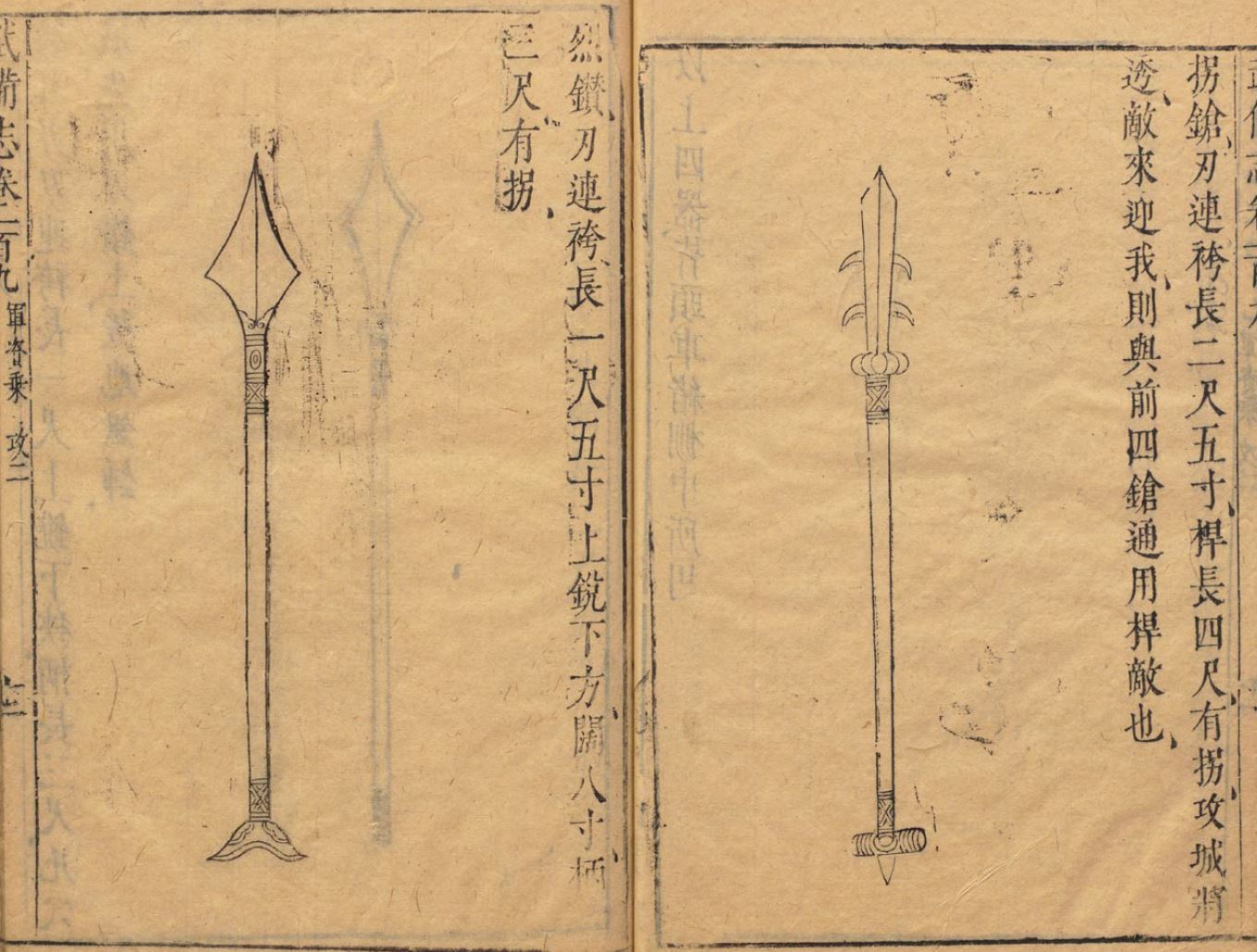
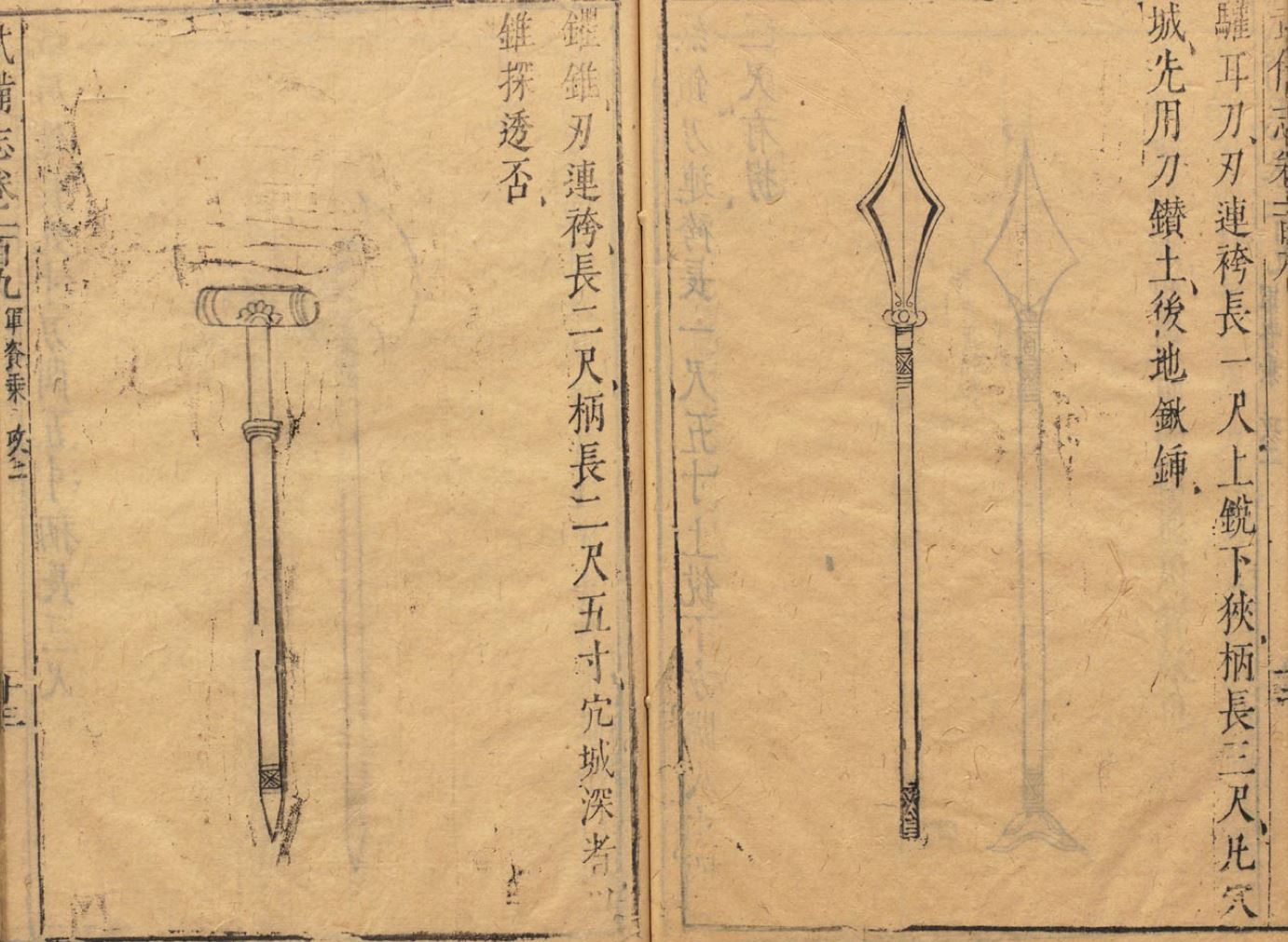
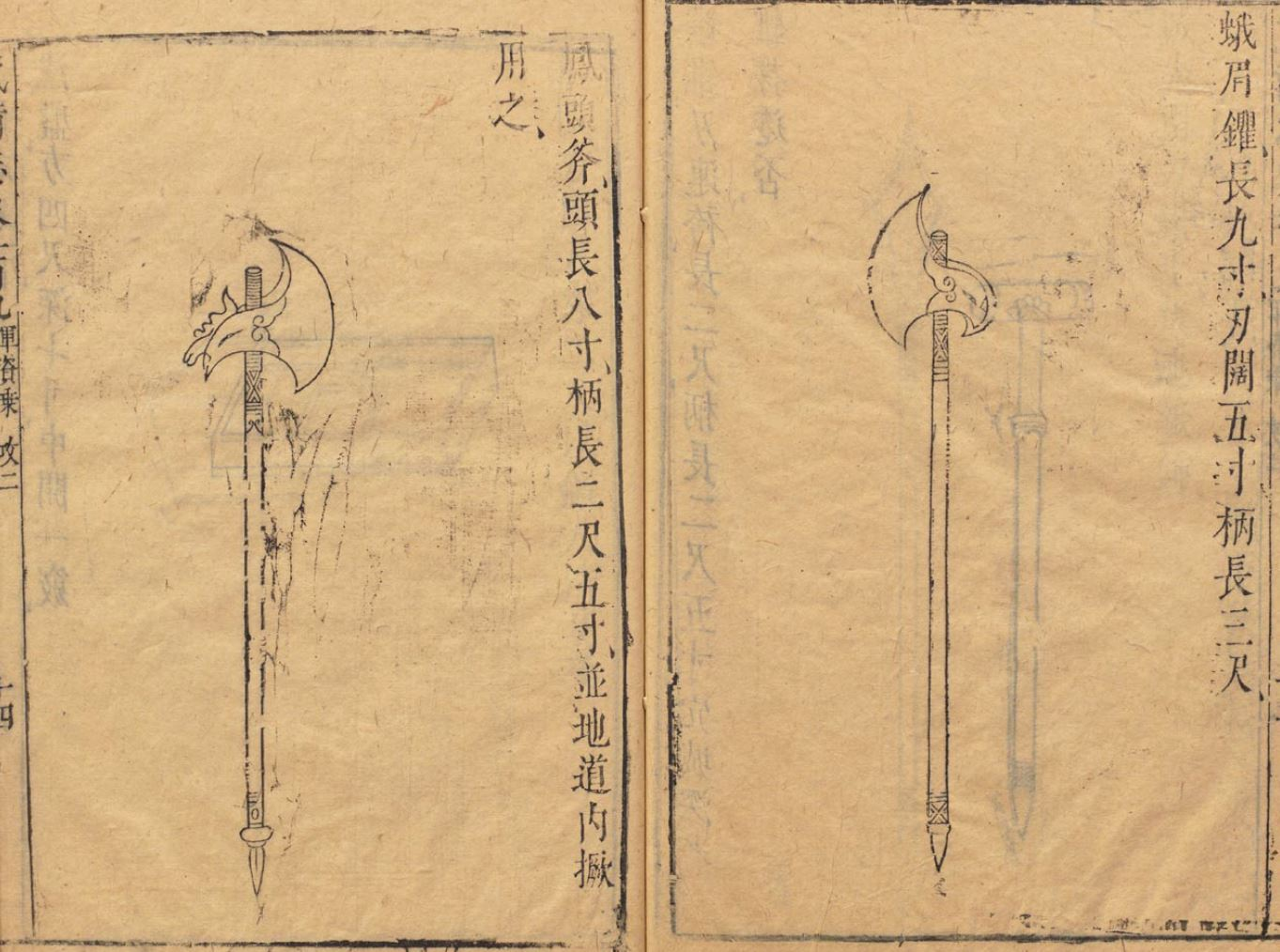
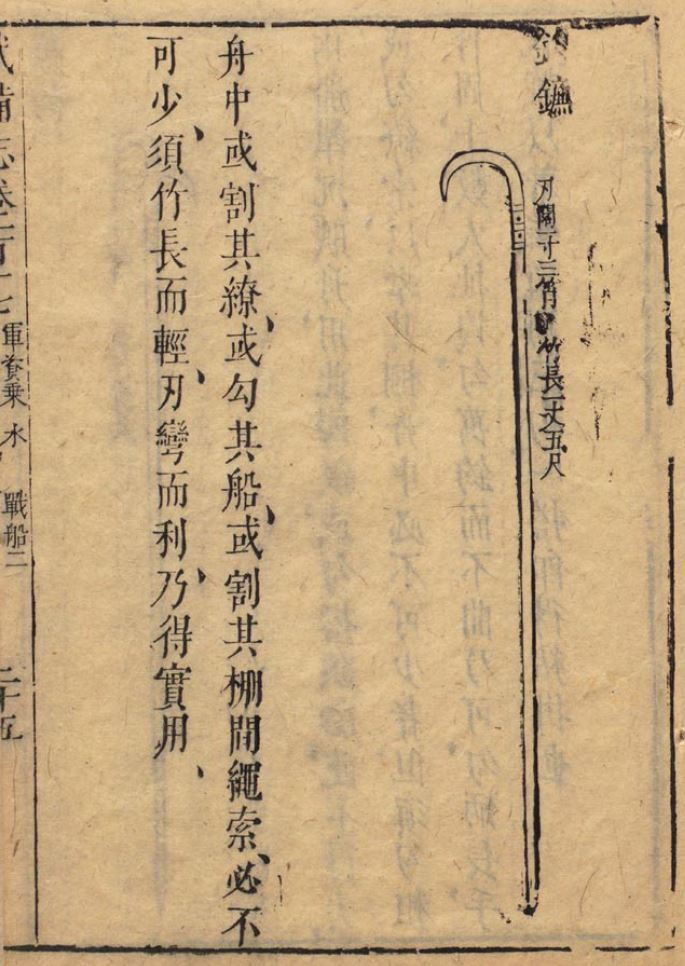
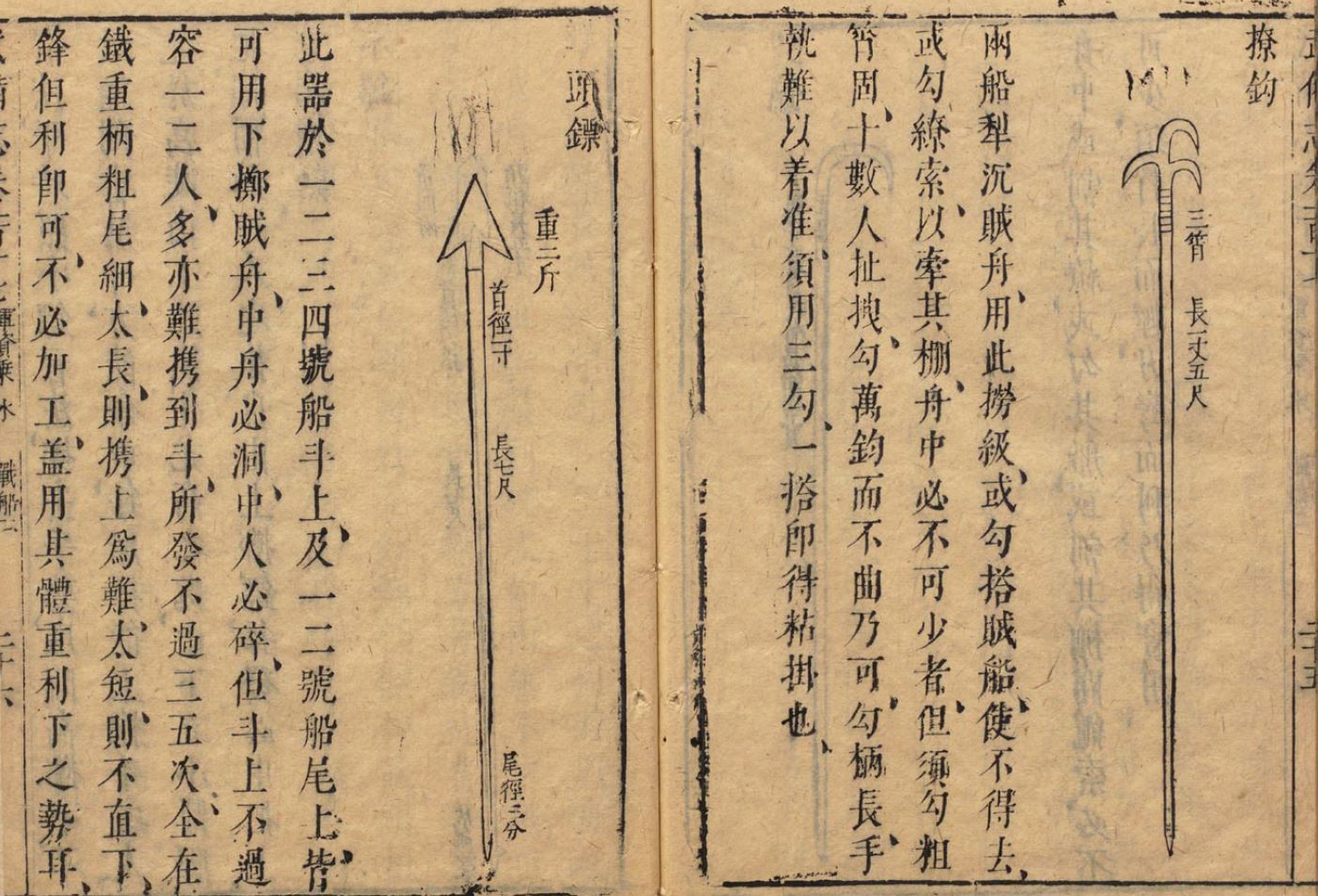
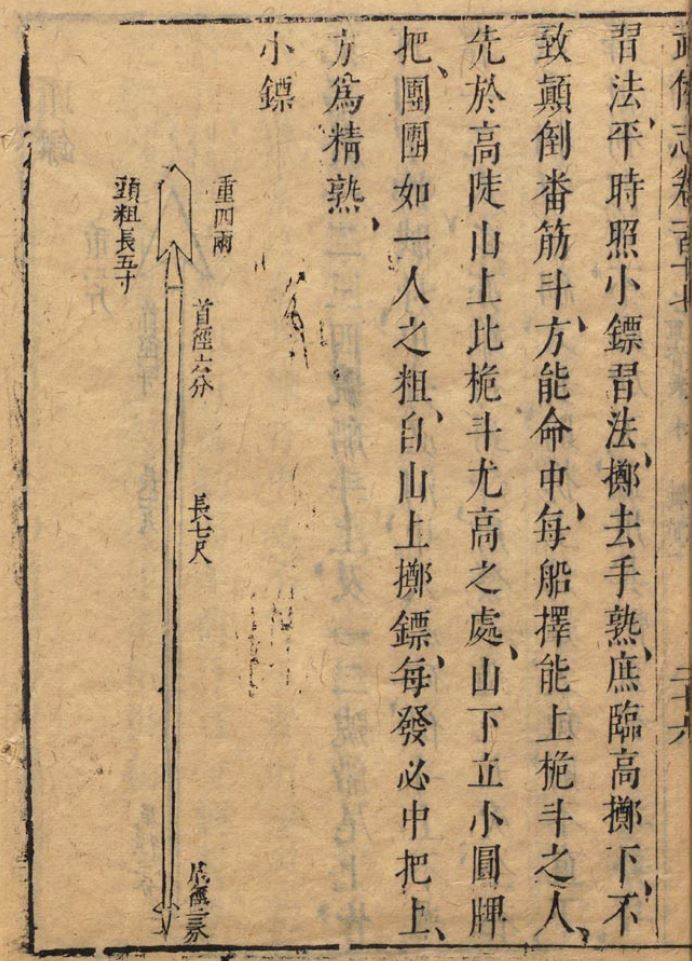

### Arcos e bestas

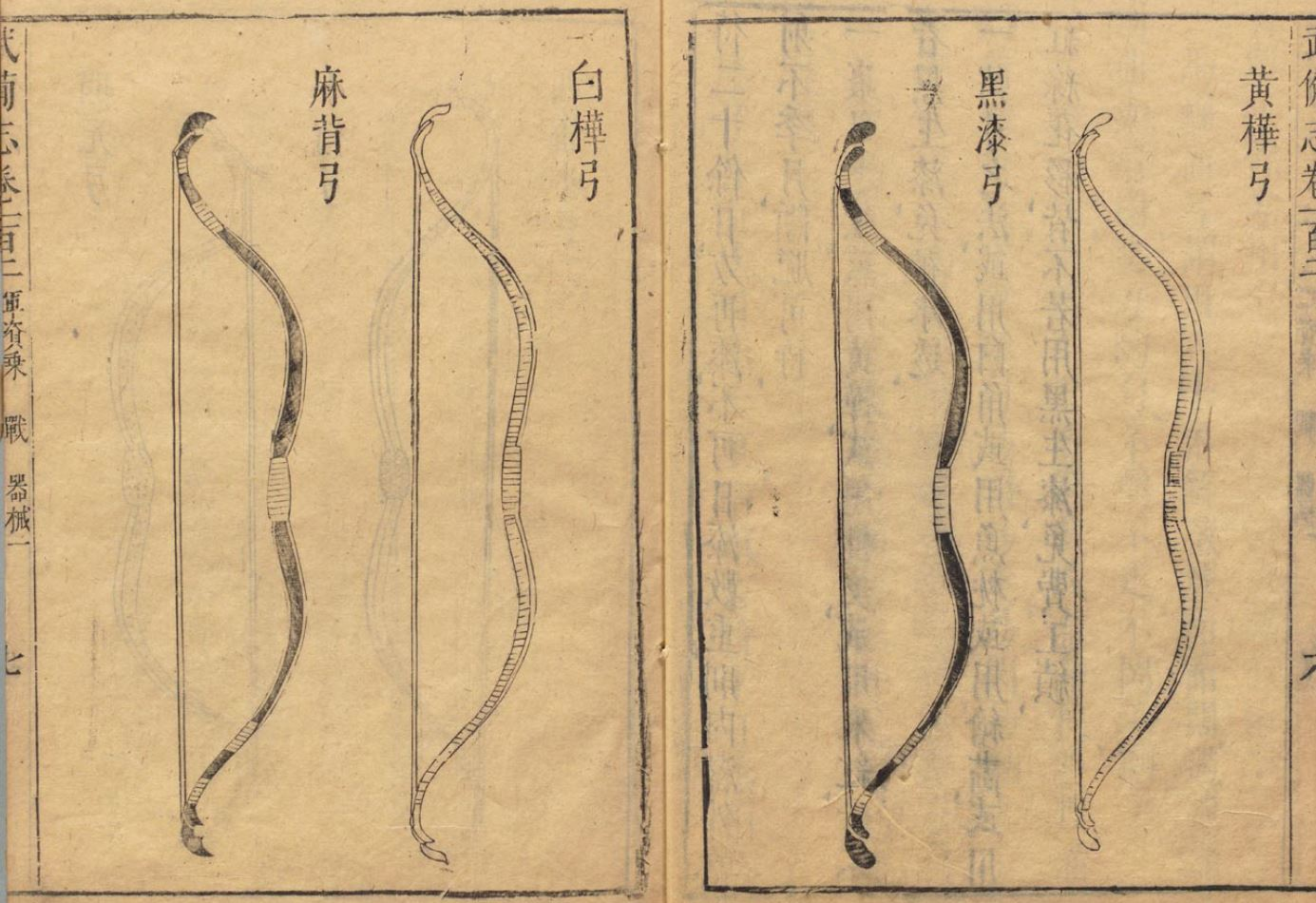
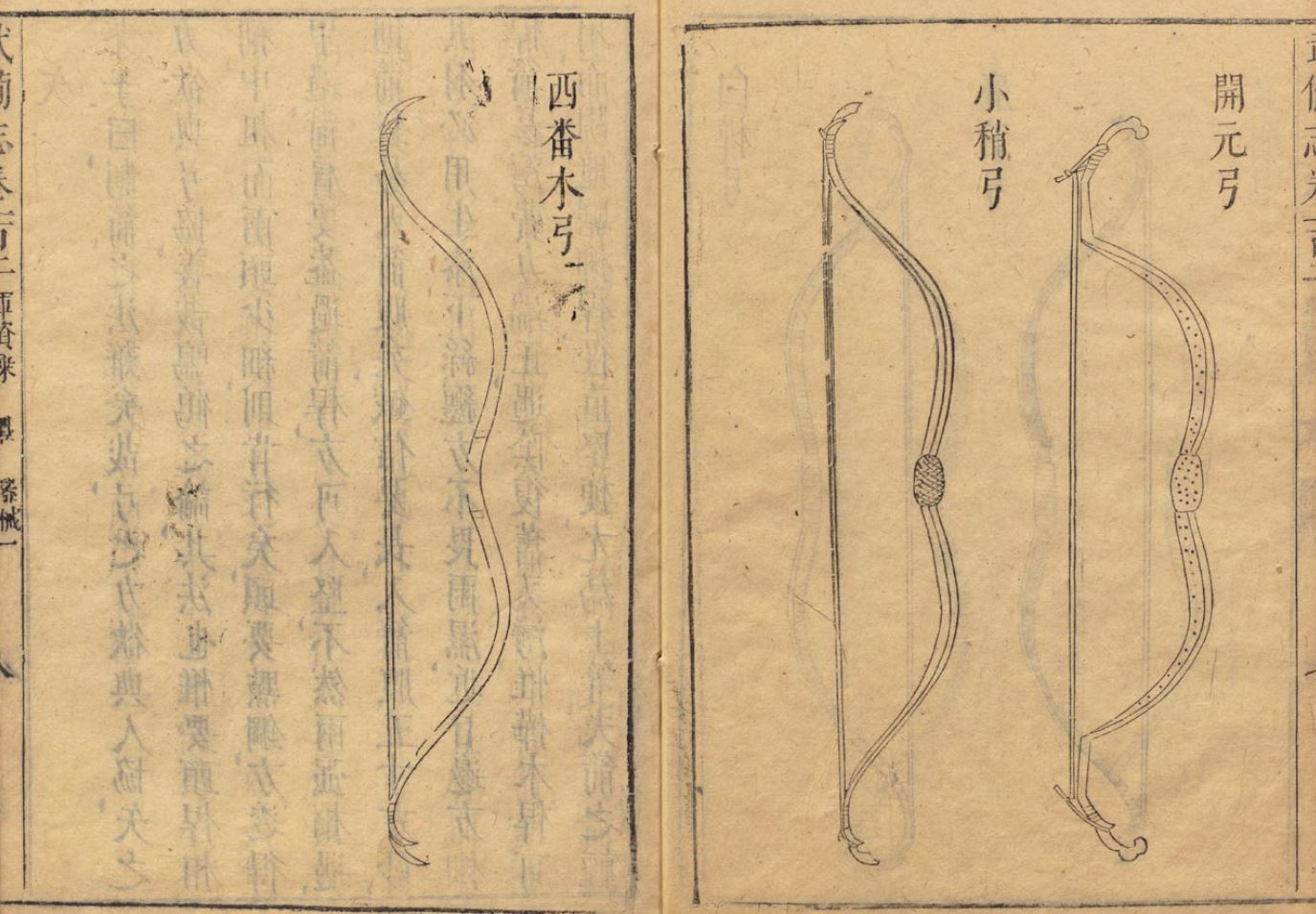
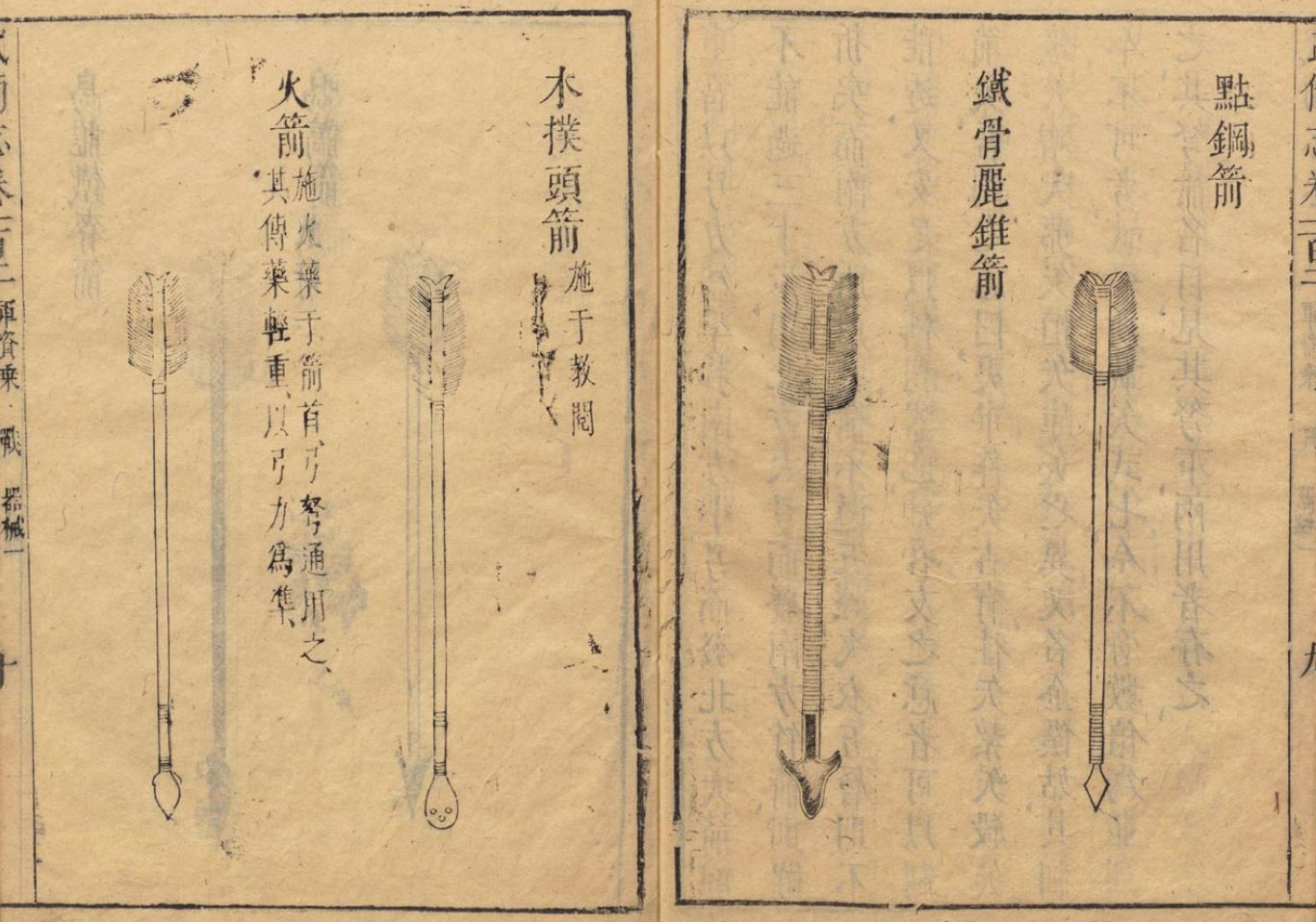
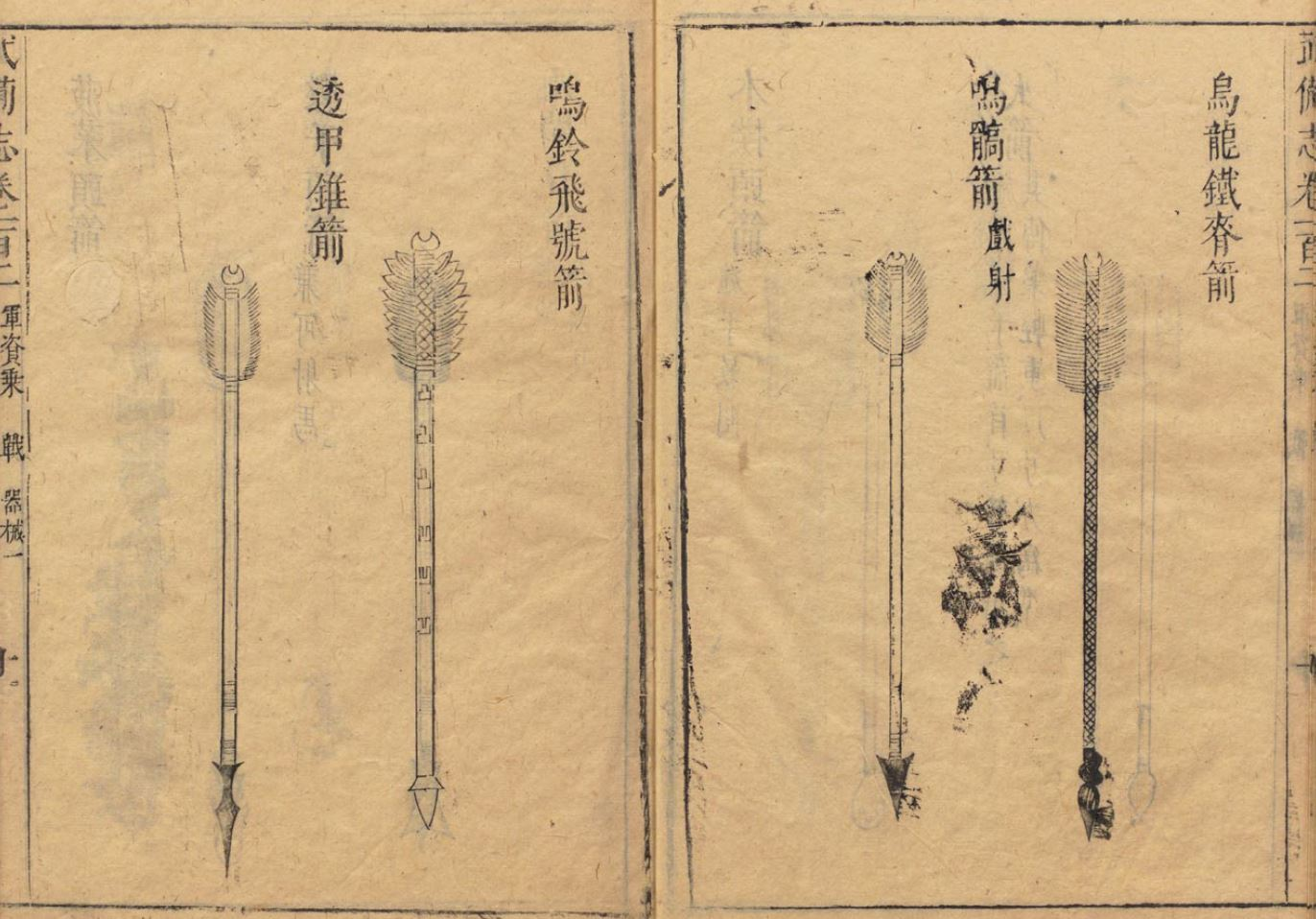
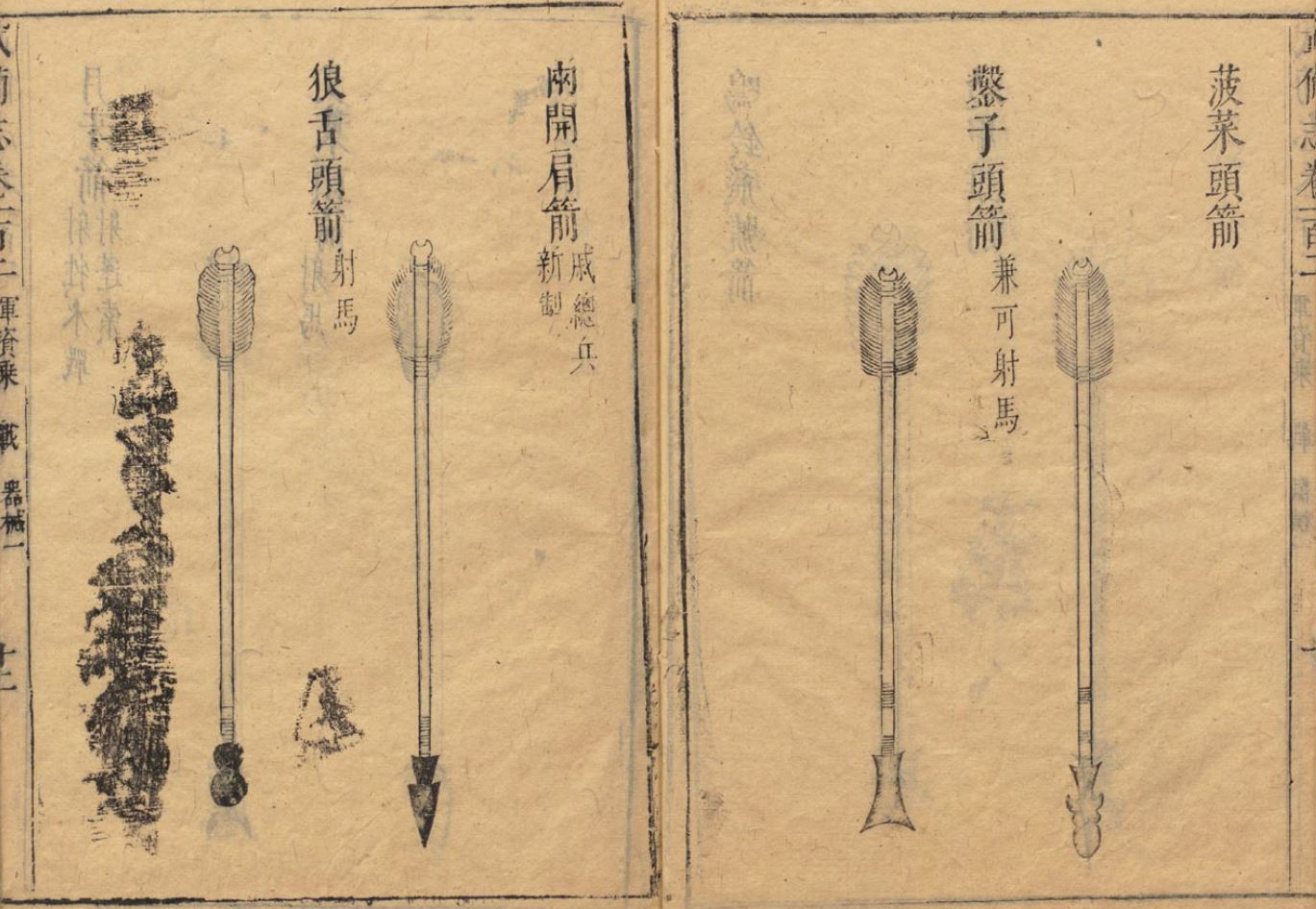
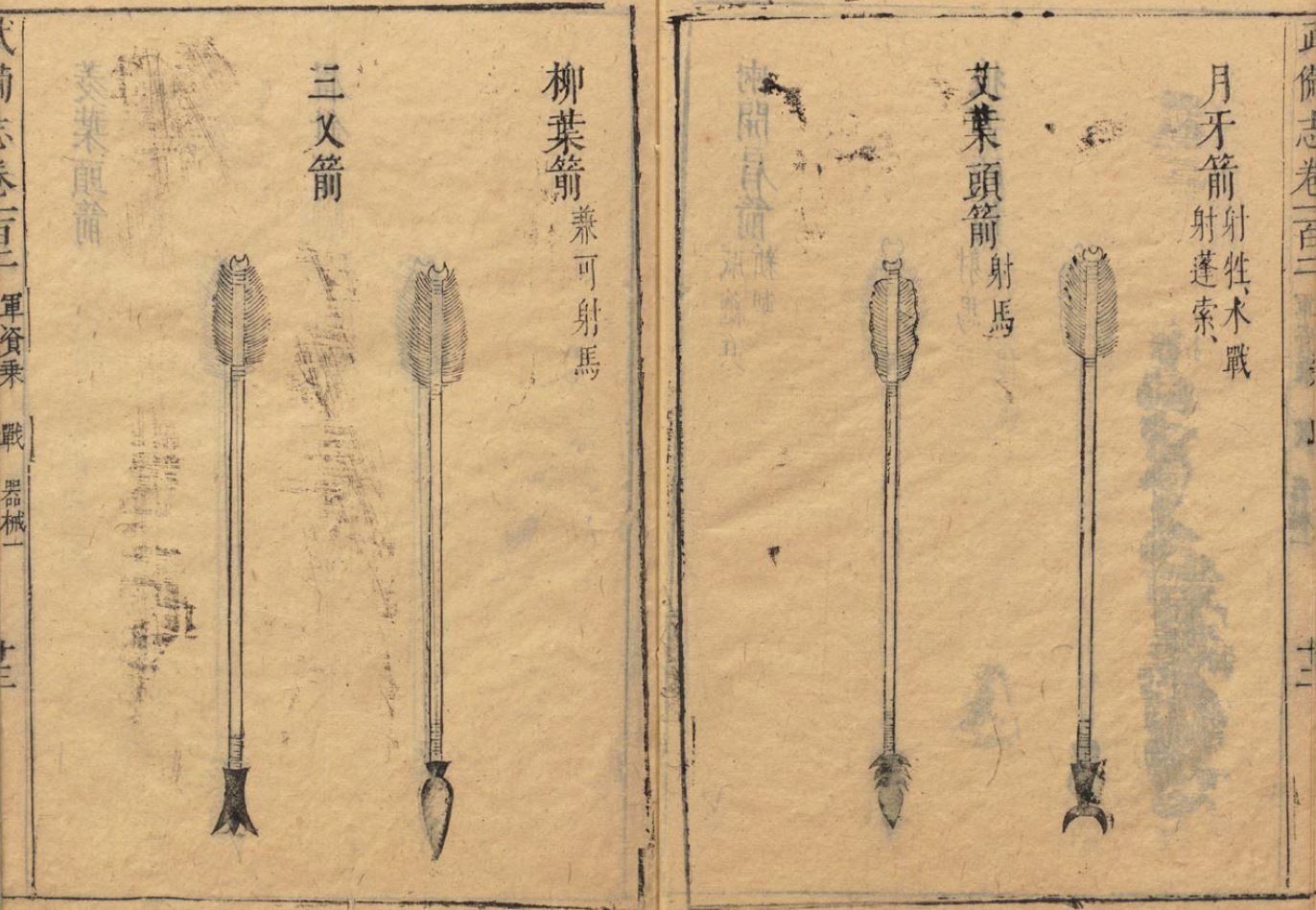
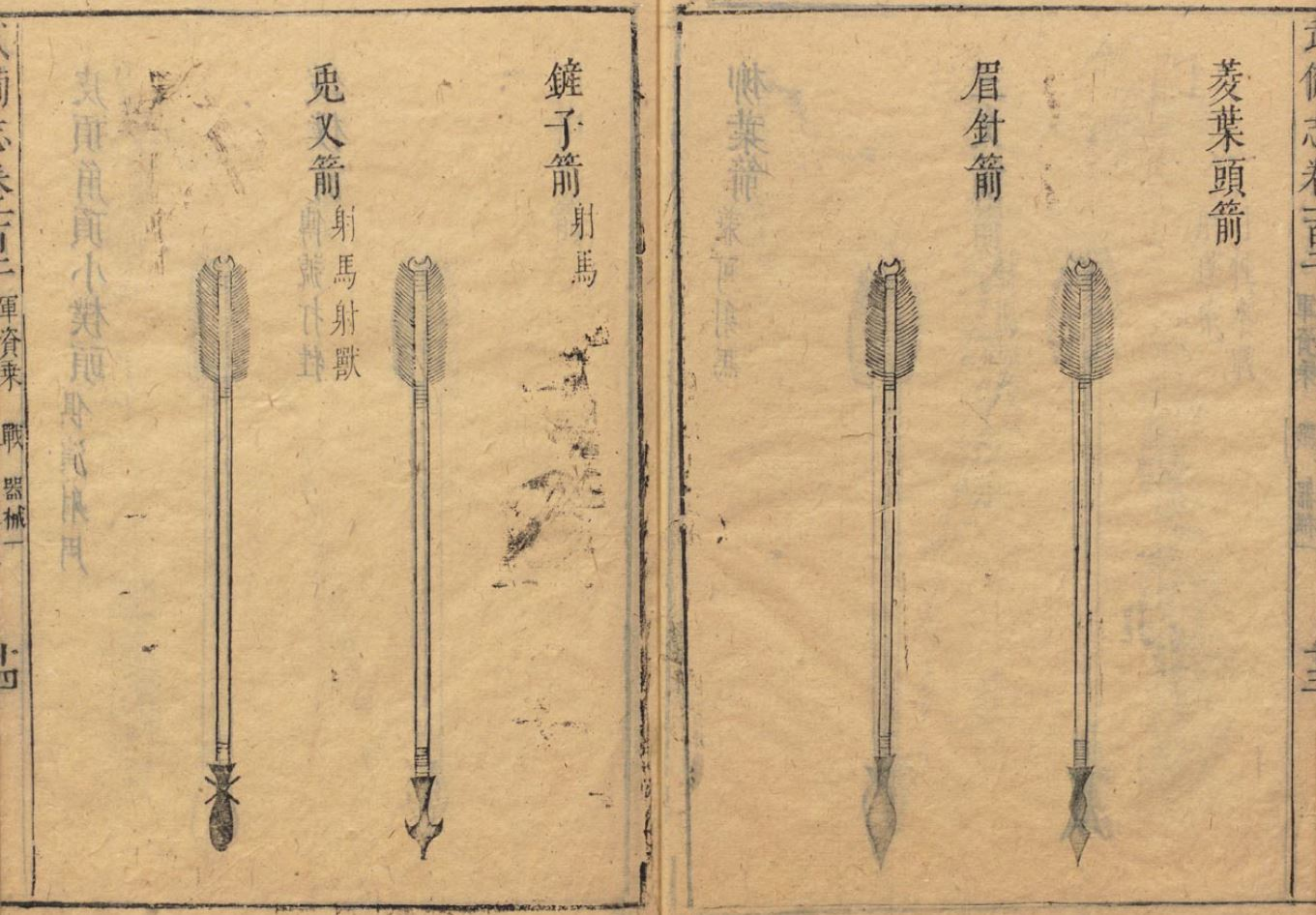
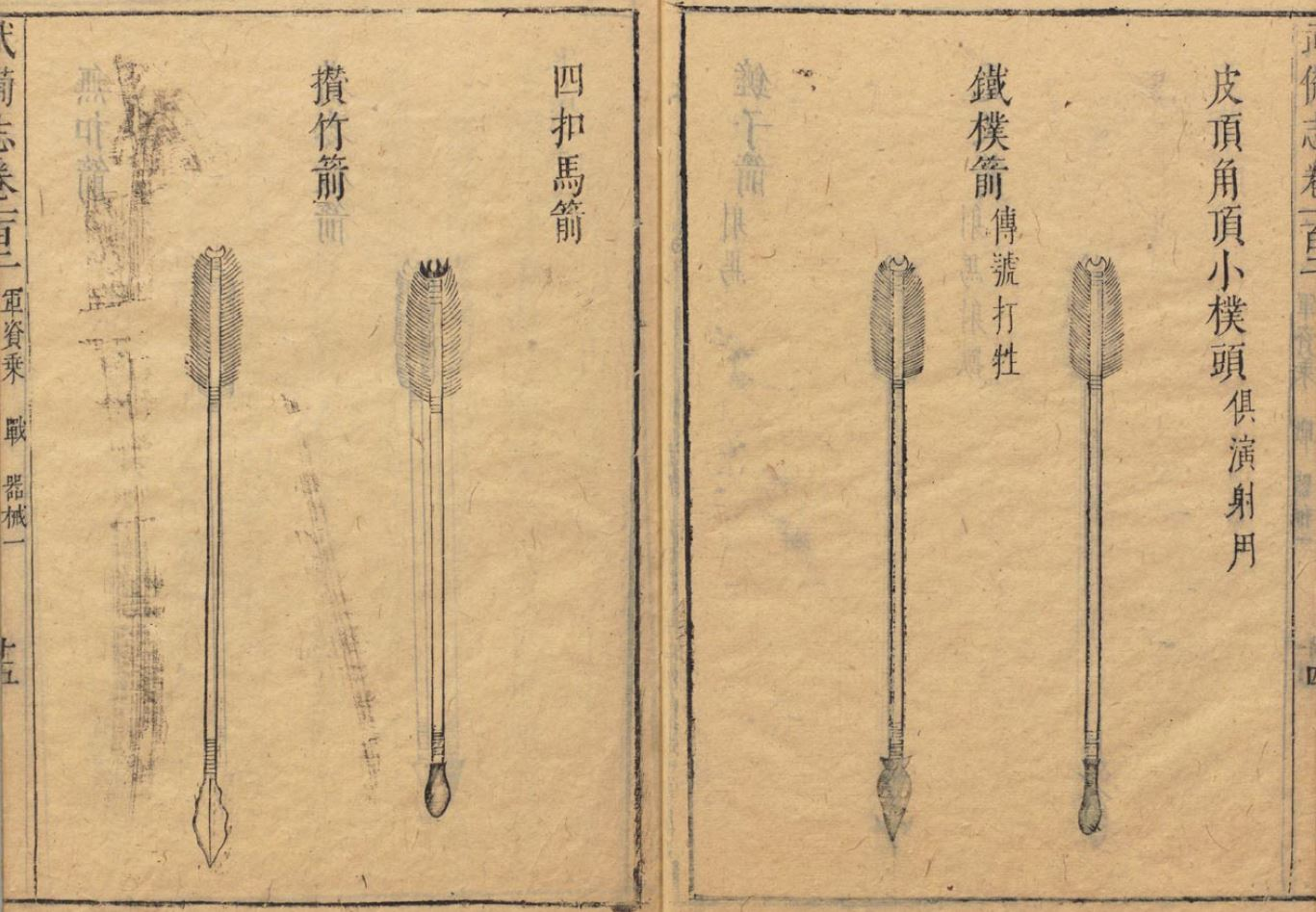
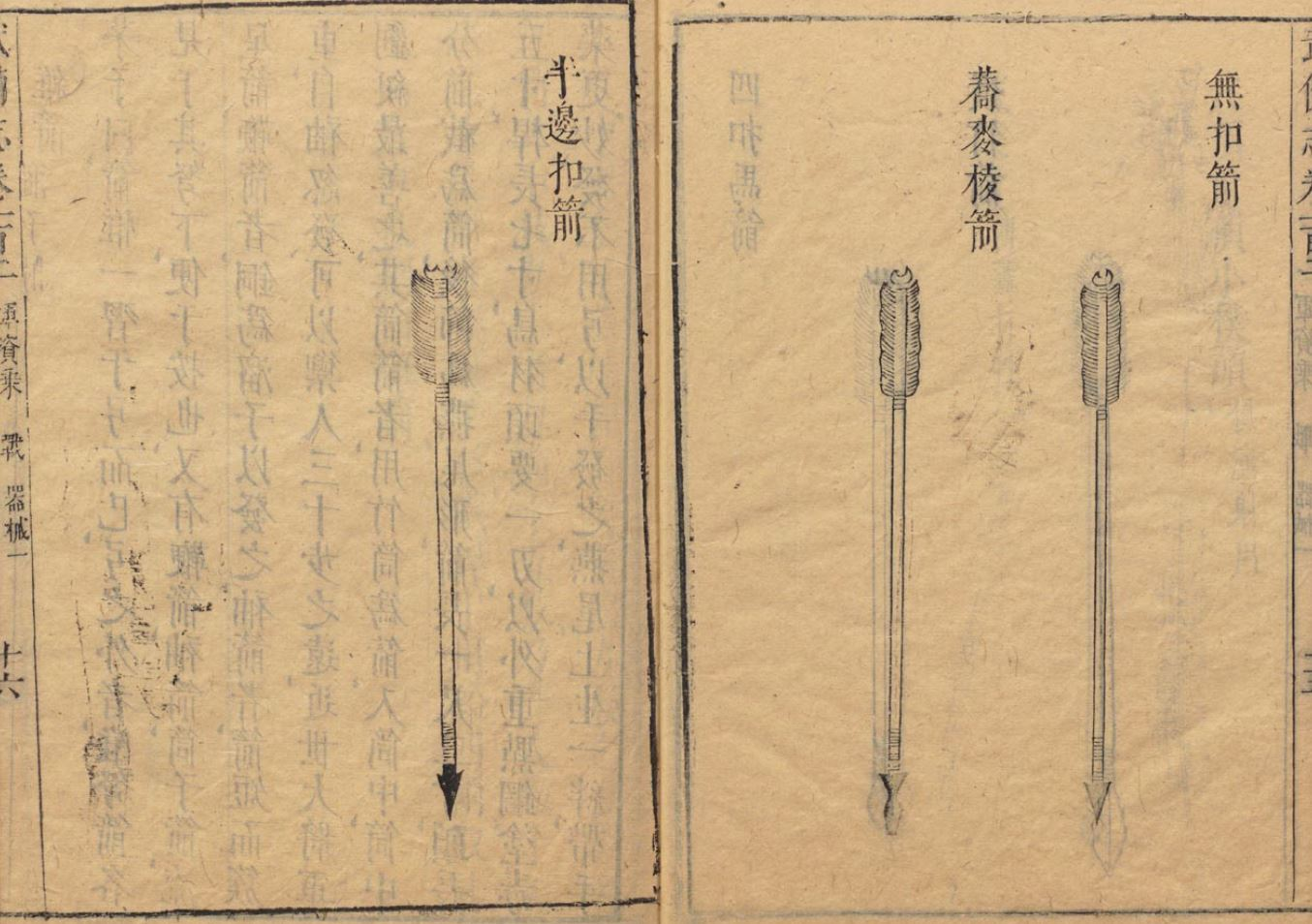
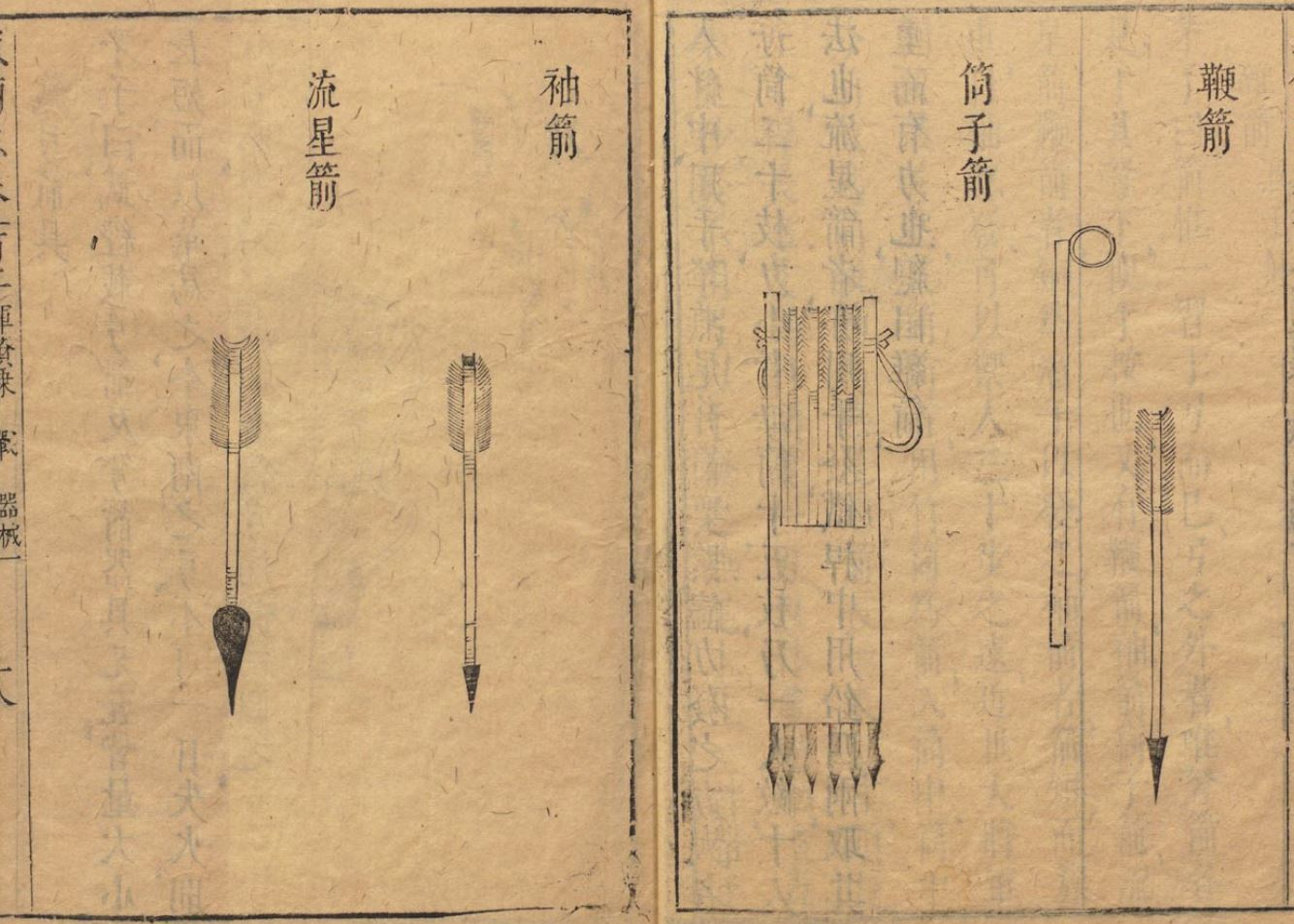
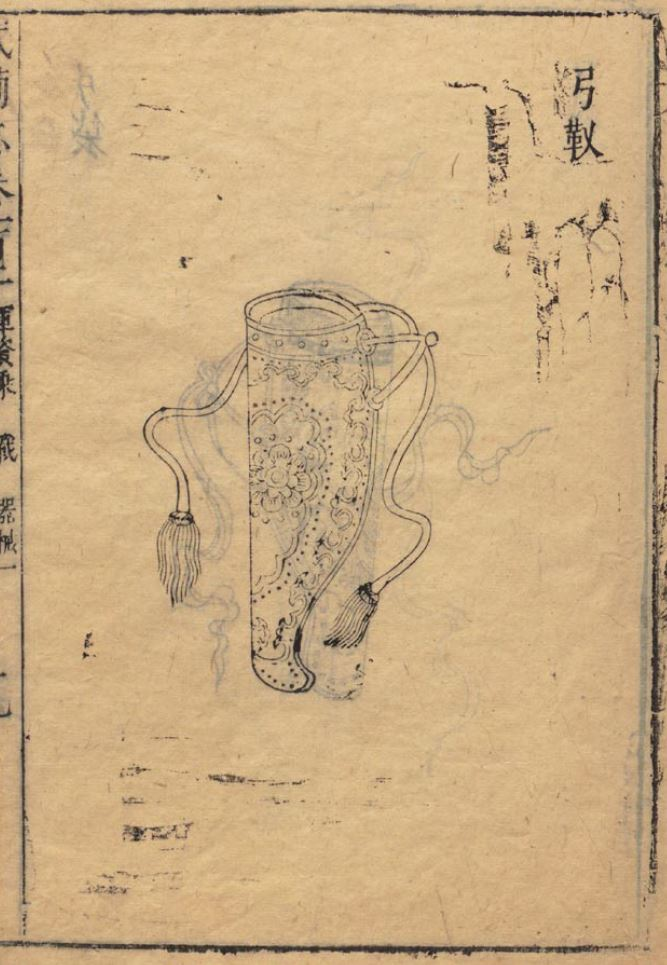
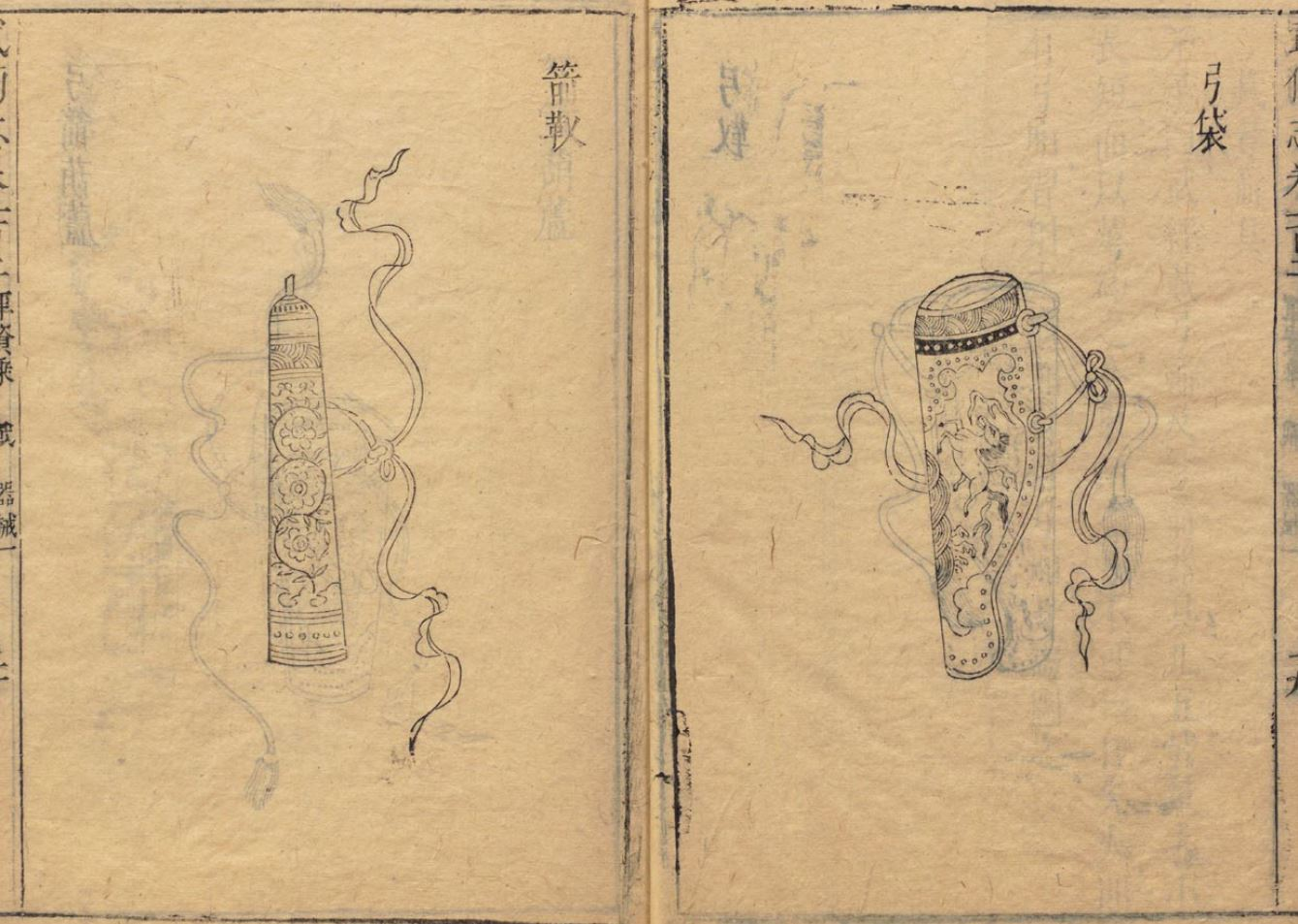
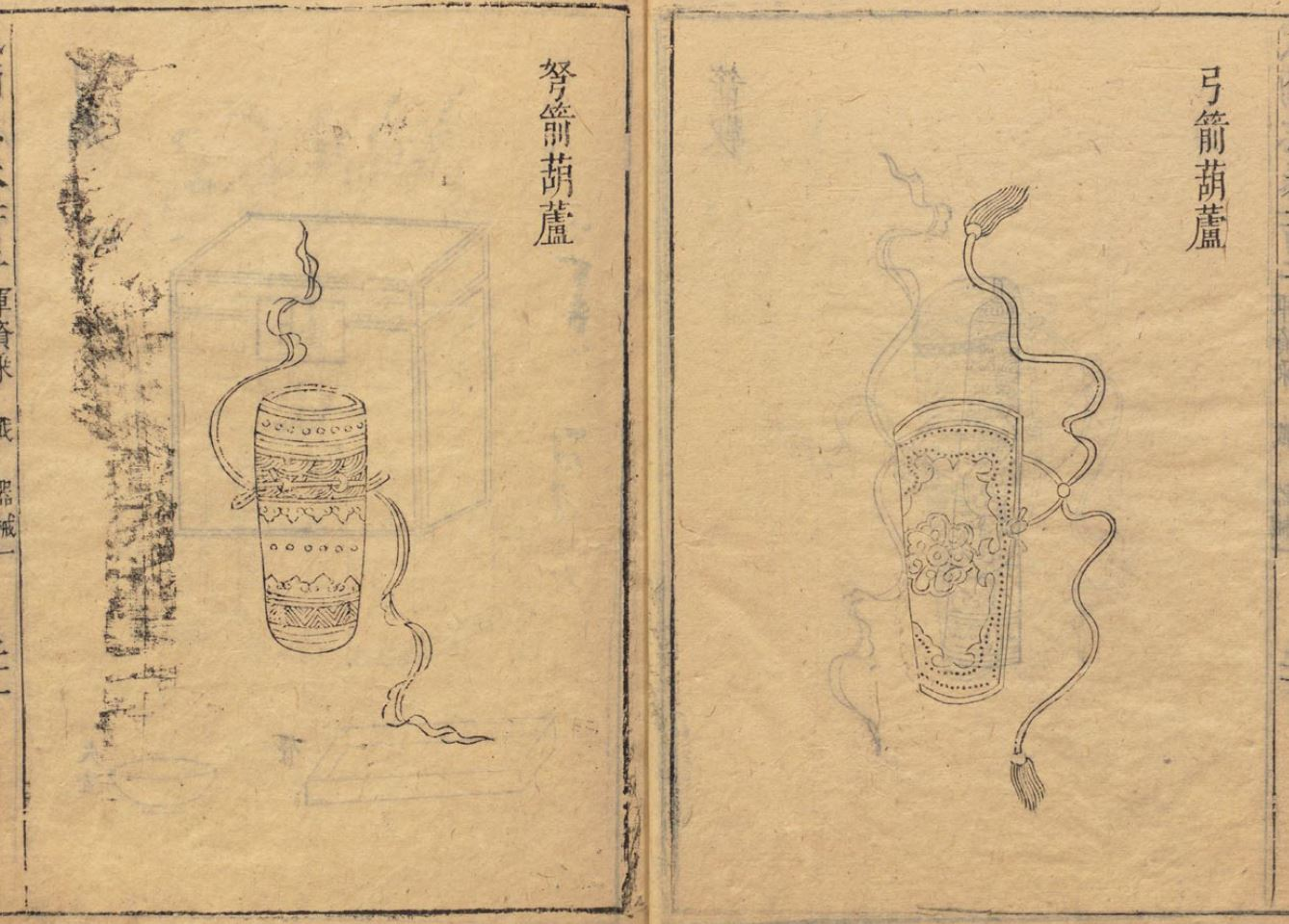
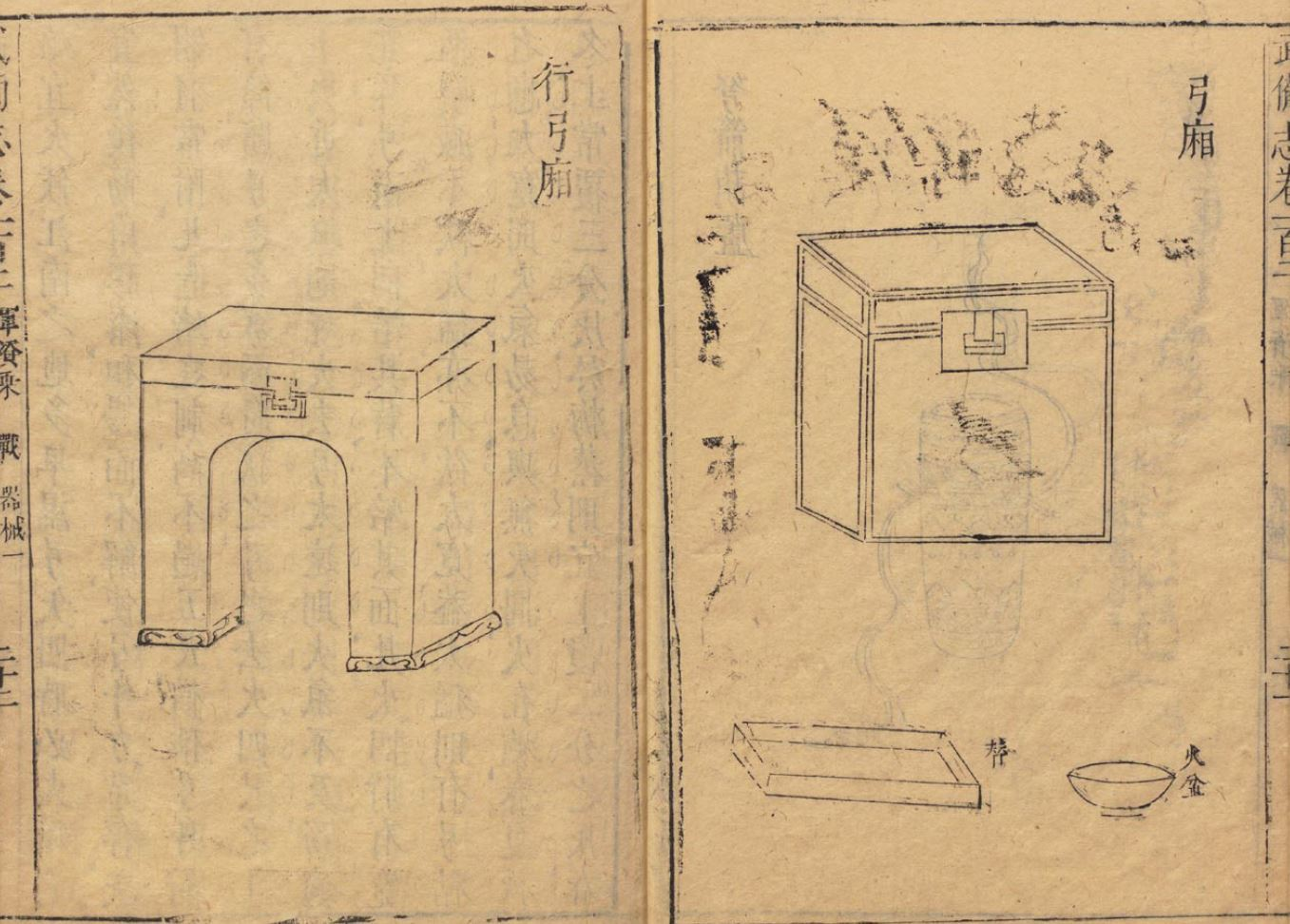
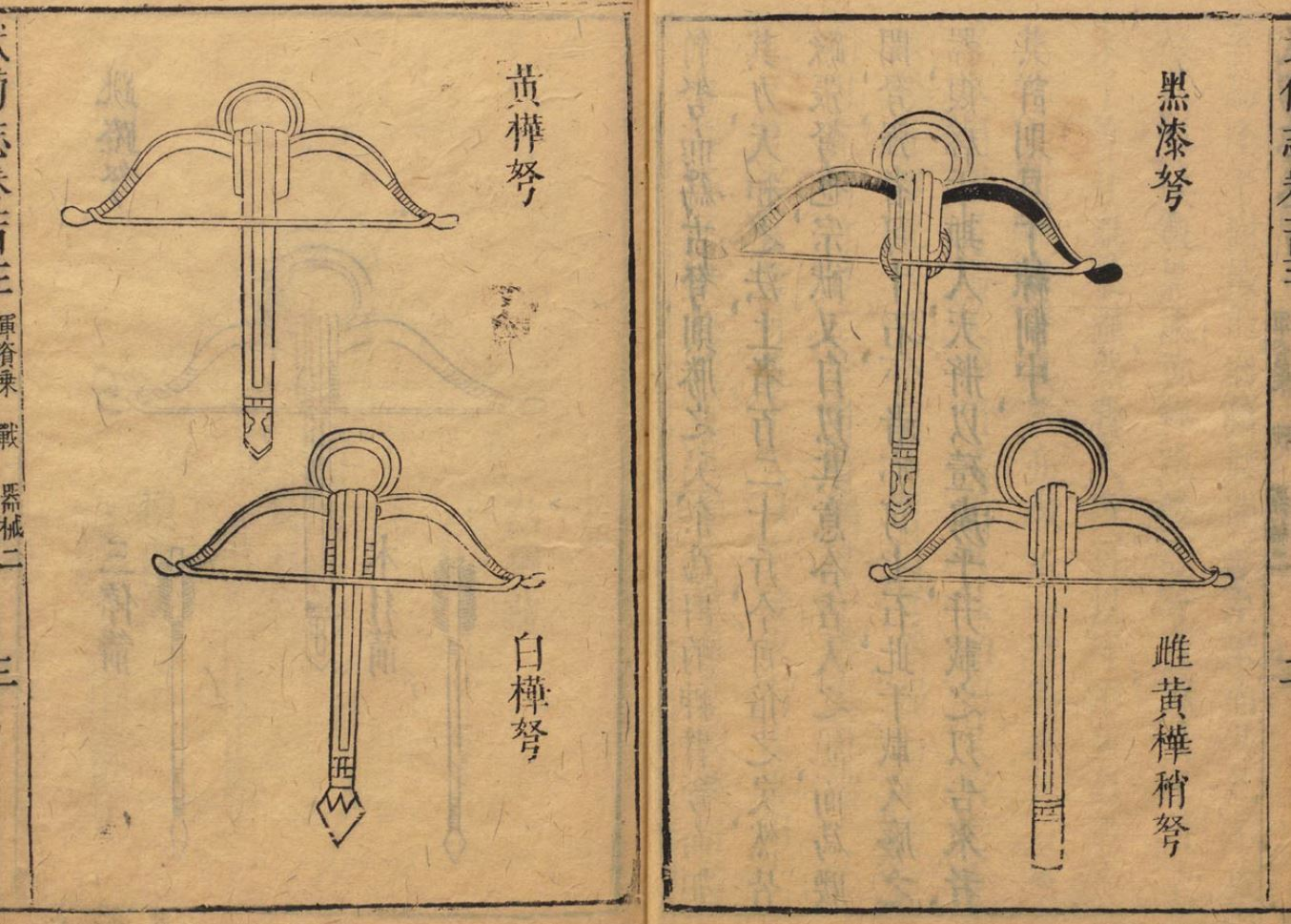
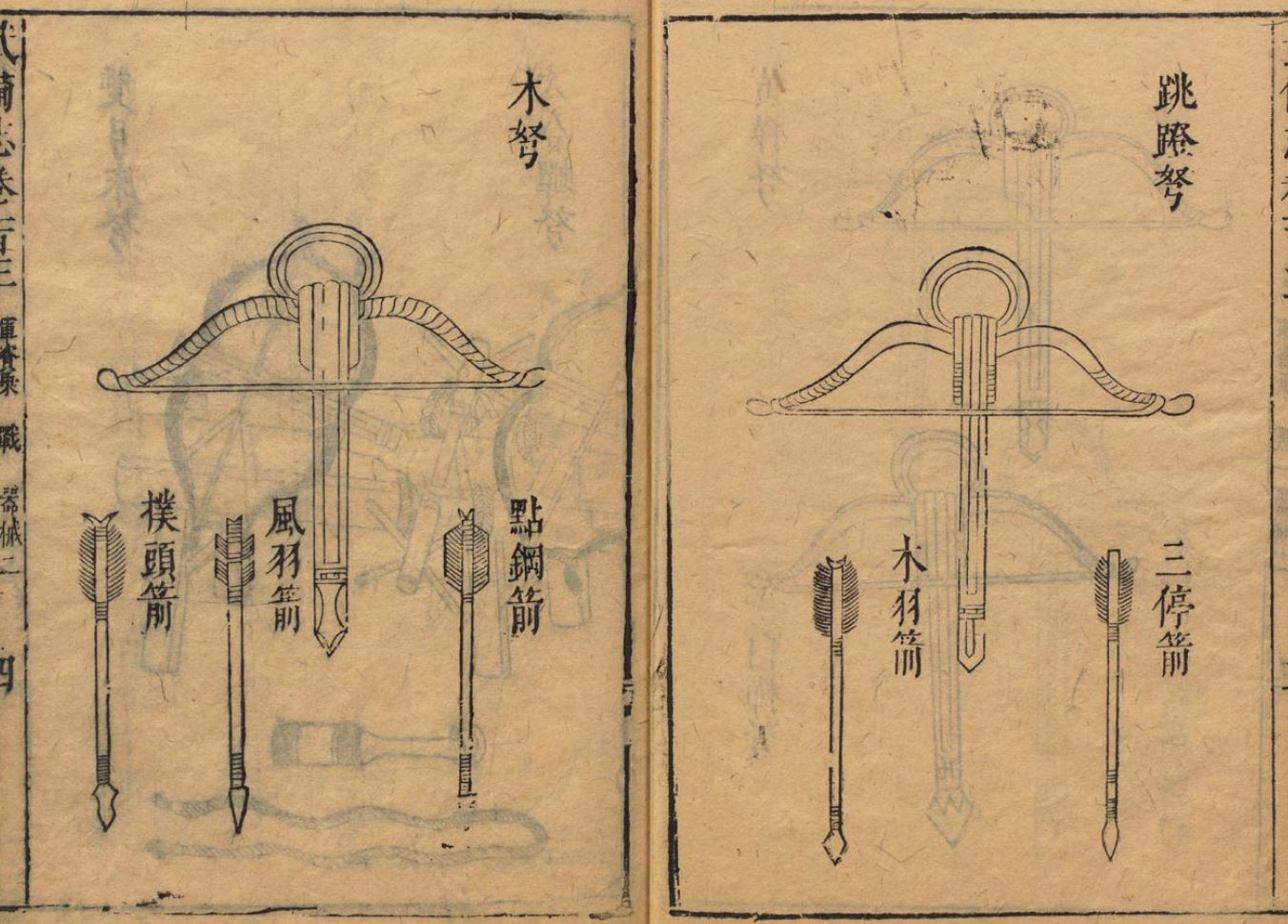
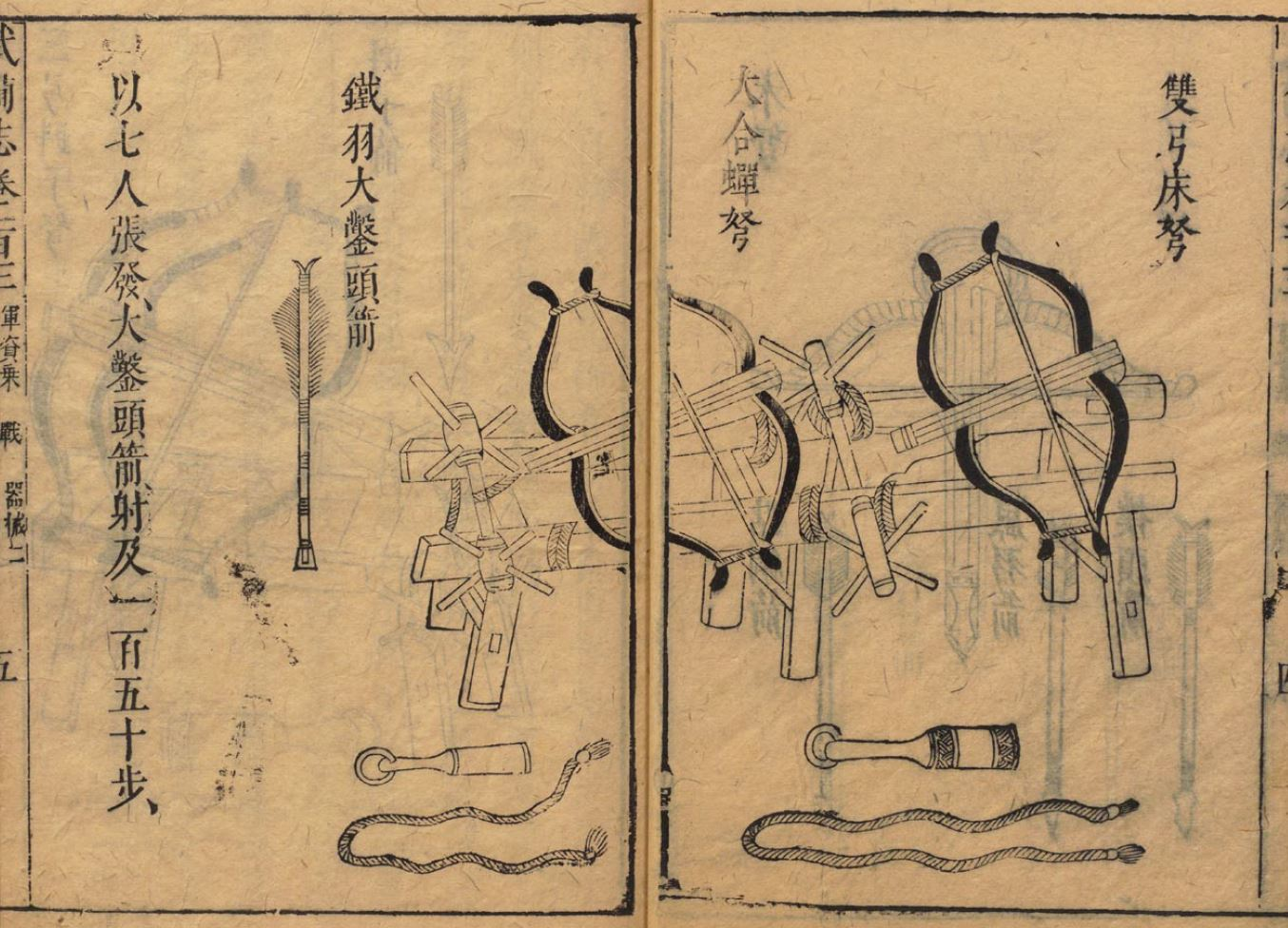
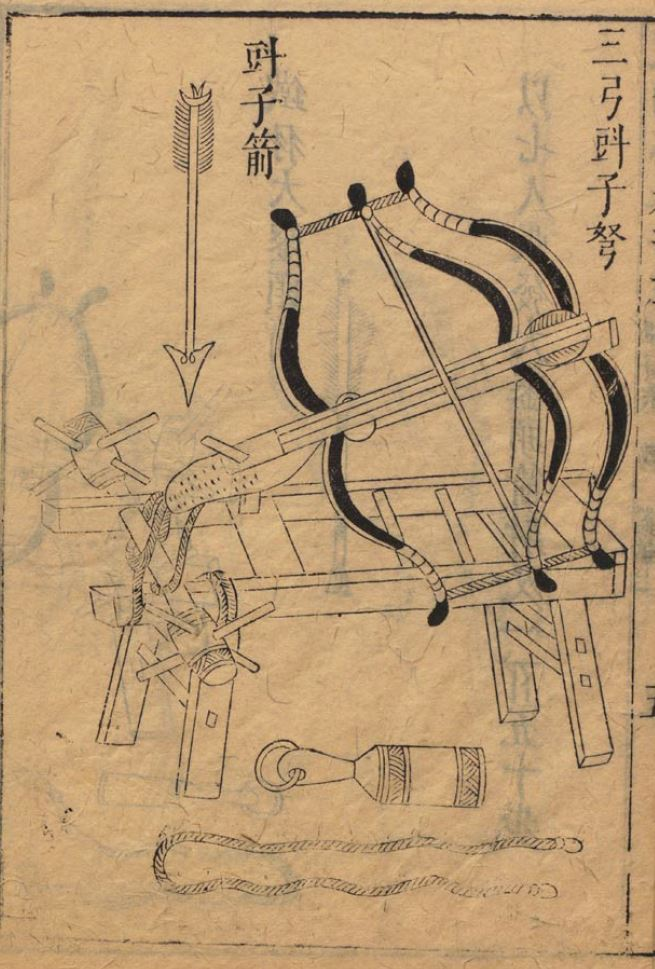
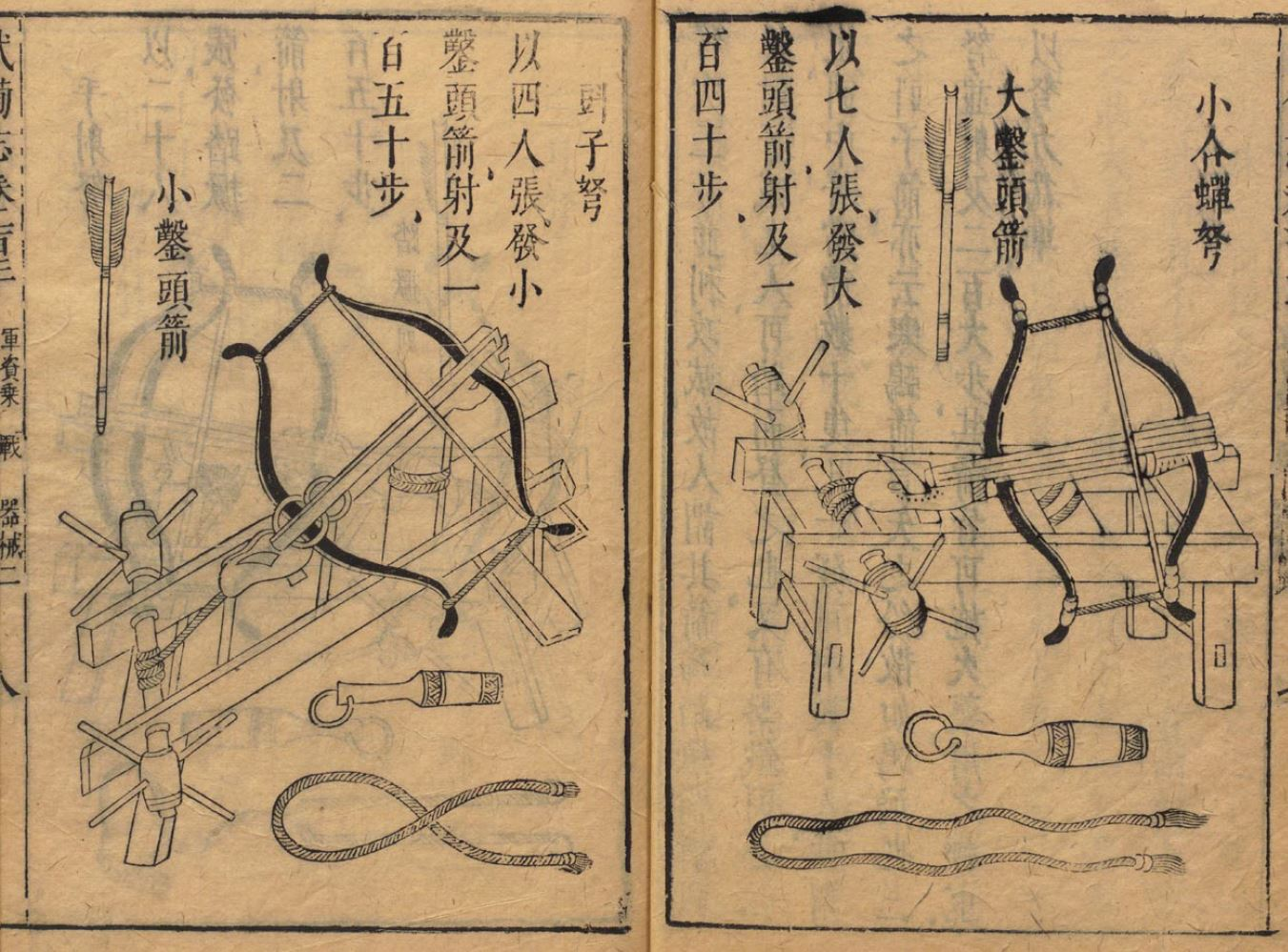
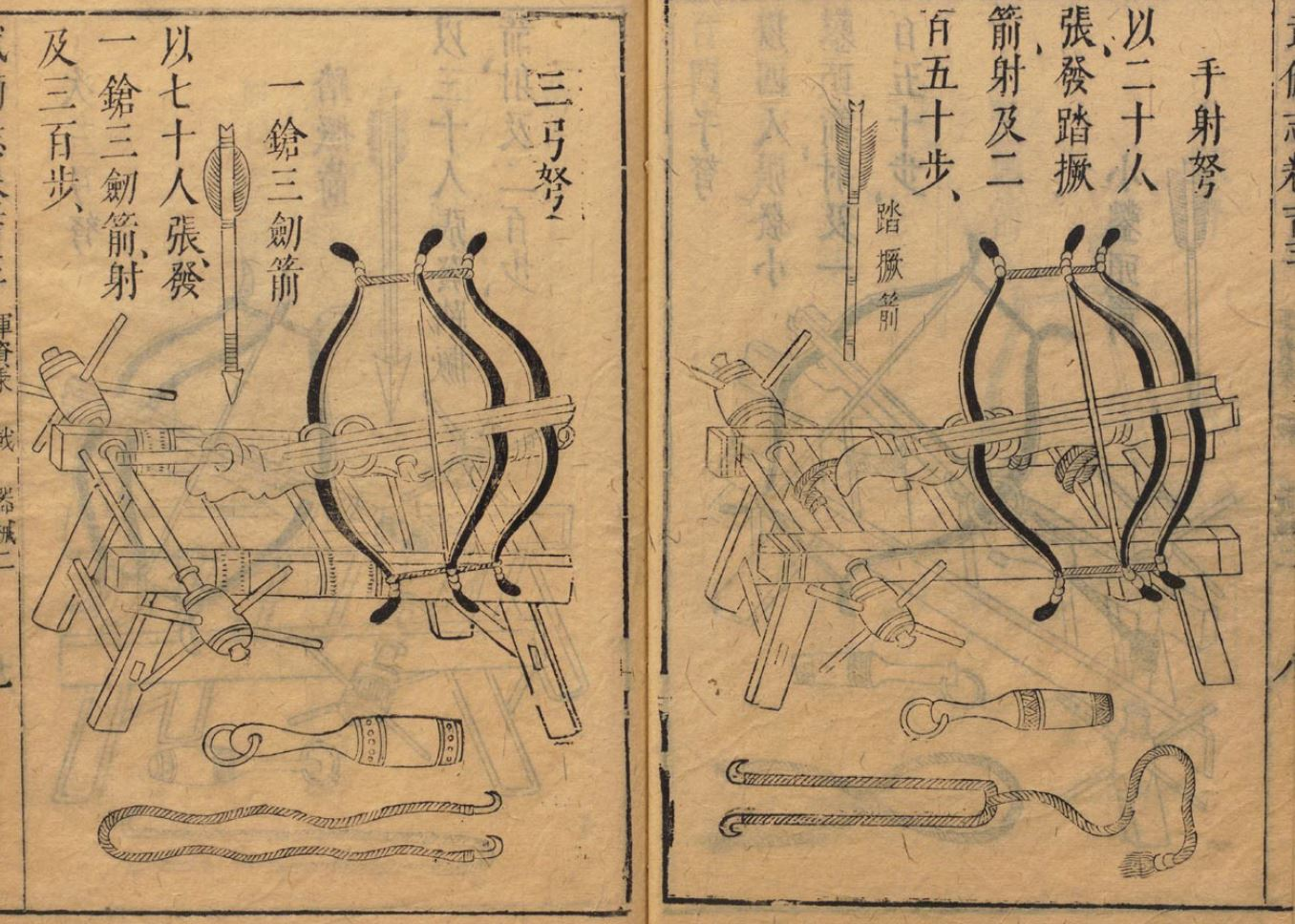
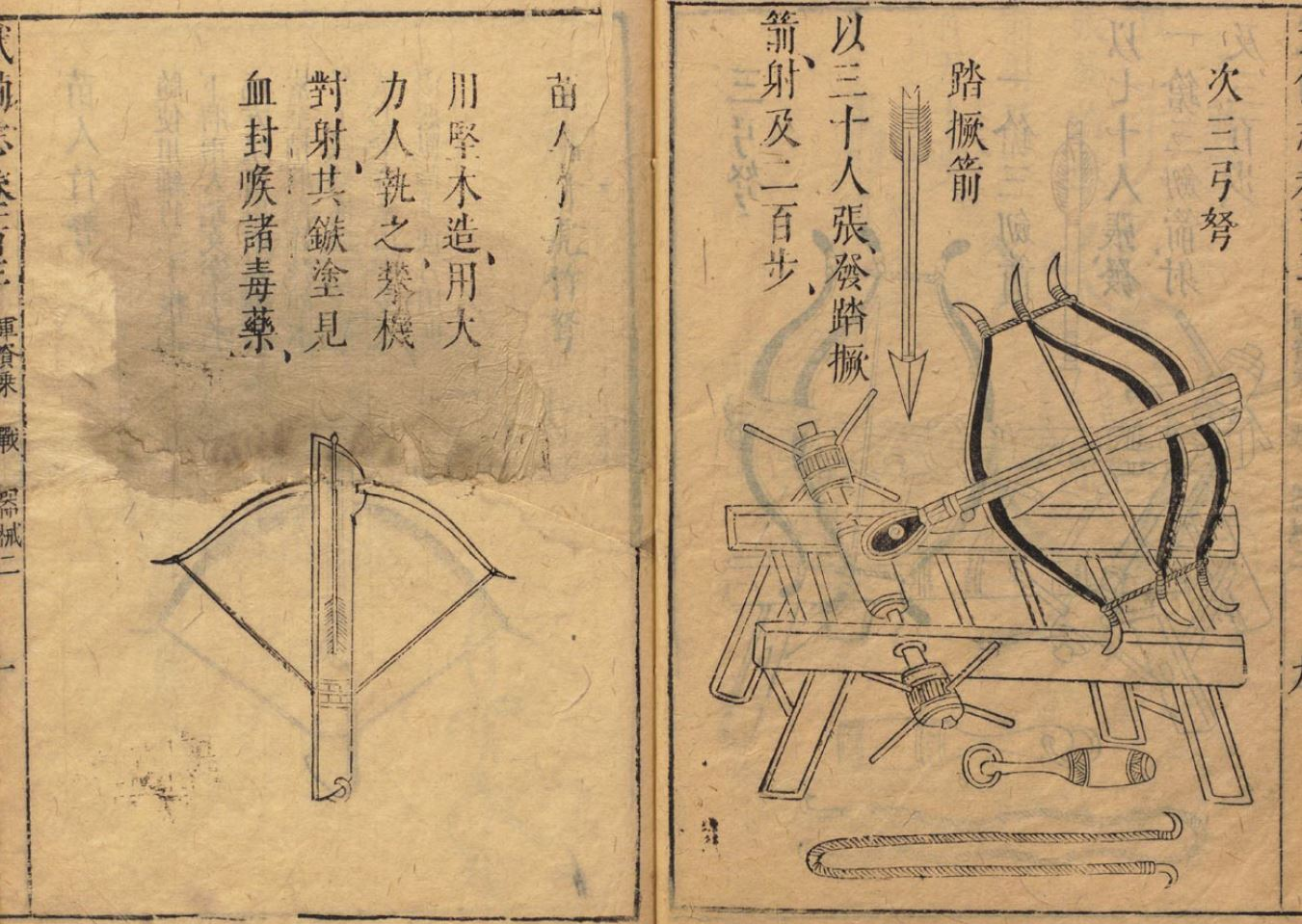
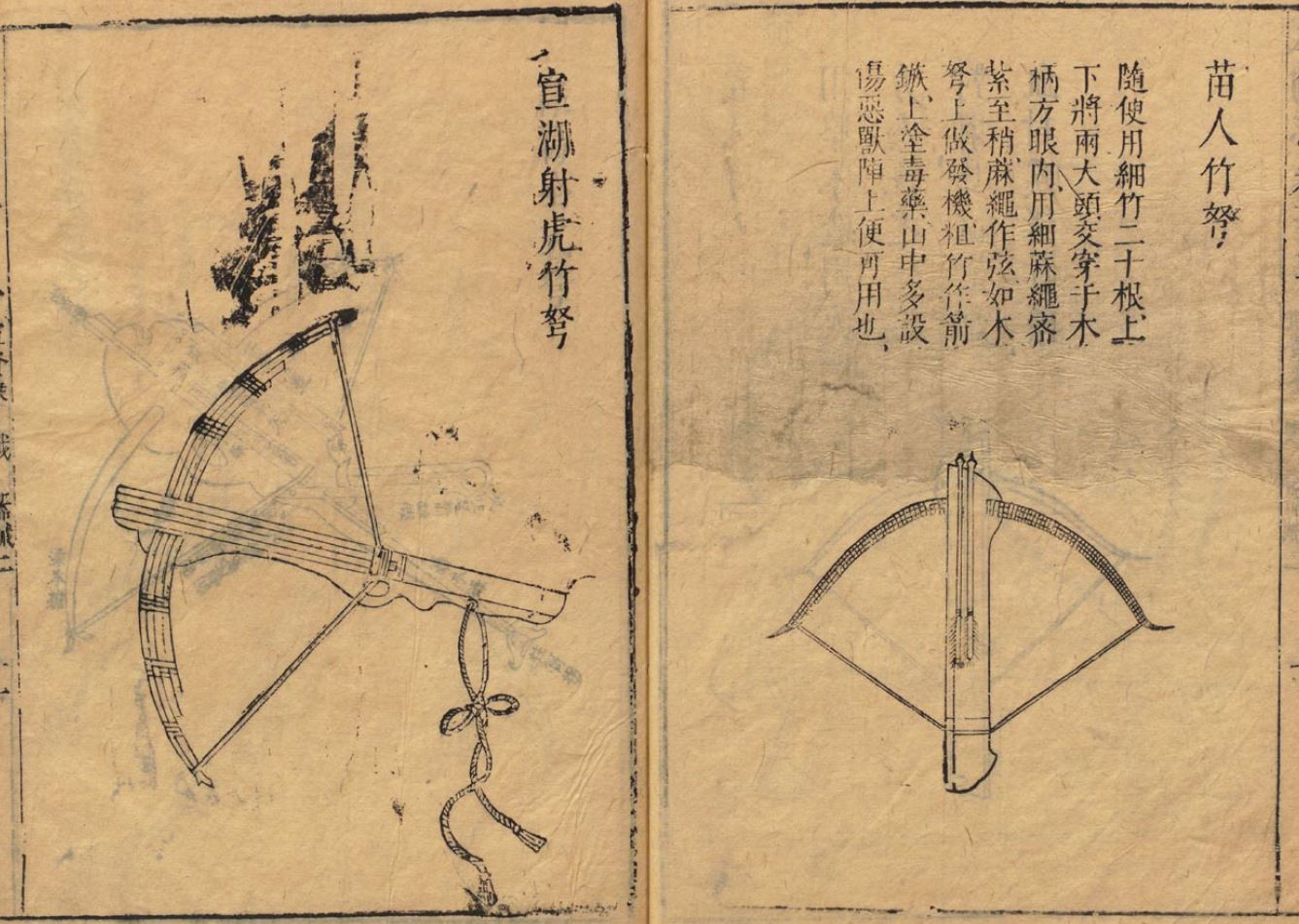
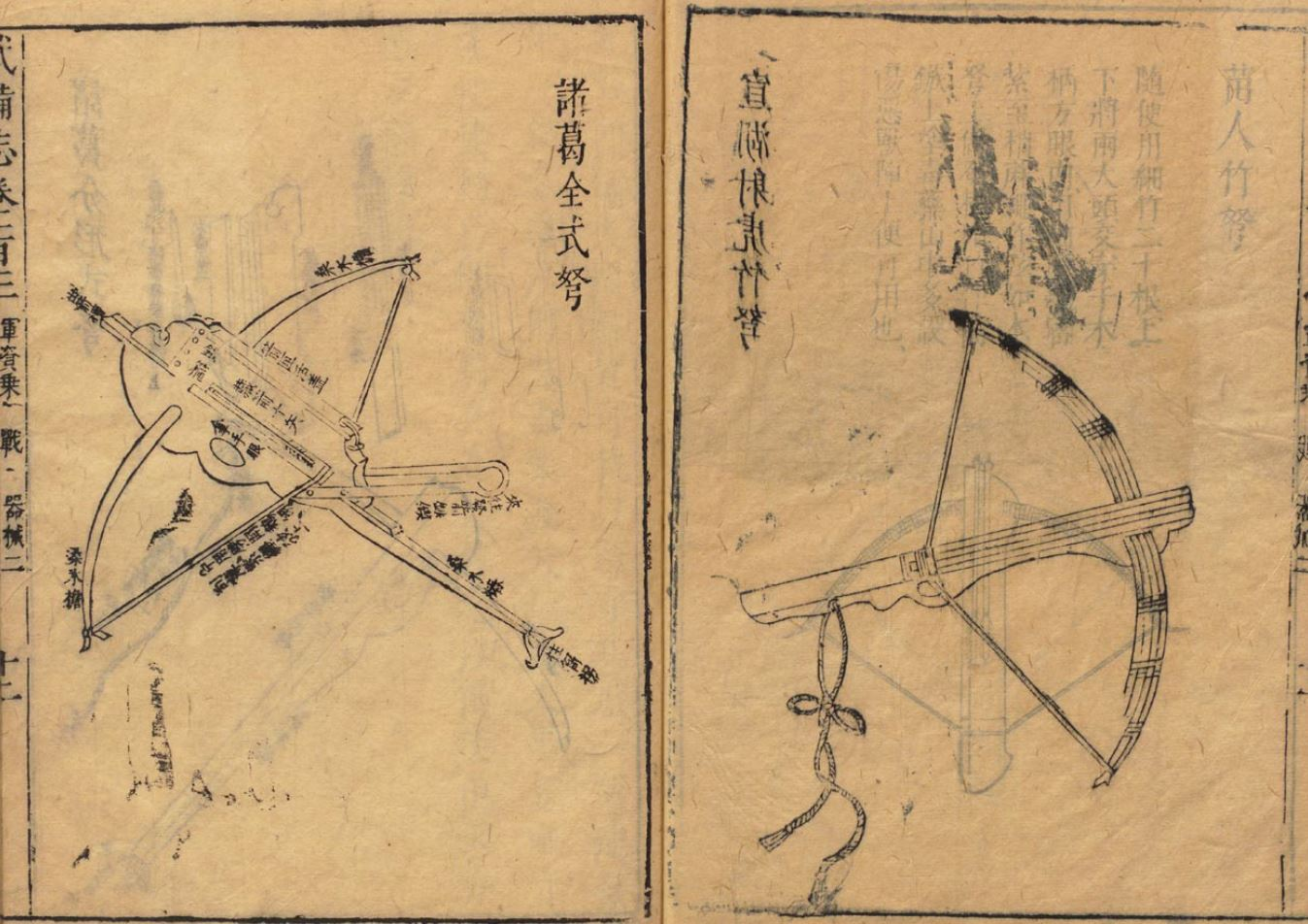
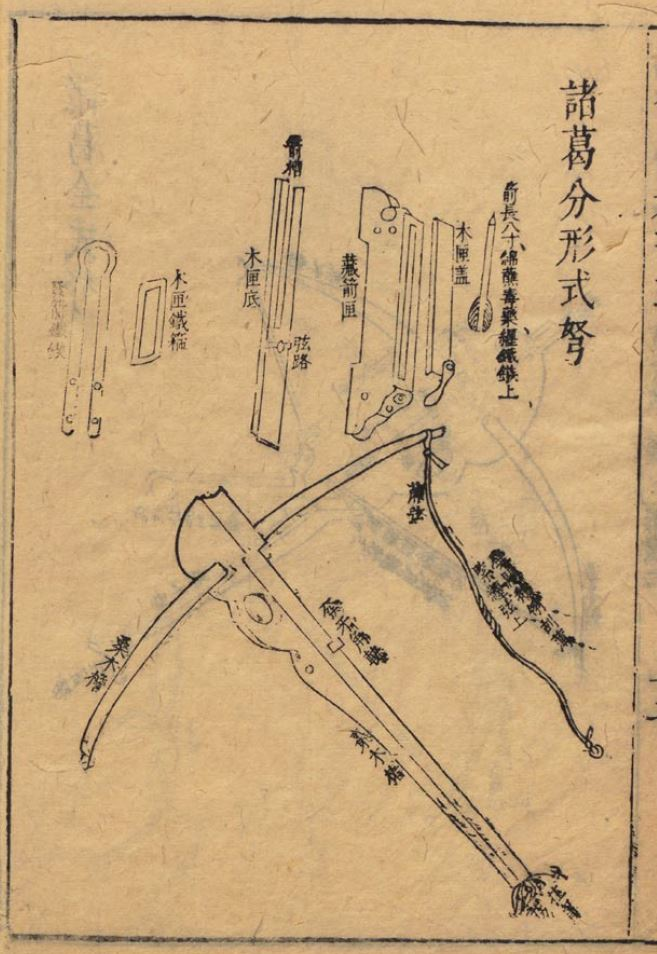
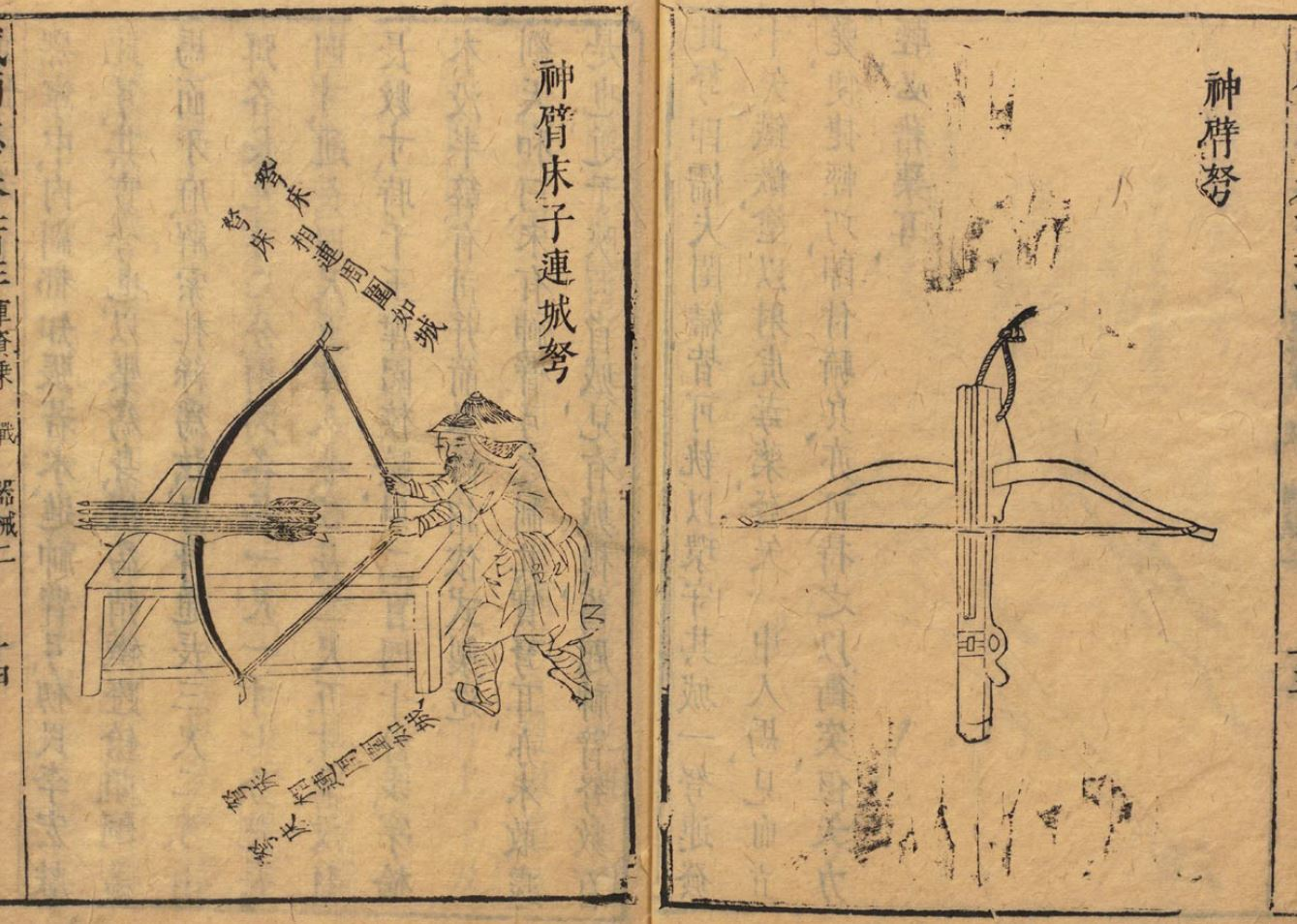
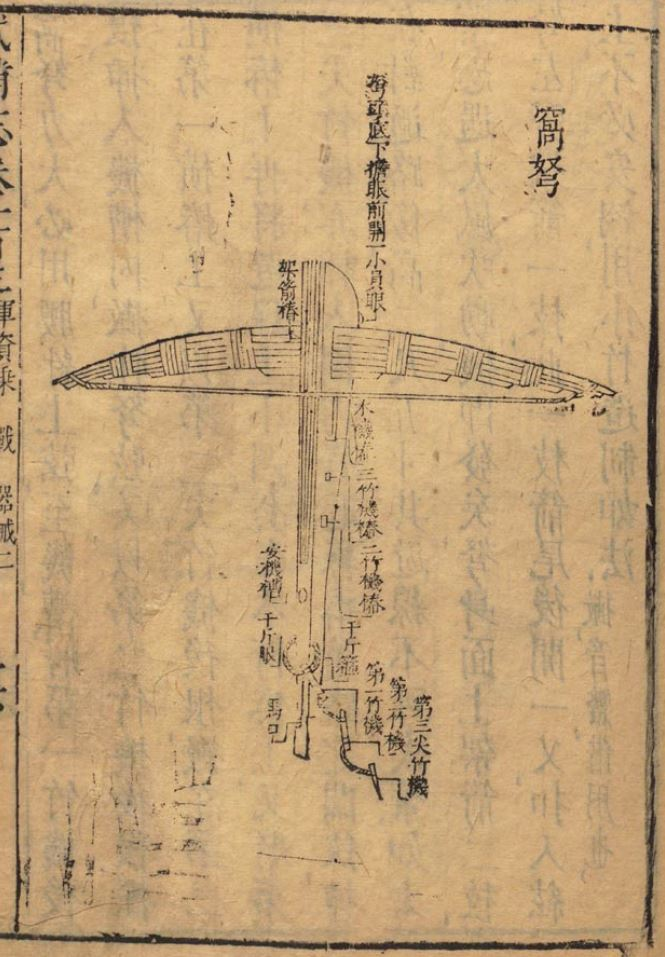
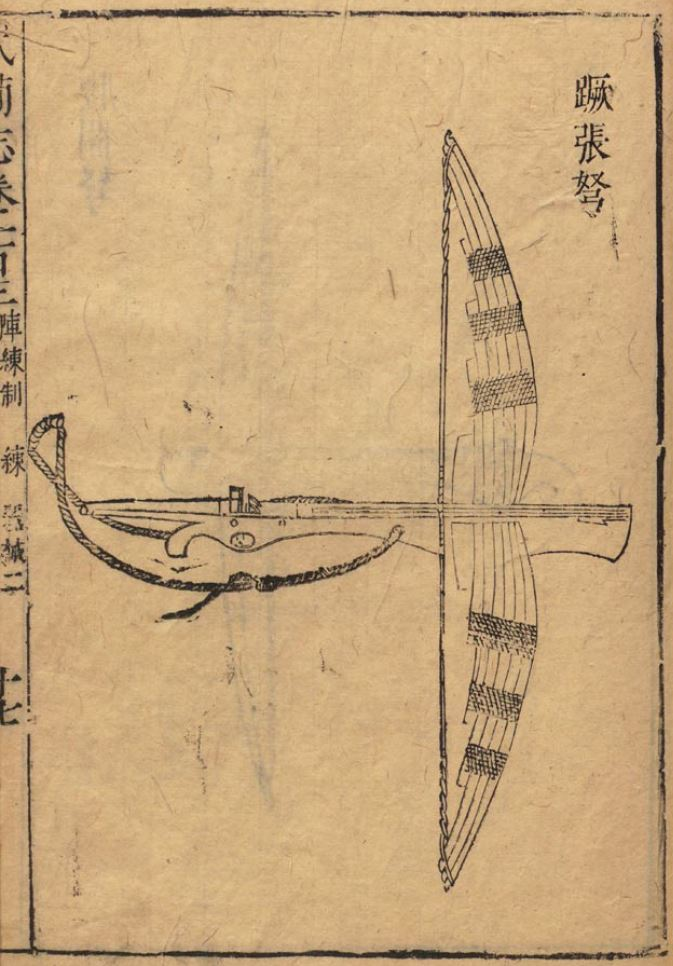
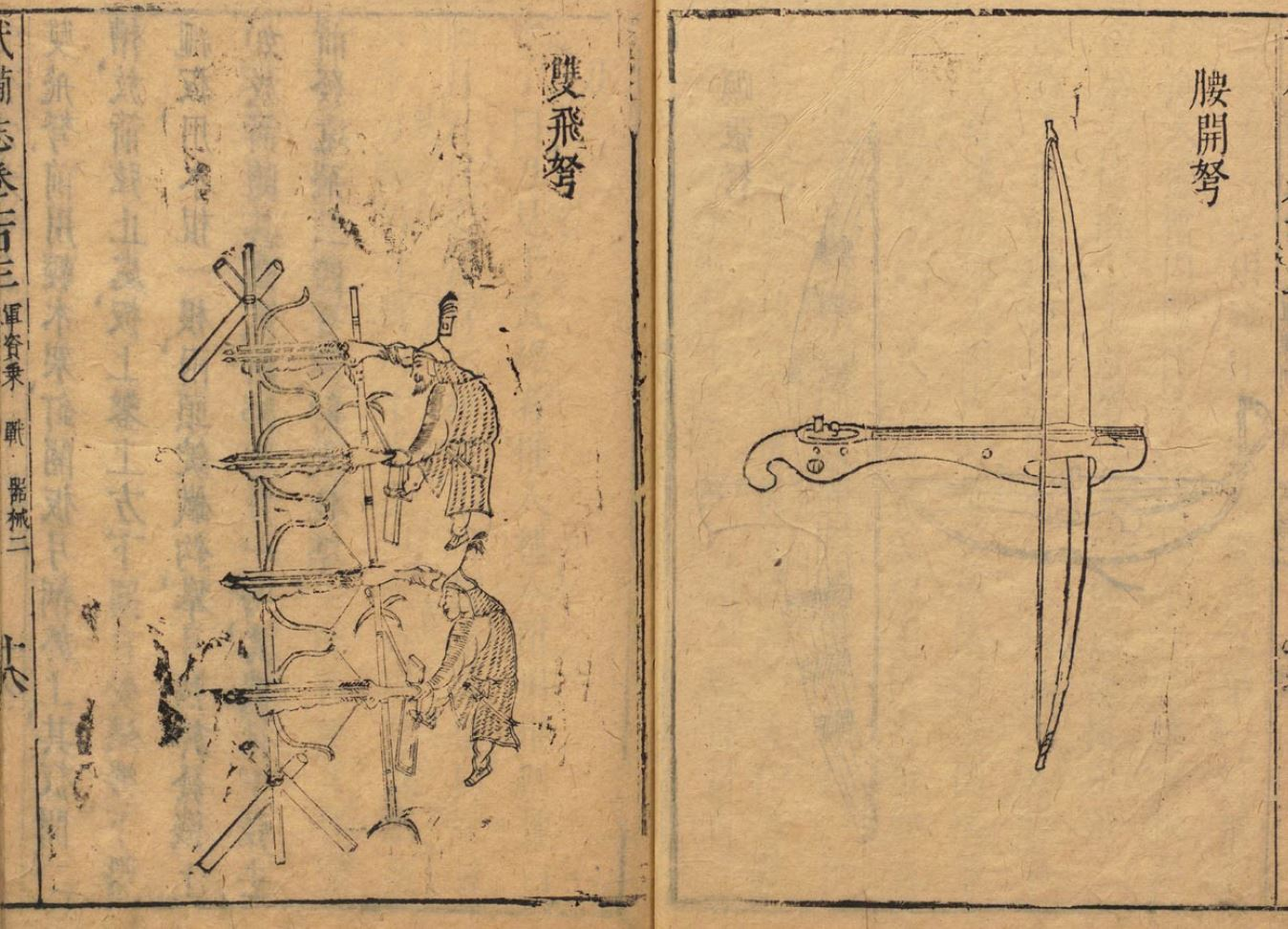

### Flechas incendiárias e foguetes

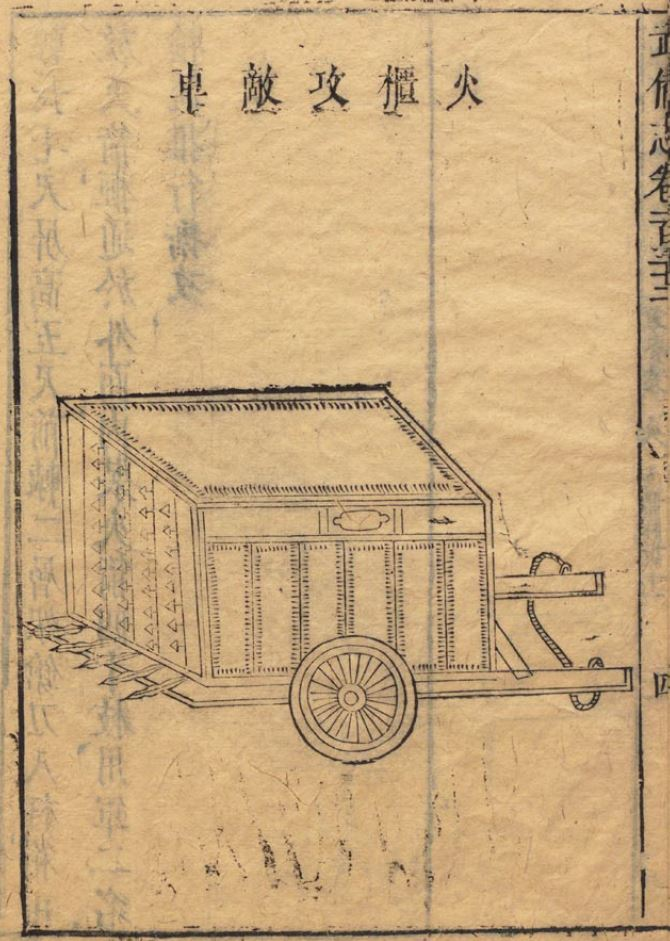
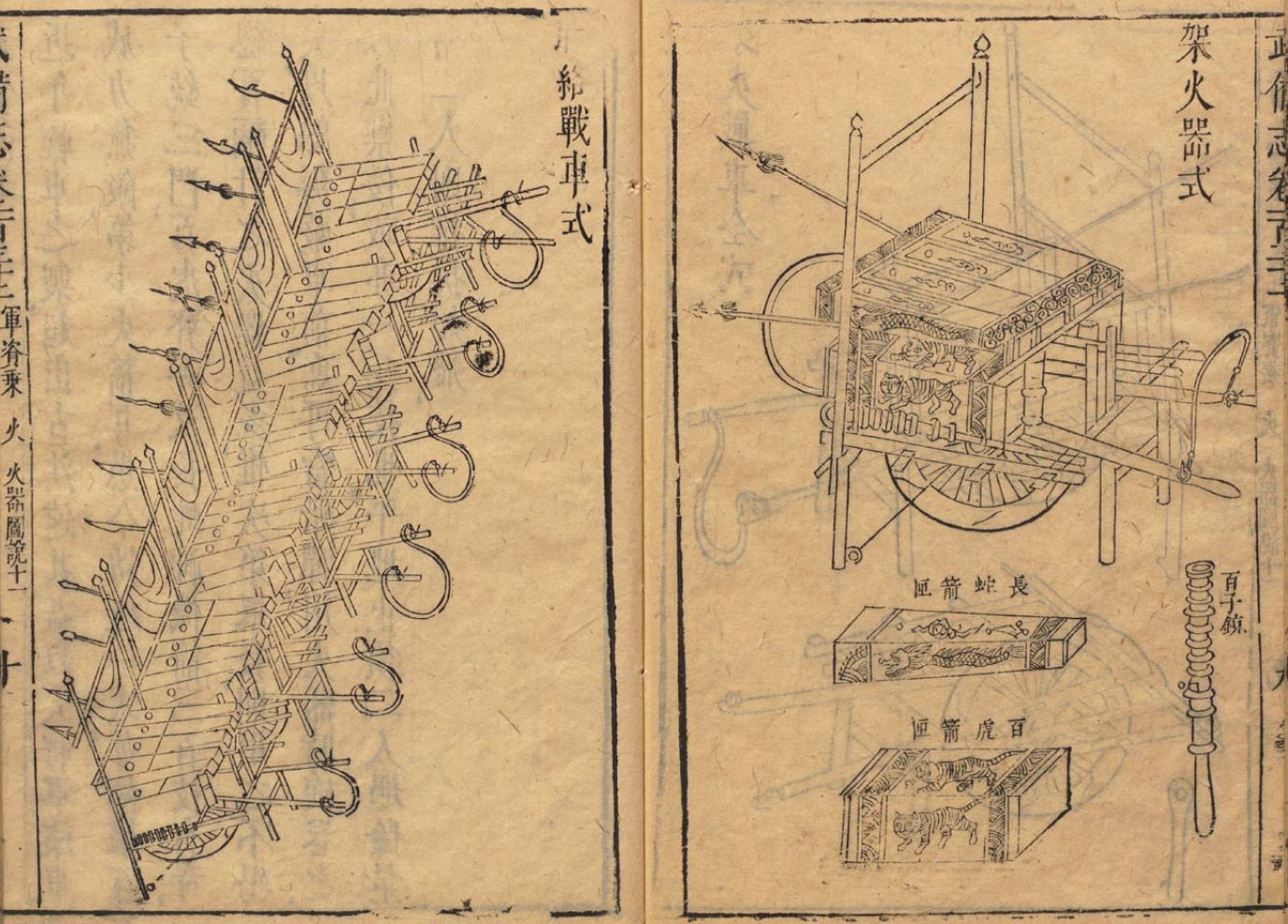
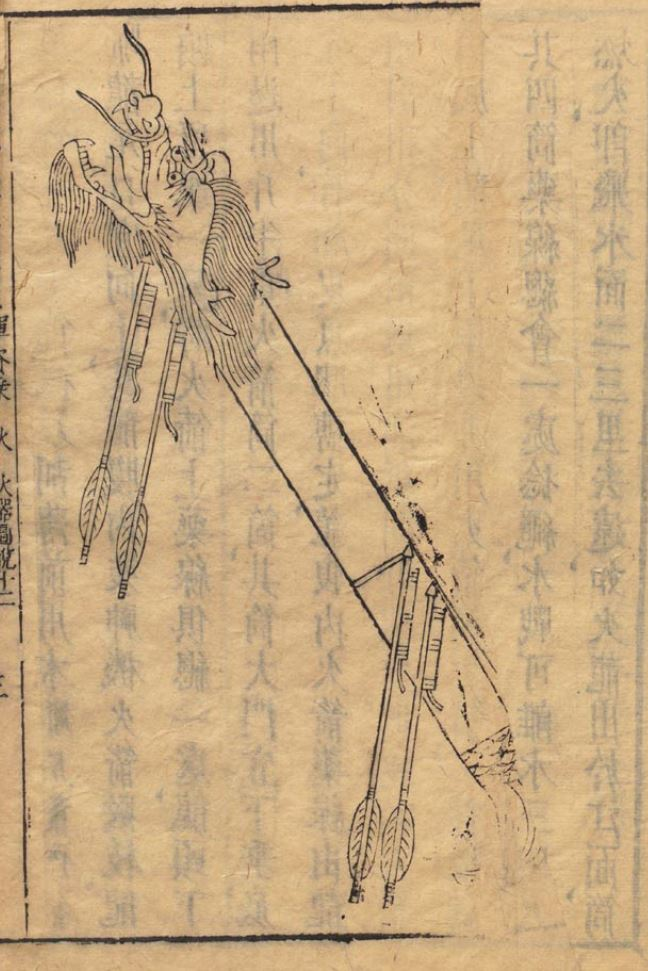
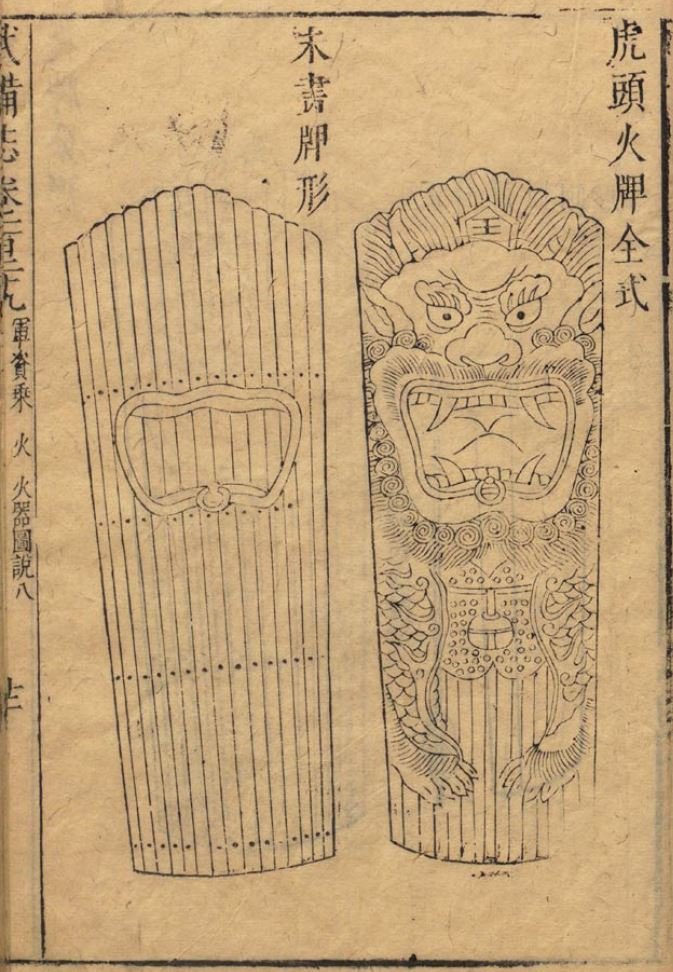
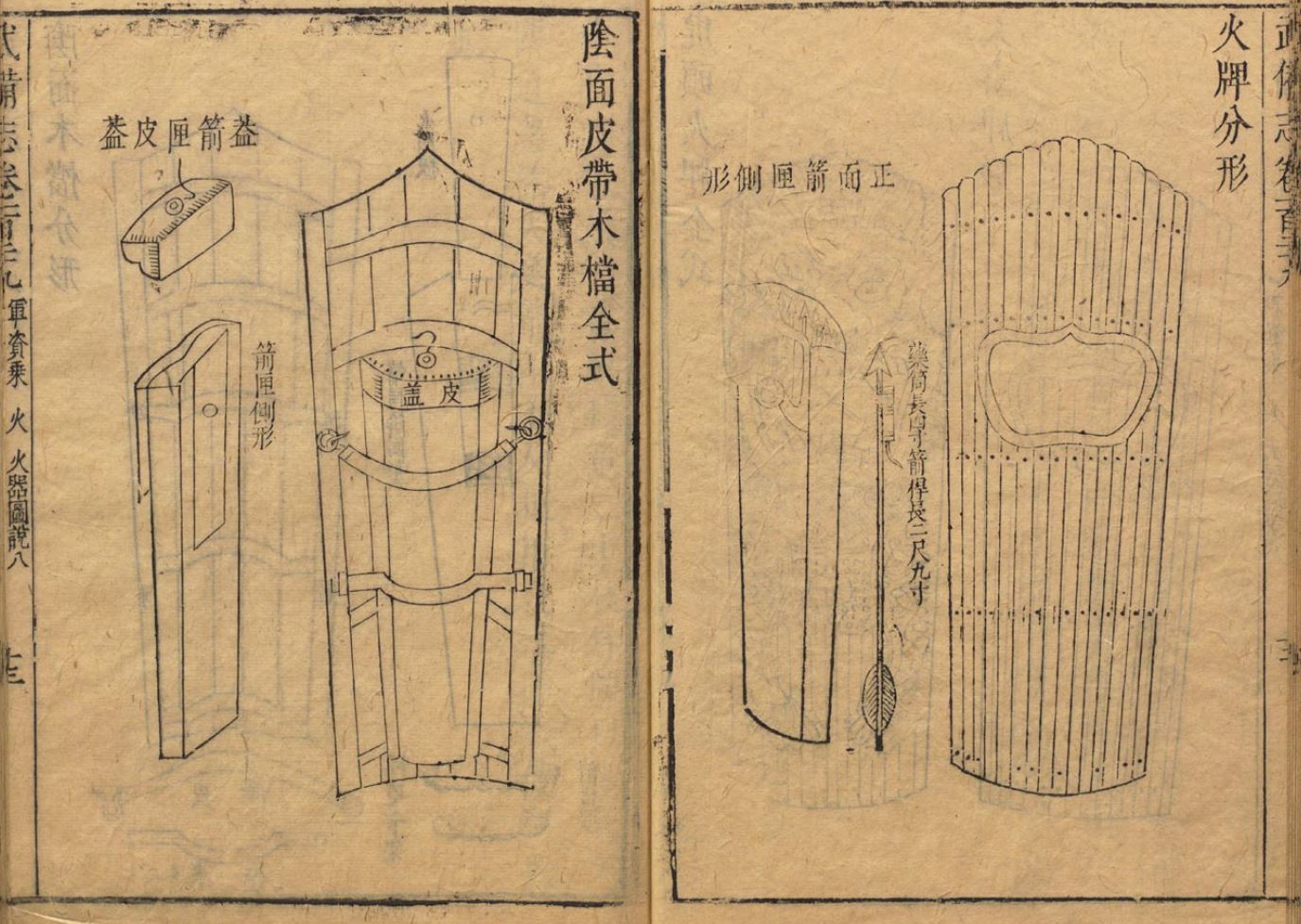
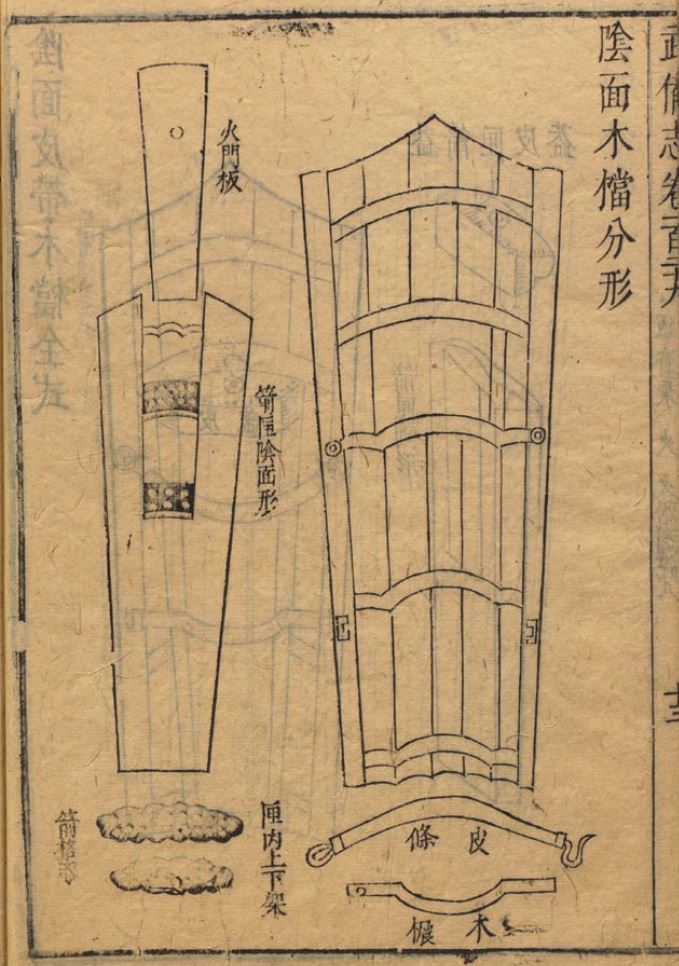
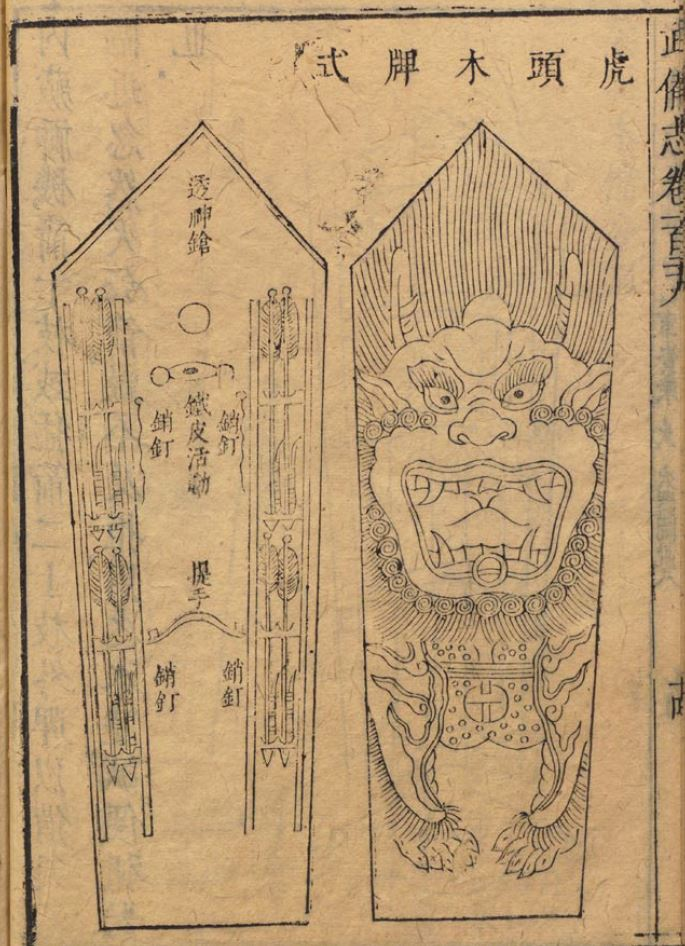
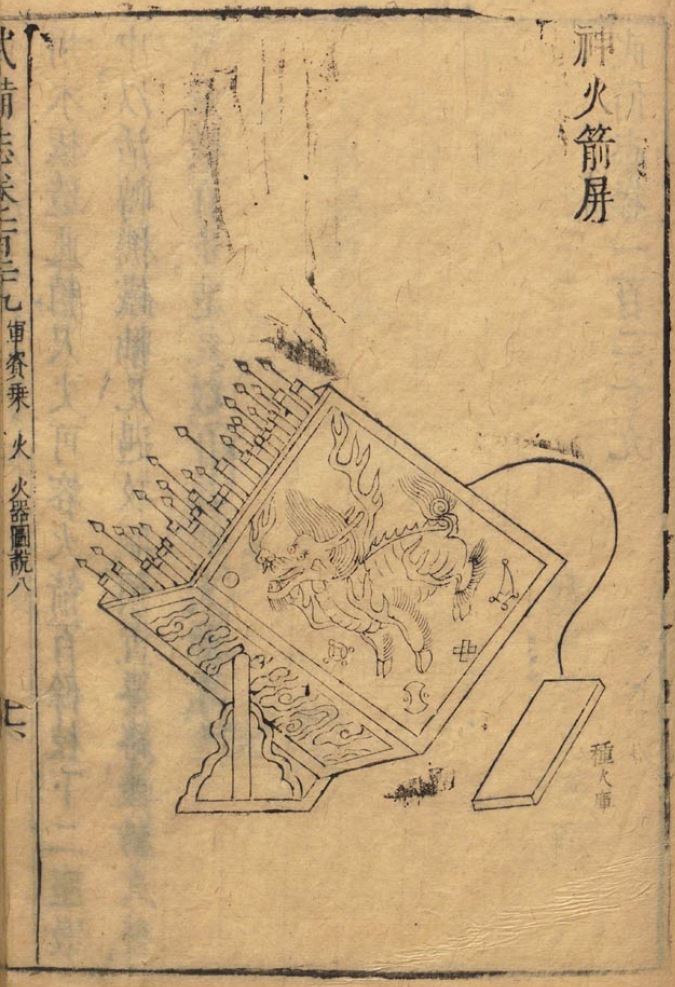
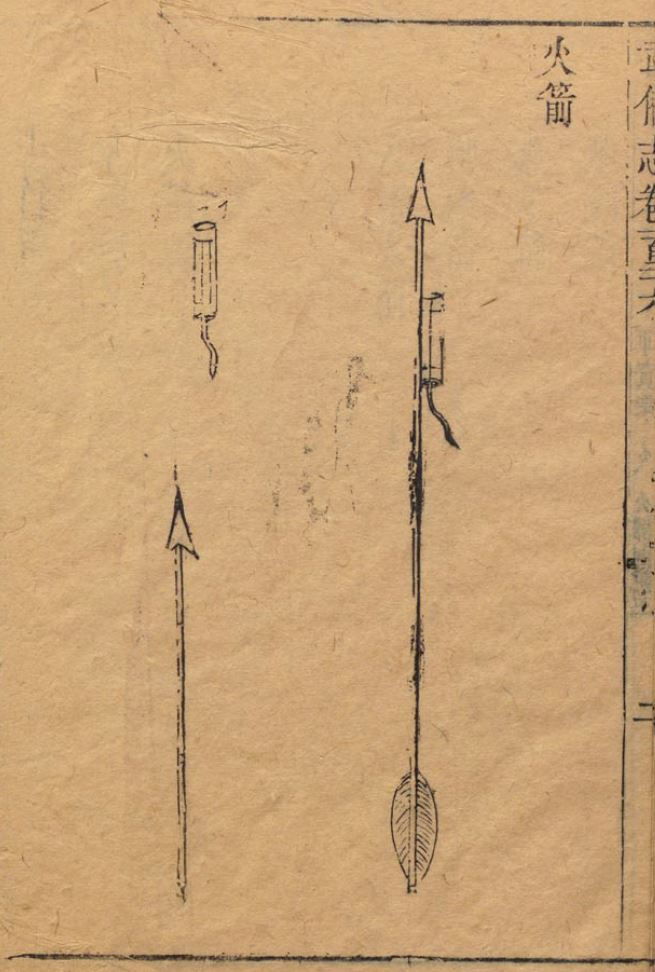
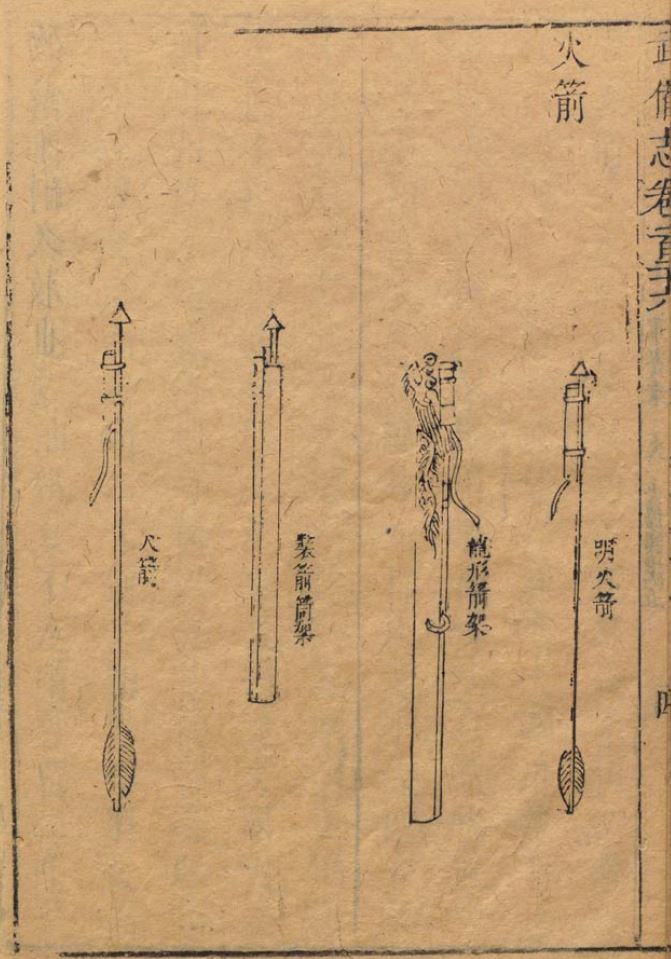
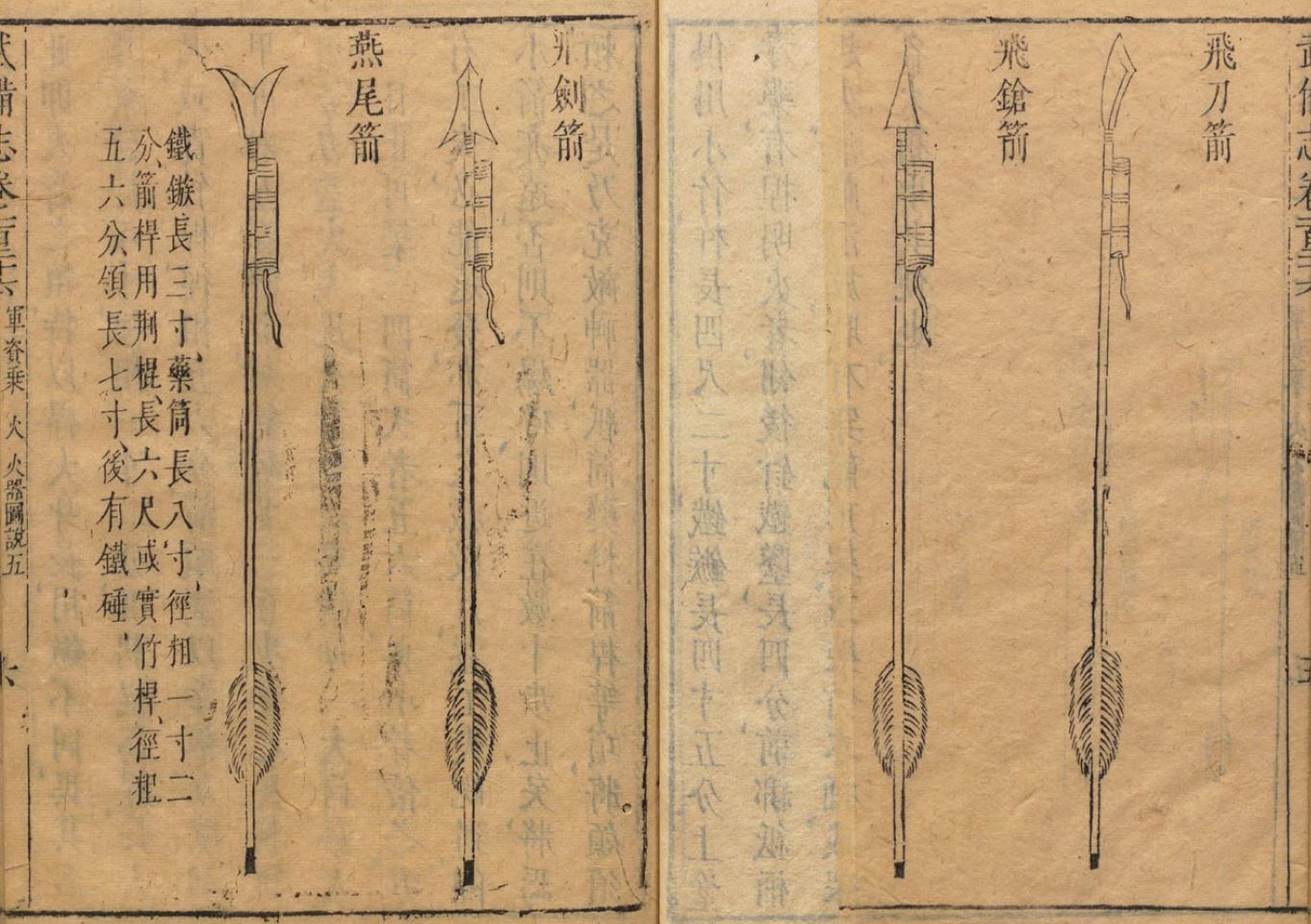
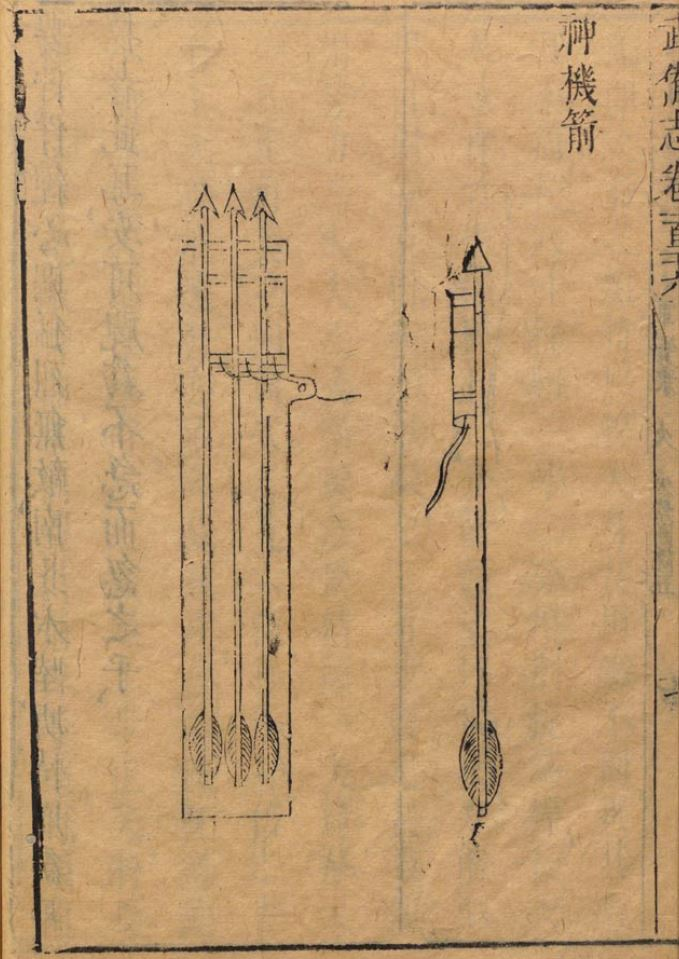
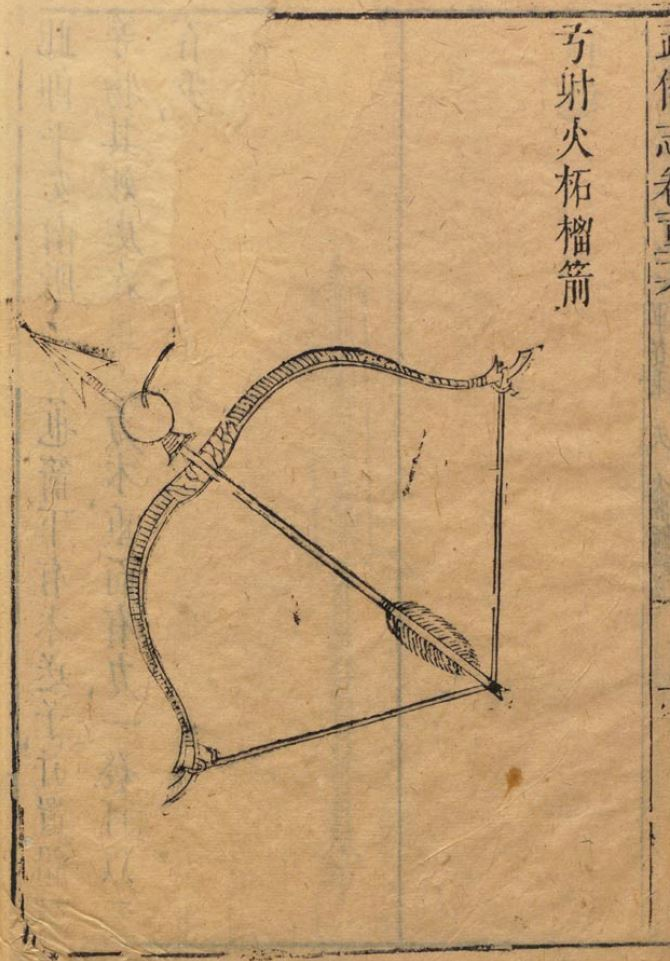
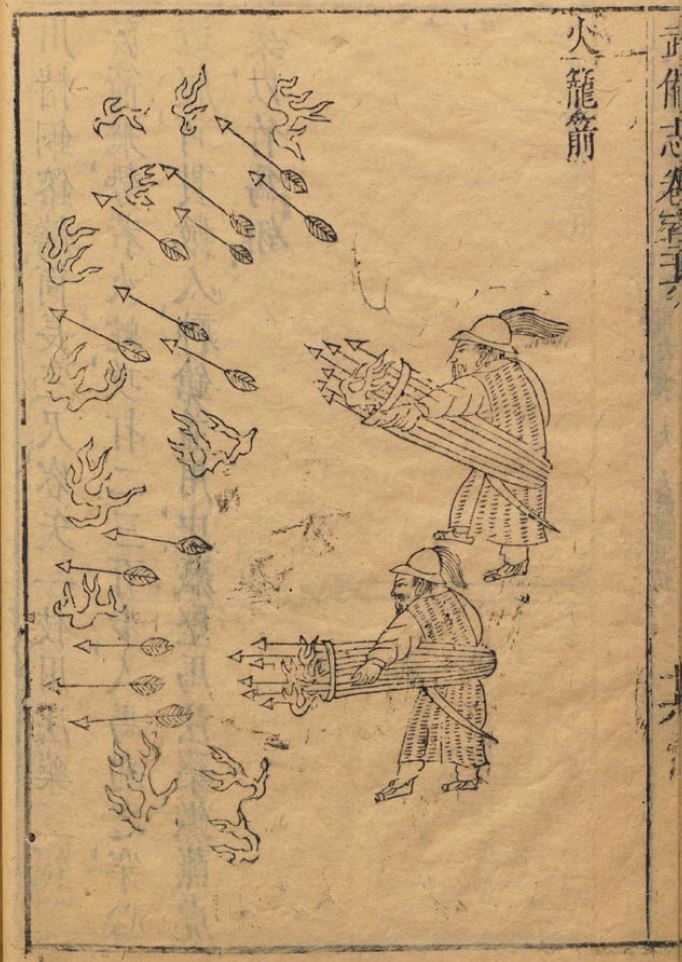
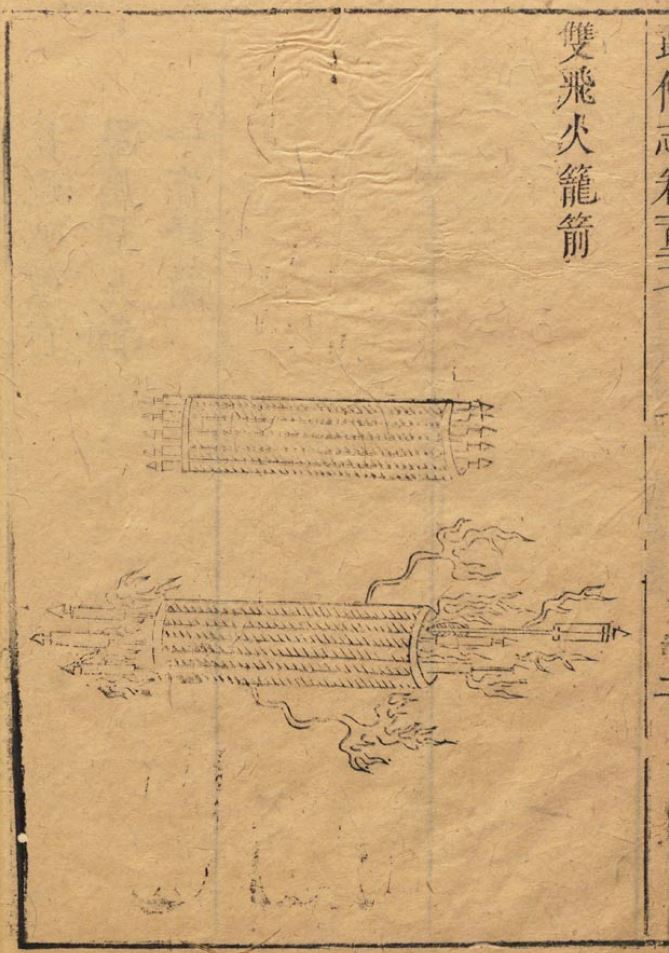
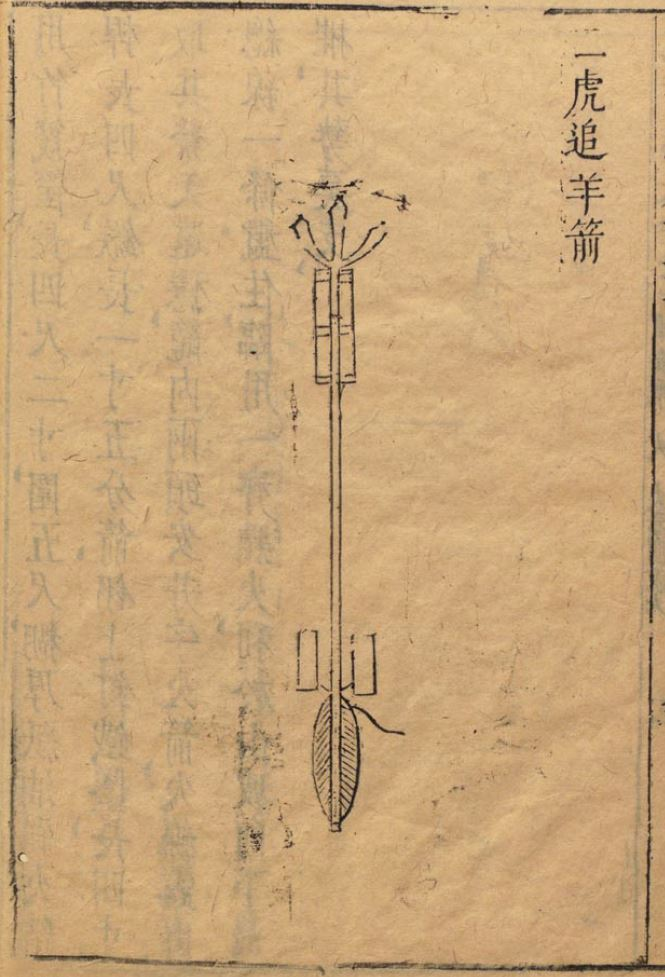
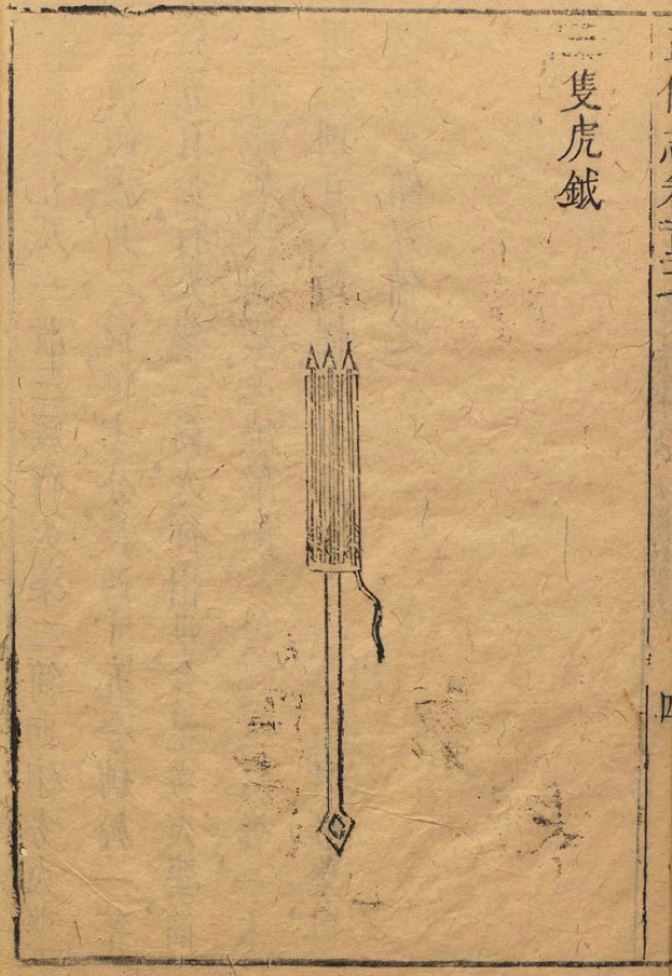
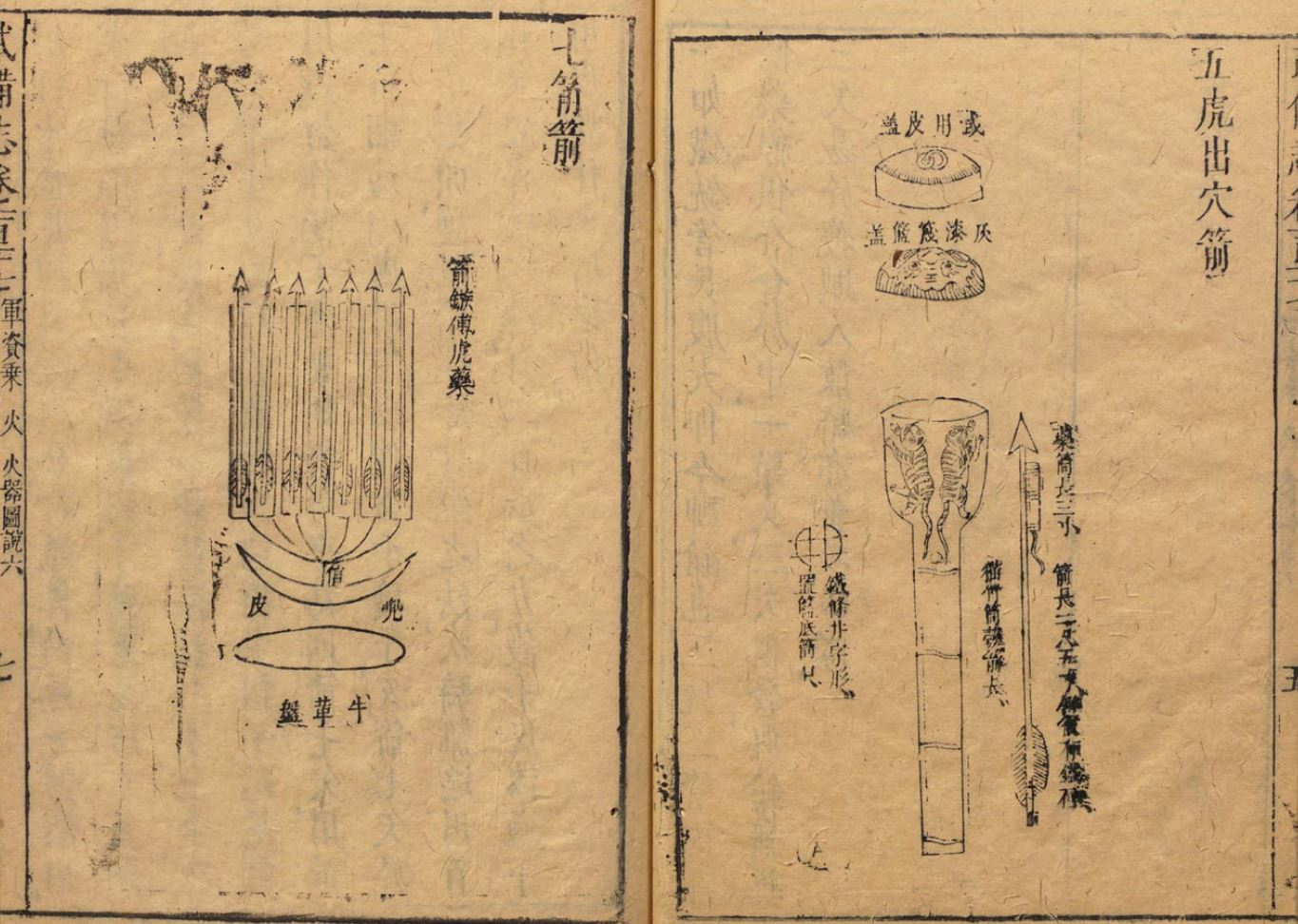
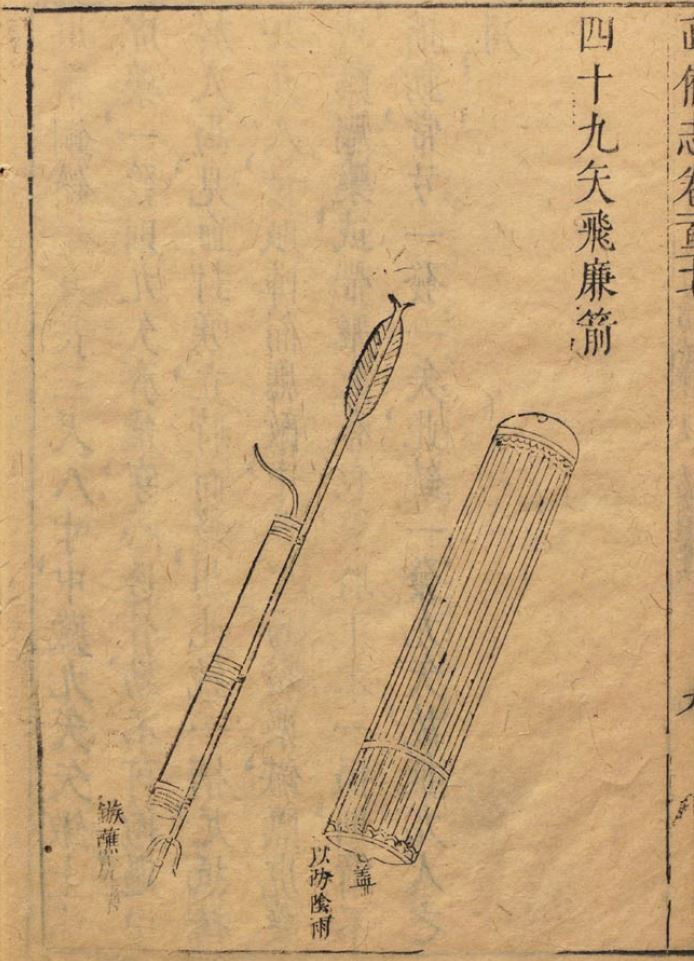
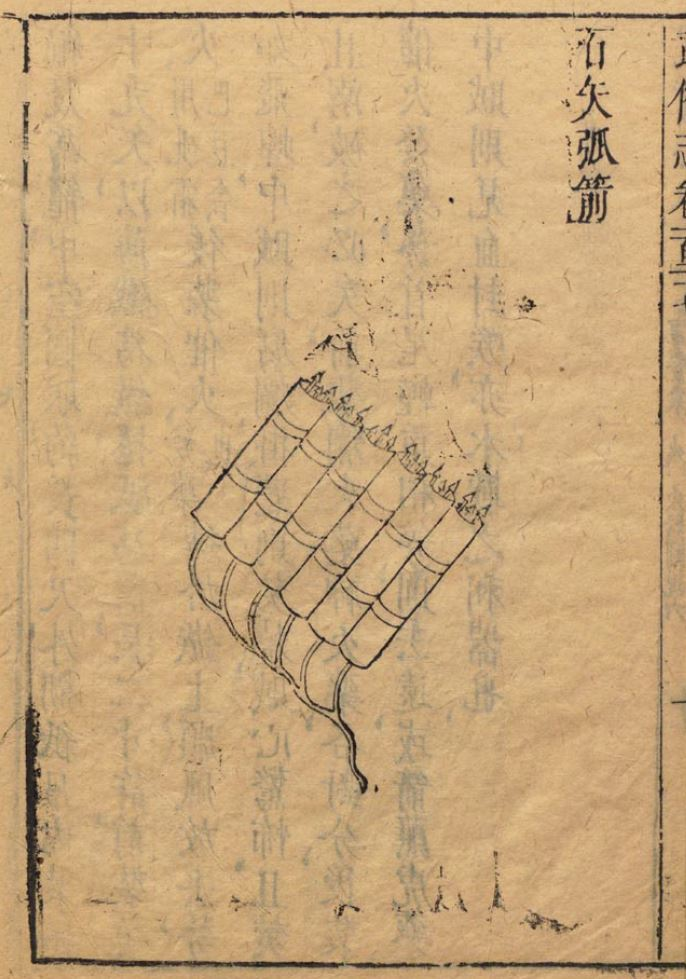
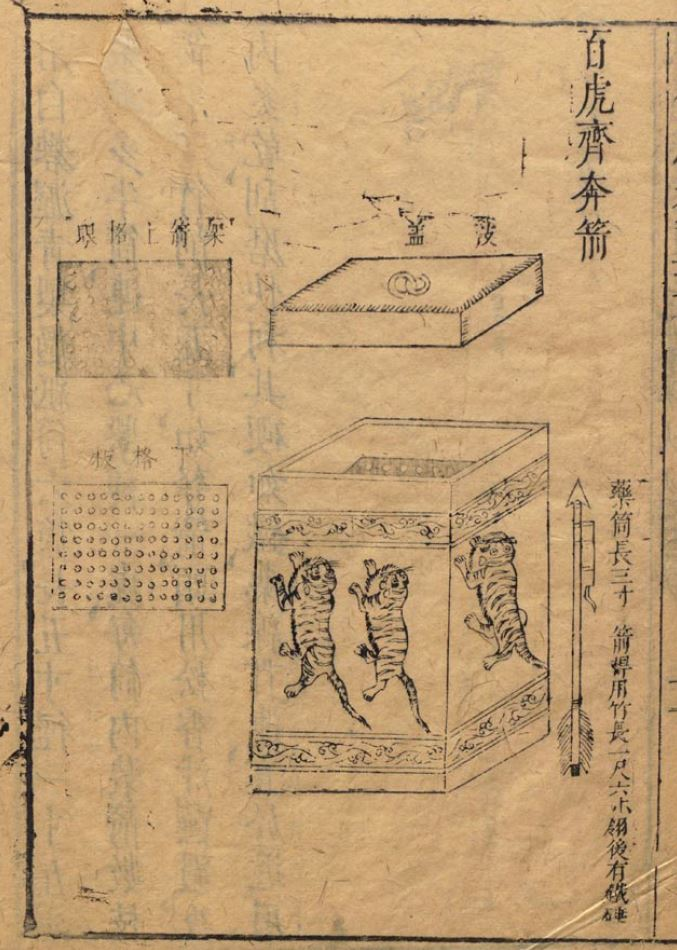
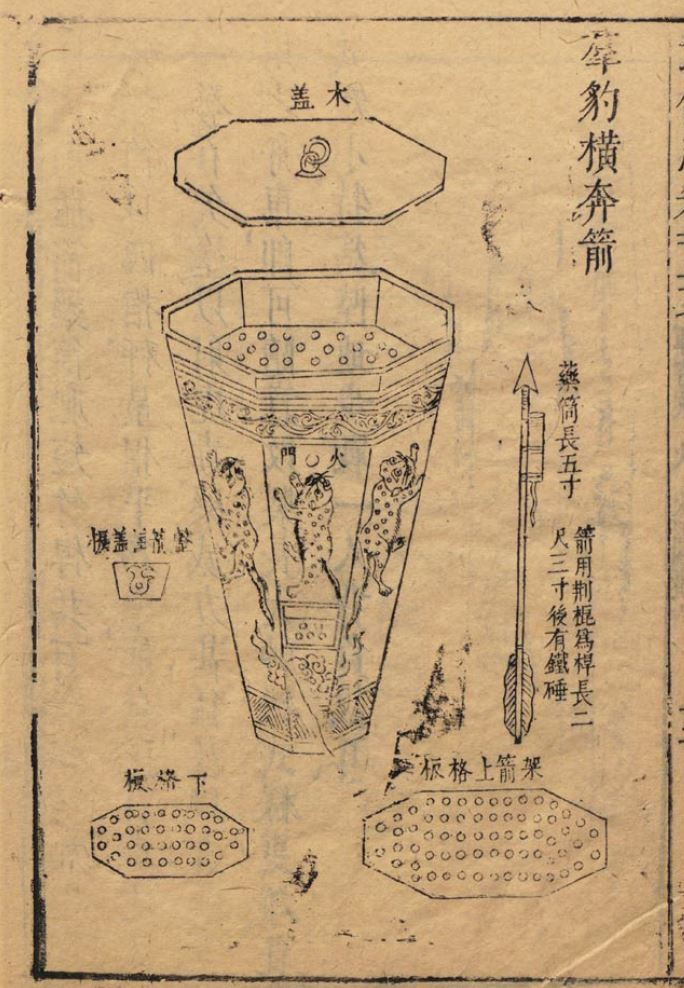
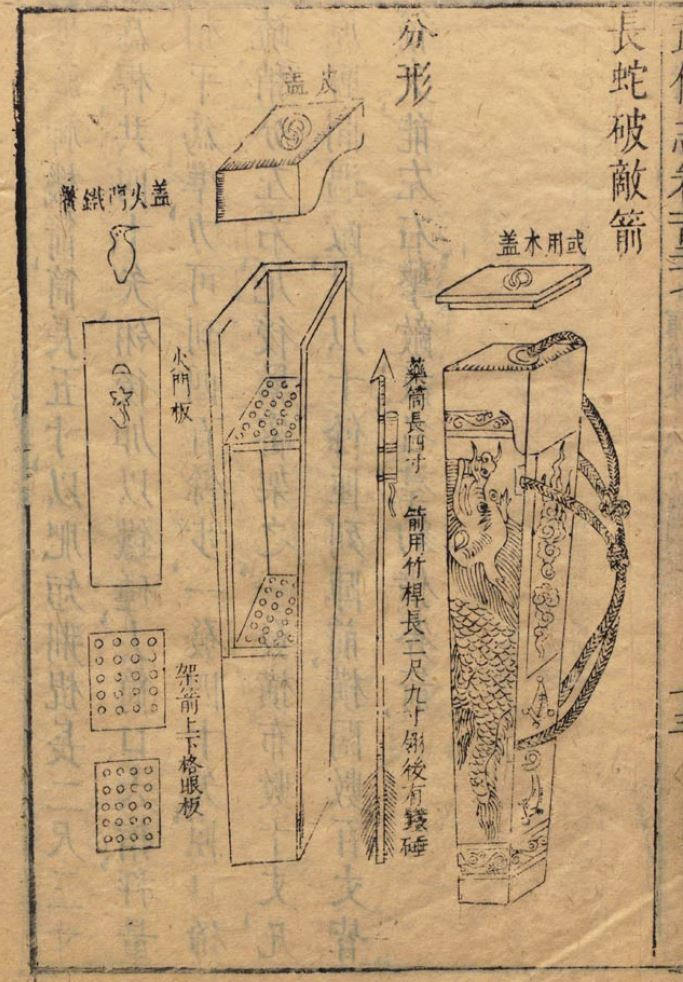
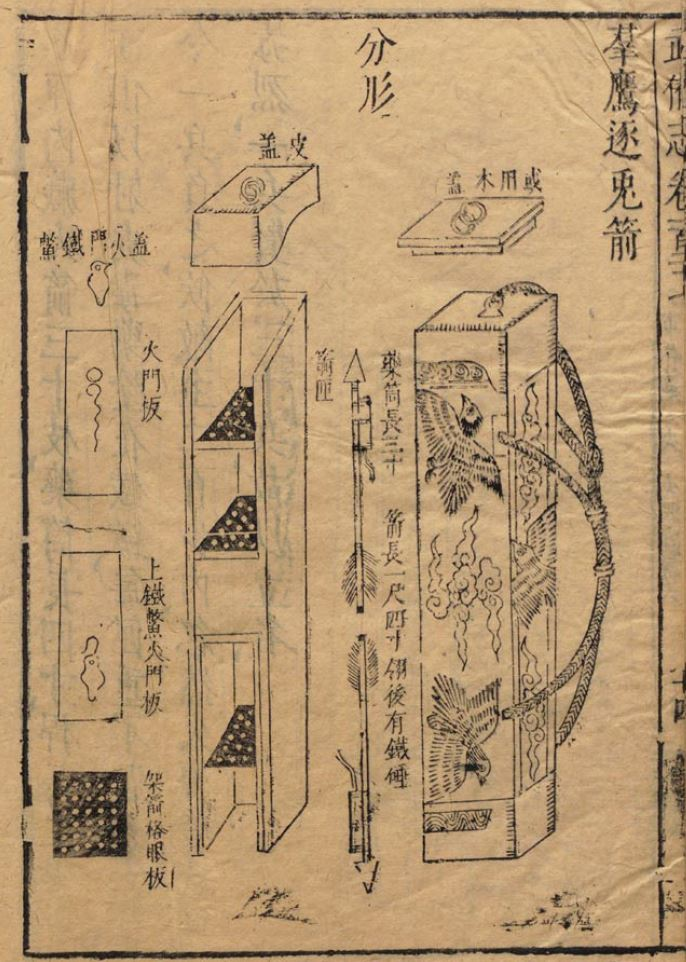
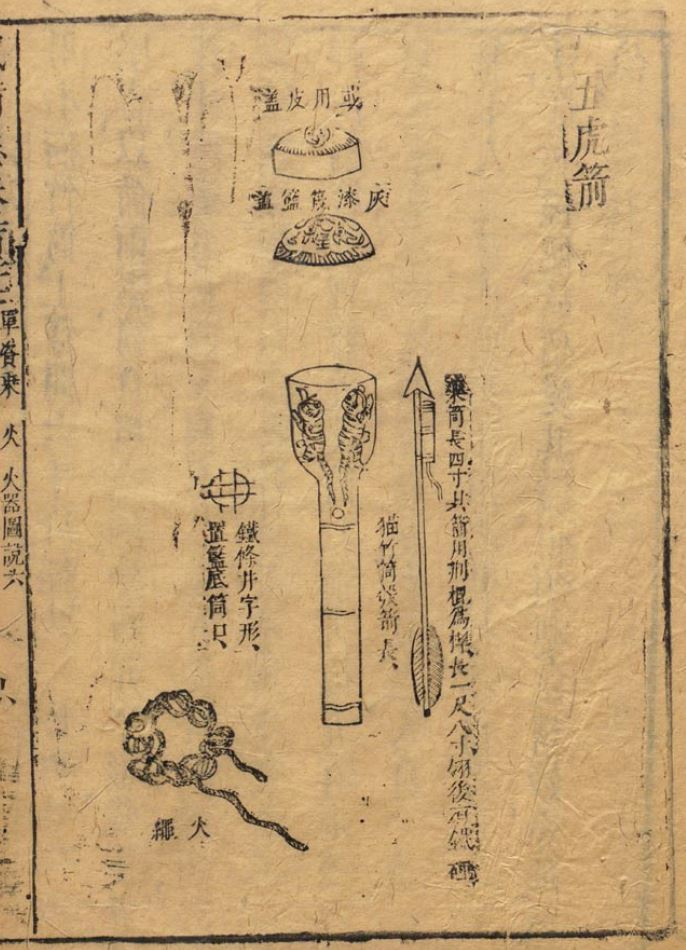
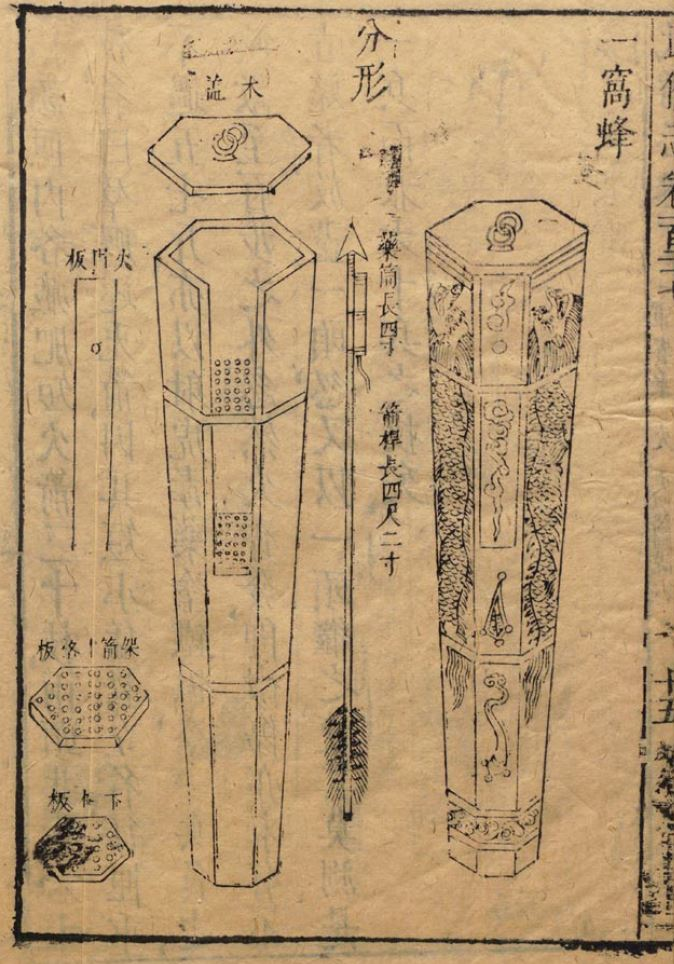

### Bombardas de mão e lanças de fogo

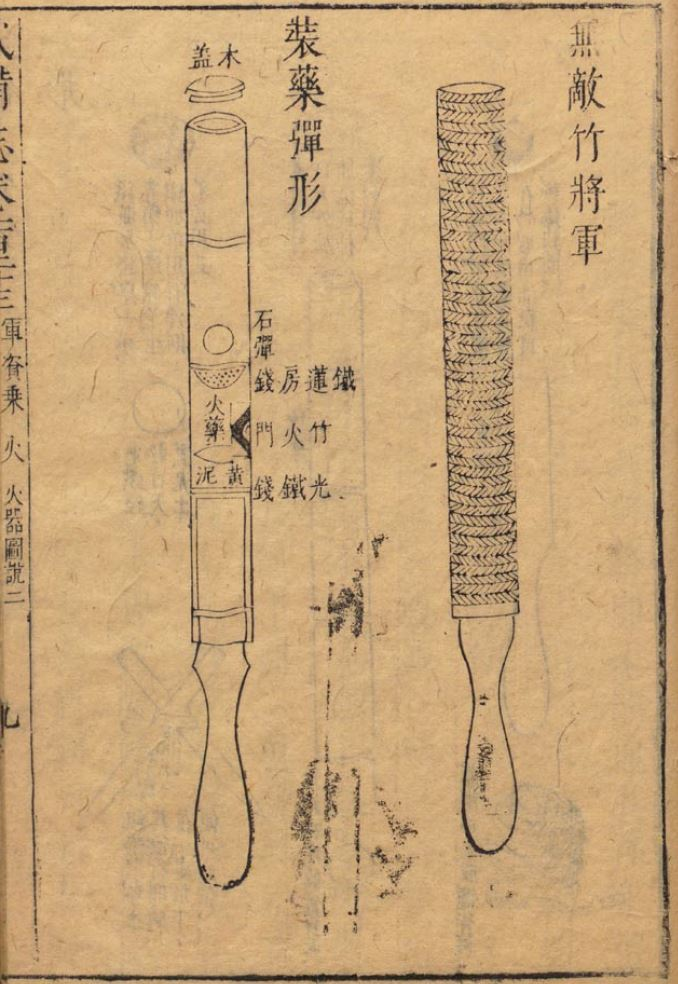
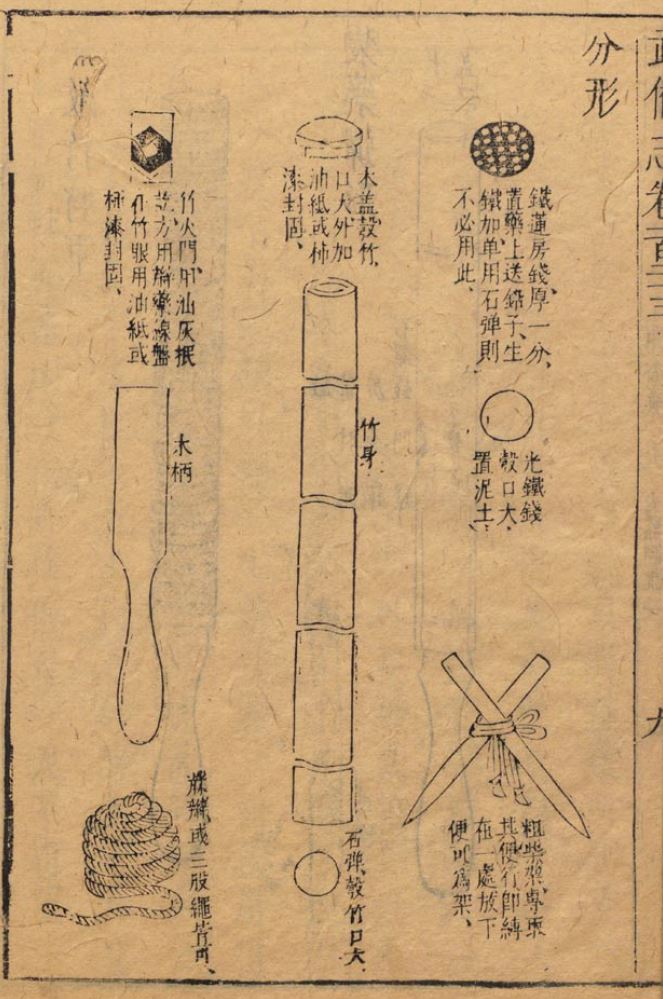
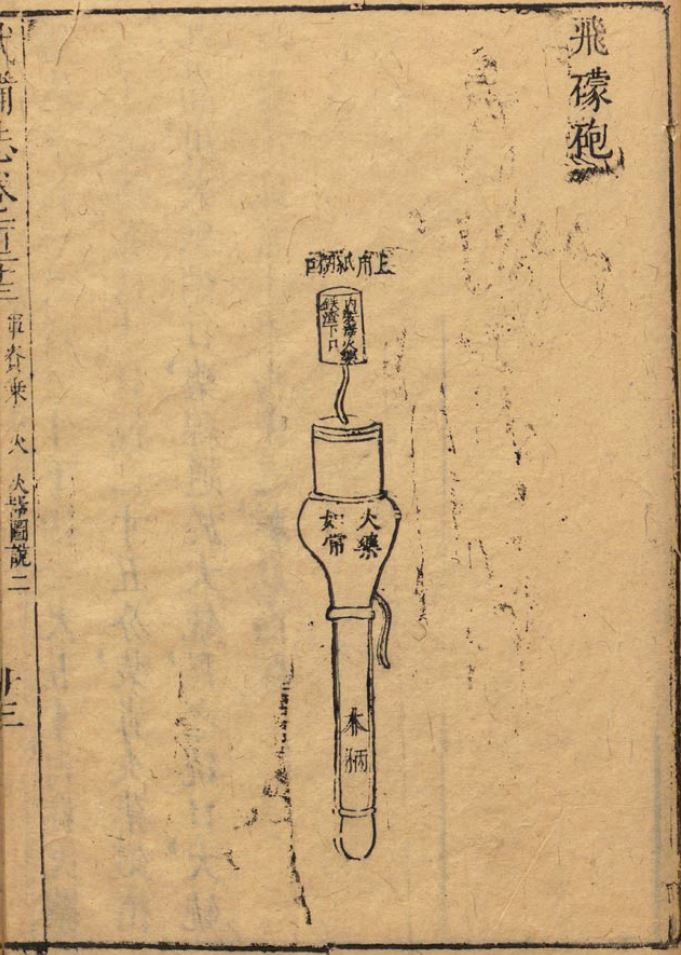
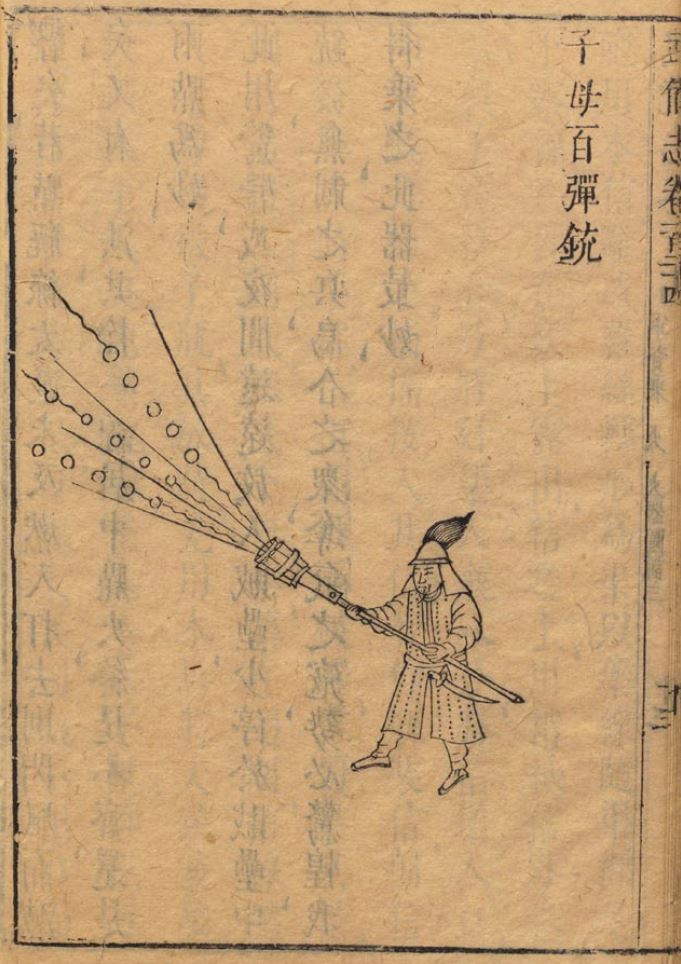
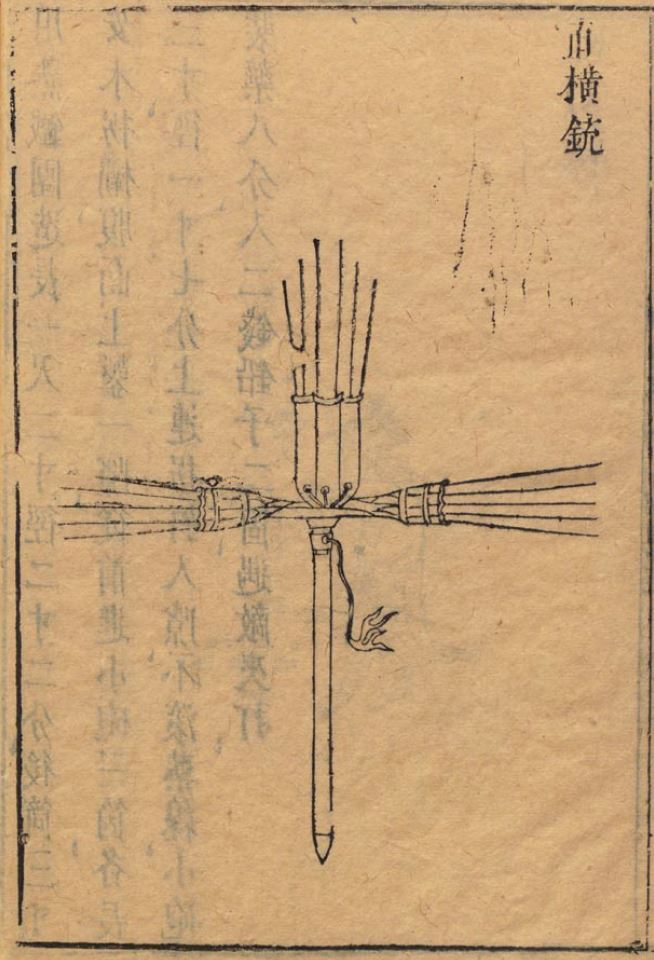
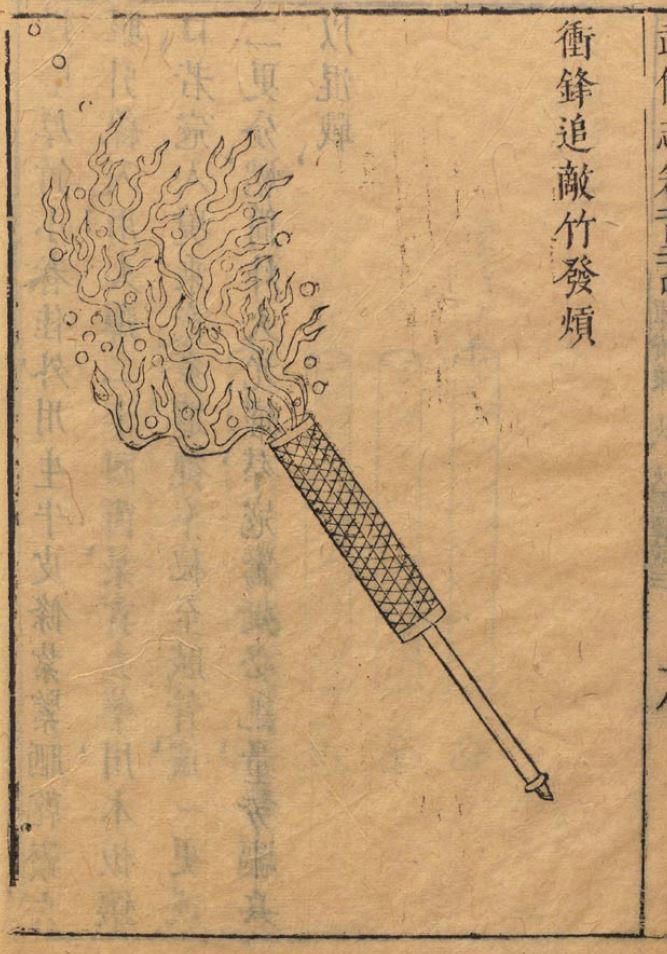
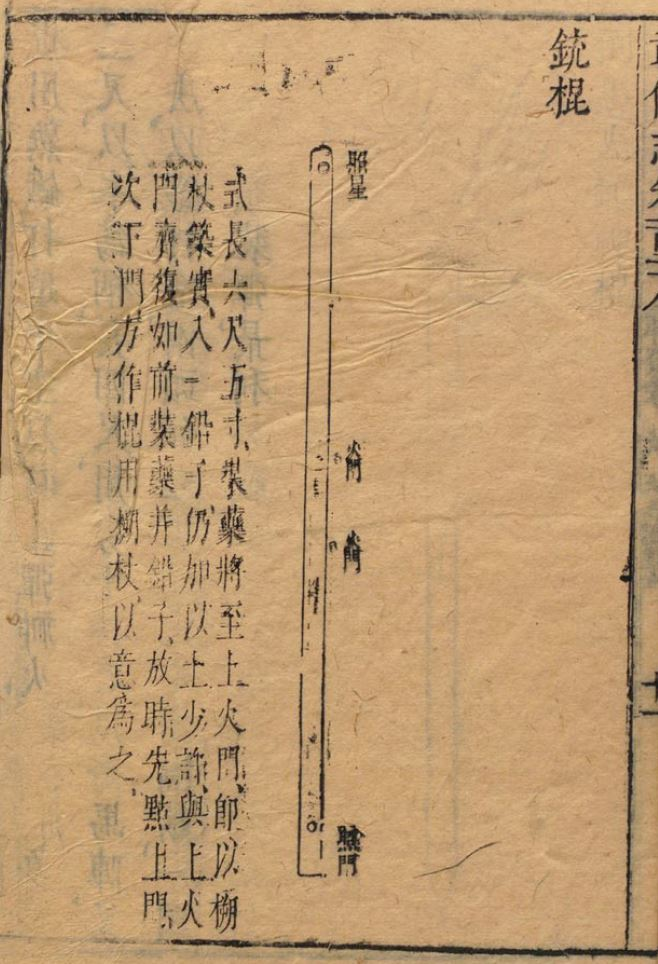
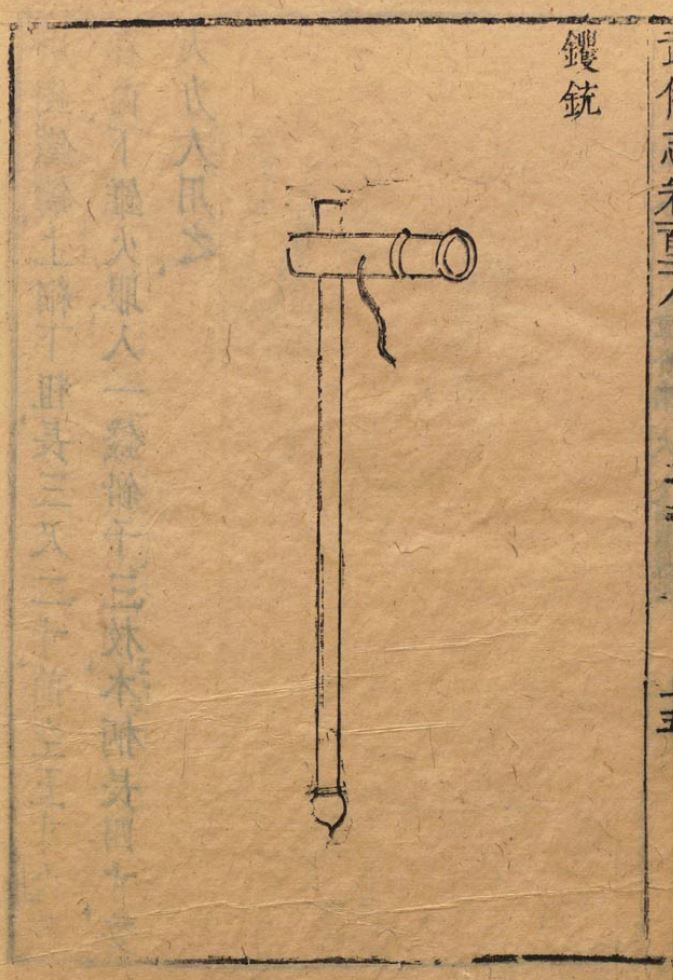
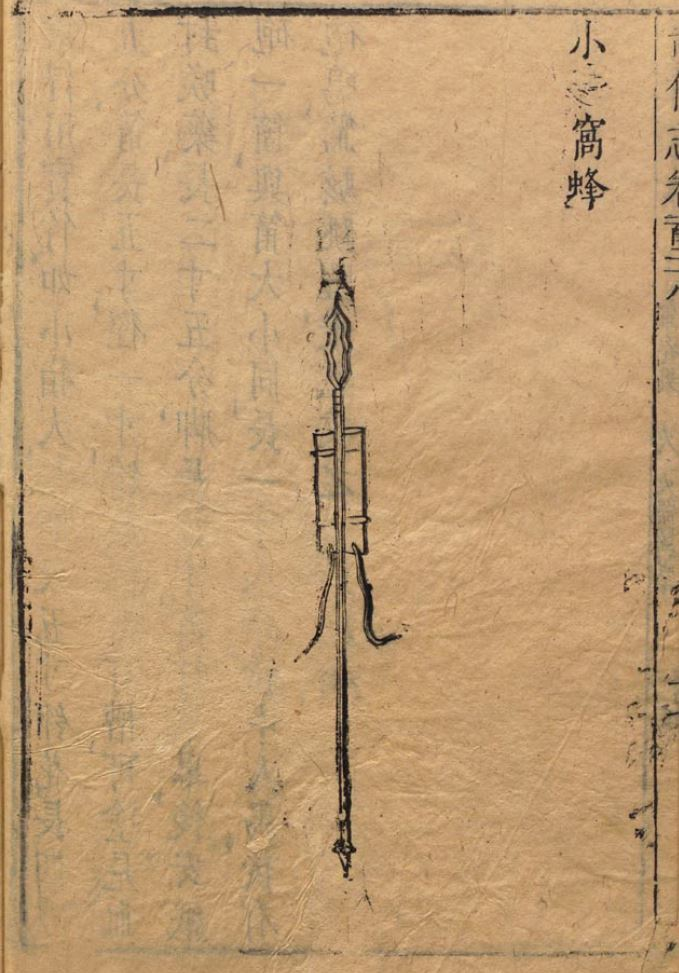
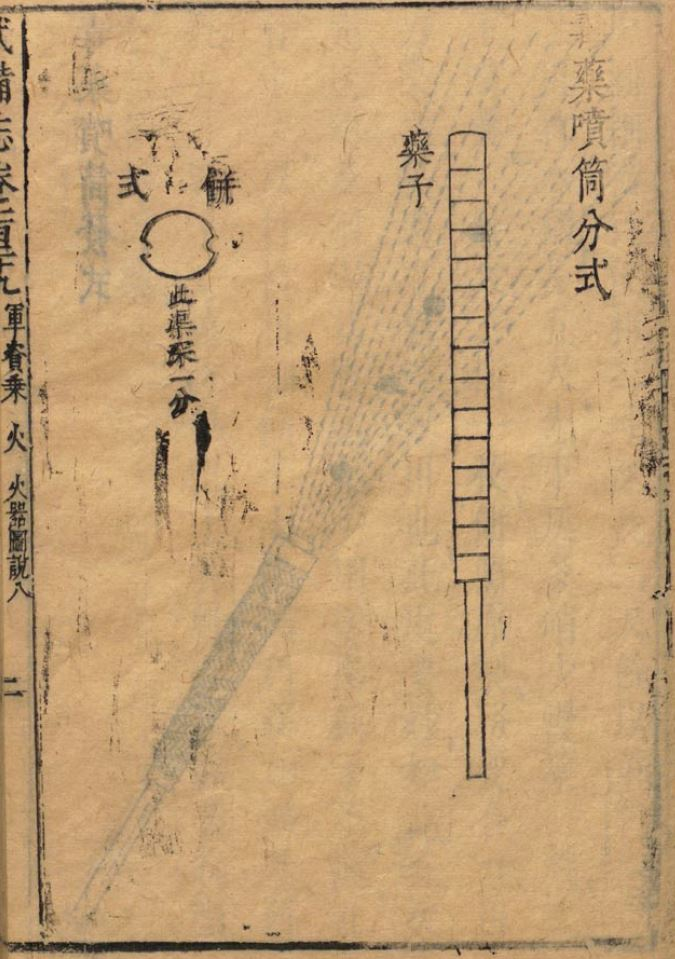
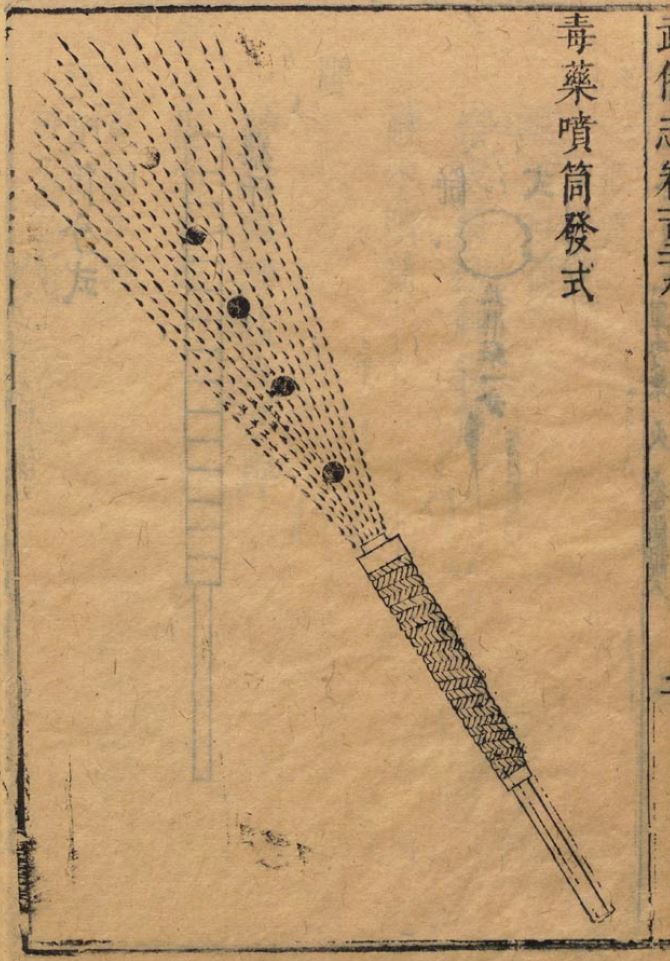
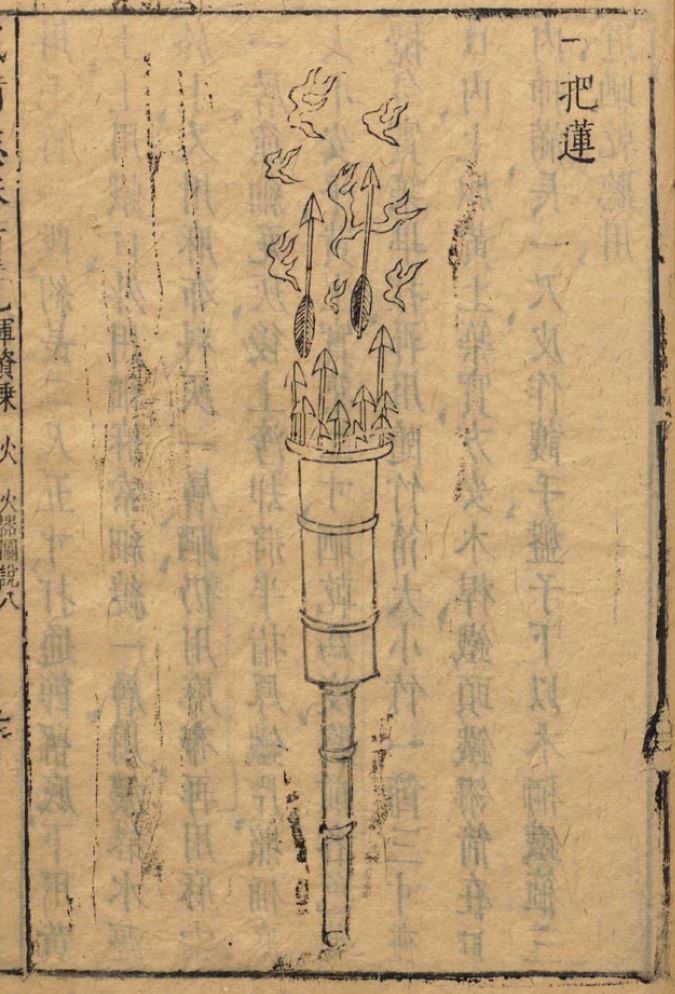
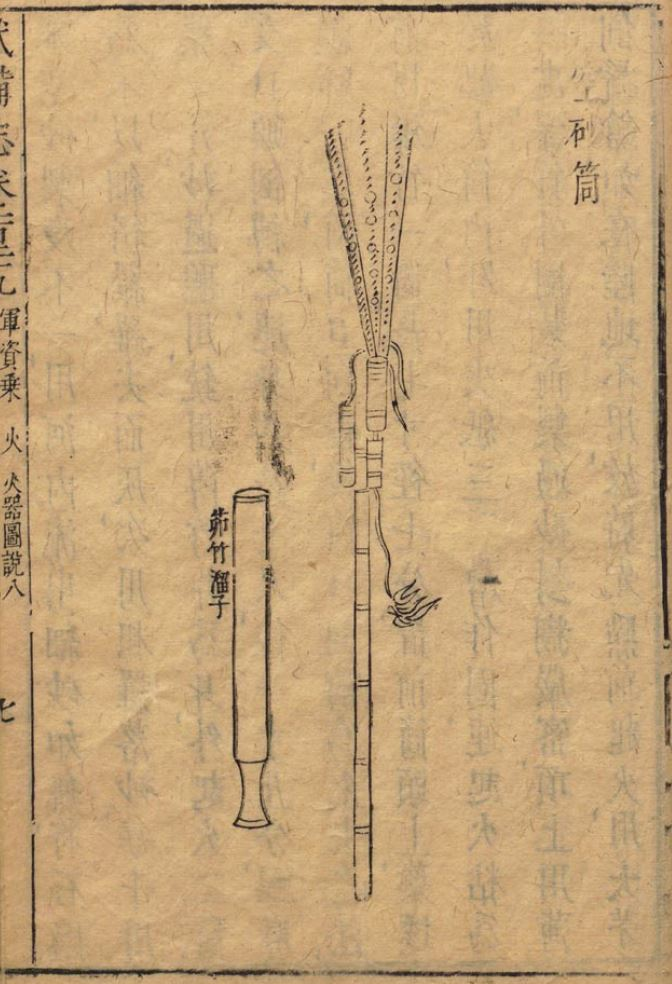
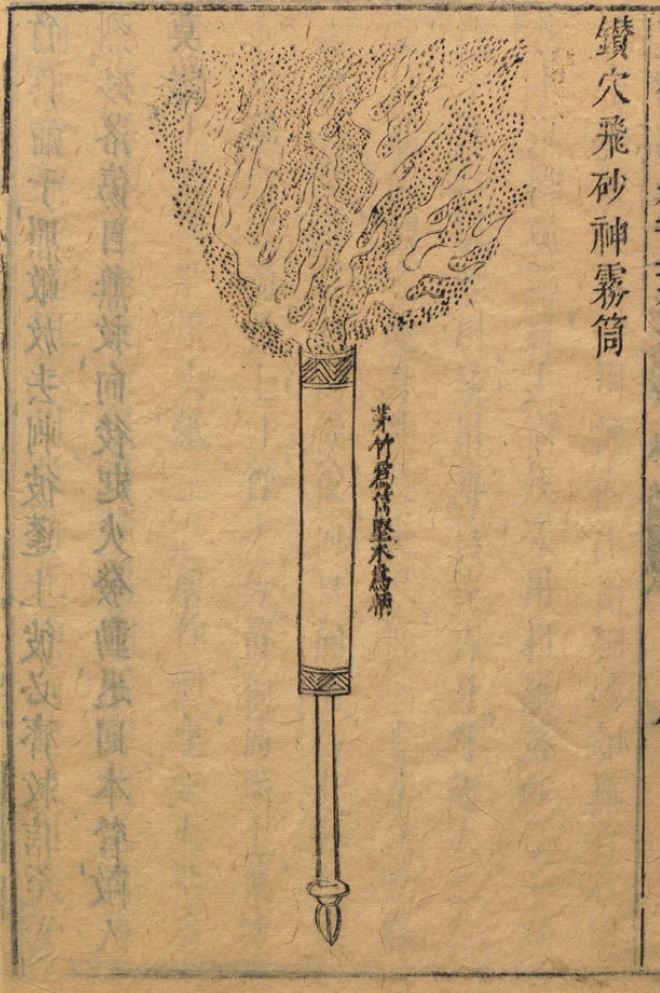
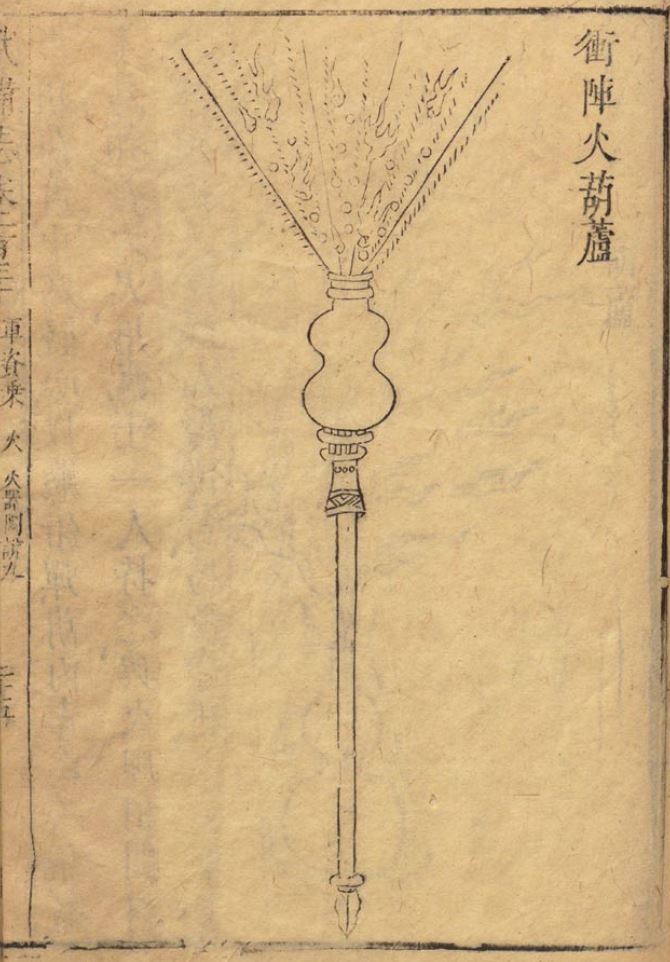
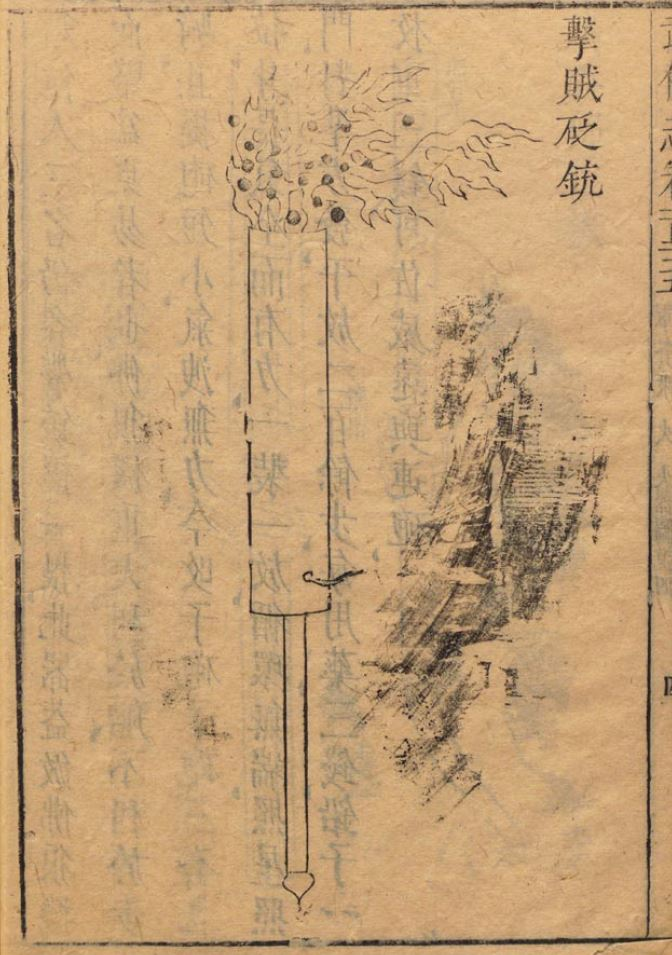
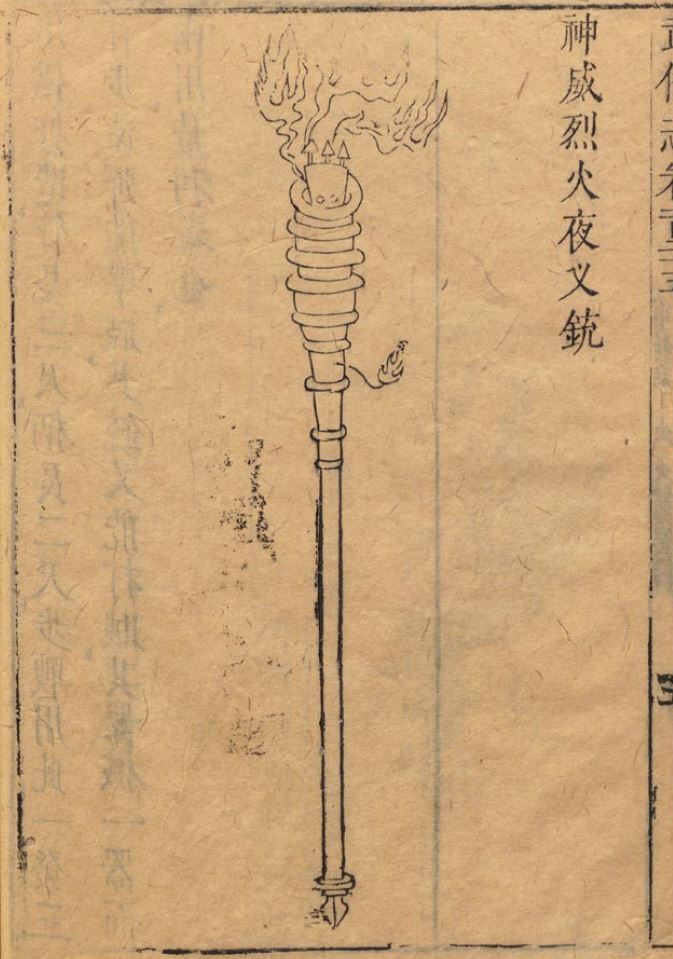
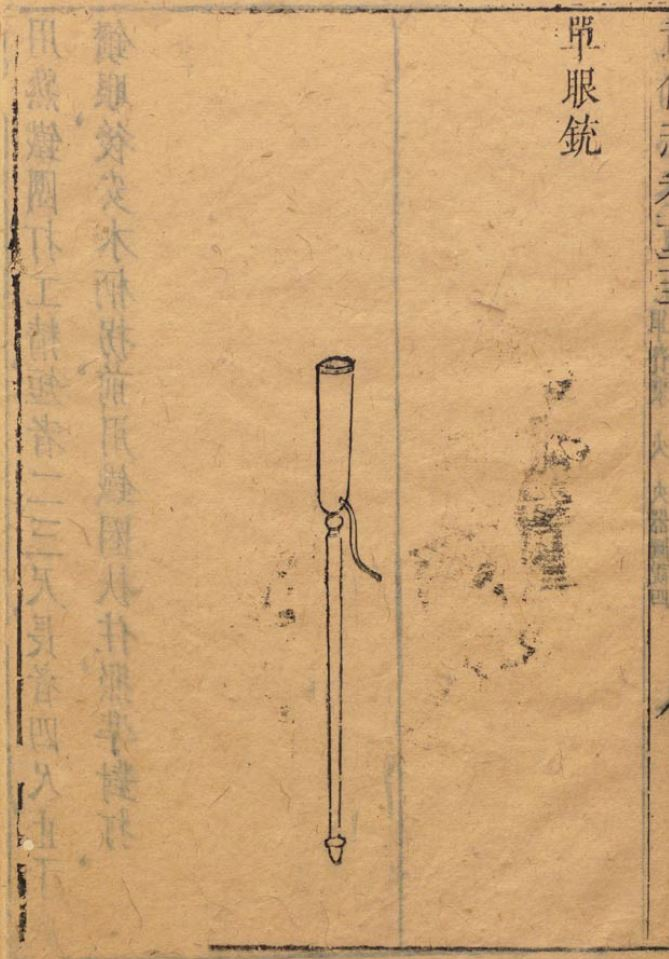
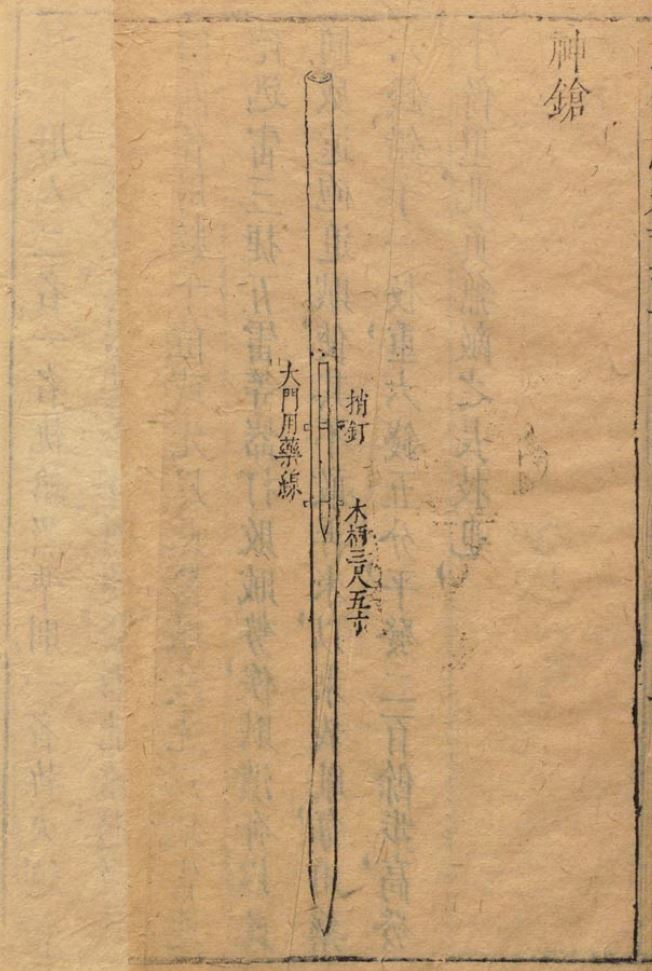
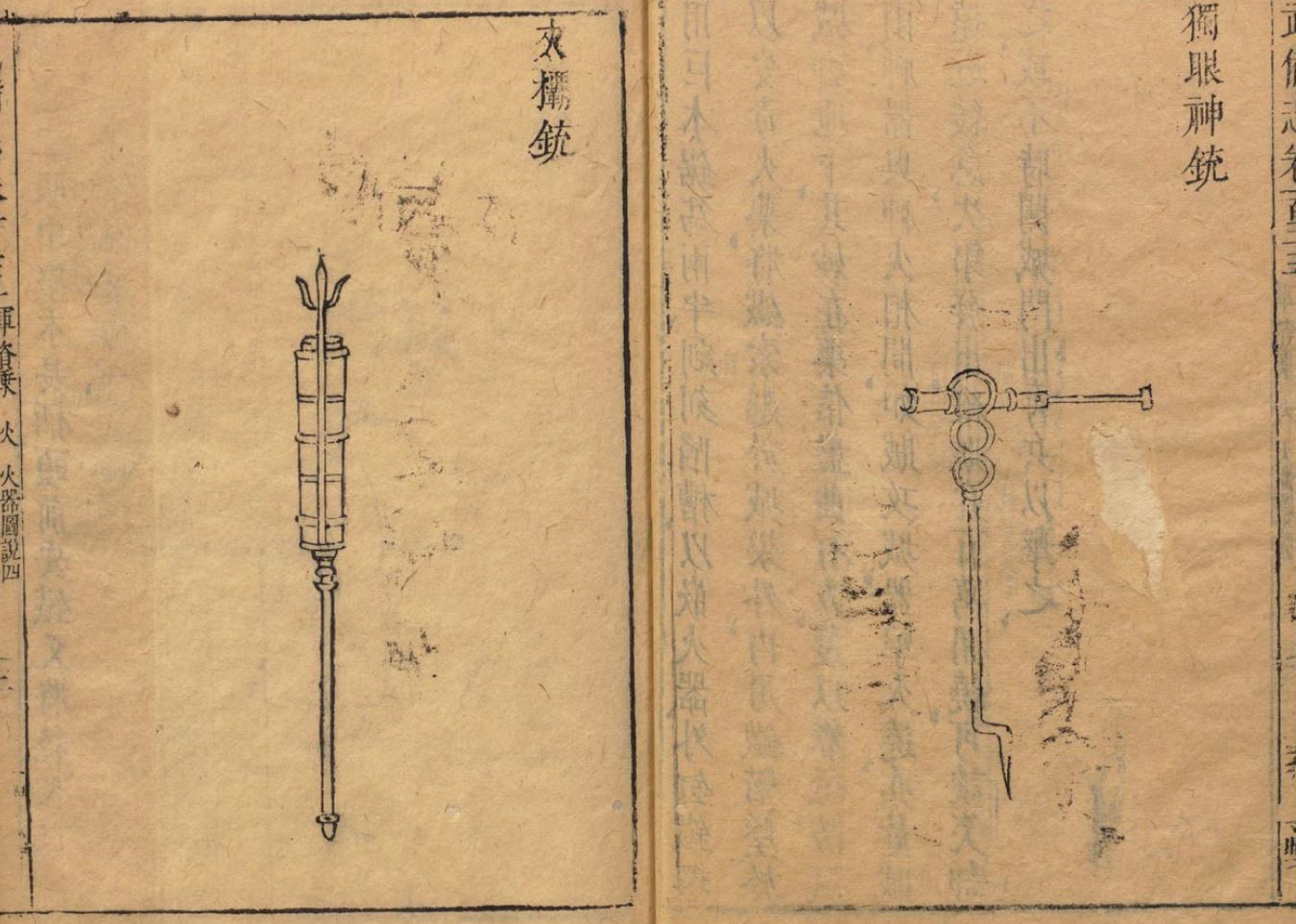
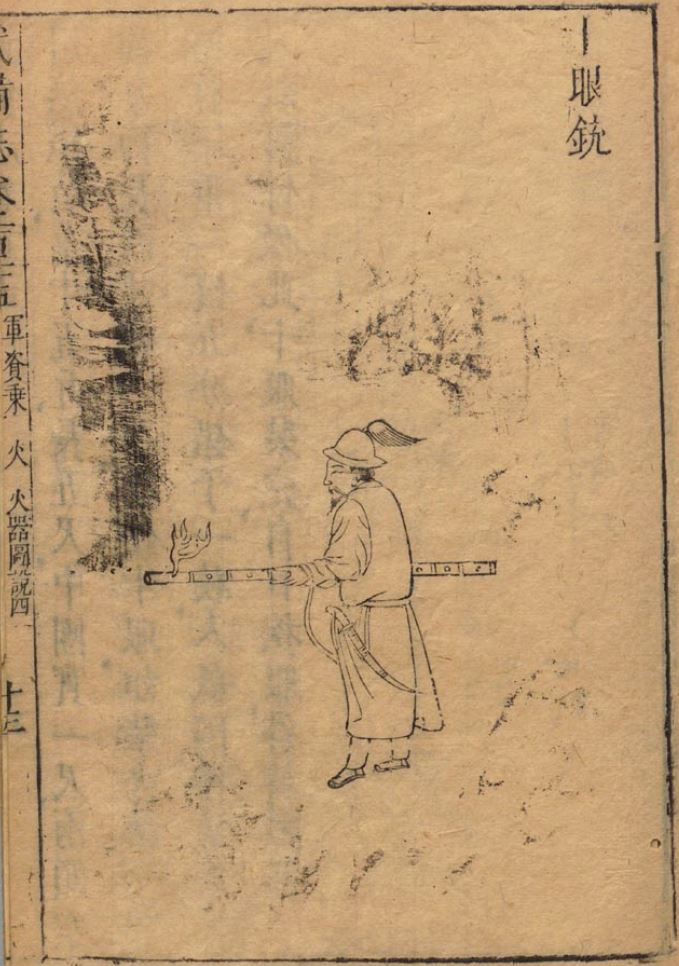
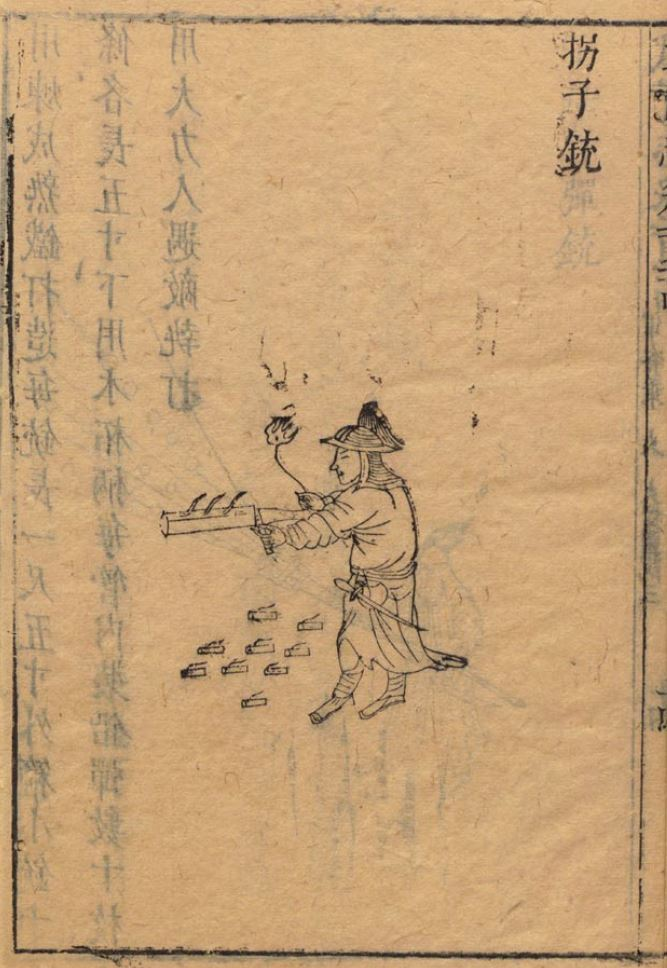
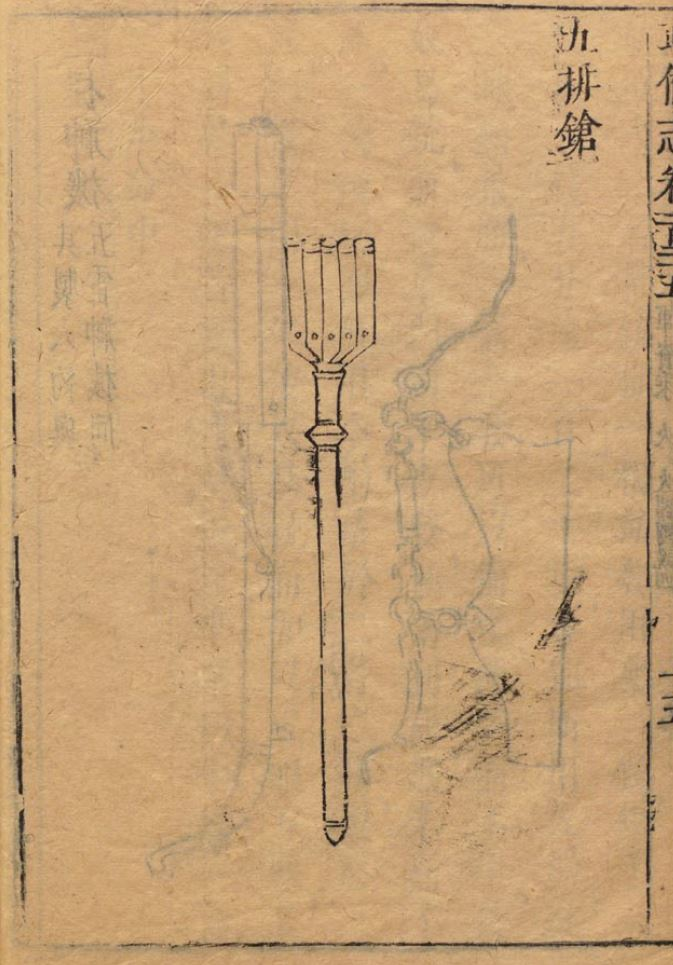
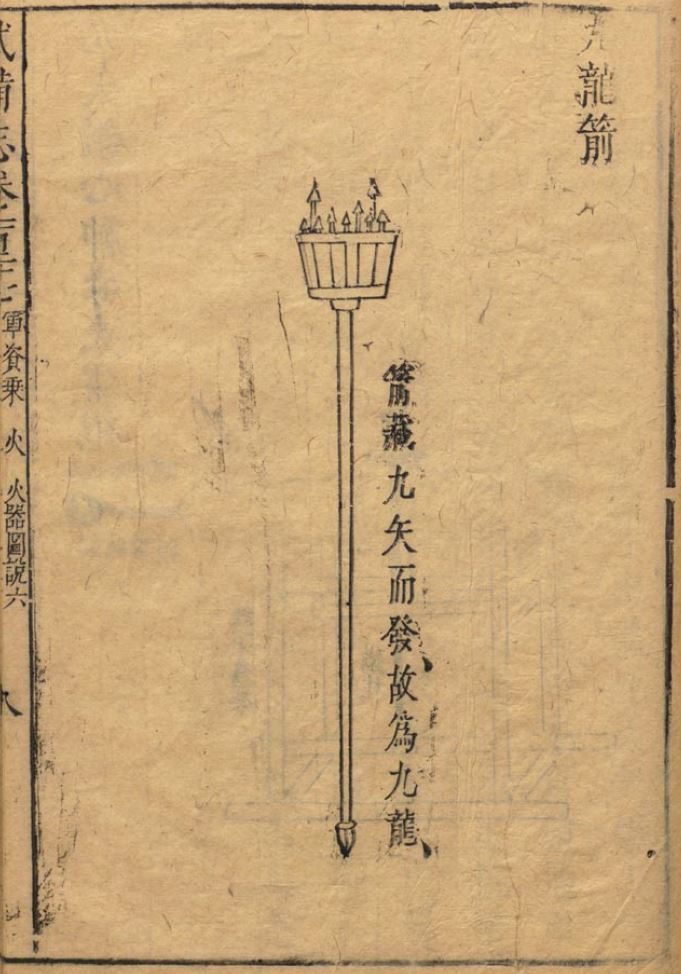
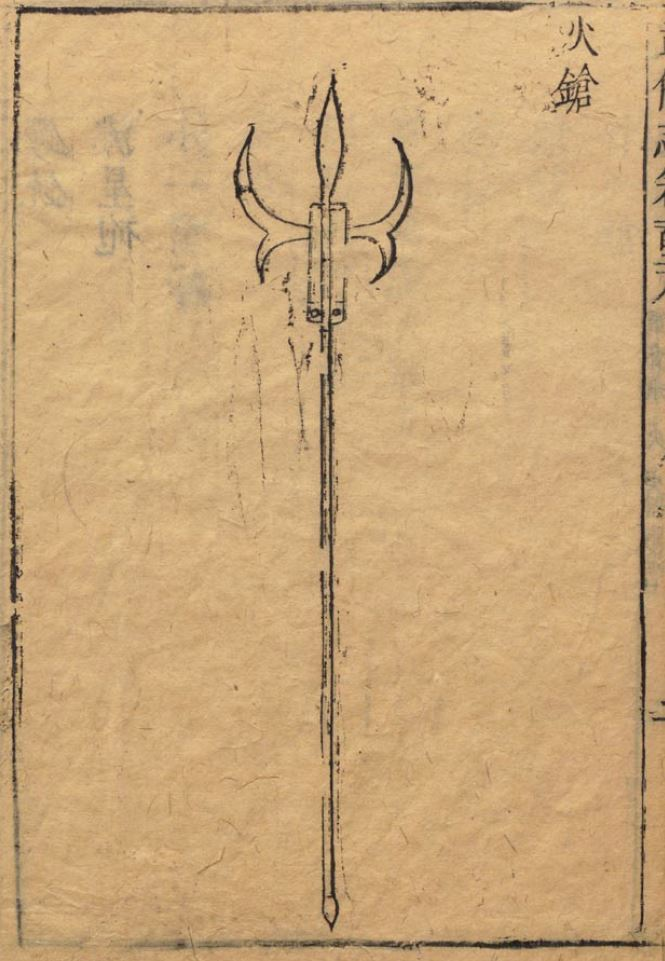
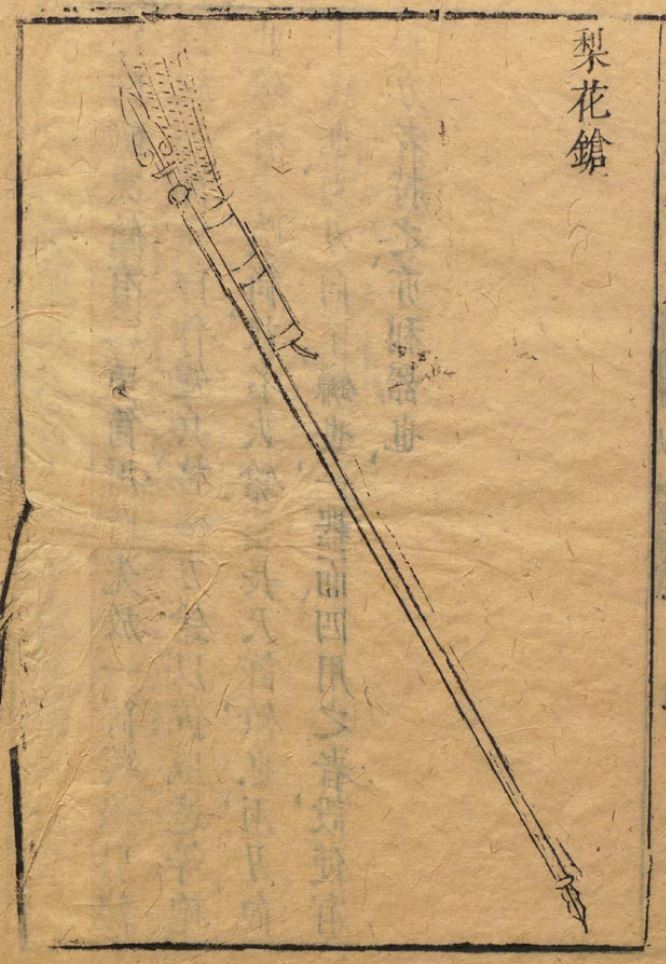
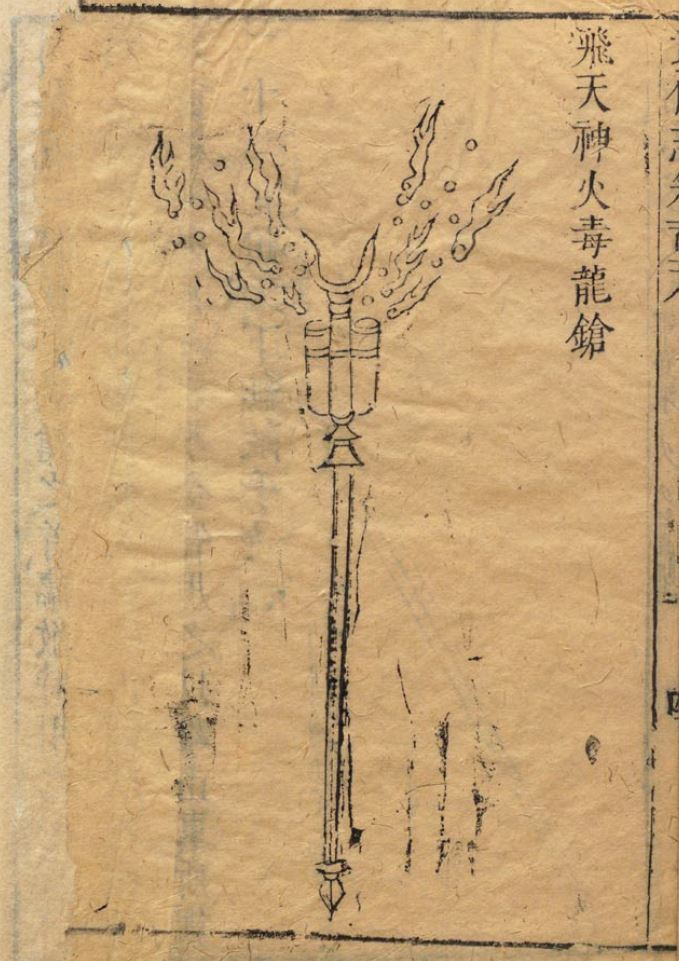
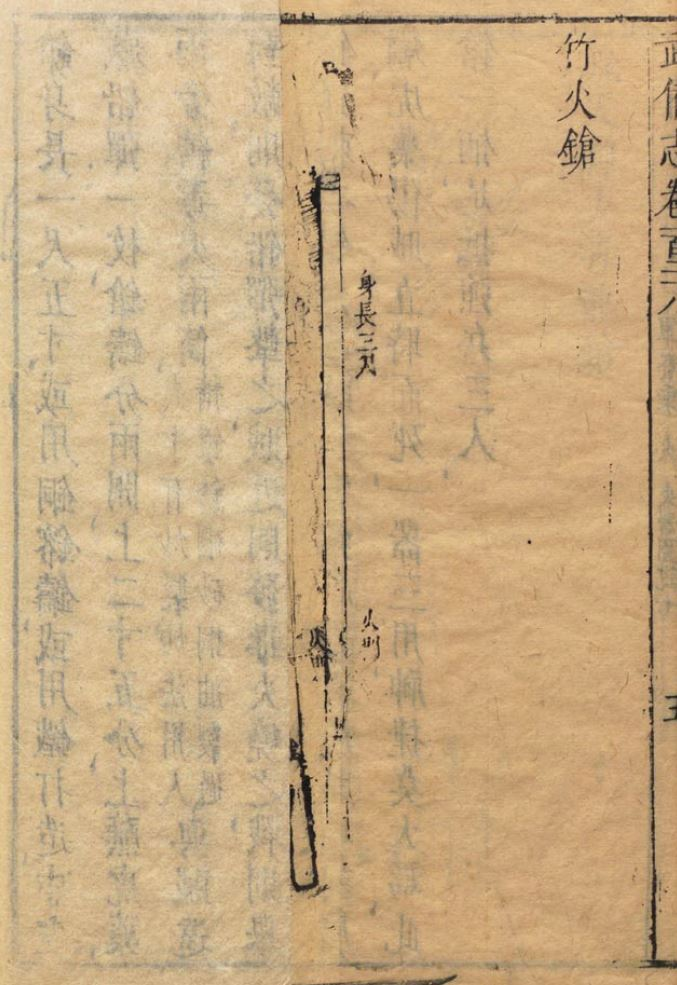
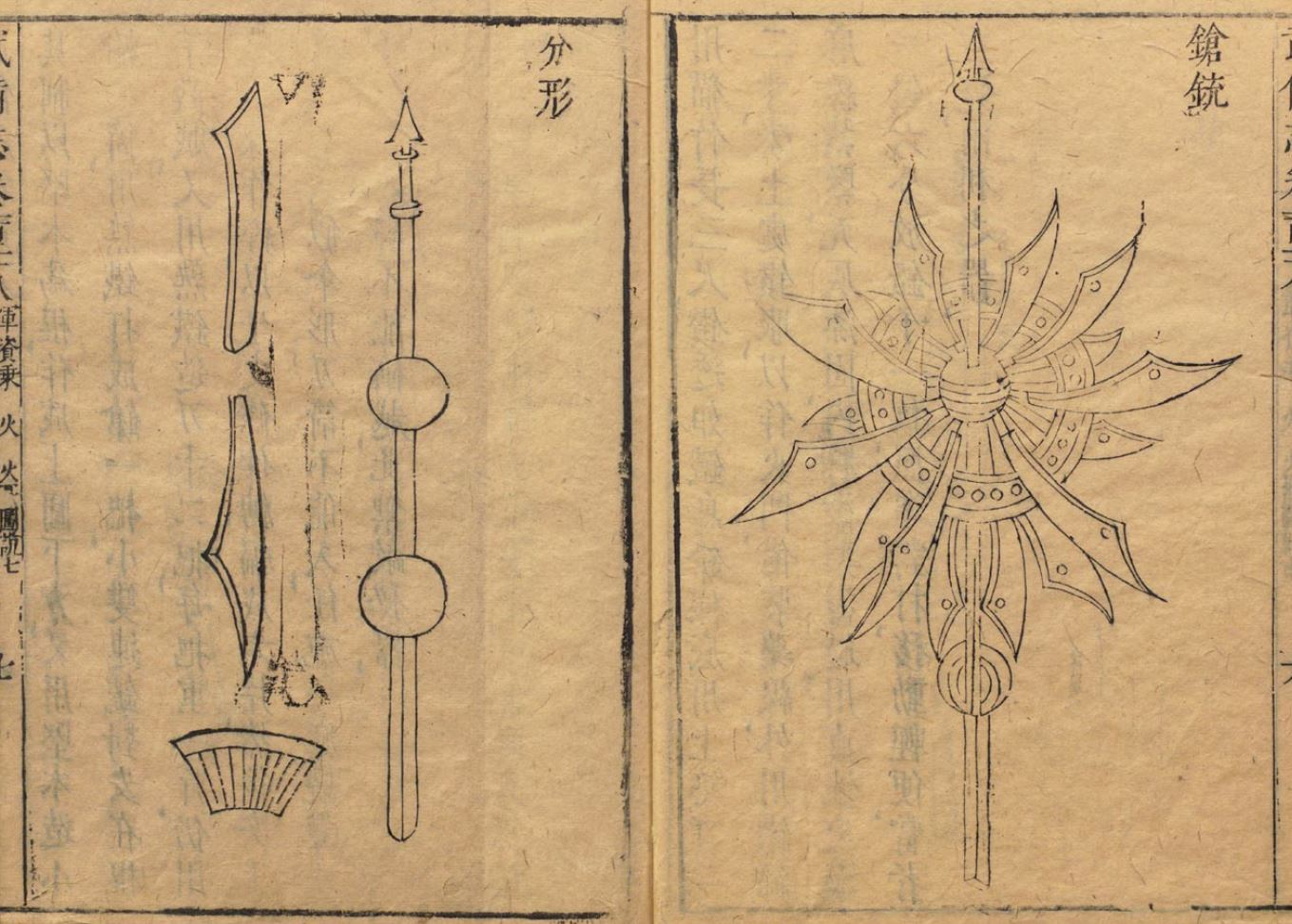
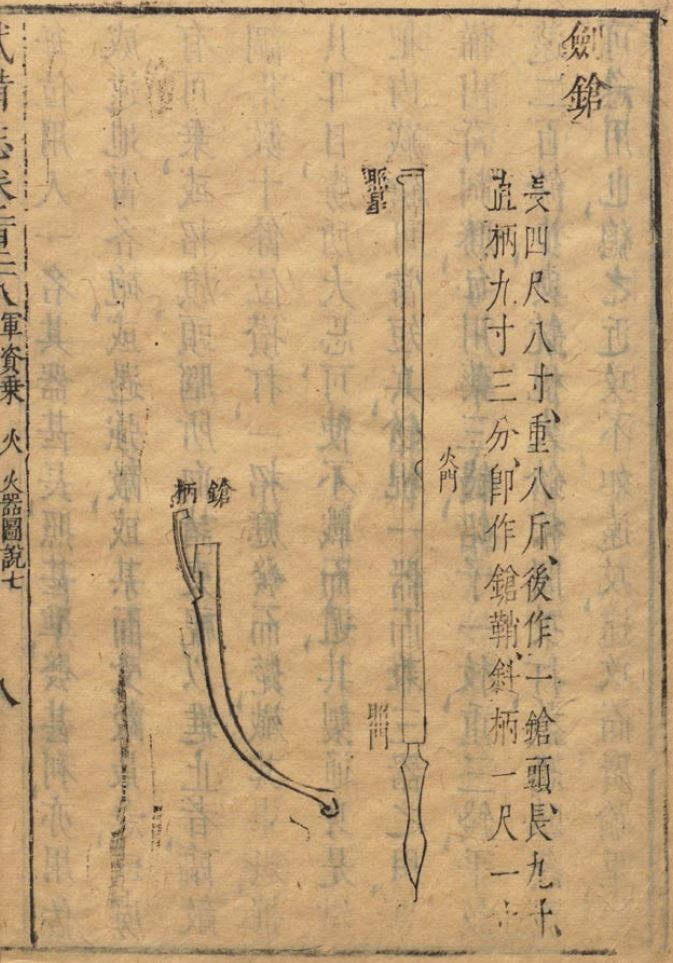
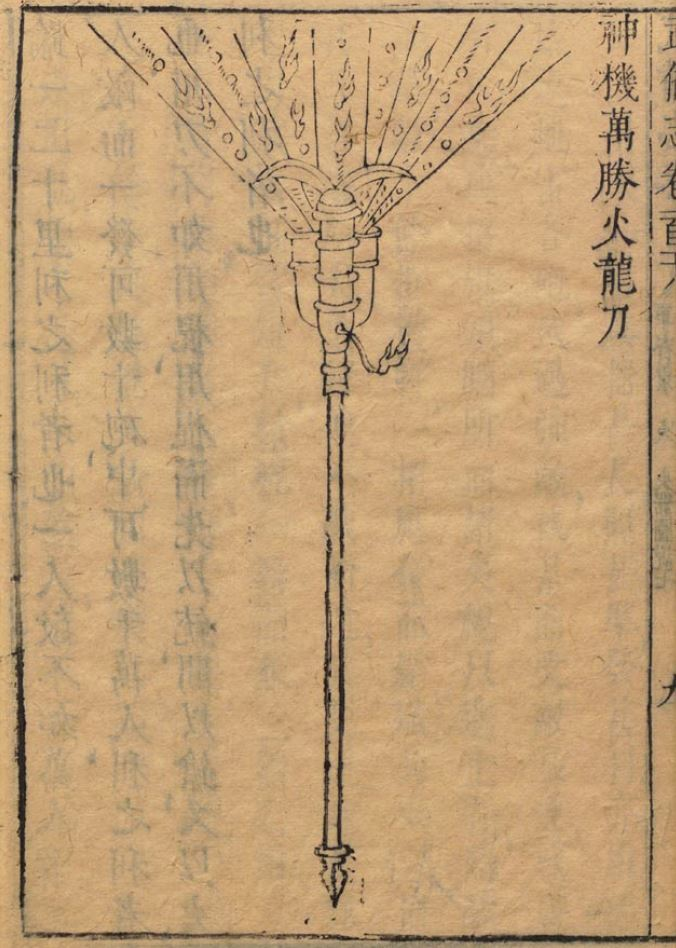
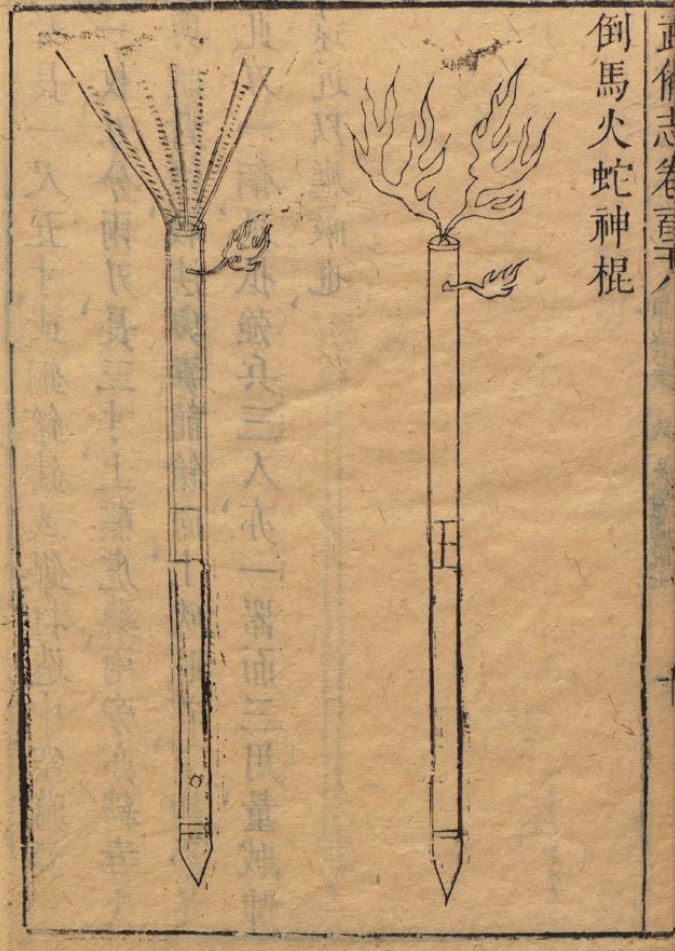
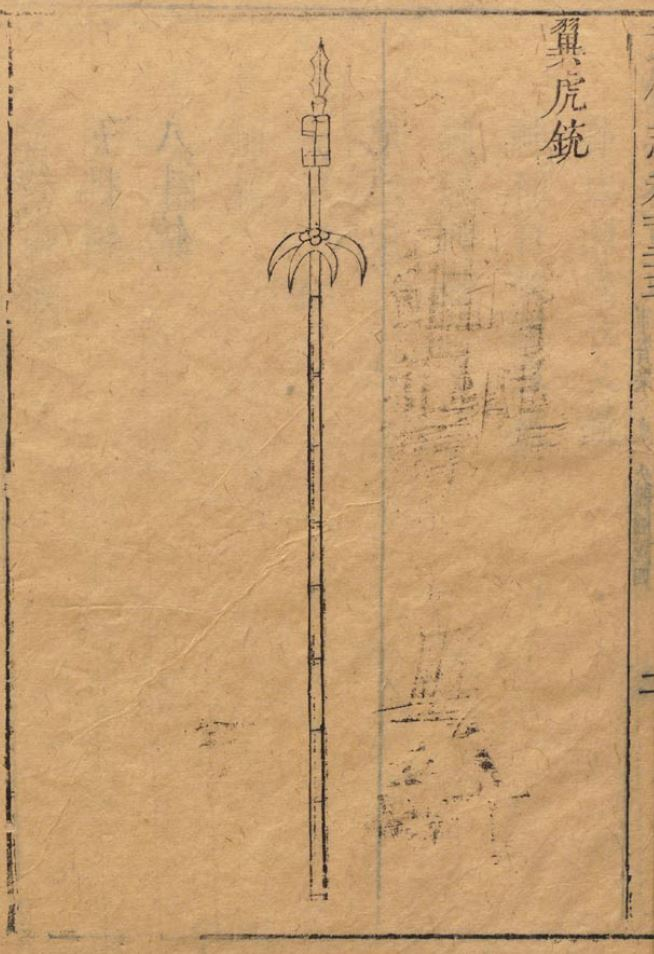

### Armas de mecha

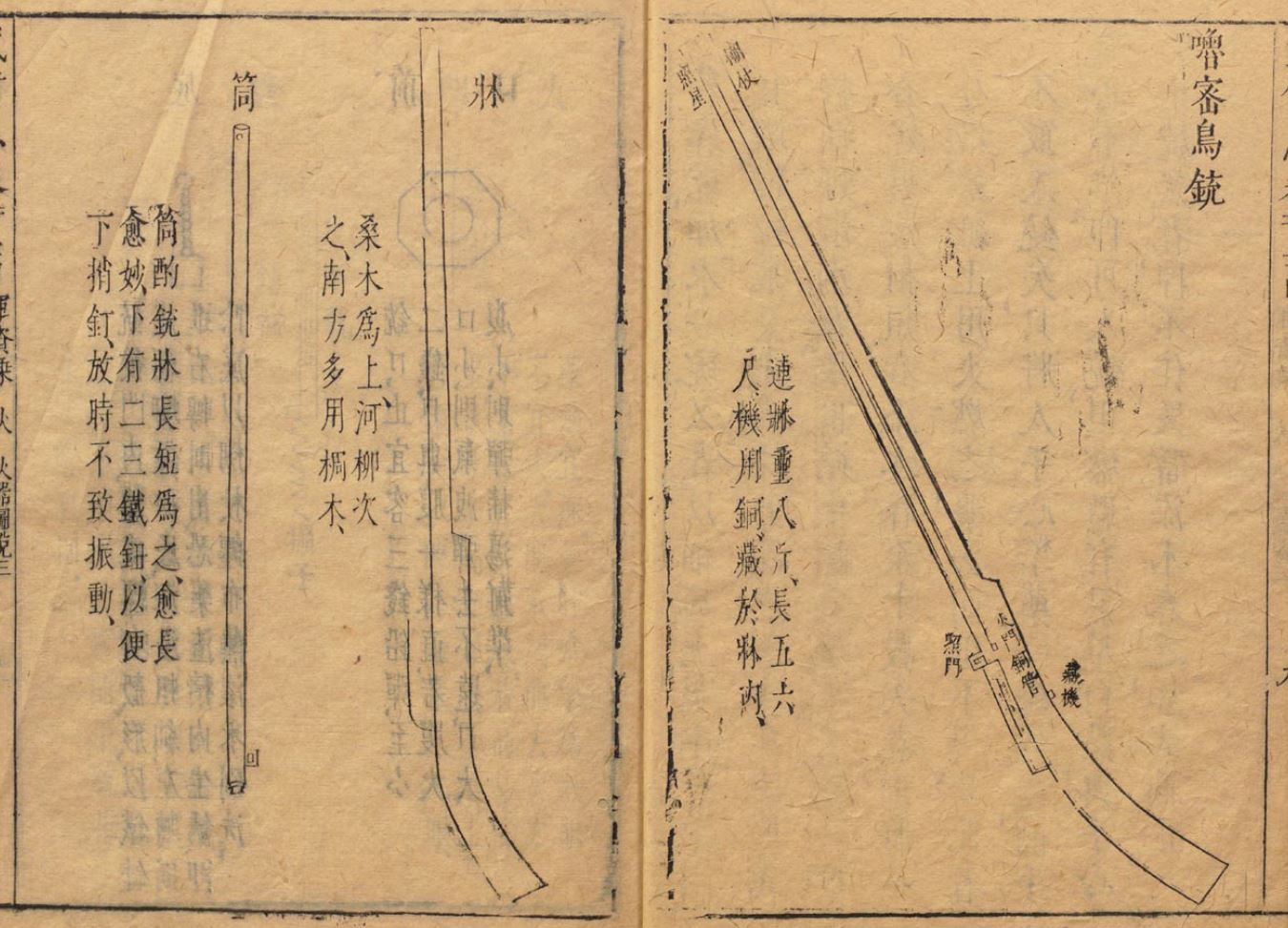
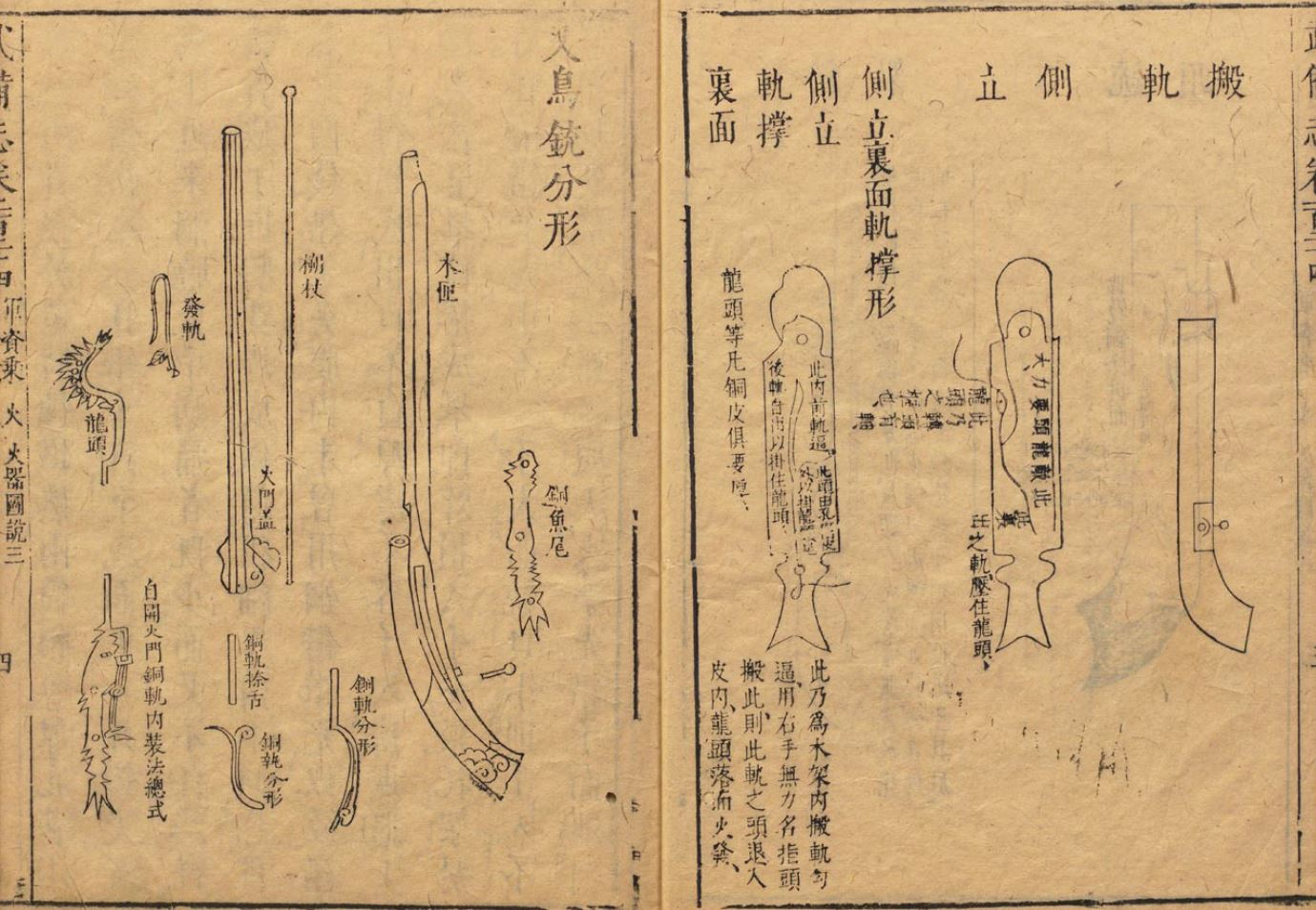
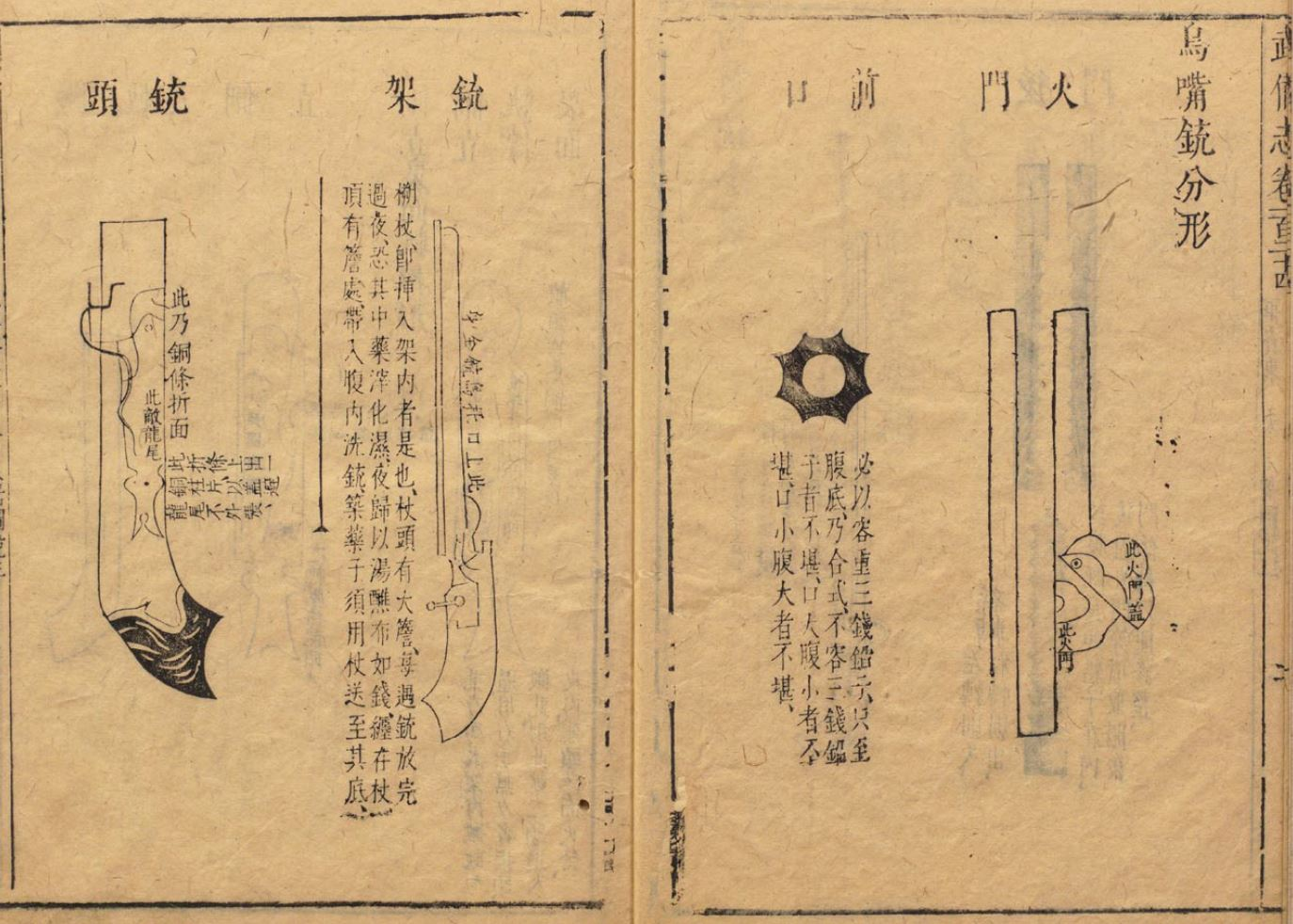
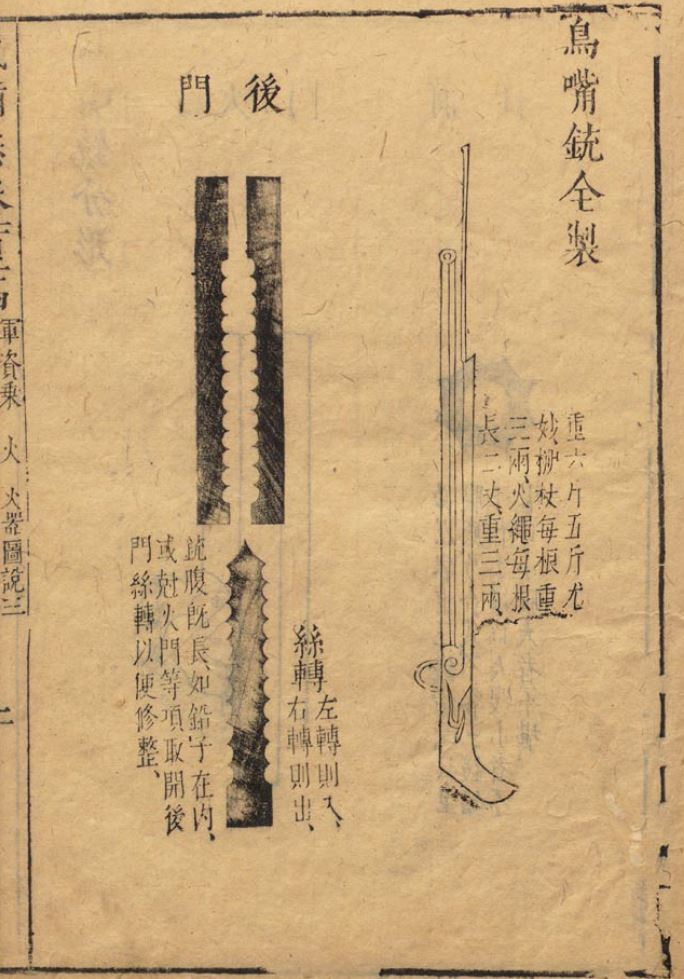

### Canhões

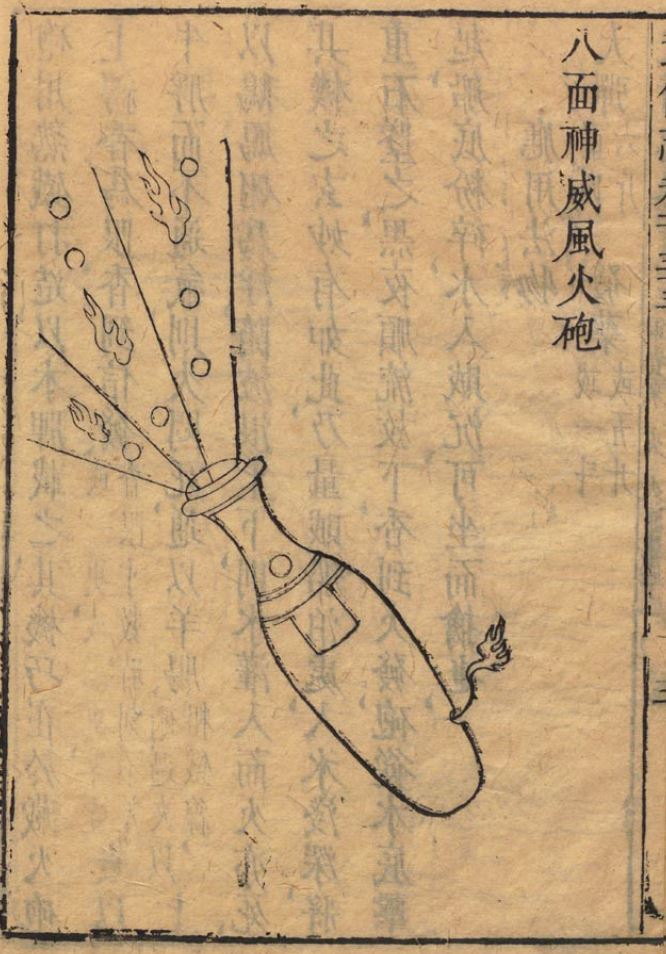
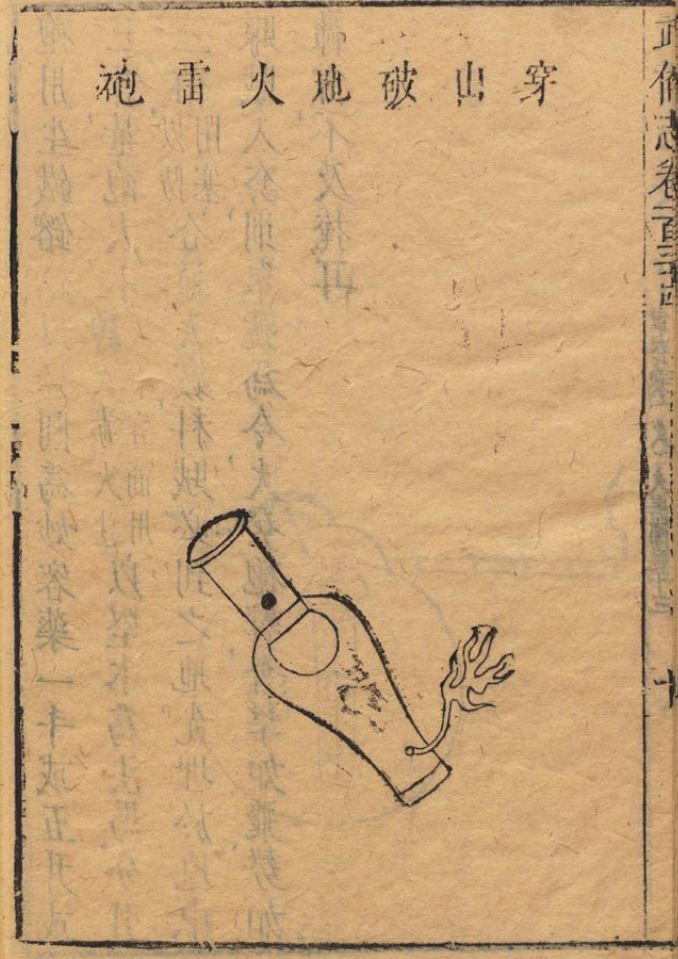
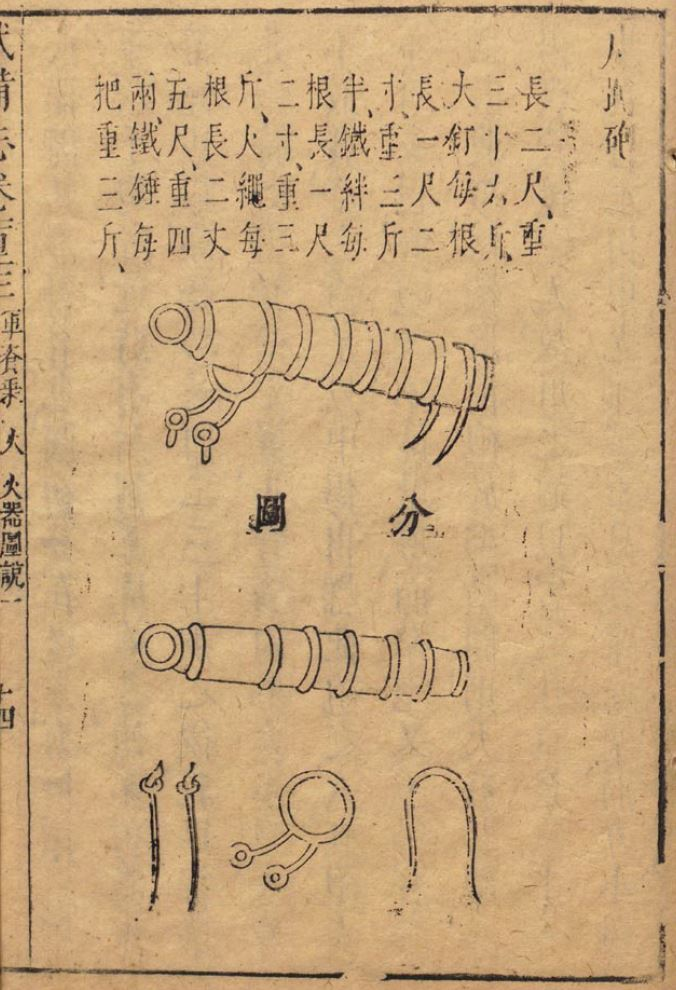
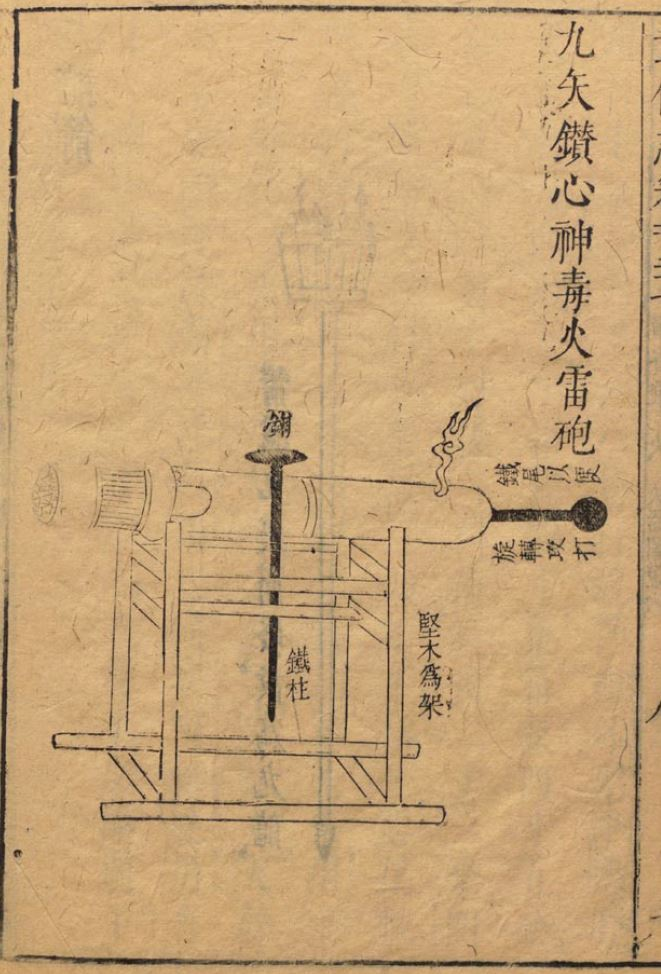
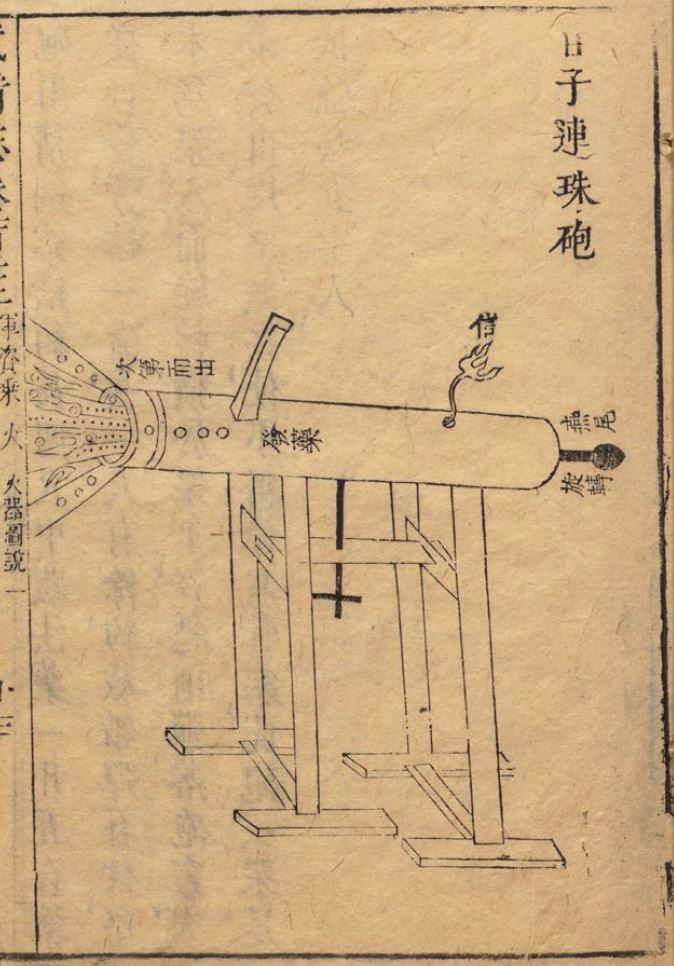
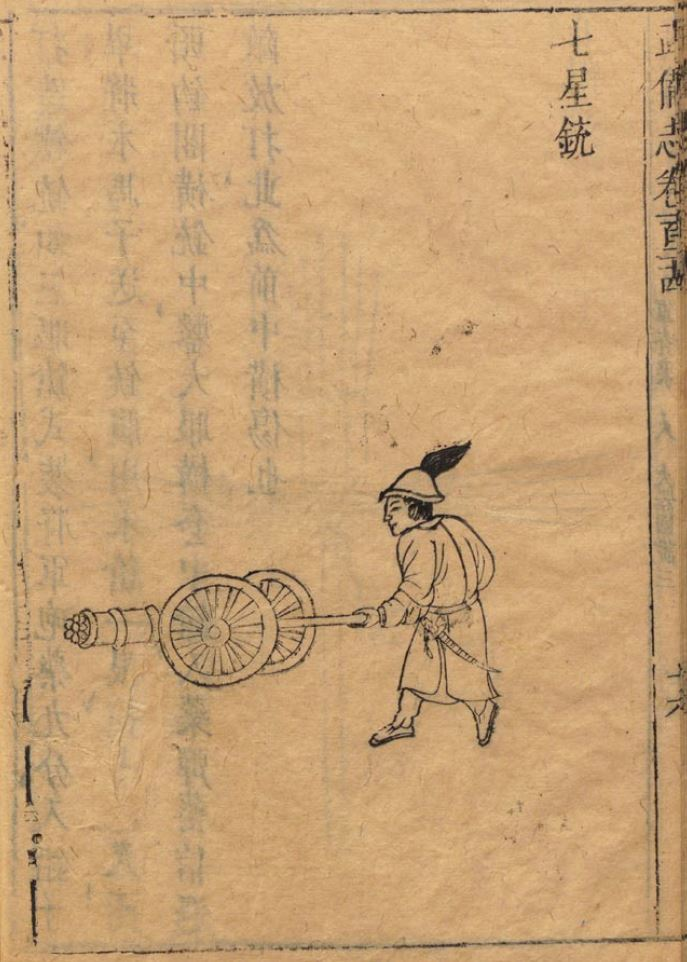
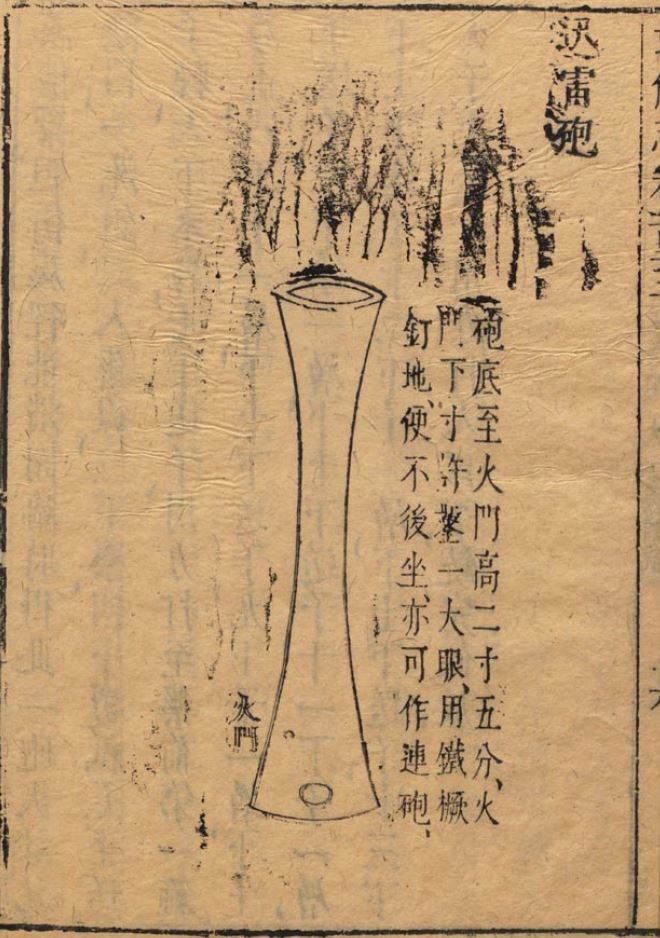
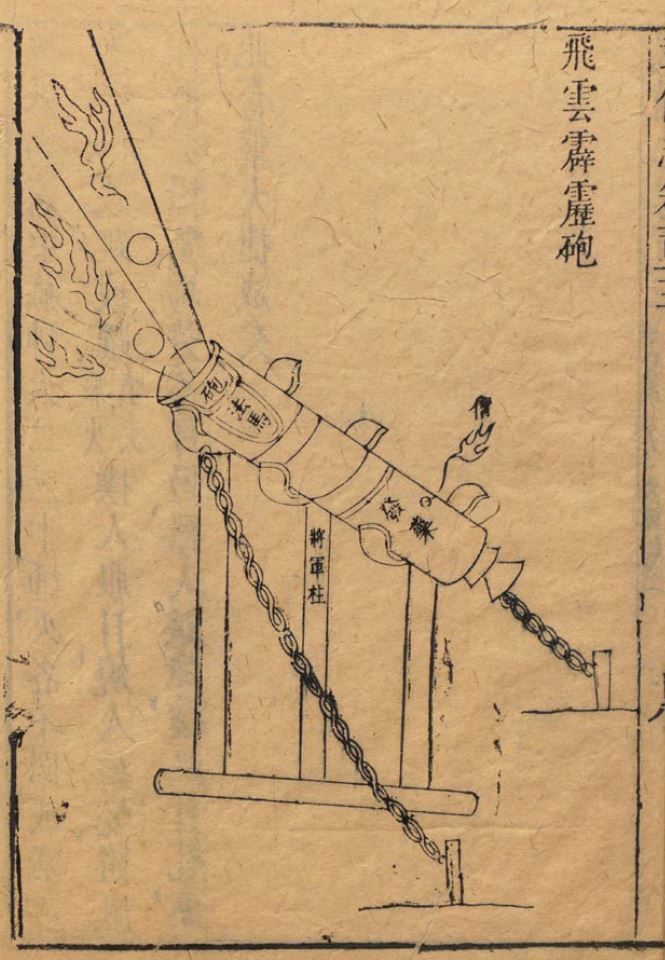
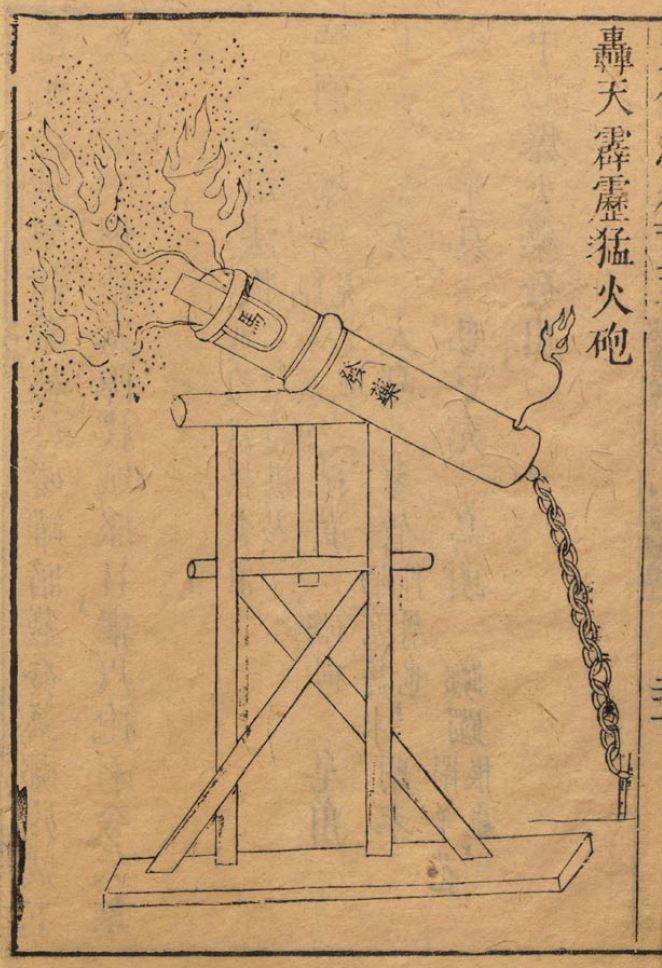
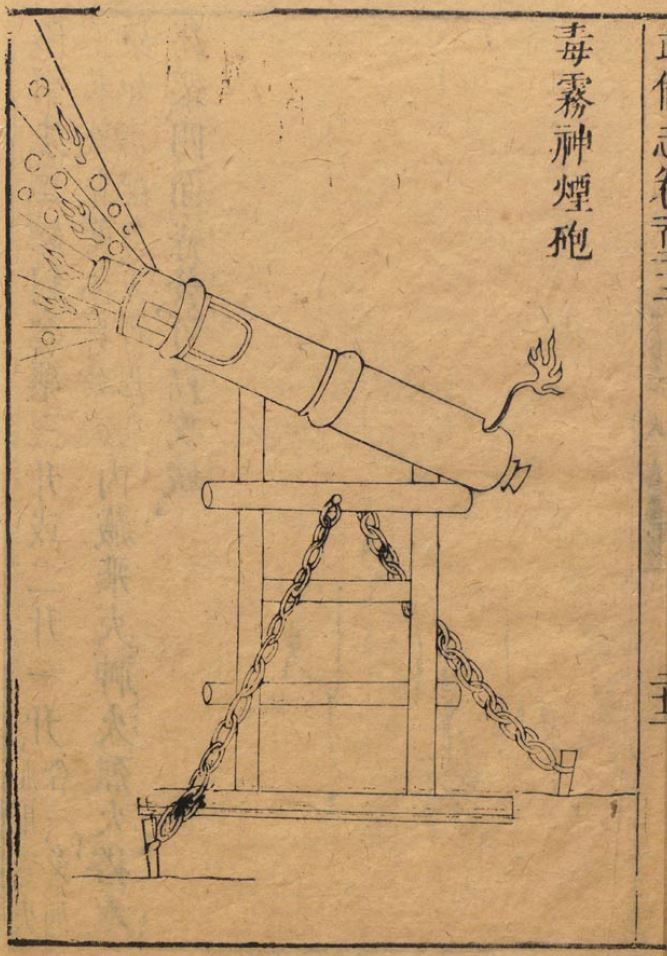
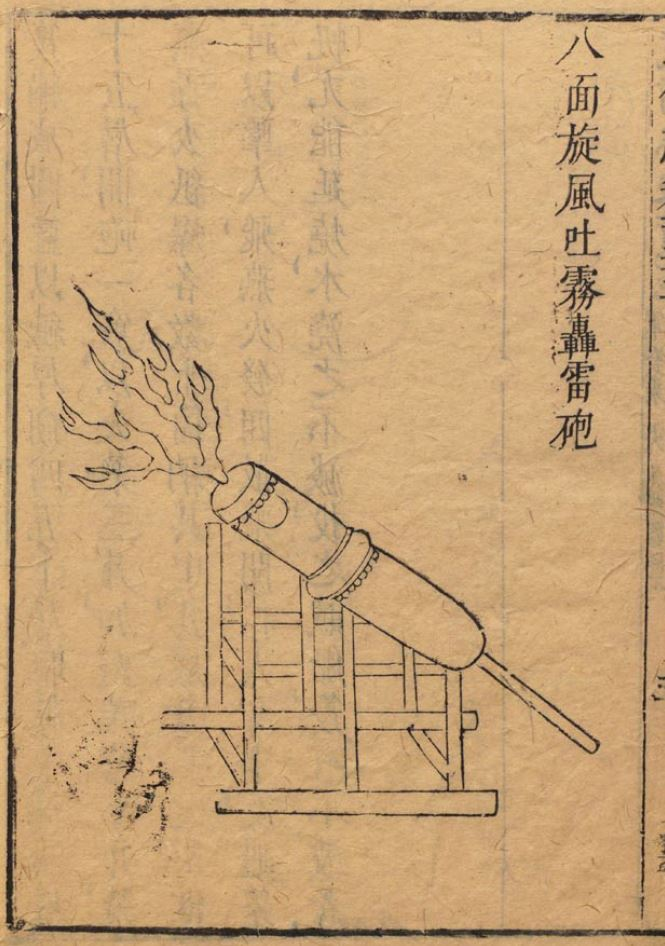
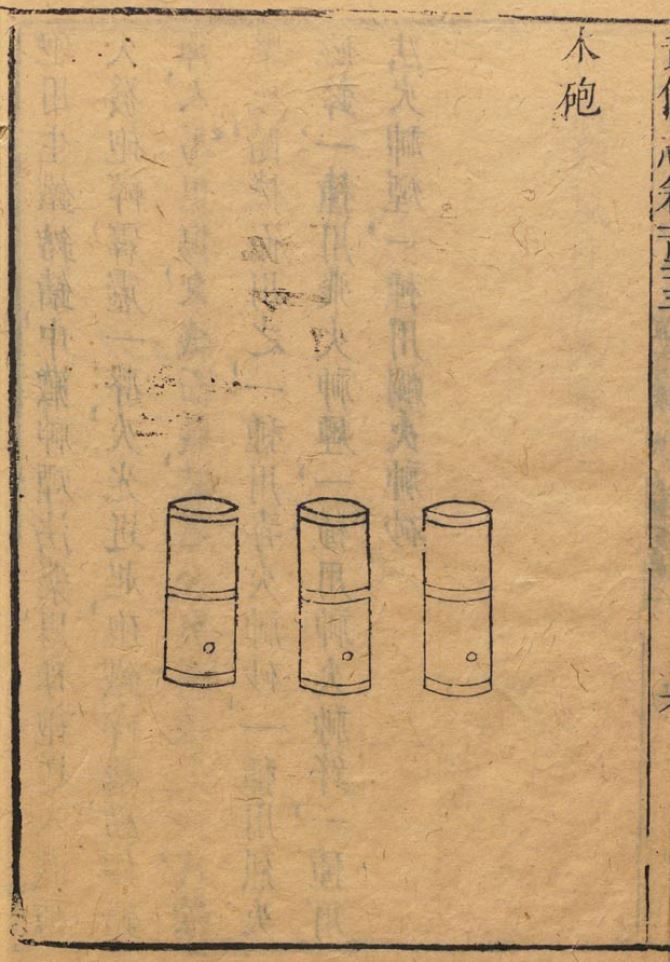
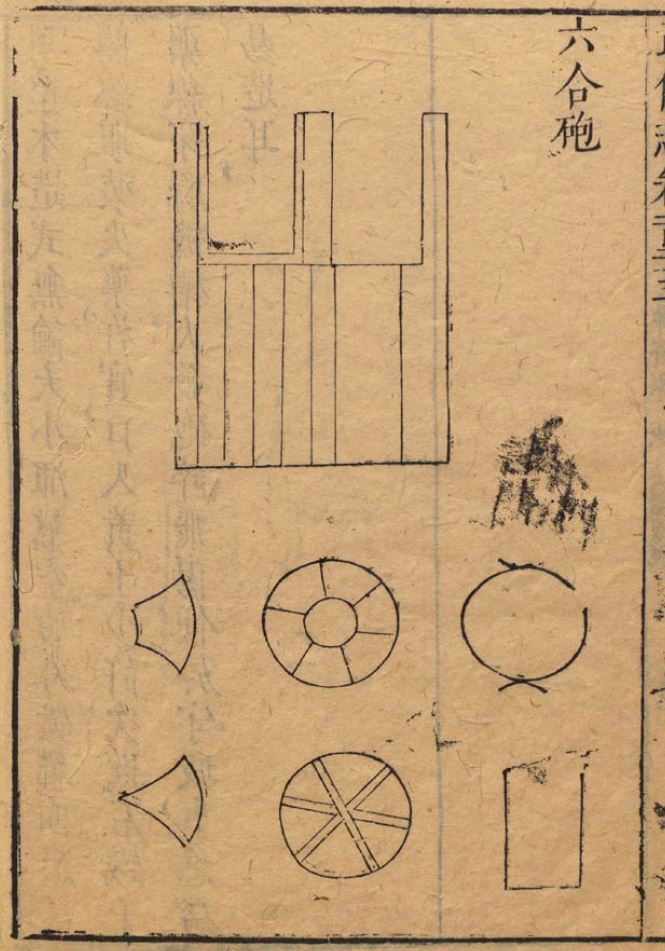
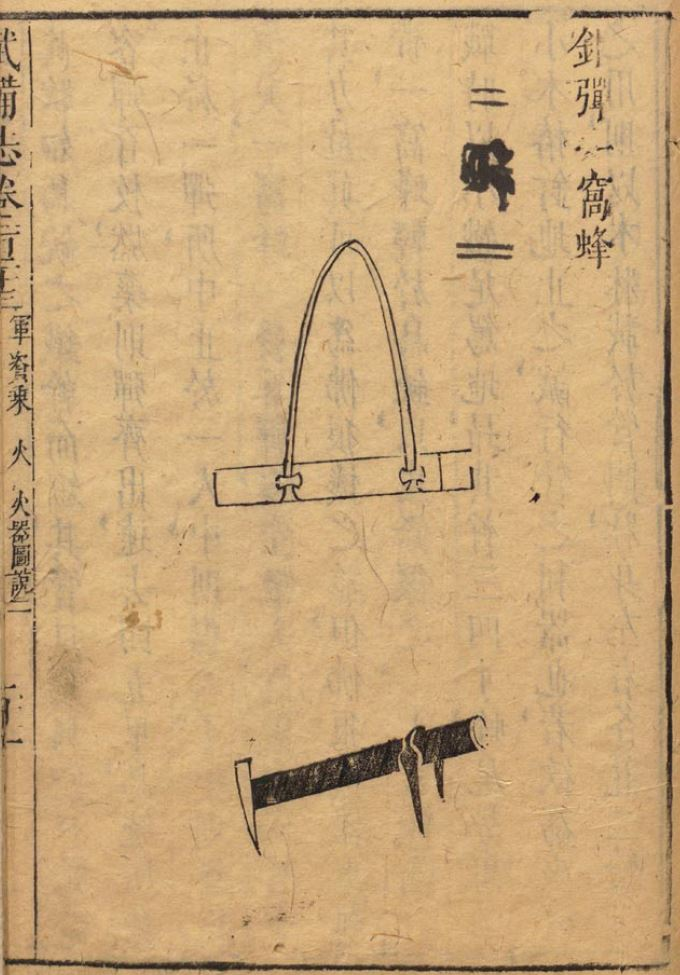
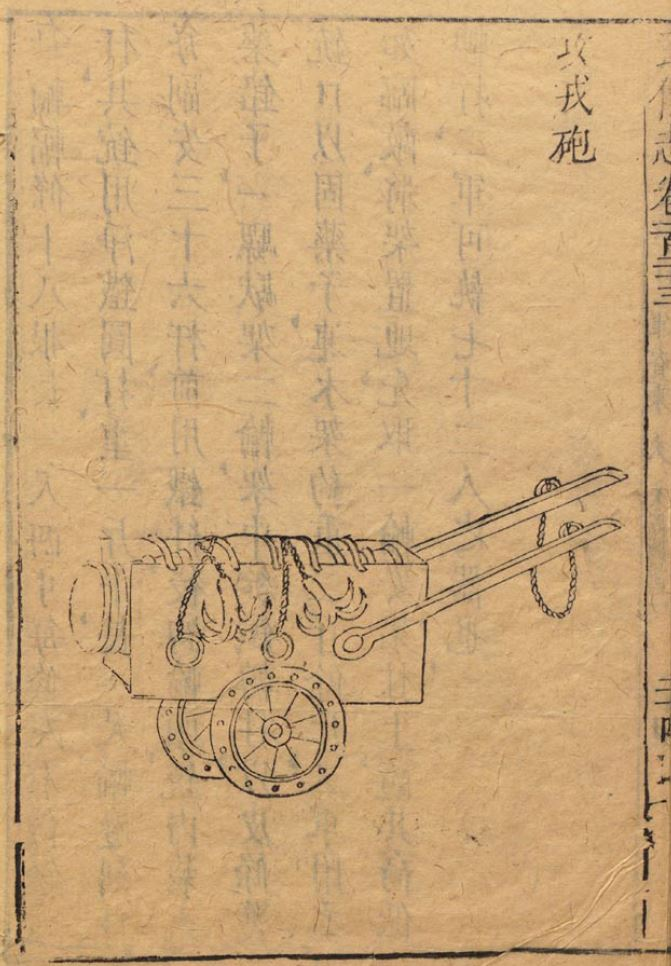
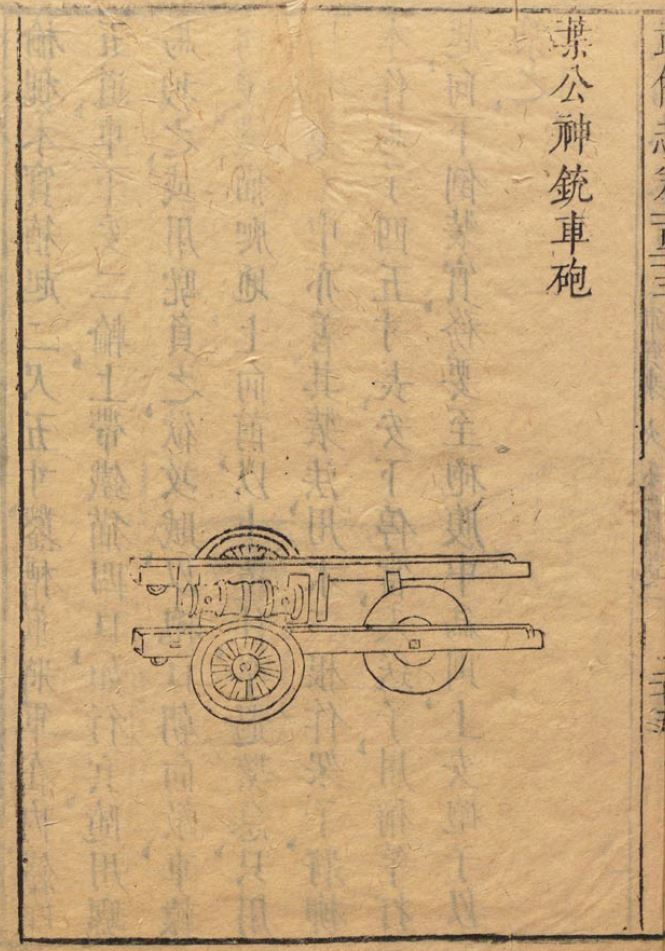
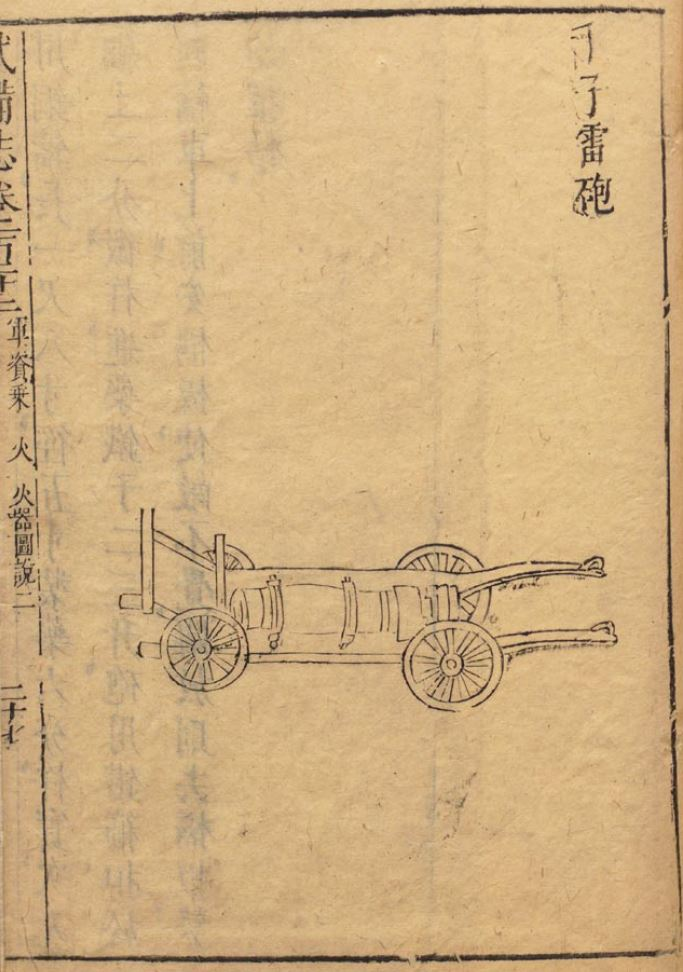
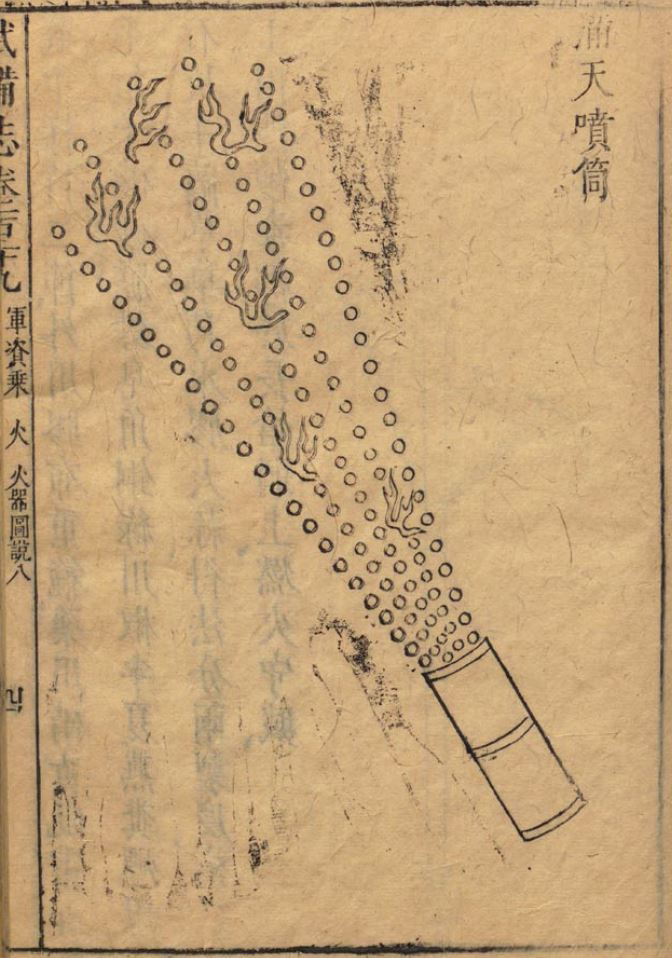
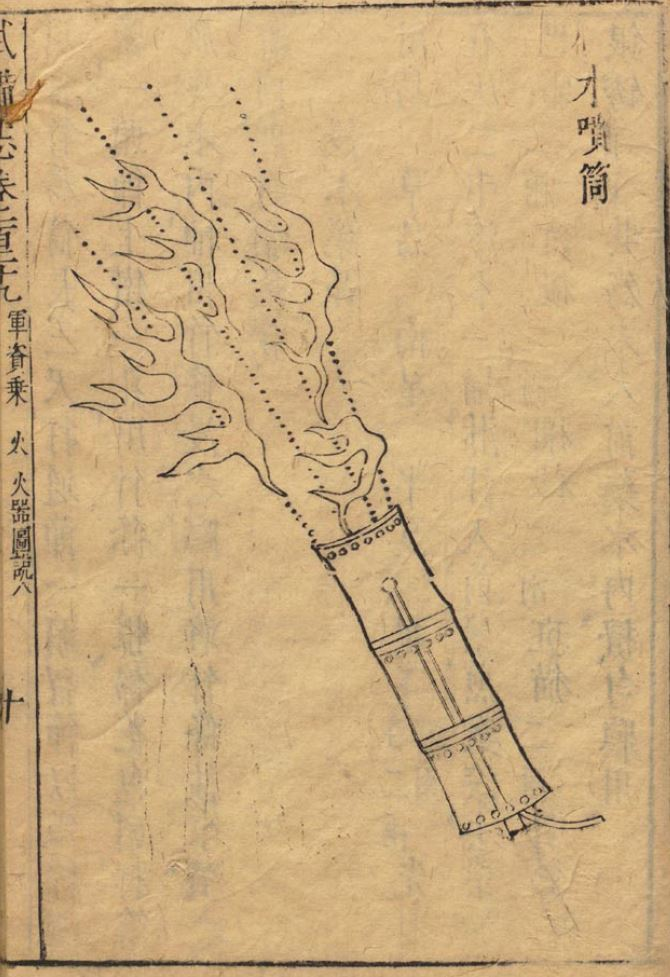
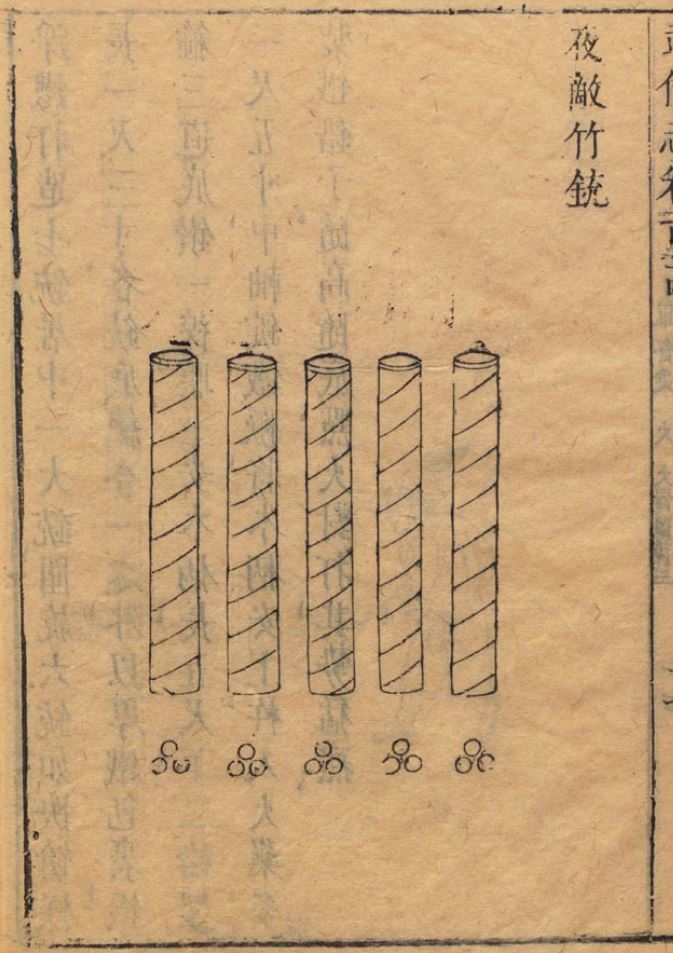
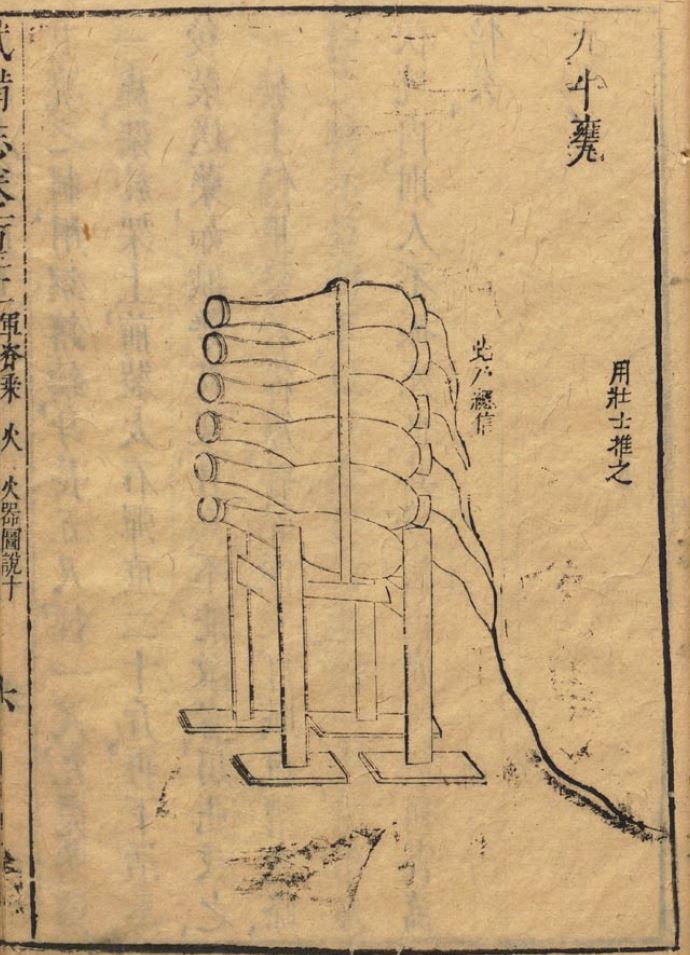
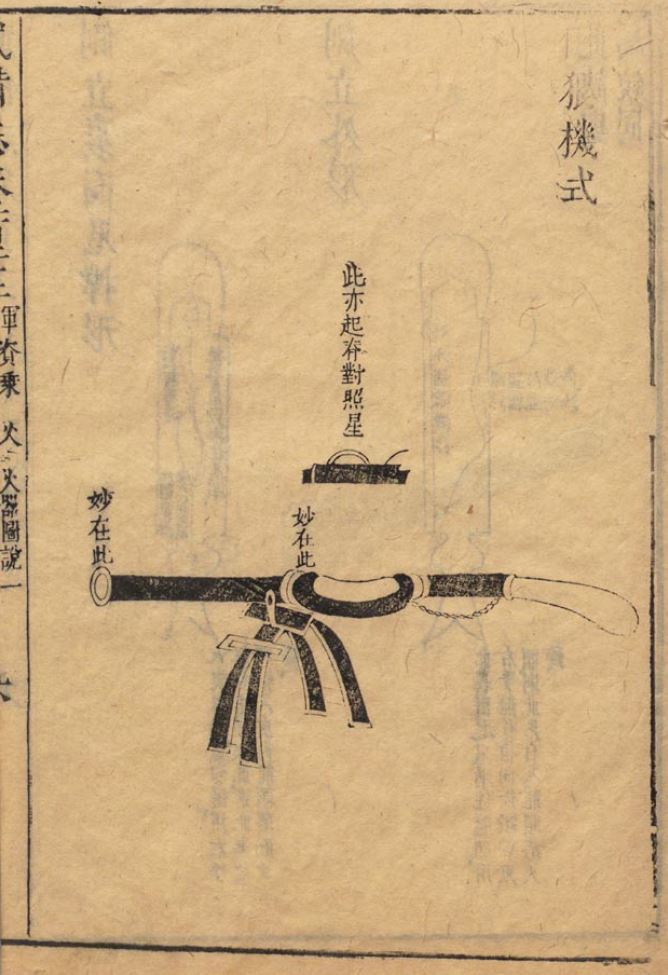
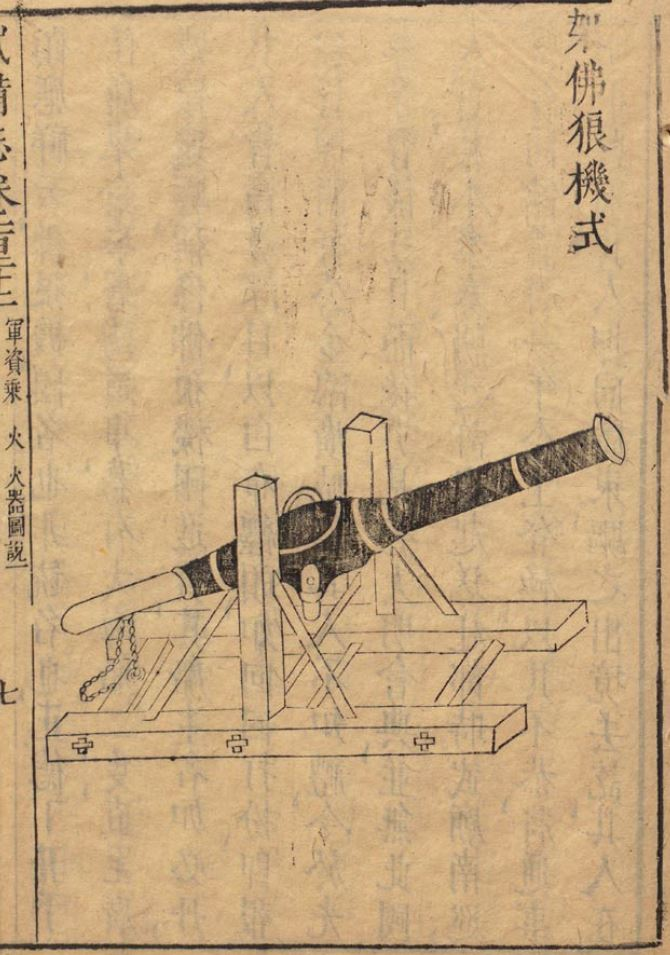
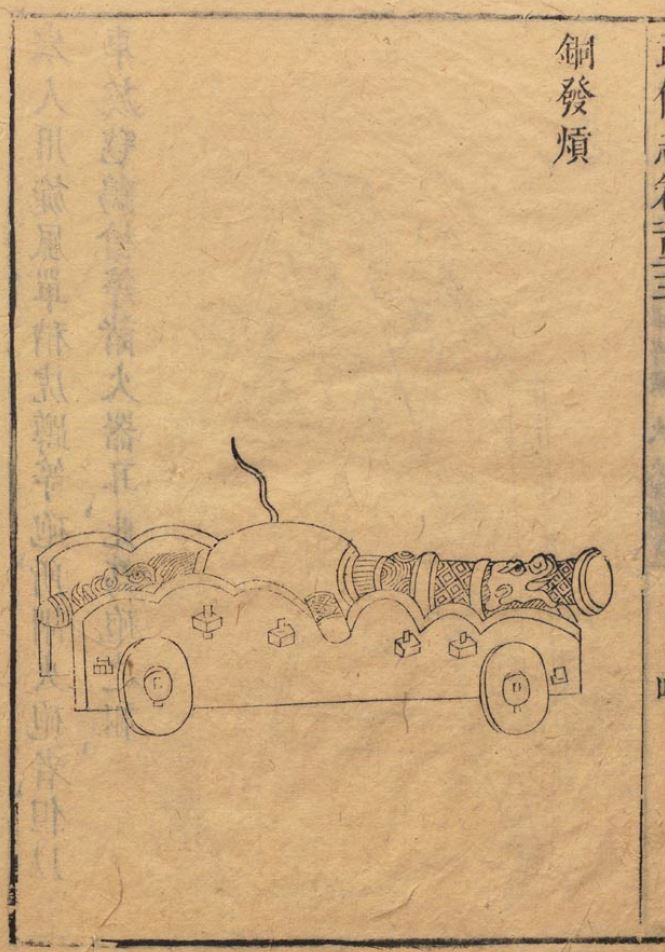
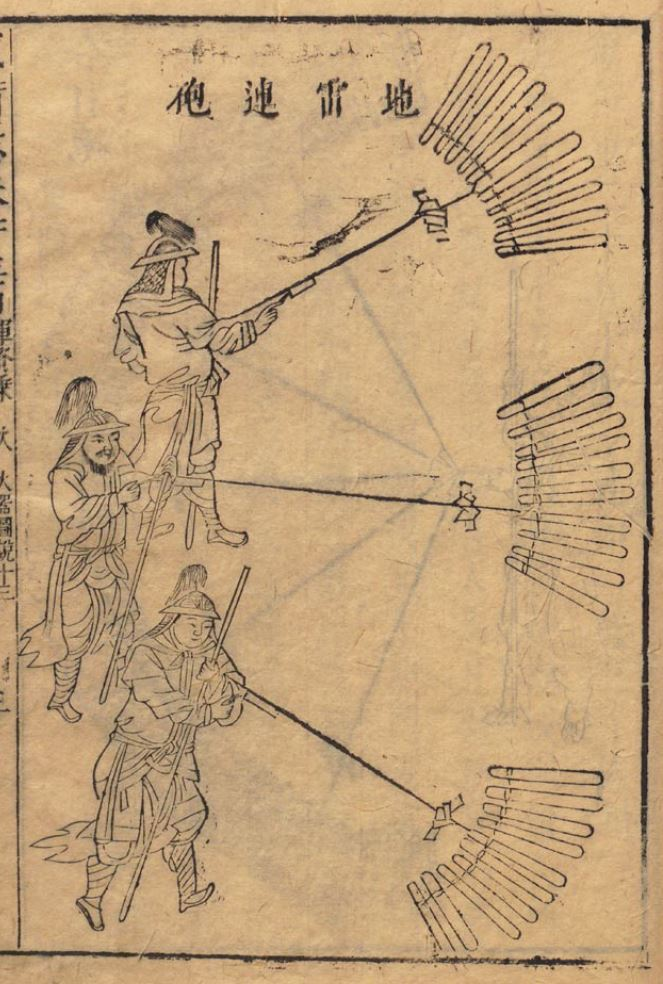
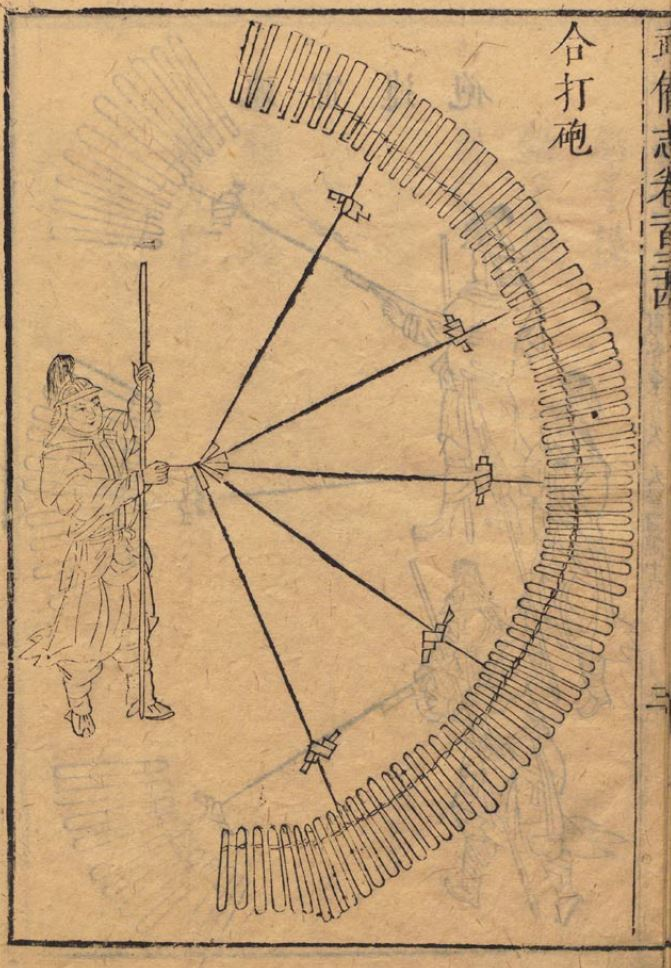

### Explosivos

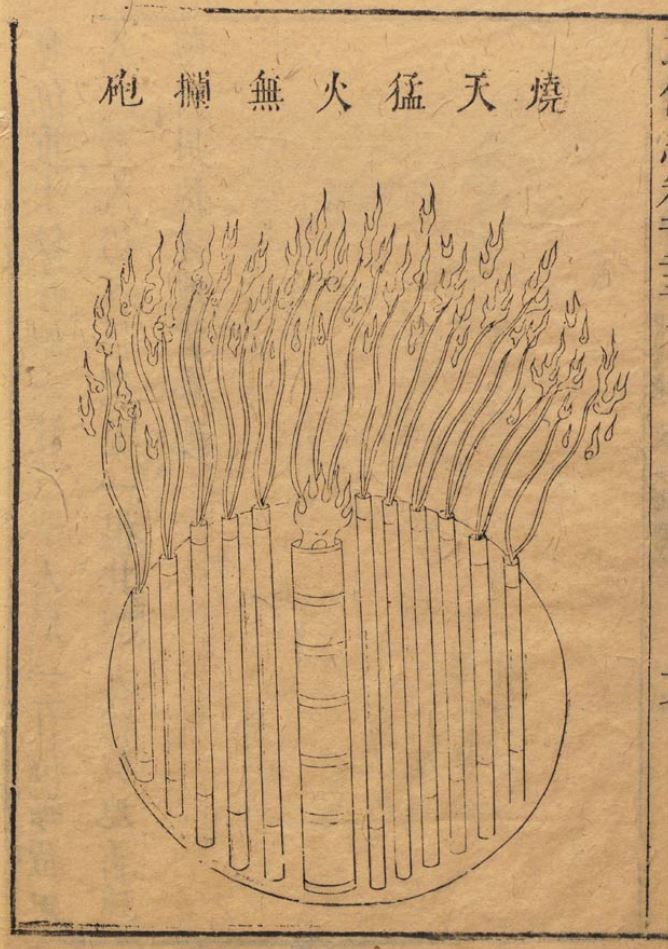
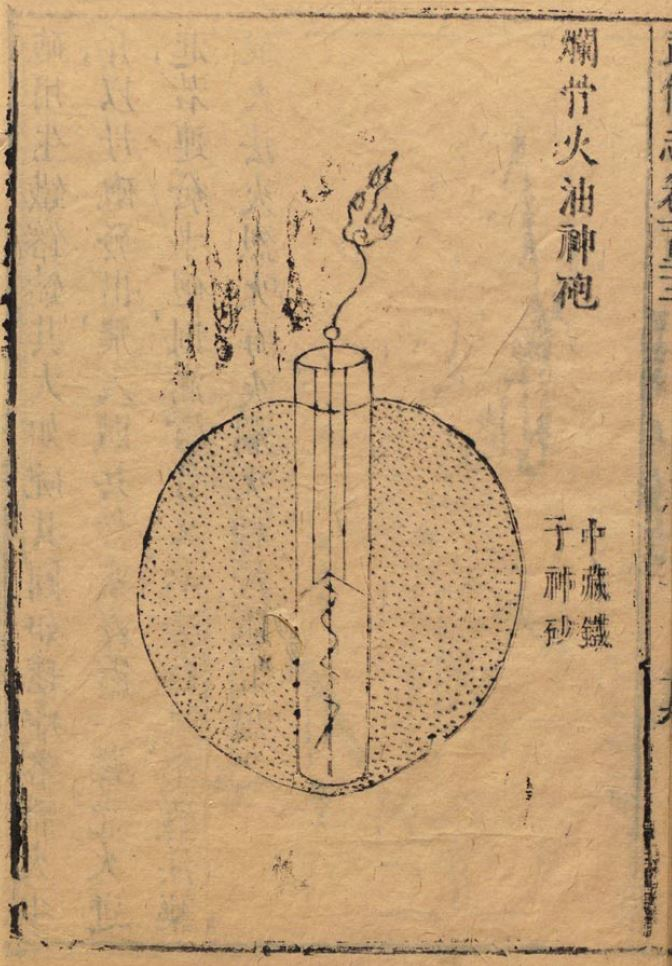
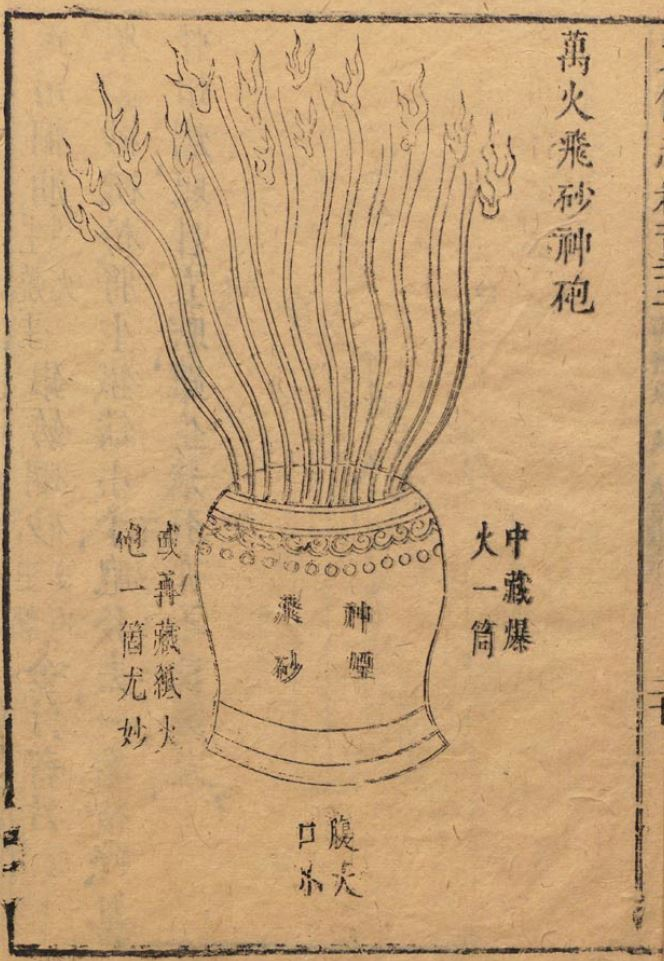
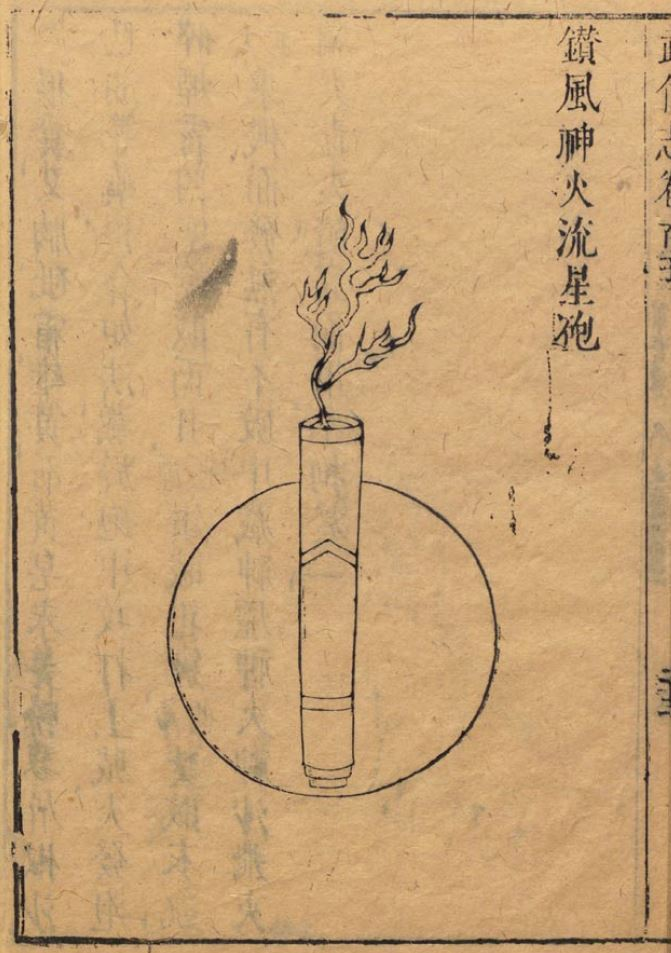
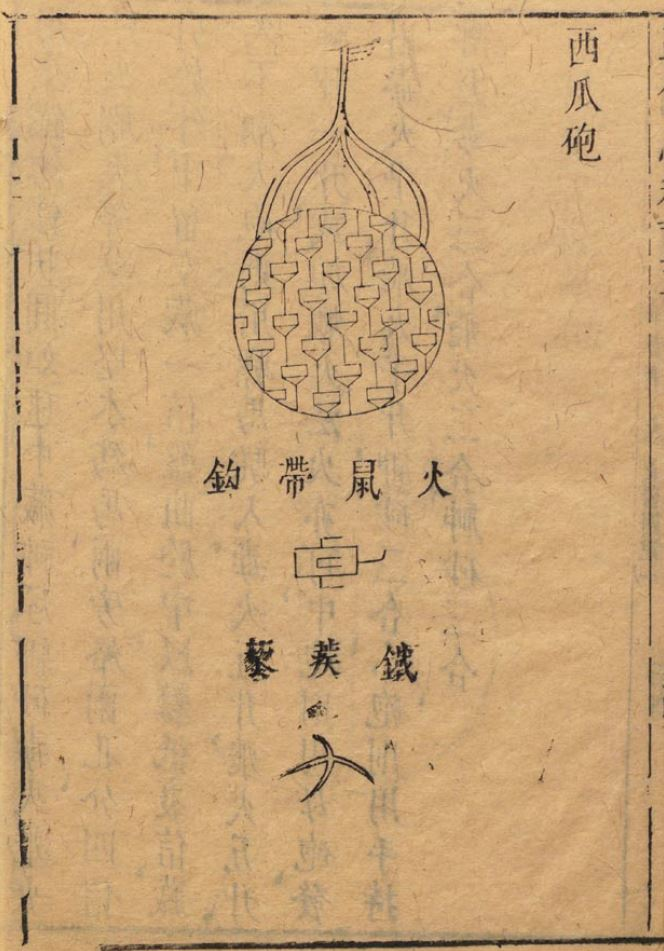
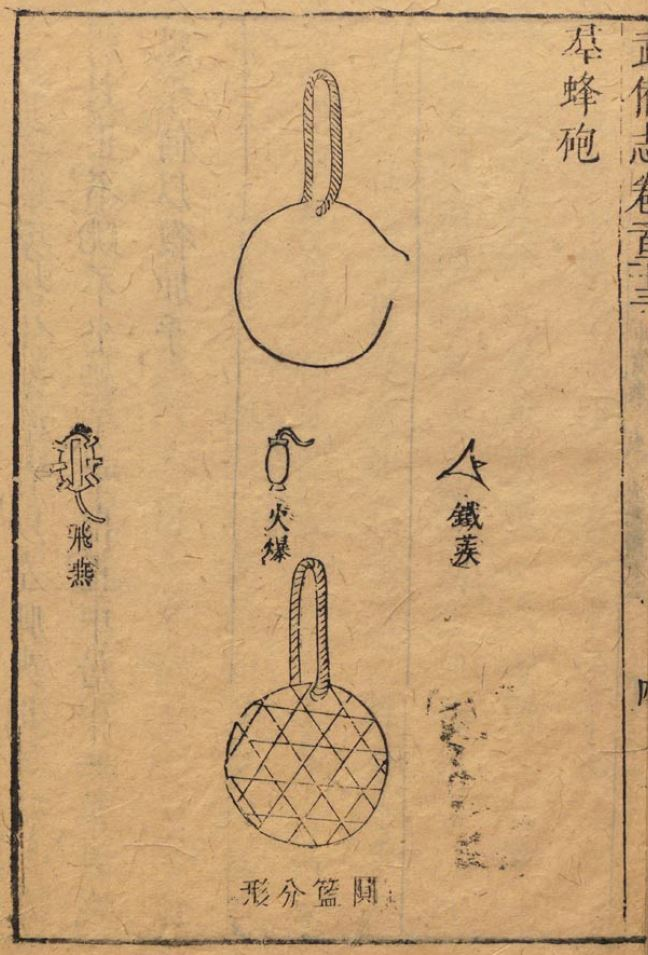
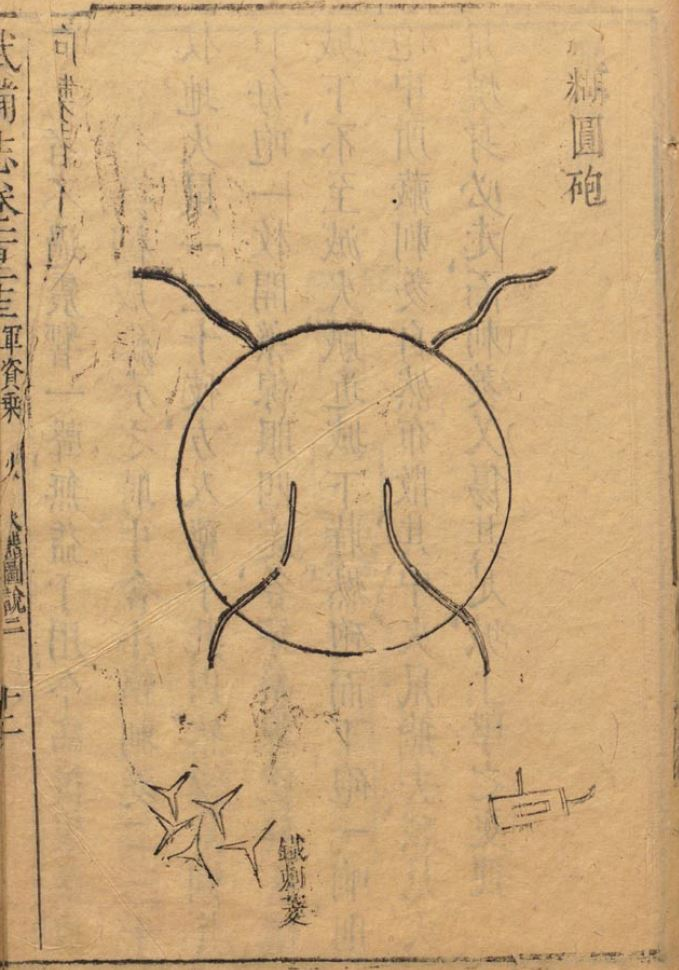
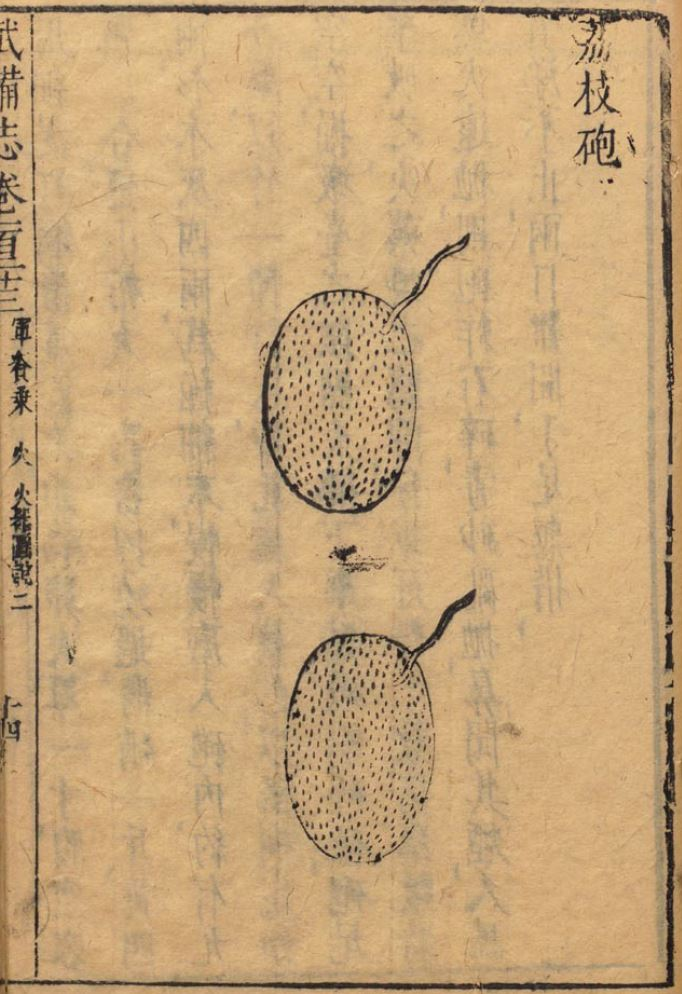
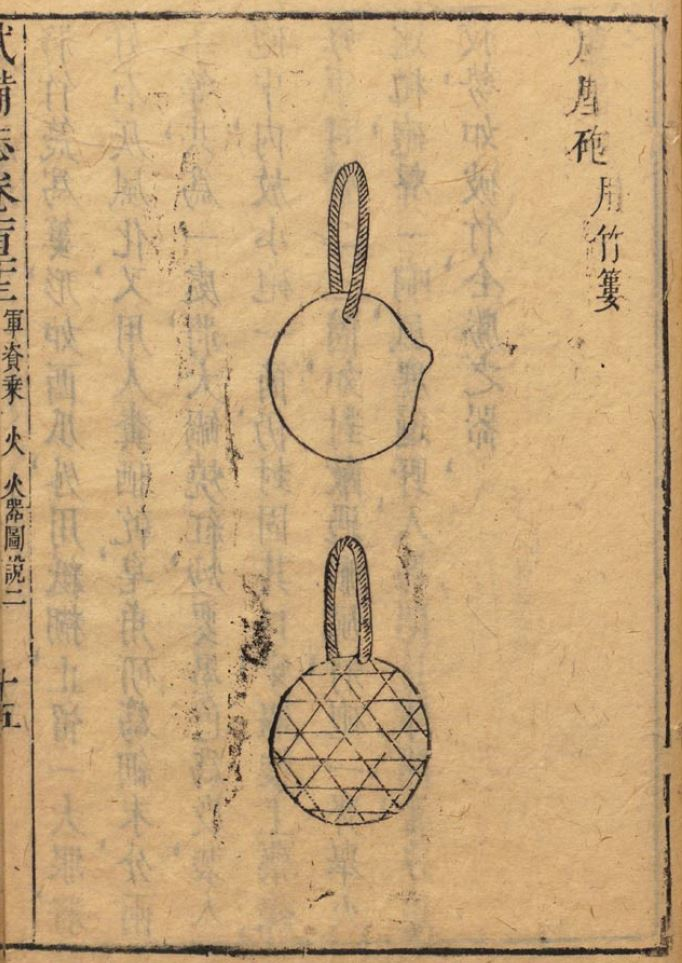
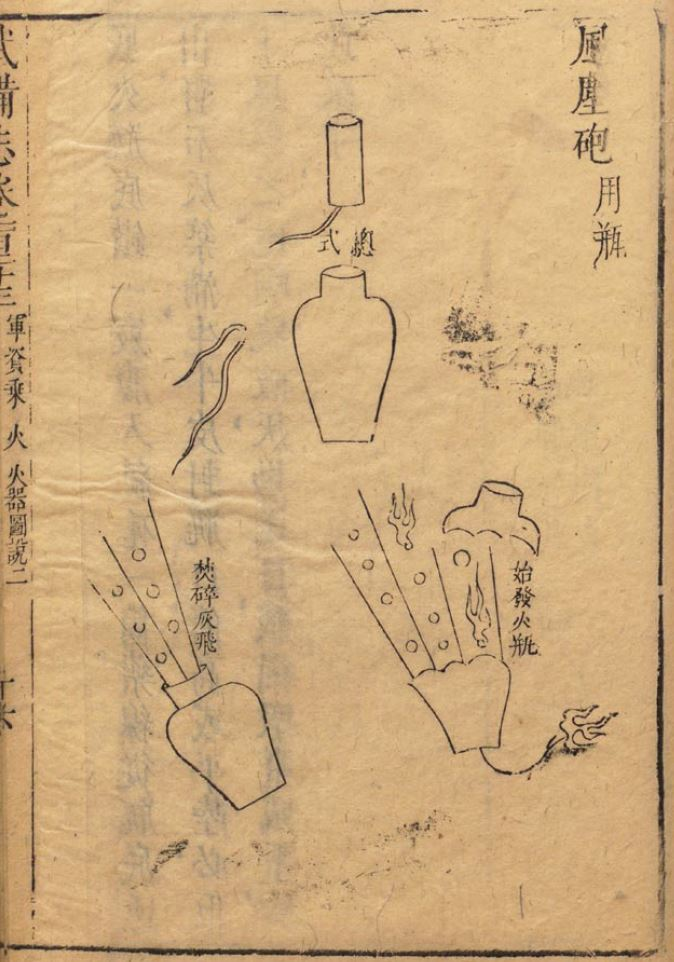
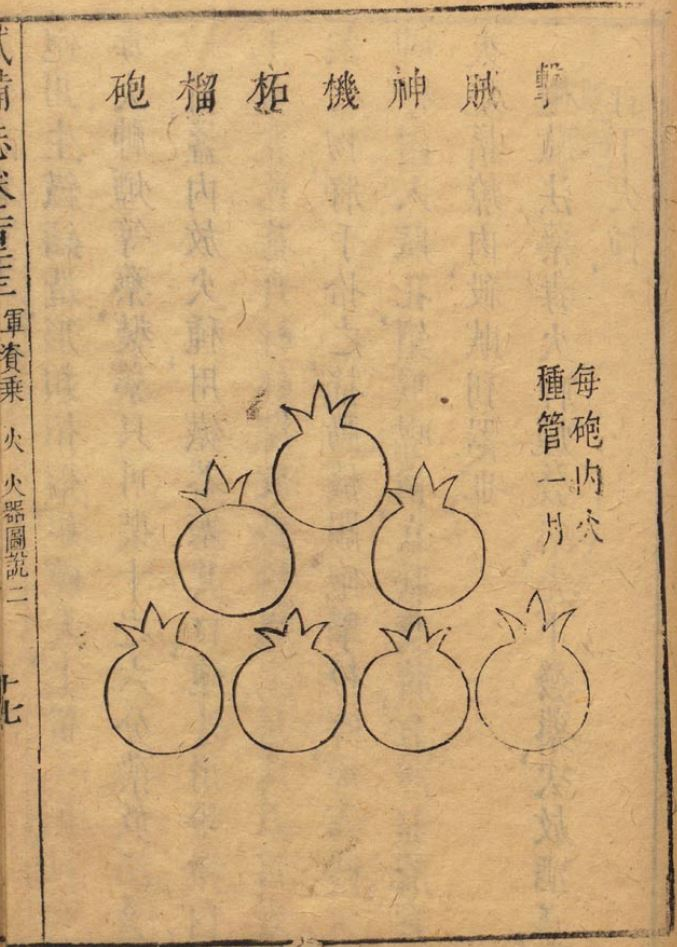
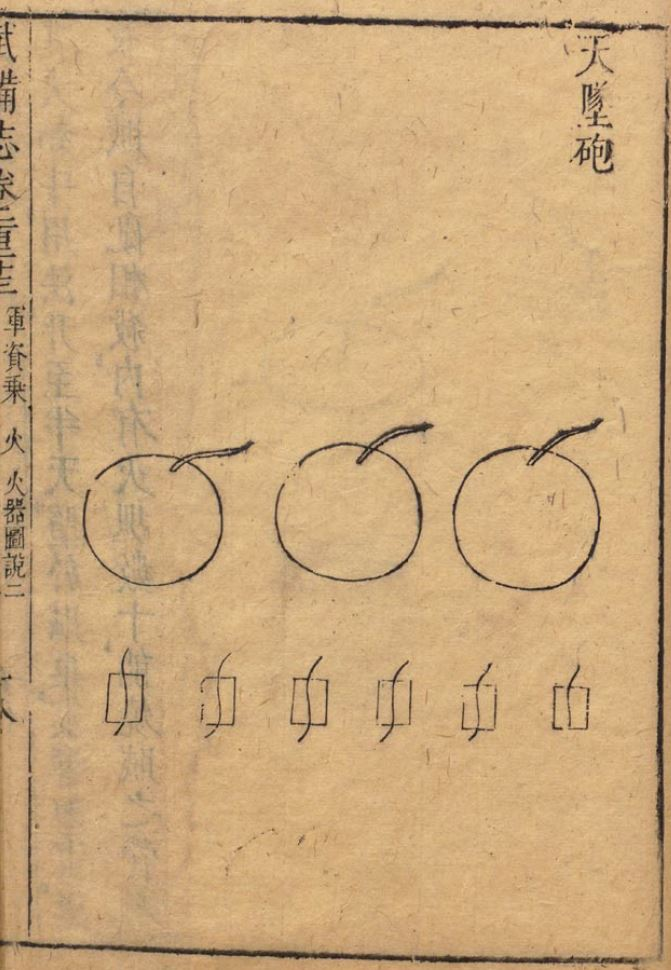
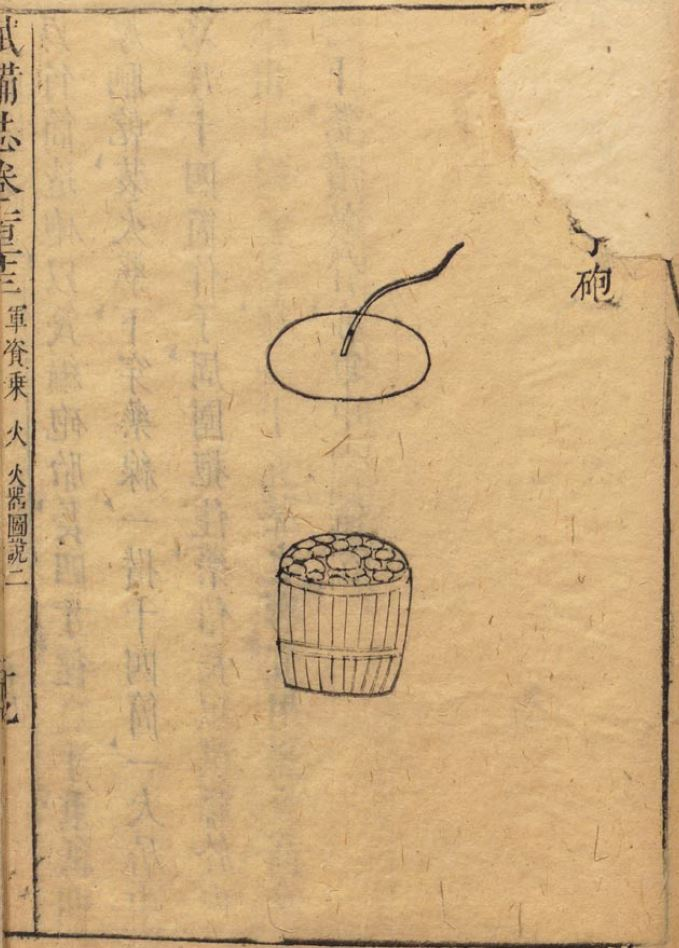
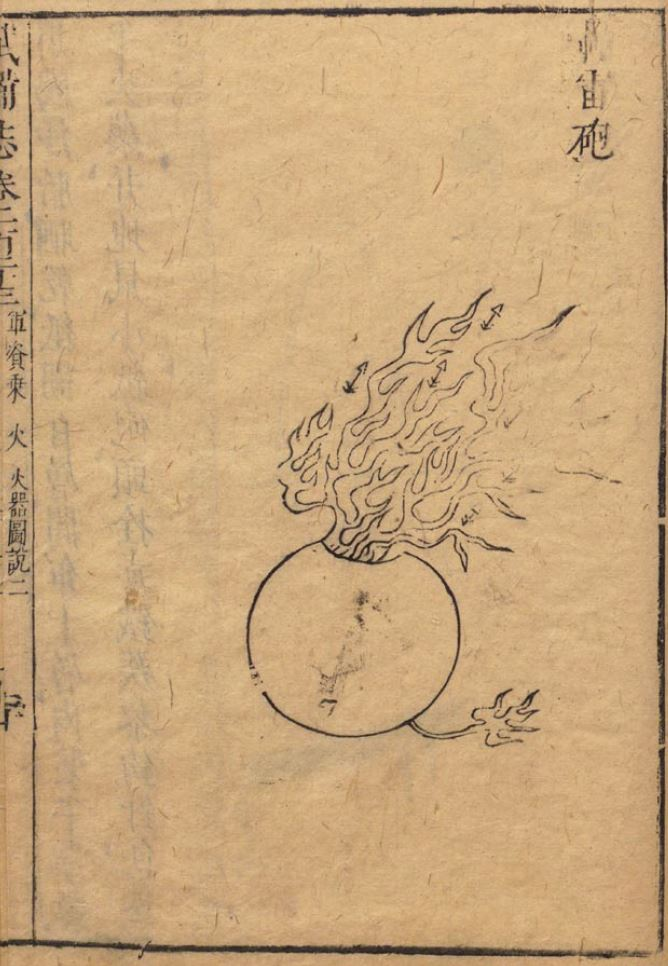
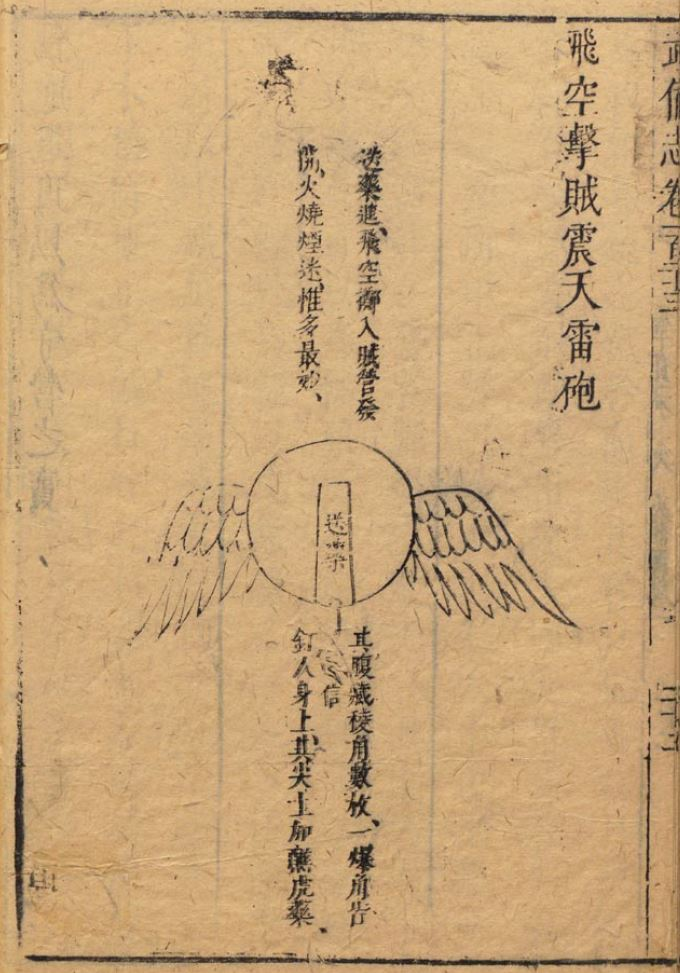
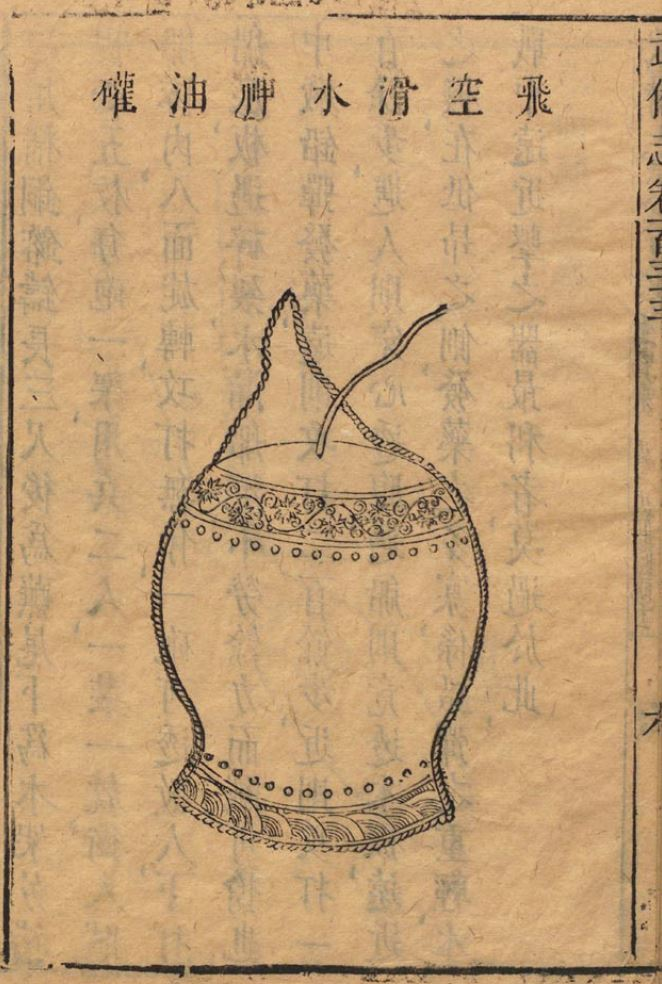
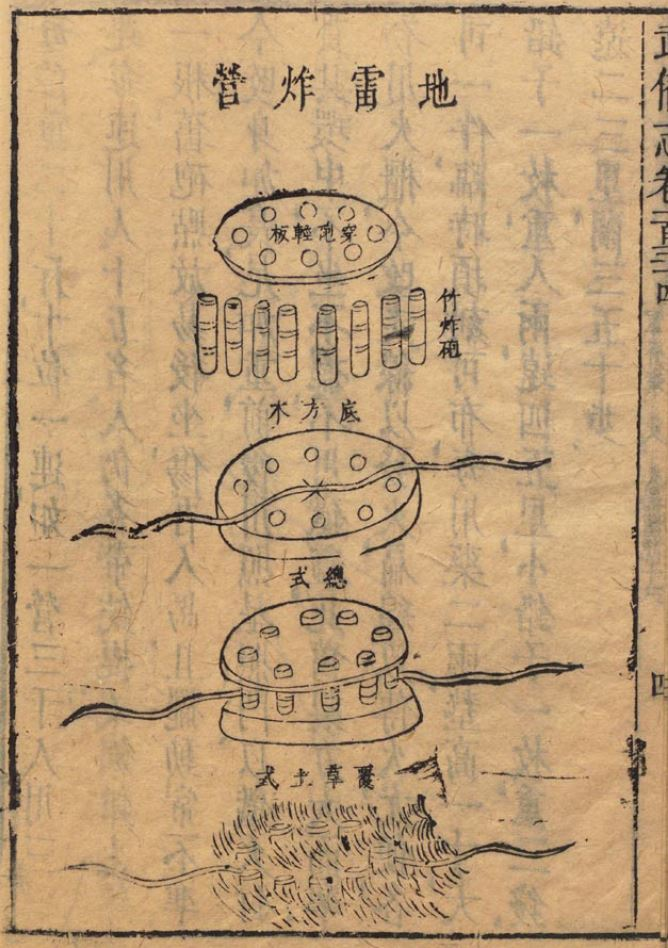
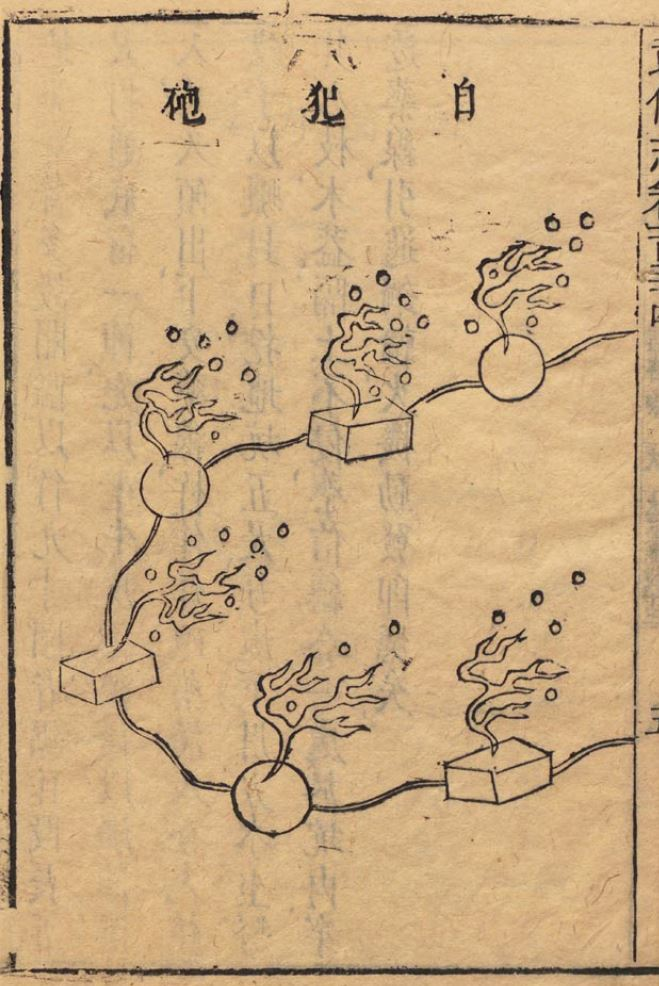
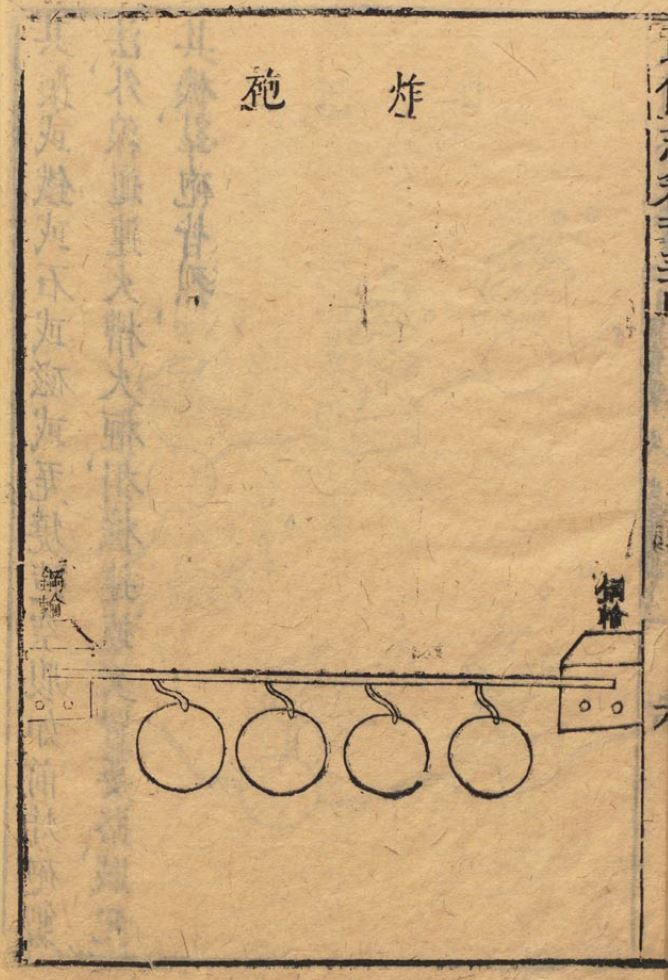
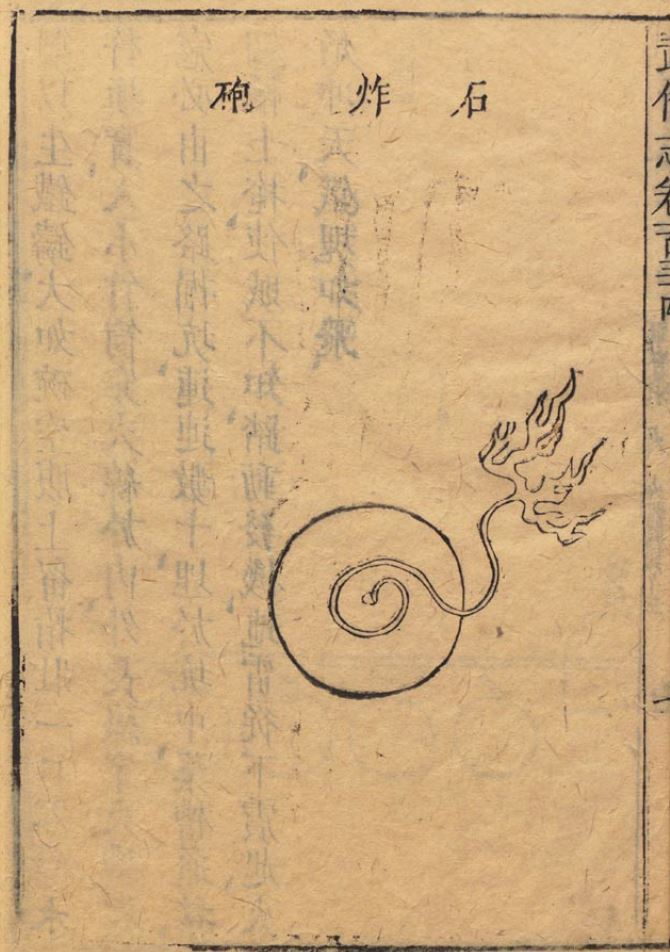
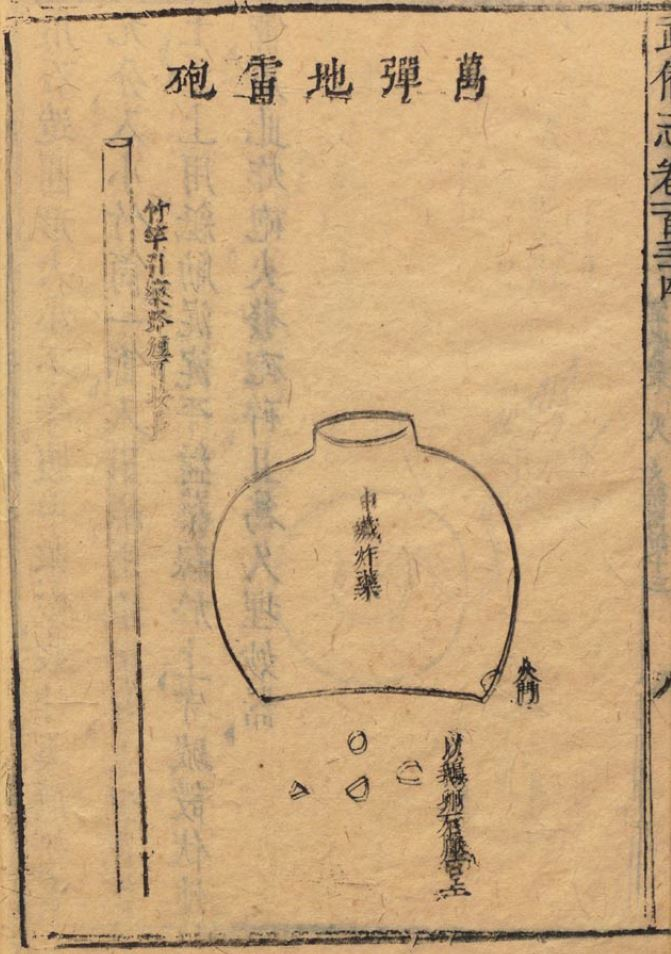
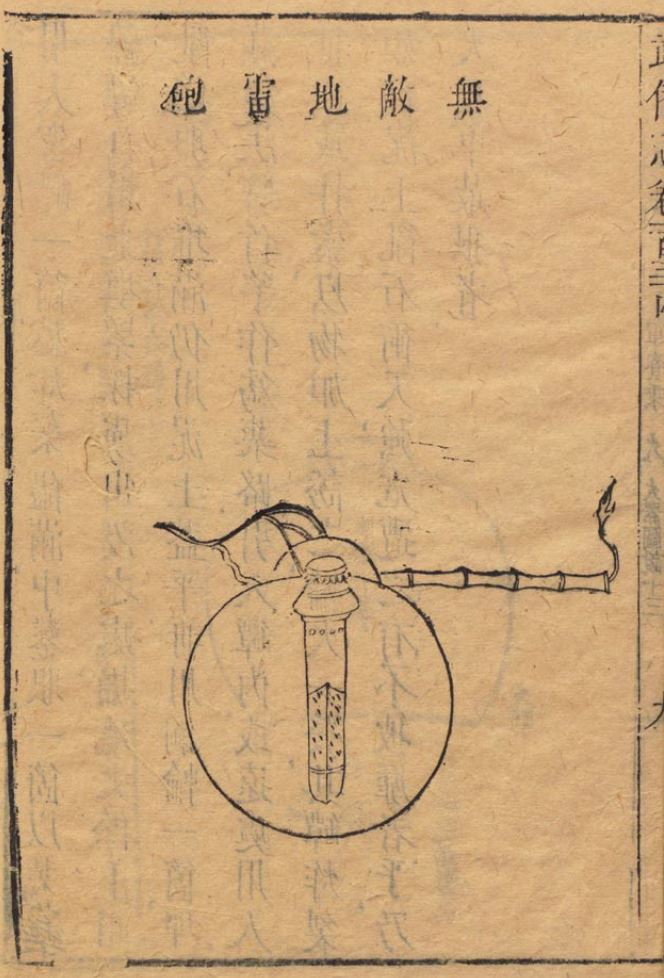
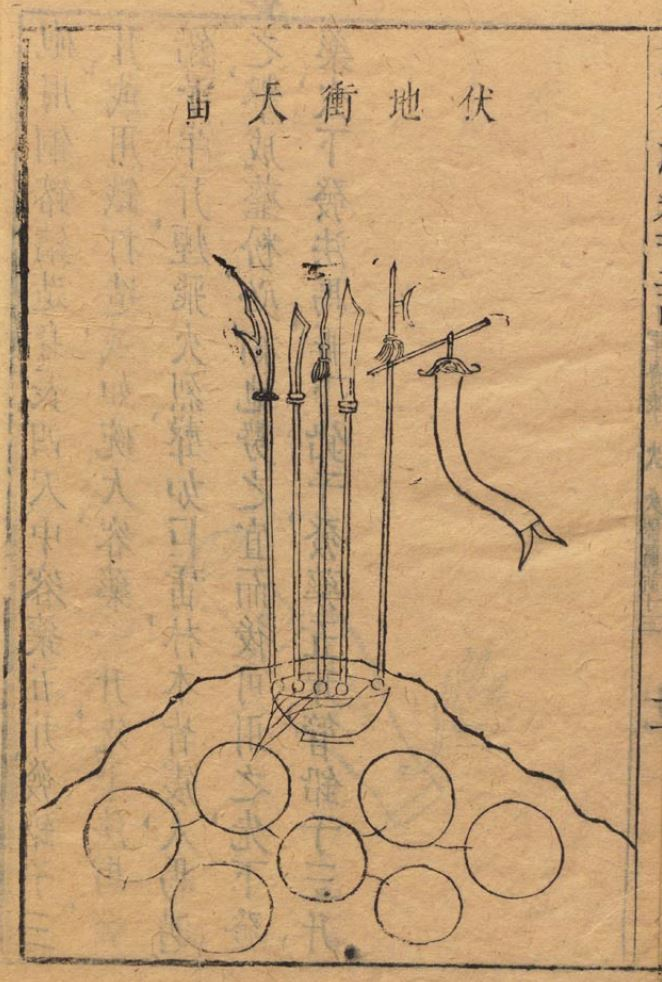
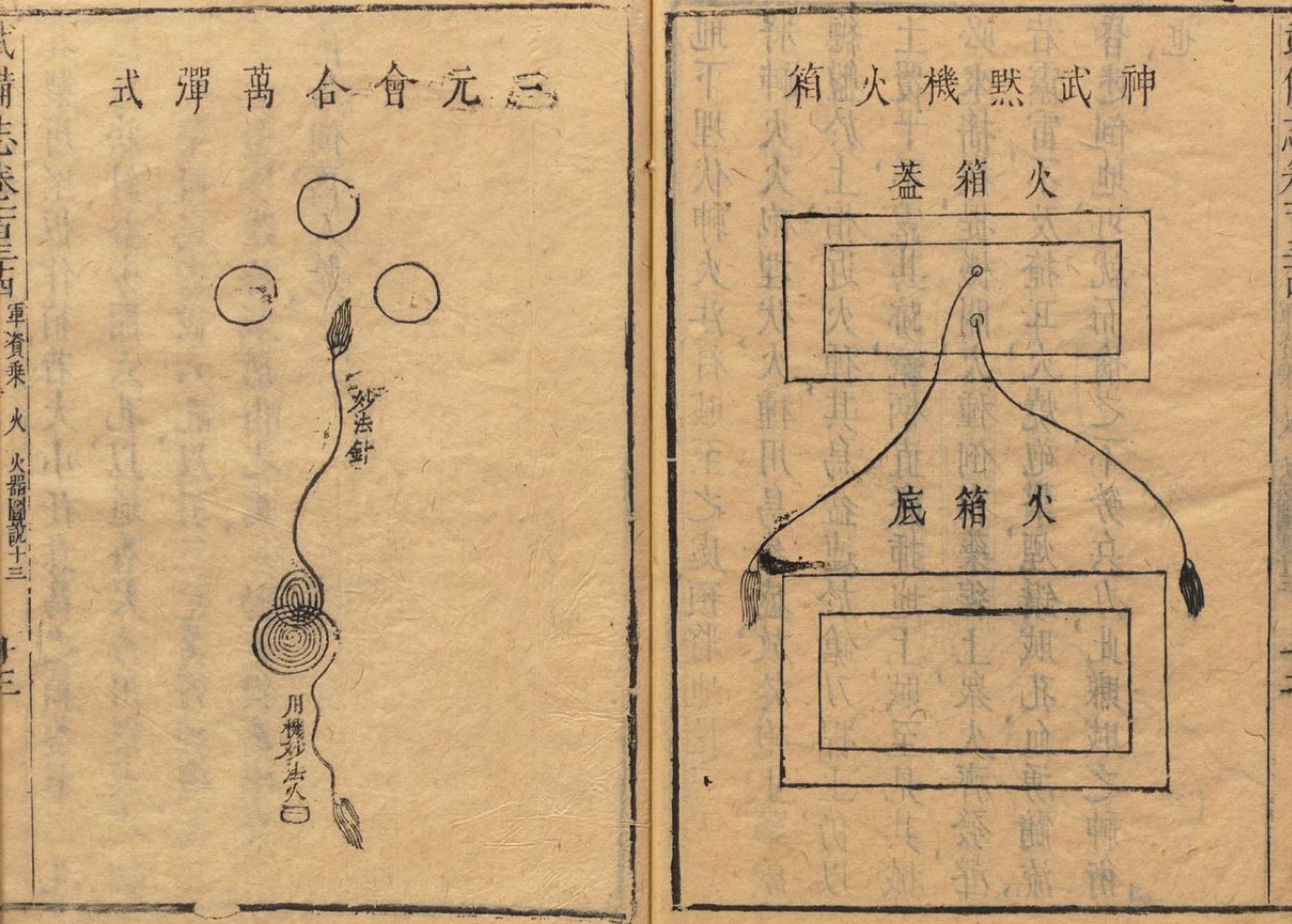
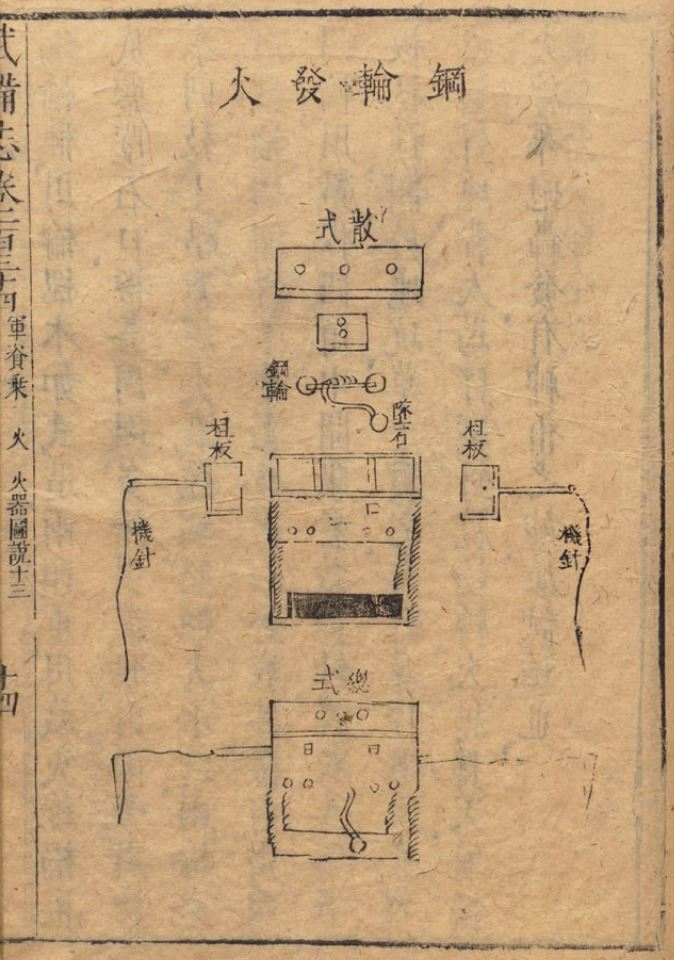
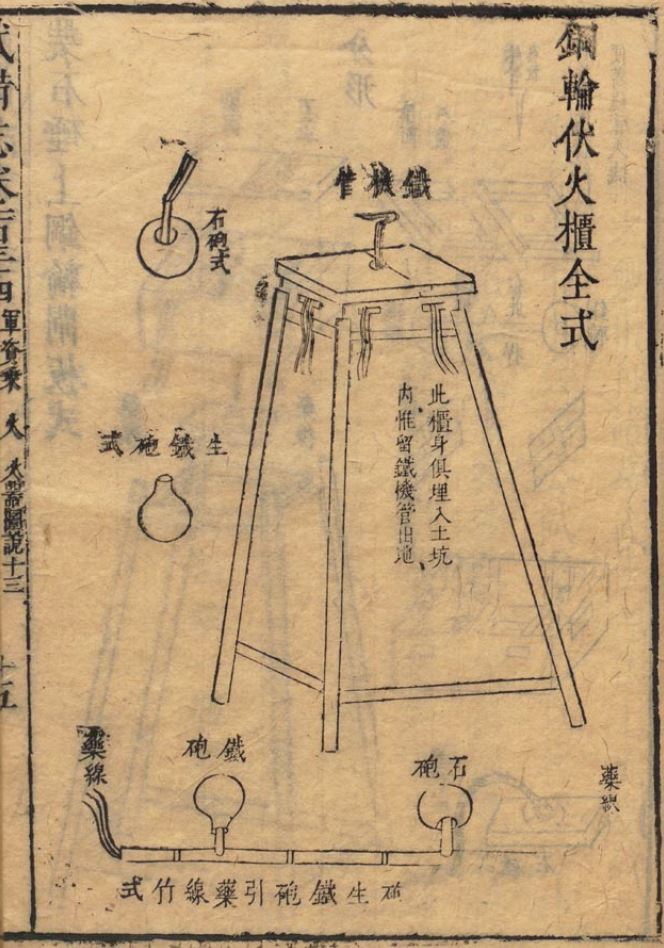
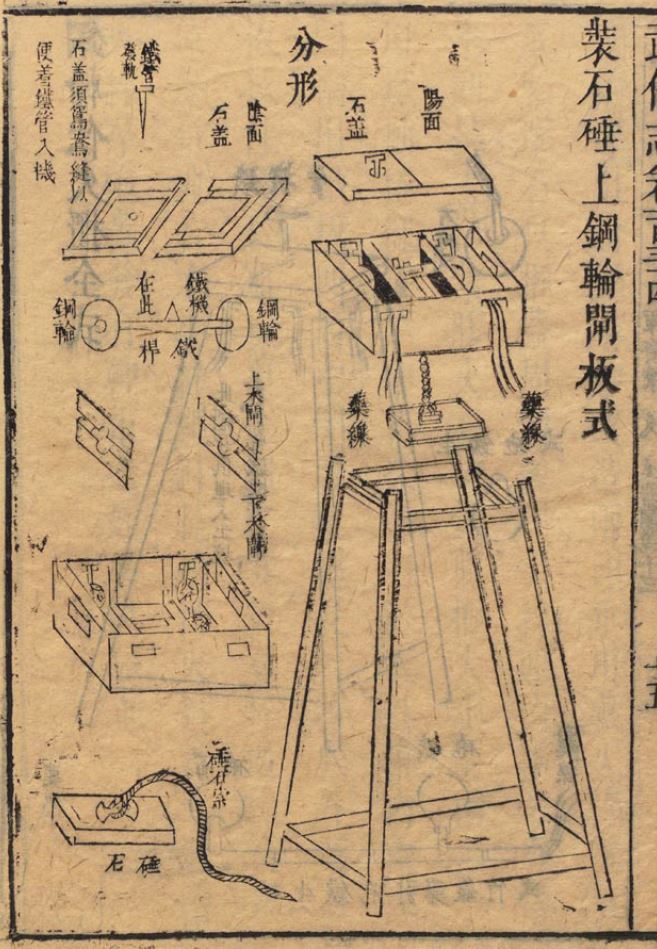
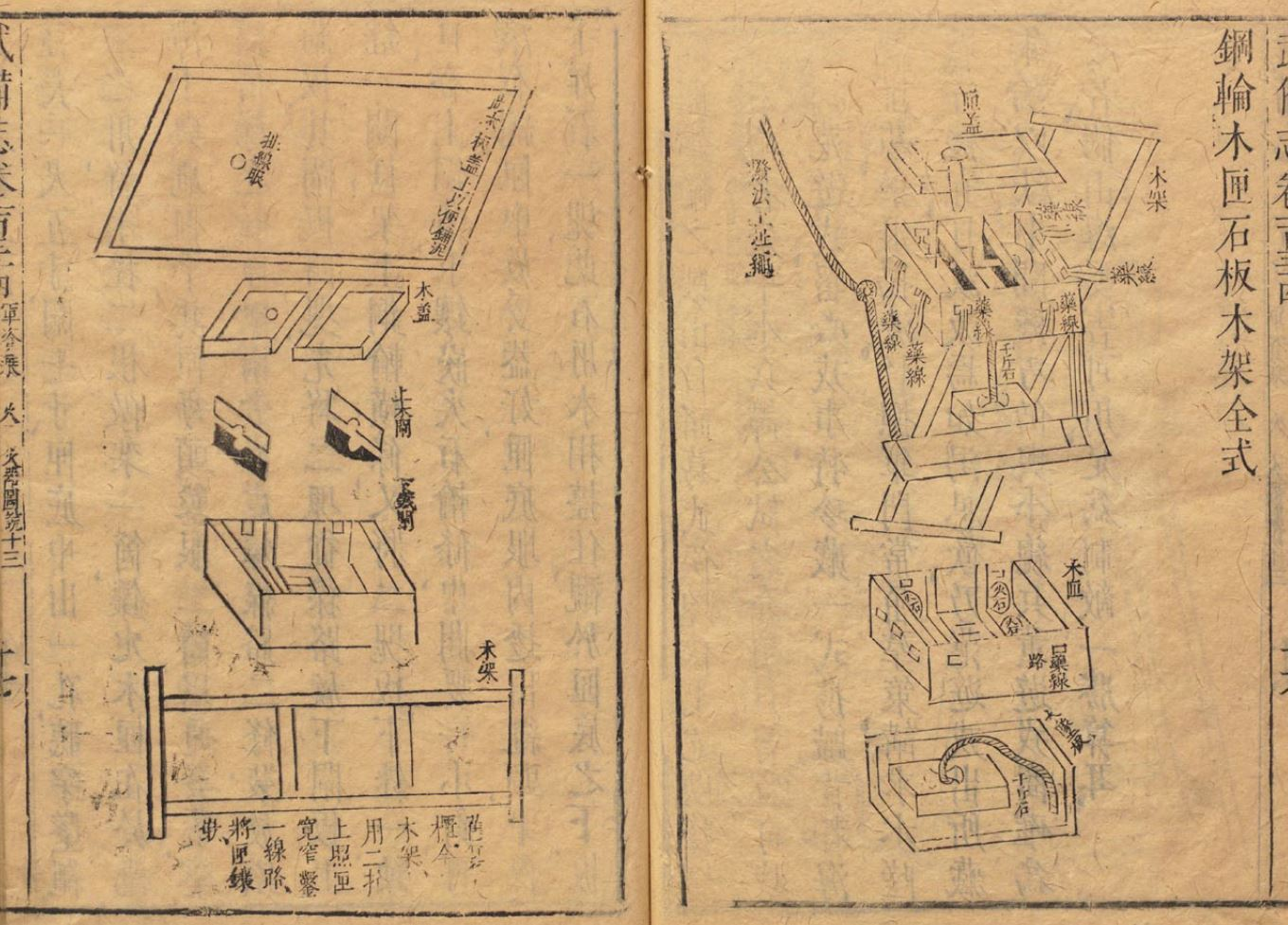
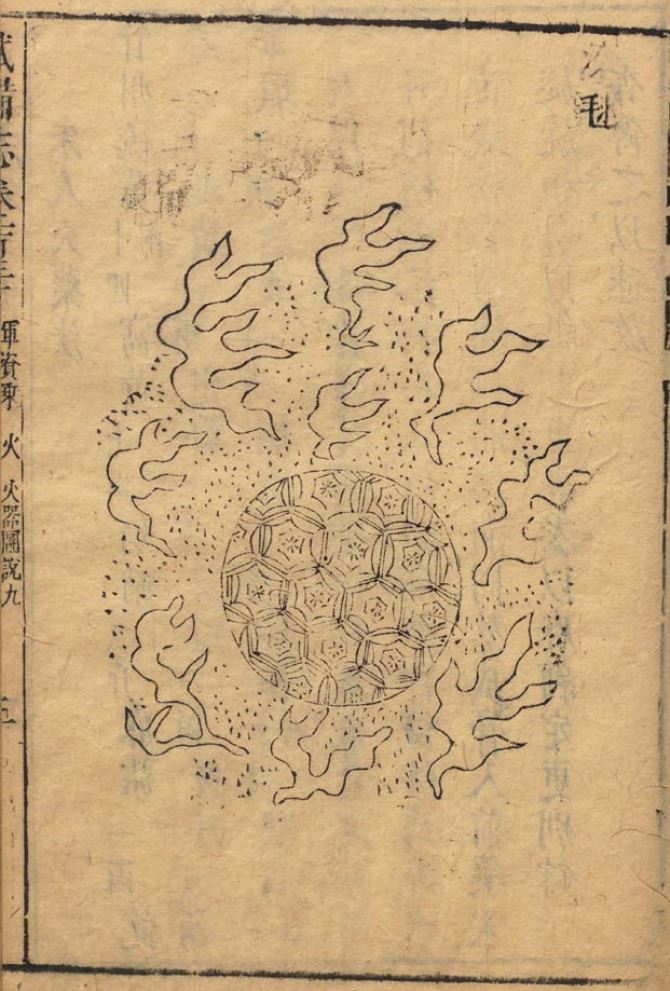
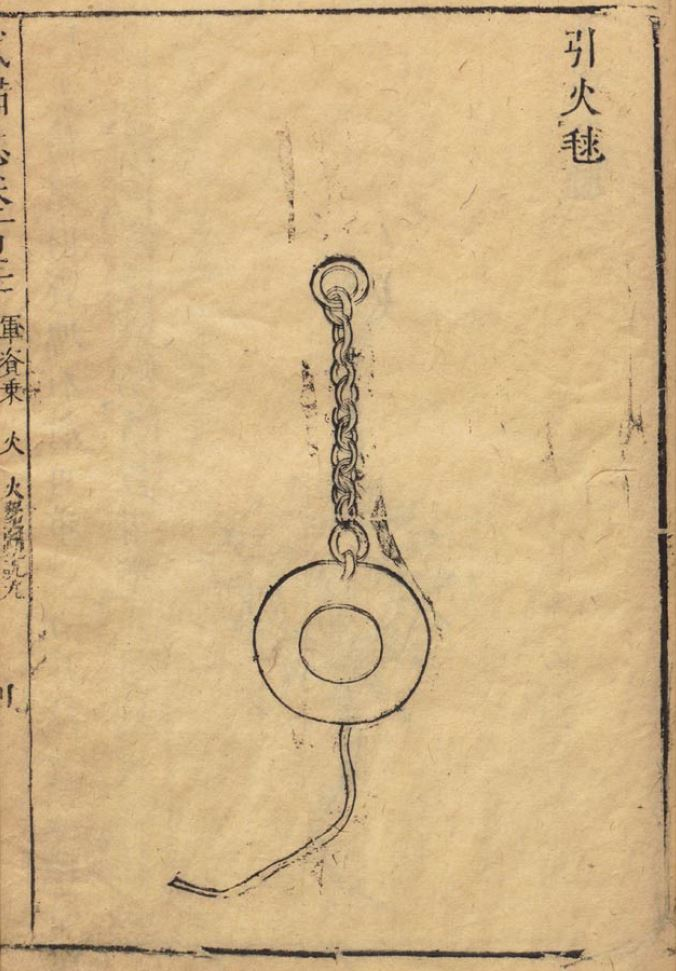
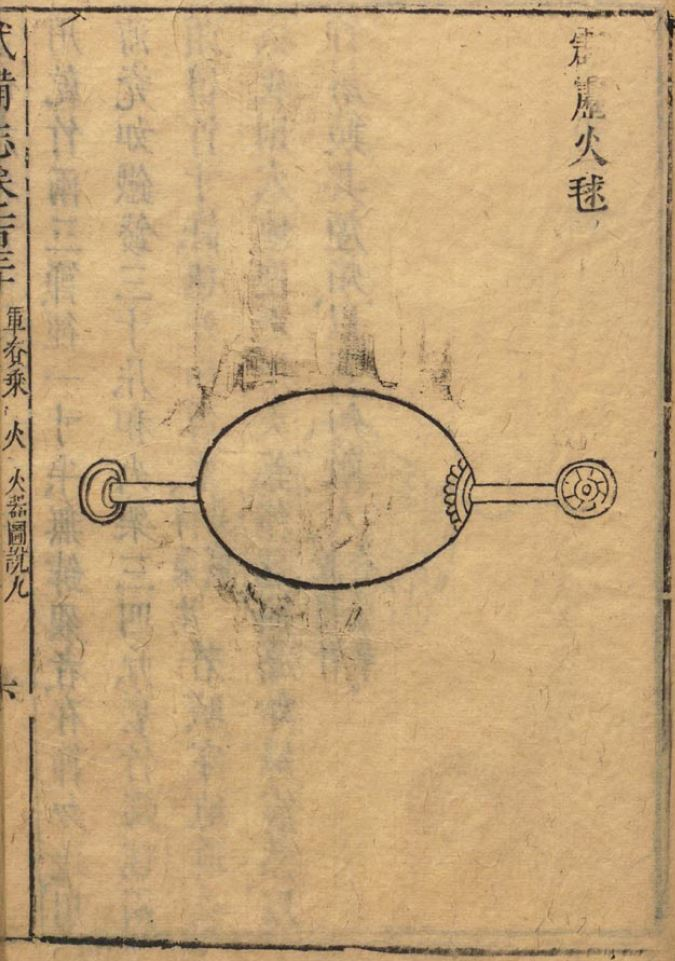
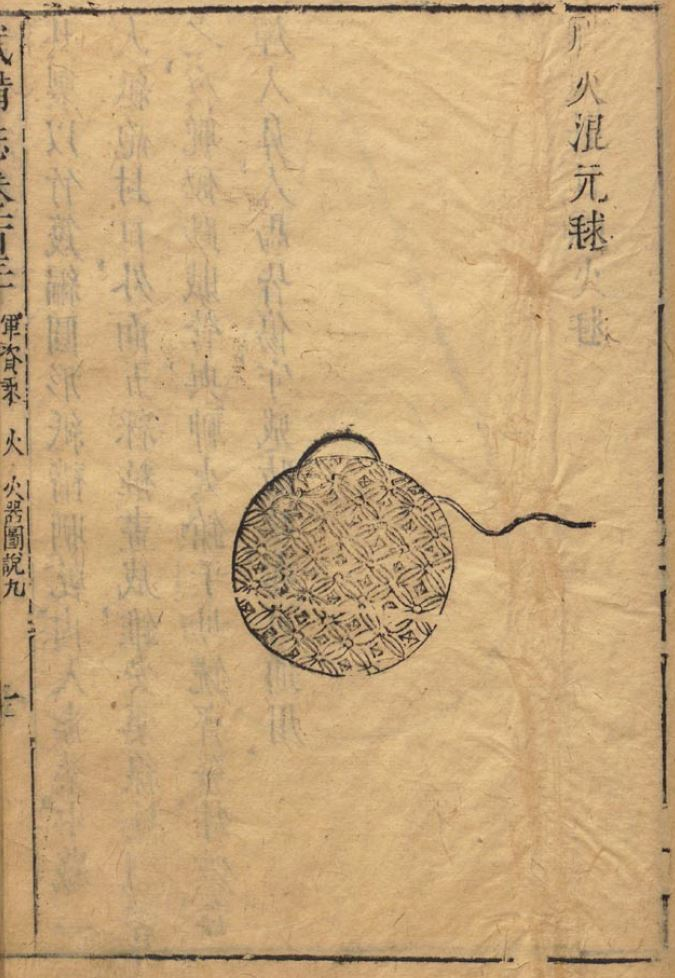
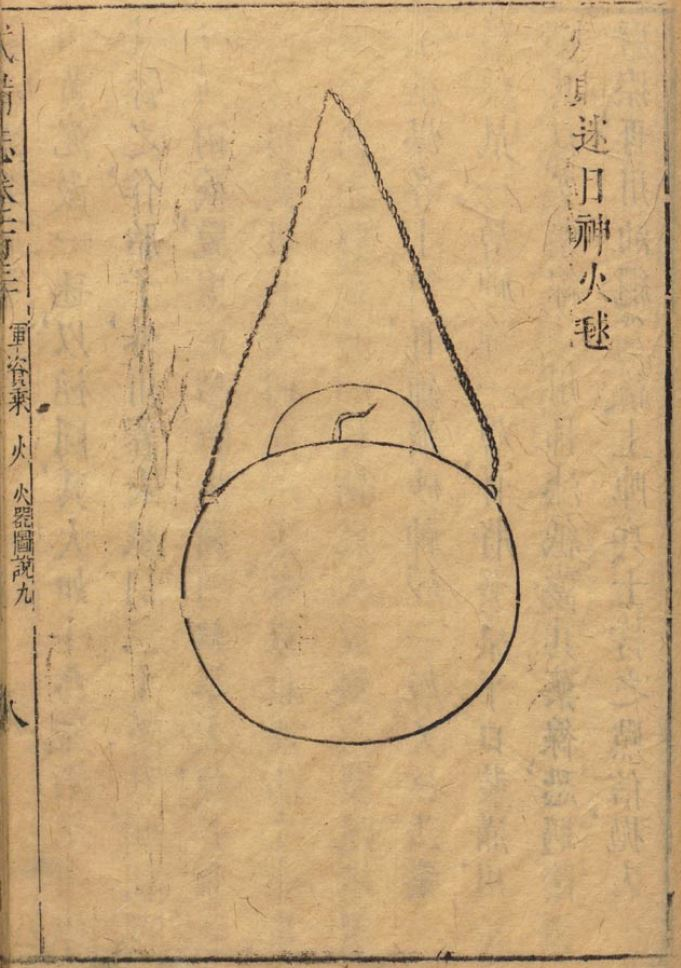
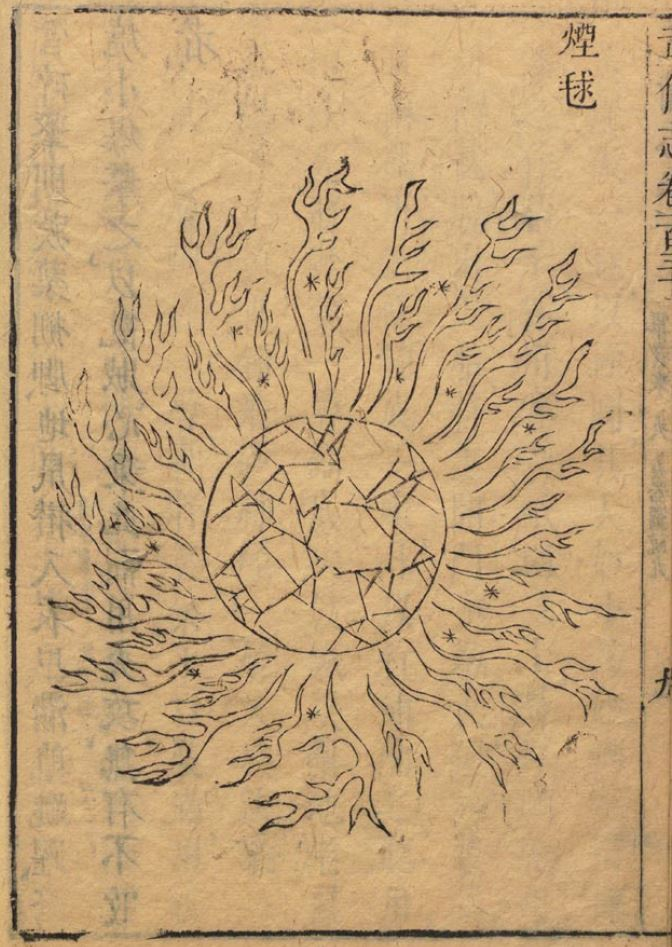
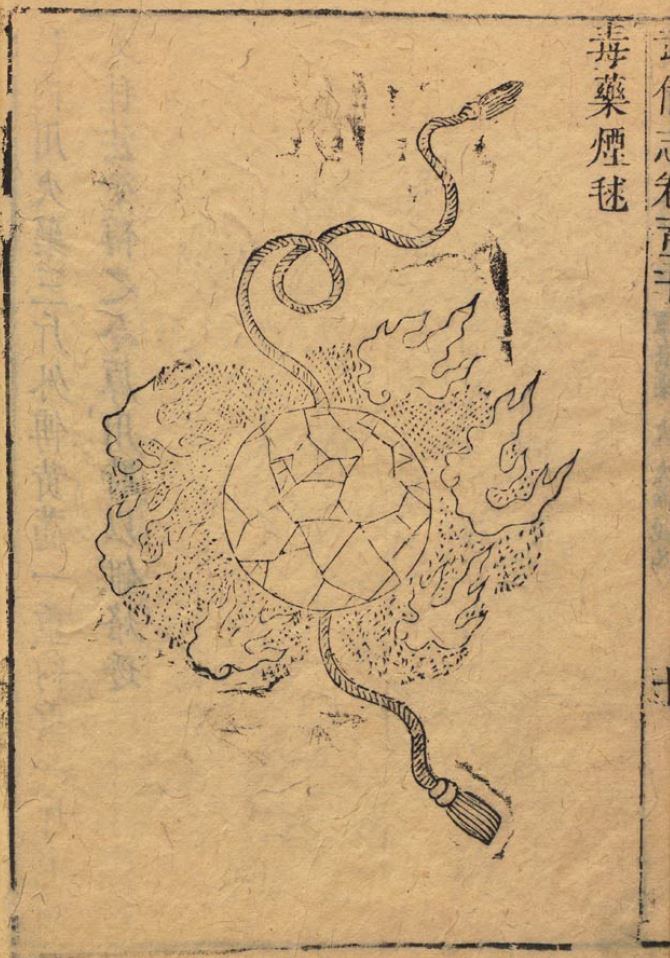
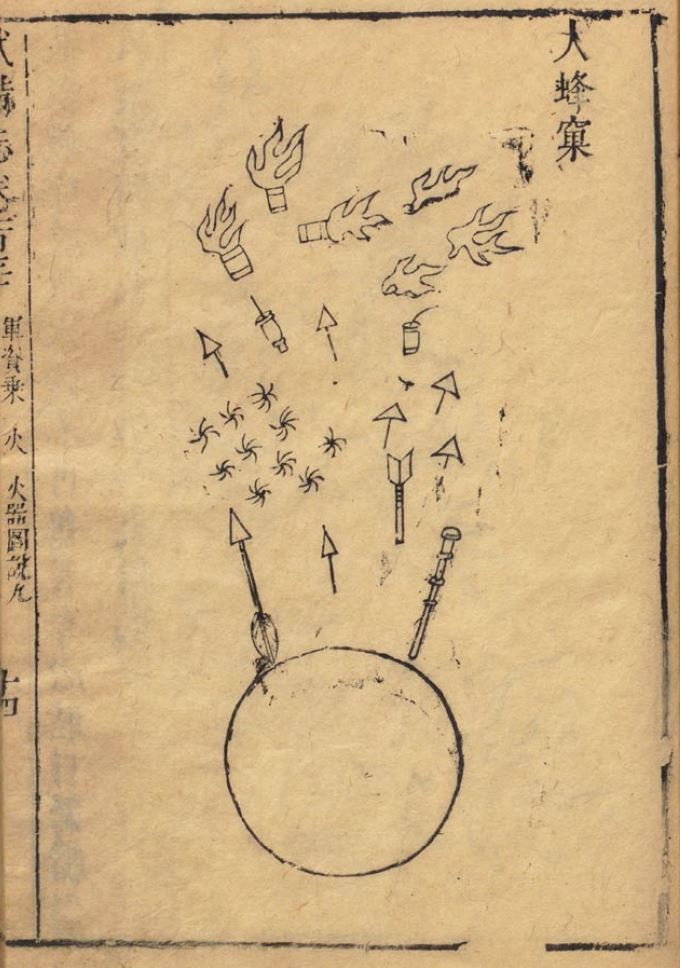
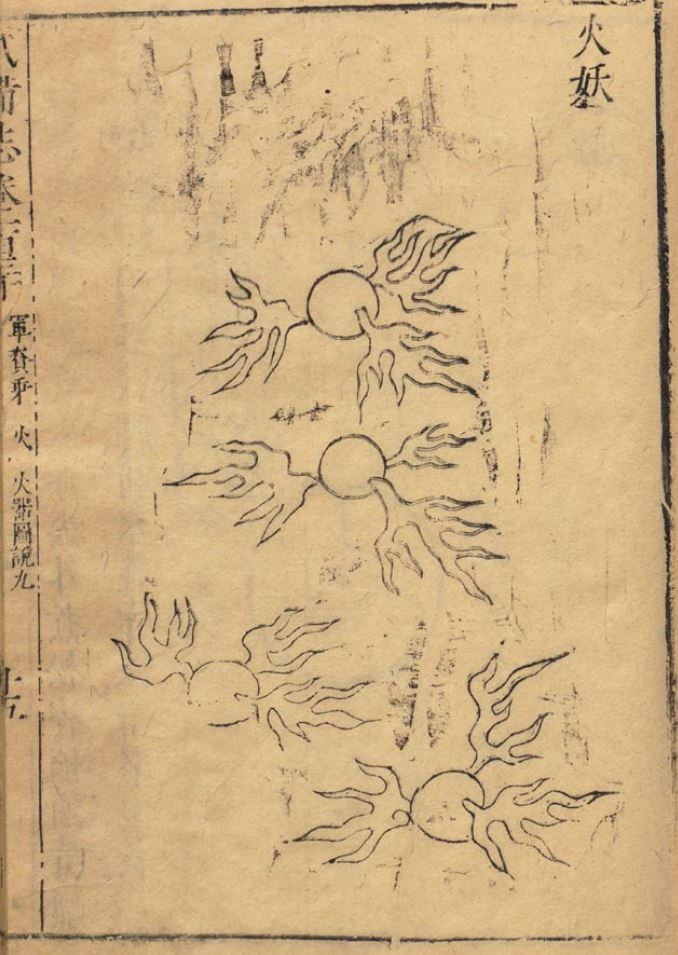
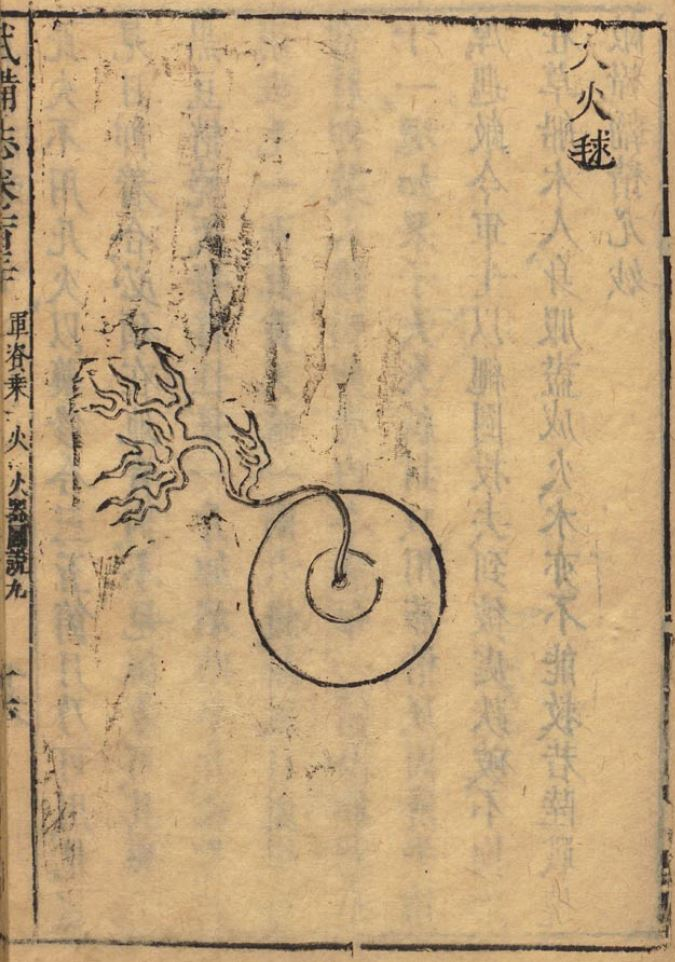
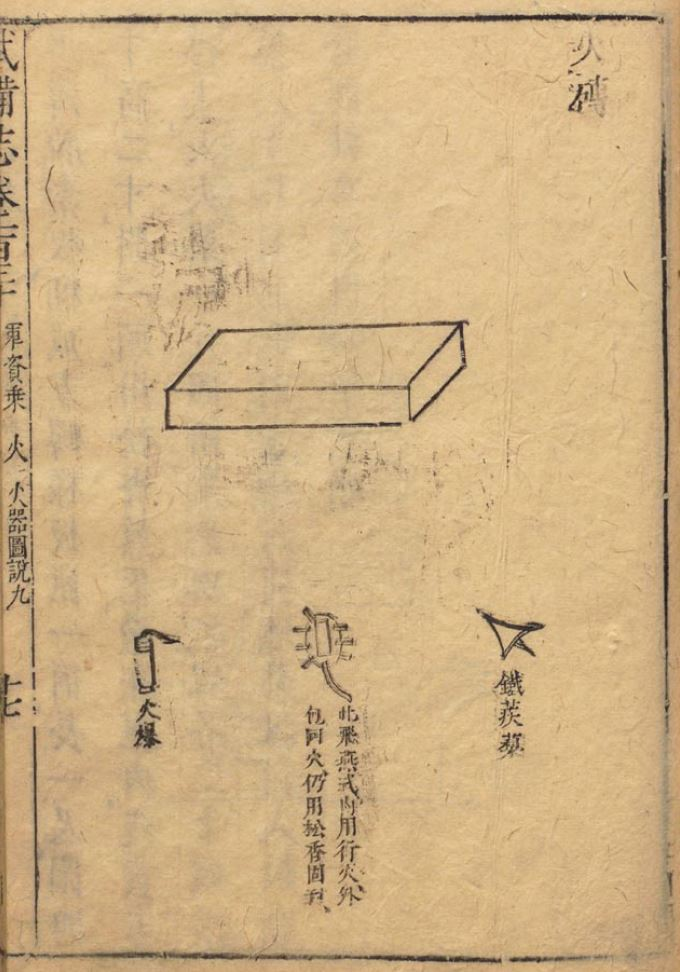
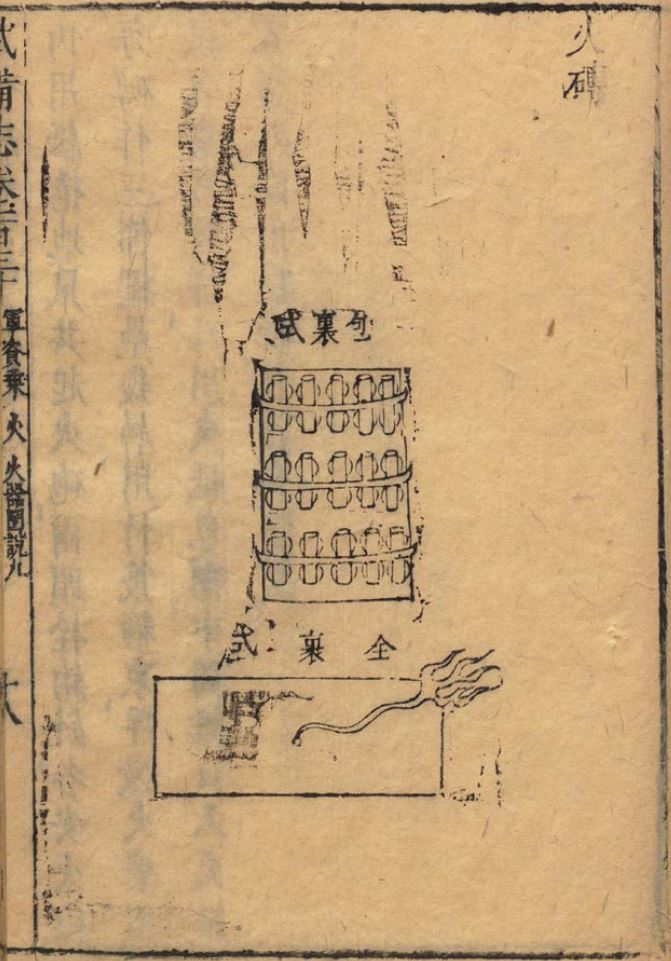
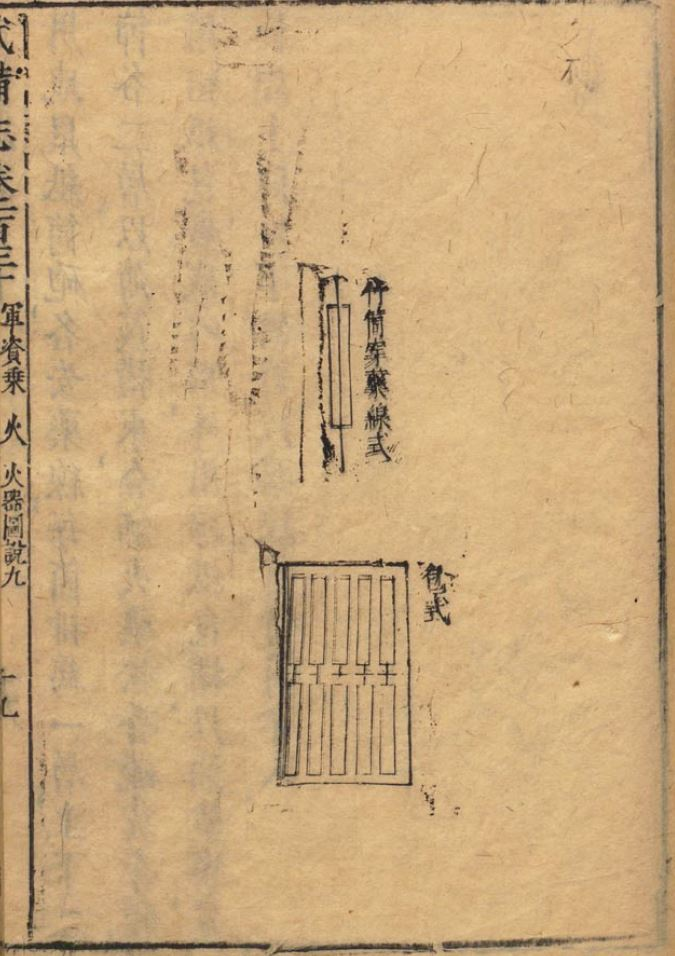
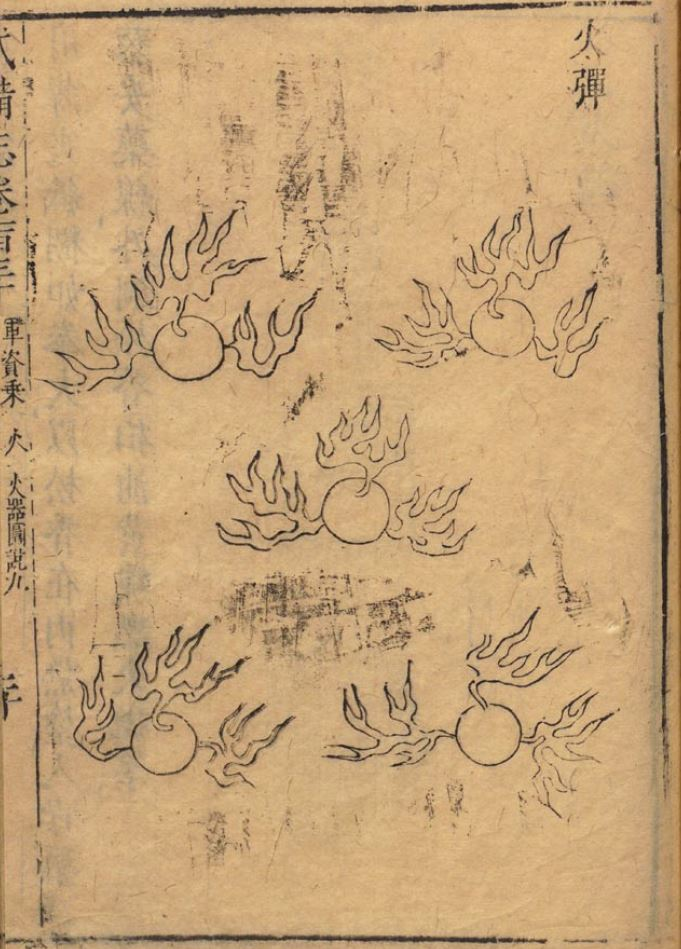
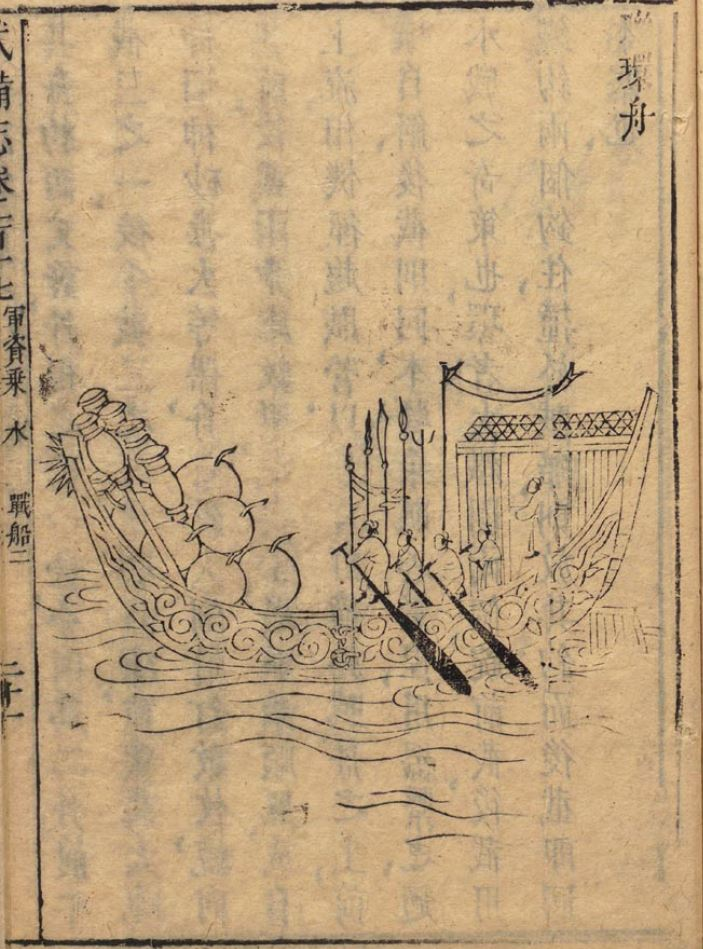
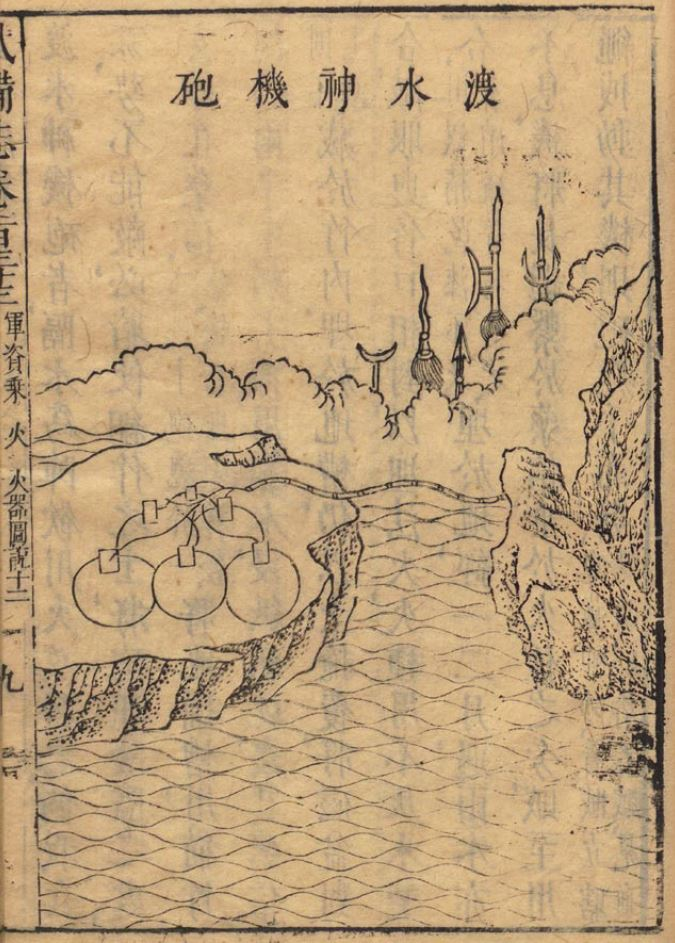

### Animais

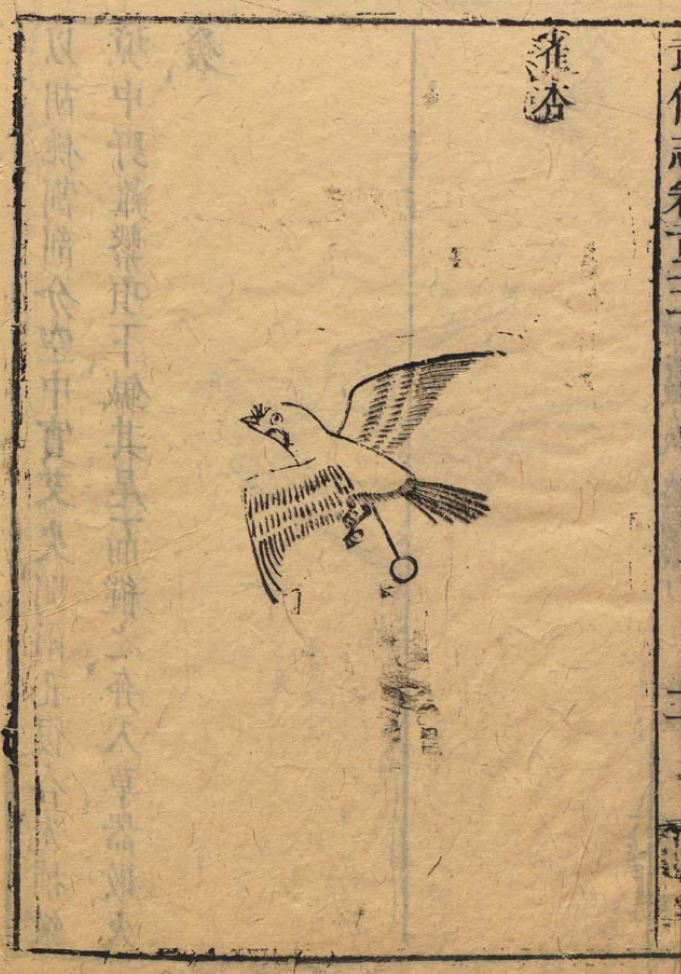
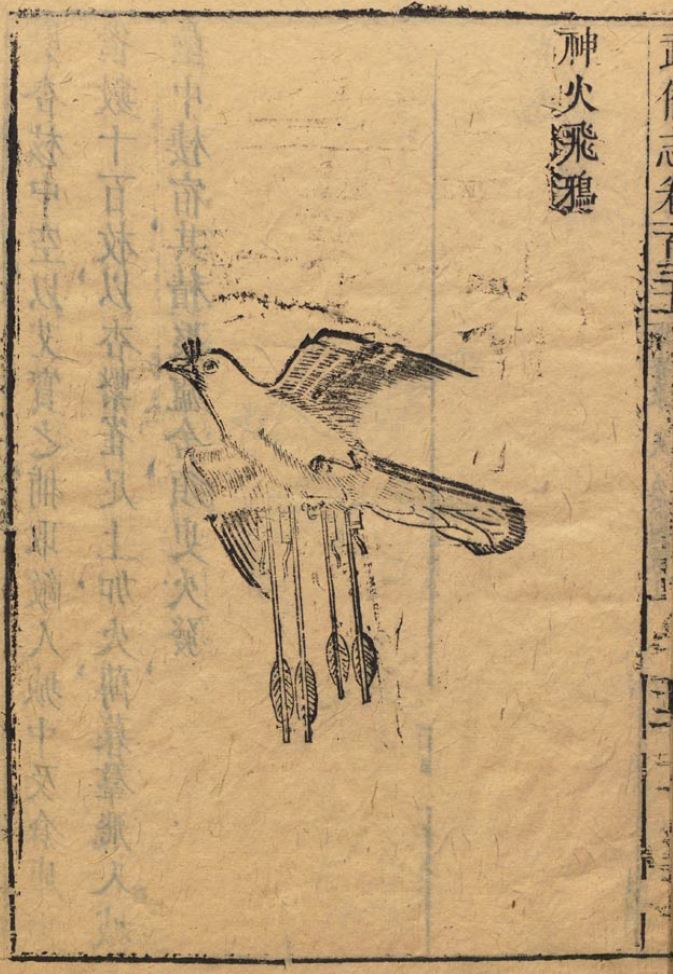
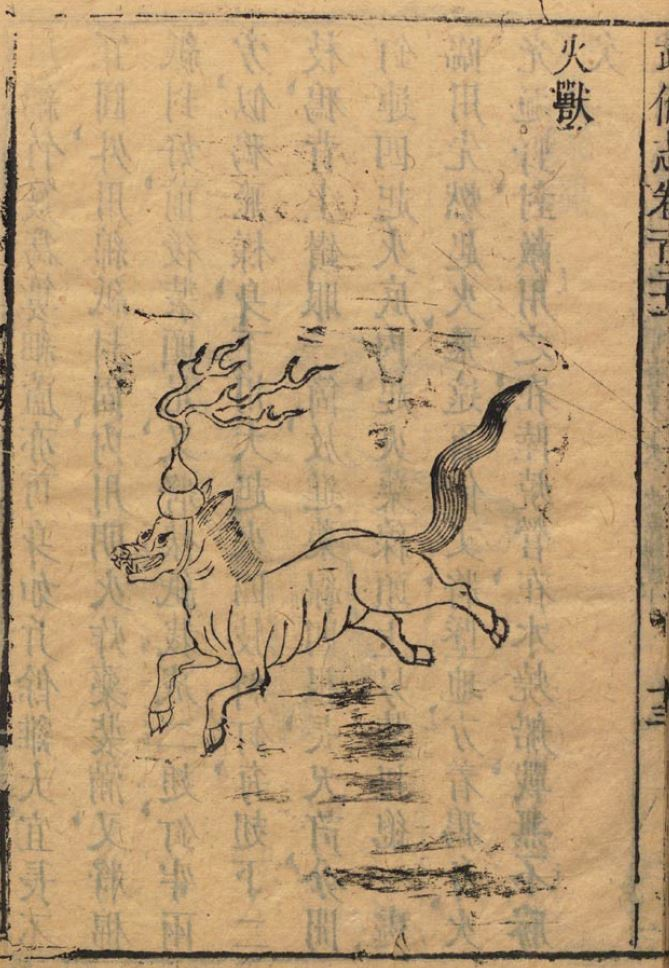
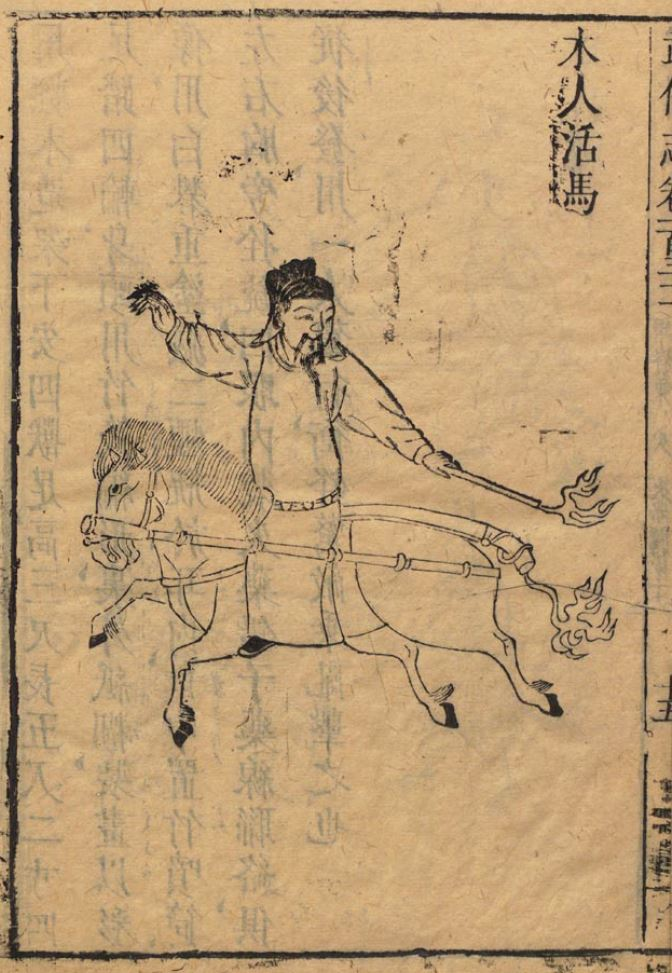
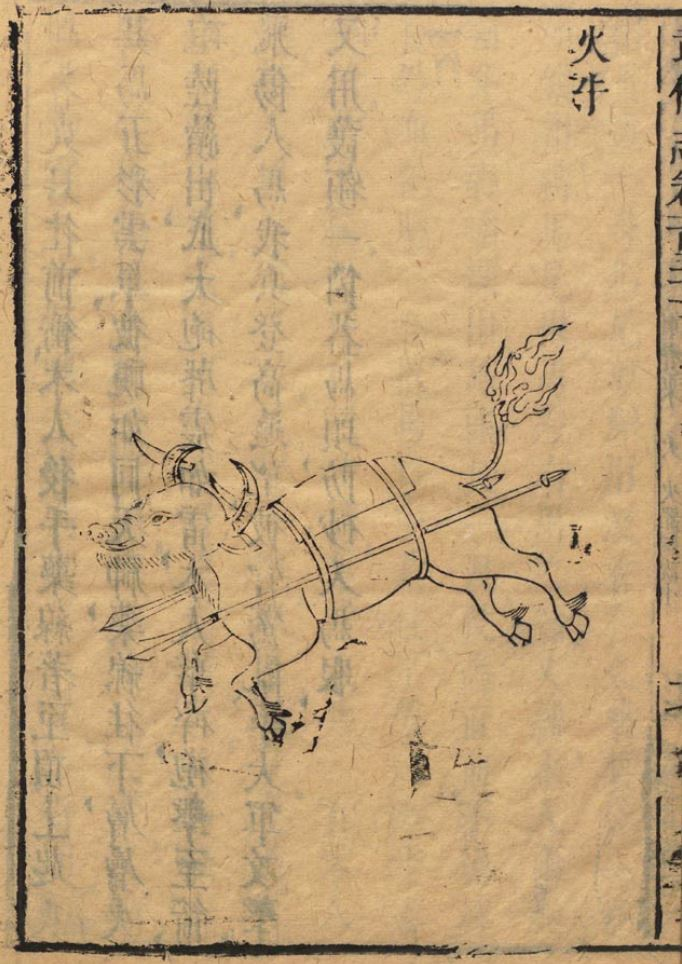
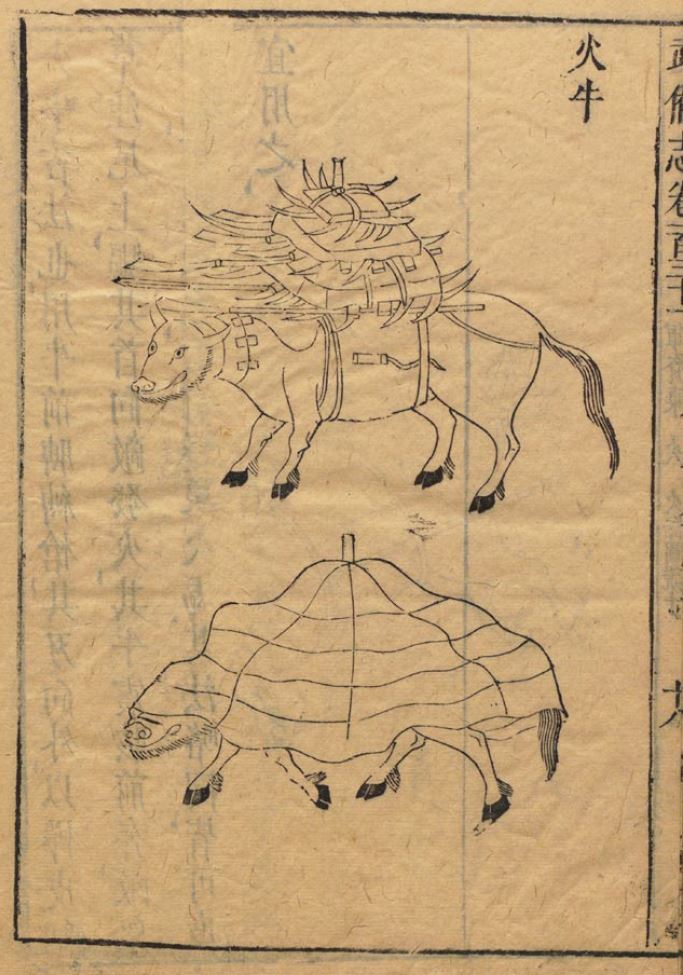
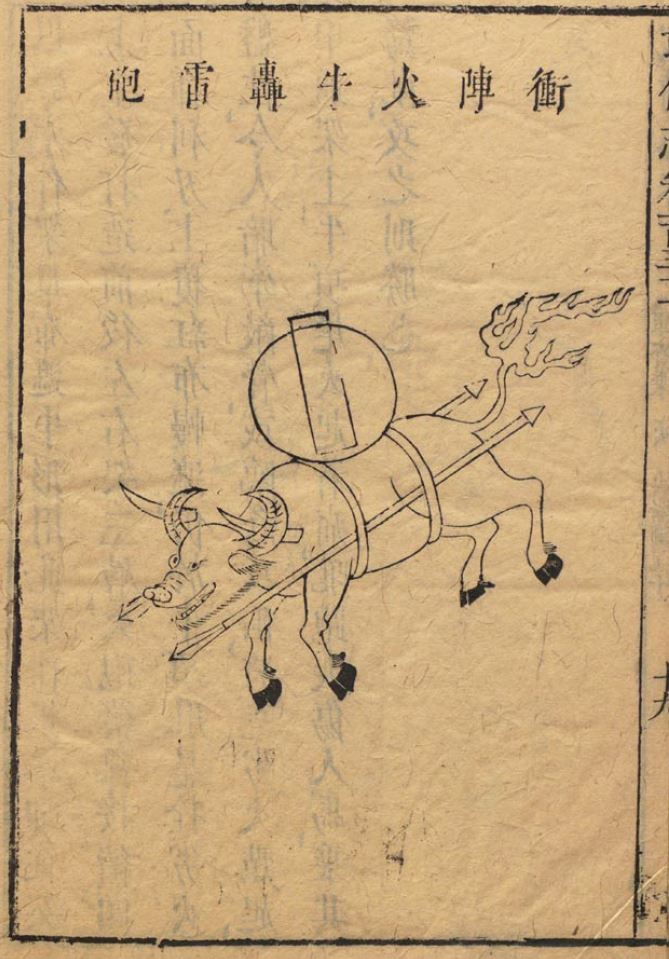